# シュトゥットガルト
- シュトゥットガルト
- シュツットガルト

シュトゥットガルト（ドイツ語: Stuttgart, [ˈʃtʊtgart] ( 音声ファイル)、シュヴァーベン語: Schduegerd、元々は "Gestüt"（馬の飼育場）を意味する）は、ドイツ連邦共和国・バーデン＝ヴュルテンベルク州の州都で、人口633,484人（2023年12月31日現在）を擁する同州最大の都市である。

## 概要
ドイツ第6の都市であるこの街は、約280万人を含むドイツ最大級の人口集中地域の1つ、シュトゥットガルト地域の中心地である。さらにドイツで5番目に大きなシュトゥットガルト都市圏（人口約530万人）の中心都市である。シュトゥットガルトはシュタットクライス（都市郡、郡独立市）の地位にあり、23のシュタットベツィルク（都市管区）からなる。バーデン＝ヴュルテンベルク州の州政府および州議会、州や連邦の数多くの役所の所在地であるシュトゥットガルトは州の政治的中心地である。シュトゥットガルト行政管区を運営する管区本部所在地でもある。シュトゥットガルト行政管区の3つの地域の1つであるシュトゥットガルト地域の地域議会はシュトゥットガルトで開催される。シュトゥットガルトはさらに、福音主義ヴュルテンベルク監督管区の本部所在地であり、カトリックのロッテンブルク＝シュトゥットガルト司教区の一部である。この街は重要な経済都市・金融都市でもある。ドイツの自動車メーカー、ダイムラーとポルシェの創業地として知られるが、他方ではドイツで最も頻繁に粒子状物質の境界値を超え、ドイツの人口集中地域の中で最も混雑した都市でもある。
シュトゥットガルトの都市景観は、多くの丘陵（一部はブドウ畑になっている）、シュトゥットガルト盆地やネッカータールのような谷、ローゼンシュタインパルク、シュロスガルテン（宮殿庭園）、ヘーエンパルクなどの緑地、多くが戦後建築からなる密集した都市建築、様々な建築文化財、教会、いくつかの高層建築によって形成されている。

## 地理

### 位置
シュトゥットガルト（地元のシュヴァーベン方言では Schduagerd）は、バーデン＝ヴュルテンベルク州の中心に位置している。

### 地形
中核市区は、北東のネッカー川に向かって流れるネーゼンバッハ川とその支流、特にフォーゲルザングバッハ川が流れる「シュトゥットガルト盆地」の「森とブドウの間に」ある。市区部を含めると市域の北はネッカー盆地に、西はグレムスヴァルトやゴイに、東はシュールヴァルトの支脈に、南はフィルダーエベーネおよびシェーンブーフの支脈にまで達する。ネッカー川は南東部のエスリンゲン・アム・ネッカーからヘーデルフィンゲン/オーバーテュルクハイム地区付近を通って市域に流れ込み、ミュールハウゼン地区から北東に抜けて行く。
市域は、大都市としては珍しく、ほぼ 350 m 達する大きな高低差がある。高度はネッカー堰付近の海抜 207 m からシュトゥットガルト・アウトバーンジャンクションに近いベルンハルツヘーエの 549 m までである。最も高い山としては、盆地周縁部のビルケンコプフ (511 m)、ネッカータールにそびえるヴュルテンベルク (411 m)、北西の市境にあるグリューネ・ハイナー (395 m) がある。

### 気候
幅の広いシュトゥットガルト盆地と建物が建て込んでいることから、気候は比較的穏やかであるが、時々蒸し暑い日がある。シュヴァルツヴァルト、シュヴェービシェ・アルプ、シュールヴァルト、シュヴァーベン＝フランケンの森といった高地の連なりが、さらにこの地域全体を風から護っている。こうした条件からシュトゥットガルトの斜面はブドウ栽培に利用されている、シュトゥットガルトのブドウ畑は 409 ha で、市域面積の約 2 % にあたる（2014年）。
シュトゥットガルトの年間平均気温は 10.0 ℃、空港付近の2011年から2020年の平均気温は 10.8 ℃であった。冬季は、盆地に位置する内市街では雪や氷結はほとんどない。内市街では密に建て込んだ建物のため、強く感じられる風も珍しい。たびたび起こる逆転現象にもかかわらず、盆地内には新鮮な空気が存在する。これは、多くの箇所（特にシュトゥットガルト＝ヴェスト）に建物がなく、新鮮な空気の通り道となっているためである。西部の高地にある自然保護区「ロート・ウント・シュヴァルツヴィルトパルク」の森林も、高度の低い内市街に新鮮な空気を供給する機能を有している。空気の清浄さを改善し、粒子状物質を減らすために、2005年にトラックの通行が禁止されたが、2008年3月1日の微細粒子法に関連してこの禁止は解除された。しかし2010年3月から新たなトラック通行禁止令が発効した。
シュトゥットガルト地域の風下側は、ドイツでも降水量の少ない地域の1つに数えられる。雲はシュヴェービシェ・アルプやシュヴァルツヴァルトに雨を降らせて、比較的乾いた空気だけがシュトゥットガルトに達する。人口増加は20世紀初めに飲料水の不足を招き、1917年にドナウリートから山地を越える遠距離水道が初めて稼働した。1959年にはボーデン湖からの水供給が始まった。
| シュトゥットガルト、シュナレンベルク測候所の気候   | シュトゥットガルト、シュナレンベルク測候所の気候 | シュトゥットガルト、シュナレンベルク測候所の気候 | シュトゥットガルト、シュナレンベルク測候所の気候 | シュトゥットガルト、シュナレンベルク測候所の気候 | シュトゥットガルト、シュナレンベルク測候所の気候 | シュトゥットガルト、シュナレンベルク測候所の気候 | シュトゥットガルト、シュナレンベルク測候所の気候 | シュトゥットガルト、シュナレンベルク測候所の気候 | シュトゥットガルト、シュナレンベルク測候所の気候 | シュトゥットガルト、シュナレンベルク測候所の気候 | シュトゥットガルト、シュナレンベルク測候所の気候 | シュトゥットガルト、シュナレンベルク測候所の気候 | シュトゥットガルト、シュナレンベルク測候所の気候 |
| 月                                                 | 1月                                              | 2月                                              | 3月                                              | 4月                                              | 5月                                              | 6月                                              | 7月                                              | 8月                                              | 9月                                              | 10月                                             | 11月                                             | 12月                                             | 年                                               |
| -------------------------------------------------- | ------------------------------------------------ | ------------------------------------------------ | ------------------------------------------------ | ------------------------------------------------ | ------------------------------------------------ | ------------------------------------------------ | ------------------------------------------------ | ------------------------------------------------ | ------------------------------------------------ | ------------------------------------------------ | ------------------------------------------------ | ------------------------------------------------ | ------------------------------------------------ |
| 平均最高気温 °C （°F）                             | 4.8 (40.6)                                       | 8.6 (47.5)                                       | 11.8 (53.2)                                      | 16.9 (62.4)                                      | 19.8 (67.6)                                      | 24.3 (75.7)                                      | 26.4 (79.5)                                      | 25.3 (77.5)                                      | 21.7 (71.1)                                      | 16.0 (60.8)                                      | 9.5 (49.1)                                       | 6.4 (43.5)                                       | 15.96 (60.71)                                    |
| 日平均気温 °C （°F）                               | 2.1 (35.8)                                       | 4.3 (39.7)                                       | 7.1 (44.8)                                       | 11.4 (52.5)                                      | 14.6 (58.3)                                      | 19.1 (66.4)                                      | 20.9 (69.6)                                      | 20.0 (68)                                        | 16.3 (61.3)                                      | 11.5 (52.7)                                      | 6.0 (42.8)                                       | 3.7 (38.7)                                       | 11.42 (52.55)                                    |
| 平均最低気温 °C （°F）                             | −0.6 (30.9)                                      | 0.6 (33.1)                                       | 2.7 (36.9)                                       | 5.9 (42.6)                                       | 9.5 (49.1)                                       | 14.0 (57.2)                                      | 15.4 (59.7)                                      | 14.8 (58.6)                                      | 11.4 (52.5)                                      | 7.8 (46)                                         | 3.0 (37.4)                                       | 1.0 (33.8)                                       | 7.13 (44.82)                                     |
| 降水量 mm （inch）                                 | 51 (2.01)                                        | 36 (1.42)                                        | 39 (1.54)                                        | 27 (1.06)                                        | 68 (2.68)                                        | 93 (3.66)                                        | 59 (2.32)                                        | 65 (2.56)                                        | 40 (1.57)                                        | 43 (1.69)                                        | 39 (1.54)                                        | 40 (1.57)                                        | 600 (23.62)                                      |
| 平均降水日数                                       | 18                                               | 12                                               | 13                                               | 10                                               | 13                                               | 13                                               | 12                                               | 11                                               | 10                                               | 14                                               | 14                                               | 17                                               | 157                                              |
| 平均月間日照時間                                   | 59                                               | 115                                              | 168                                              | 214                                              | 223                                              | 242                                              | 272                                              | 227                                              | 202                                              | 119                                              | 81                                               | 66                                               | 1,988                                            |
| 出典：wetterdienst.de 2015/04 - 2021/03 の気候統計 |                                                  |                                                  |                                                  |                                                  |                                                  |                                                  |                                                  |                                                  |                                                  |                                                  |                                                  |                                                  |                                                  |

### 地域

#### 行政区画
州都シュトゥットガルトの市域は、行政上、5つの「イネーラー・シュタットベツィルク」（直訳: 内部都市管区）と18の「オイセーラー・シュタットベツィルク」（直訳: 周辺都市管区）に分けられる。各都市管区には、管区委員会と管区長が存在する。内部都市管区の管区長は名誉職で、無給で業務に当たる。
都市管区はさらにシュタットタイル（市区）からなる。市区の数は基本条例に基づき、2007年7月1日と2009年1月1日に増加した。2009年の増加以後シュトゥットガルトの市内には、23の都市管区と152の市区が存在する。シュタットベツィルクの概要を以下に示す。人口は2020年12月31日現在の数値である。
| No.                                     | シュタットベツィルク               | 人口 （人） | 面積 （ha） | 市区数 | 地図                                  |
| --------------------------------------- | ---------------------------------- | ----------- | ----------- | ------ | ------------------------------------- |
| イネーラー・シュタットベツィルク No. 1  | シュトゥットガルト＝ミッテ（中央） | 23,625      | 380.8       | 10     | Lage des Stadtbezirks Stuttgart-Mitte |
| イネーラー・シュタットベツィルク No. 2  | シュトゥットガルト＝ノルト（北）   | 27,275      | 681.5       | 11     | Lage des Stadtbezirks Stuttgart-Nord  |
| イネーラー・シュタットベツィルク No. 3  | シュトゥットガルト＝オスト（東）   | 48,305      | 903.5       | 8      | Lage des Stadtbezirks Stuttgart-Ost   |
| イネーラー・シュタットベツィルク No. 4  | シュトゥットガルト＝ジュート（南） | 43,757      | 958.6       | 7      | Lage des Stadtbezirks Stuttgart-Süd   |
| イネーラー・シュタットベツィルク No. 5  | シュトゥットガルト＝ヴェスト（西） | 52,470      | 1,864.3     | 9      | Lage des Stadtbezirks Stuttgart-West  |
| オイセラー・シュタットベツィルク No. 1  | バート・カンシュタット             | 70,600      | 1,571.3     | 18     | Lage des Stadtbezirks Bad Cannstatt   |
| オイセラー・シュタットベツィルク No. 2  | ビルカハ                           | 7,146       | 308.9       | 3      | Lage des Stadtbezirks Birkach         |
| オイセラー・シュタットベツィルク No. 3  | ボートナング                       | 13,108      | 213.5       | 4      | Lage des Stadtbezirks Botnang         |
| オイセラー・シュタットベツィルク No. 4  | デガーロッホ                       | 16,527      | 802.1       | 5      | Lage des Stadtbezirks Degerloch       |
| オイセラー・シュタットベツィルク No. 5  | フォイアーバッハ                   | 29,929      | 1,155.4     | 8      | Lage des Stadtbezirks Feuerbach       |
| オイセラー・シュタットベツィルク No. 6  | ヘーデルフィンゲン                 | 10,396      | 732.4       | 4      | Lage des Stadtbezirks Hedelfingen     |
| オイセラー・シュタットベツィルク No. 7  | メーリンゲン                       | 32,783      | 1,504.4     | 9      | Lage des Stadtbezirks Möhringen       |
| オイセラー・シュタットベツィルク No. 8  | ミュールハウゼン                   | 25,489      | 912.0       | 5      | Lage des Stadtbezirks Mühlhausen      |
| オイセラー・シュタットベツィルク No. 9  | ミュンスター                       | 6,721       | 221.0       | 1      | Lage des Stadtbezirks Münster         |
| オイセラー・シュタットベツィルク No. 10 | オーバーテュルクハイム             | 8,573       | 546.2       | 2      | Lage des Stadtbezirks Obertürkheim    |
| オイセラー・シュタットベツィルク No. 11 | プリーニンゲン                     | 13,325      | 1,307.5     | 5      | Lage des Stadtbezirks Plieningen      |
| オイセラー・シュタットベツィルク No. 12 | ジレンブーフ                       | 23,933      | 745.7       | 3      | Lage des Stadtbezirks Sillenbuch      |
| オイセラー・シュタットベツィルク No. 13 | シュタムハイム                     | 12,384      | 433.4       | 2      | Lage des Stadtbezirks Stammheim       |
| オイセラー・シュタットベツィルク No. 14 | ウンターテュルクハイム             | 16,552      | 605.5       | 8      | Lage des Stadtbezirks Untertürkheim   |
| オイセラー・シュタットベツィルク No. 15 | ファイインゲン                     | 45,875      | 2,089.3     | 12     | Lage des Stadtbezirks Vaihingen       |
| オイセラー・シュタットベツィルク No. 16 | ヴァンゲン                         | 9,251       | 342.6       | 1      | Lage des Stadtbezirks Wangen          |
| オイセラー・シュタットベツィルク No. 17 | ヴァイリムドルフ                   | 31,673      | 1,258.5     | 6      | Lage des Stadtbezirks Weilimdorf      |
| オイセラー・シュタットベツィルク No. 18 | ツッフェンハウゼン                 | 38,563      | 1,196.3     | 11     | Lage des Stadtbezirks Zuffenhausen    |

#### 再開発

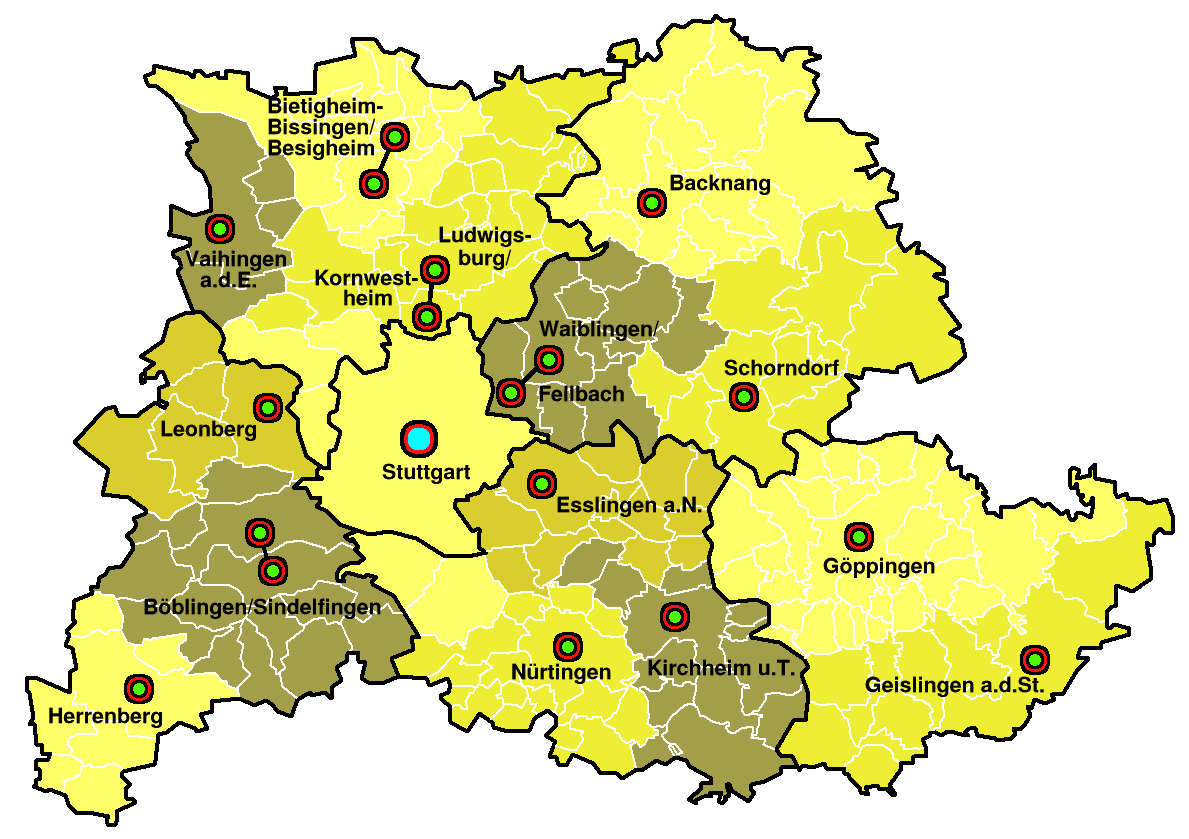
シュトゥットガルト地域

シュトゥットガルト市は、バーデン＝ヴュルテンベルク州に14あるオーバーツェントルム（上級中心都市）の1つである。この街は、シュトゥットガルト市と5つの郡で構成される、総人口267万人のシュトゥットガルト地域の上級中心都市である。
上級中心シュトゥットガルトの管轄下（シュトゥットガルト地域）には以下のミッテルツェントルム（中級中心都市）がある。
バックナング、ビーティヒハイム＝ビシンゲン/ベージヒハイム、ベーブリンゲン/ジンデルフィンゲン、エスリンゲン・アム・ネッカー、ガイスリンゲン・アン・デア・シュタイゲ、ゲッピンゲン、ヘレンベルク、キルヒハイム・ウンター・テック、レオンベルク、ルートヴィヒスブルク/コルンヴェストハイム、ニュルティンゲン、ショルンドルフ、ファイインゲン・アン・デア・エンツ、ヴァイブリンゲン/フェルバッハ。
シュトゥットガルト市は、ラインフェルデン＝エヒターディンゲンとフィルダーシュタット（ともにエスリンゲン郡）およびディッツィンゲン、ゲルリンゲン、コルンタール＝ミュンヒンゲン（いずれもルートヴィヒスブルク郡）の中級中心としても機能している。
シュトゥットガルト市はシュトゥットガルト大都市圏の中心であり、この大都市圏内に存在する3つの上級中心の1つである。シュトゥットガルト大都市圏には合計530万人が住む。

#### 土地利用
2019年現在の市域面積 20,733 ha の用途別内訳は以下の通りである。
| 土地用途             | 面積 (ha) | 占有率 (%) |
| -------------------- | --------- | ---------- |
| 住宅地および産業用地 | 7,675     | 37.0       |
| 交通用地             | 3,052     | 14.7       |
| 農業用地             | 4,711     | 22.7       |
| 森林                 | 4,877     | 23.5       |
| 水域                 | 272       | 1.3        |
| その他               | 145       | 0.7        |

#### 自然
シュトゥットガルトの市域には以下の自然保護区が存在する。バーデン＝ヴュルテンベルク州の環境、測量、自然保護局 (LUBW) の保護地域統計によれば、市内で 1,353.19 ha が自然保護区に指定されている。これは市域面積の 6.53 % にあたる。
- ビュスナウアー・ヴィーゼンタール: 27.8 ha; ファイインゲン地区
- アイヒェンハイン: 34.2 ha; リーデンベルク地区とジレンブーフ地区
- グロイッターヴァルト: 151.3 ha（シュトゥットガルト部分はこのうち 149.4 ha）; ヴァイリムドルフ地区、ツッフェンハウゼン地区、フォイアーバッハ地区、コルンタール（ルートヴィヒスブルク郡）
- ヘスラッハヴァルト: 53.6 ha（シュトゥットガルト部分はこのうち 45 ha）; プリーニンゲン地区とケムナート（エスリンゲン郡）
- ロートヴィルトパルク・バイ・シュトゥットガルト（ロート・ウント・シュヴァルツヴィルトパルク）: 830.5 ha; シュトゥットガルト地区とファイインゲン地区
- 斜面の森や周辺地域を含むウンテーレス・フォアーバッハタール: 47.5 ha; ミュールハウゼン地区とツッフェンハウゼン地区
- ヴァイダハヴァルトとツェタハヴァルト: 226.0 ha; メーリンゲン地区とプリーニンゲン地区

シュトゥットガルトは、アメリカ大陸以外で唯一の、野生のオオキボウシインコの棲息地として全国的に知られている。

#### 住宅状況
シュトゥットガルトの平均賃料は、1平米あたり9.92ユーロで、フランクフルト (8.87ユーロ) を上回り、ミュンヘン (10.22ユーロ)よりも安い（2017年現在）。

### 人口

シュトゥットガルトの人口推移

#### 人口推移
シュトゥットガルトは、1875年に初めて人口10万人を超え、これによりバーデン＝ヴュルテンベルク州で最初の大都市となった。1905年に25万人を超え、1950年にはさらに倍の50万人に達した。1962年の人口は、史上最高値の640,560人となった。この街は人口においてドイツで6番目に大きな都市であり、南ドイツではミュンヘンに次ぎ、ニュルンベルクに勝る第2の都市である。バーデン＝ヴュルテンベルク州内では、カールスルーエとマンハイムが少しの差でこれに続く。
2019年末における住民の平均年齢は42.0歳であった。
Zensus 2011 によれば、移民を先祖に持つ住民の割合は 38.6 % であった。これは、フランクフルトの 44.2 % に次ぎ、ニュルンベルクの 36.4 % に勝るドイツの大都市中2番目に高い比率であった。2020年の外国人比率は 25.6 % で、移民を祖先に持つ住民の割合は 45.6 % であった。
2021年3月時点でシュトゥットガルト市に住民登録している人数は、主たる住所地としている人口が 611,583人、副次的な住所地としている人口が 6,637人であった。
2019年の出生数は 6,733人（2018年は 6,618人）で、最も多かった2016年（6,970人）に比べ237人少なかった。出生数は2012年から2016年に大きく増加したが、その後減少に転じている。
シュトゥットガルトの年間死亡者数は2000年代から、5000人から5700人の間で推移している。2018年の死亡者数は5,435人、2019年は5,249人であった。2019年の出生数は、死者数を1,484人上回った。

### 隣接自治体
以下の市町村が州都シュトゥットガルトと境を接する。北東から時計回りに列記する。
フェルバッハ、ケルネン・イム・レムスタール（ともにレムス＝ムル郡）、エスリンゲン・アム・ネッカー、オストフィルデルン、ノイハウゼン・アウフ・デン・フィルデルン、フィルダーシュタット、ラインフェルデン＝エヒターディンゲン（いずれもエスリンゲン郡）、ジンデルフィンゲン、レオンベルク（ベーブリンゲン郡）、ゲルリンゲン、ディッツィンゲン、コルンタール＝ミュンヒンゲン、メークリンゲン、コルンヴェストハイム、レムスエック・アム・ネッカー（いずれもルートヴィヒスブルク郡）。シュトゥットガルト地域の5つの郡のうち4つがシュトゥットガルトと境を接している。

## 歴史

### 古代

#### ローマ時代

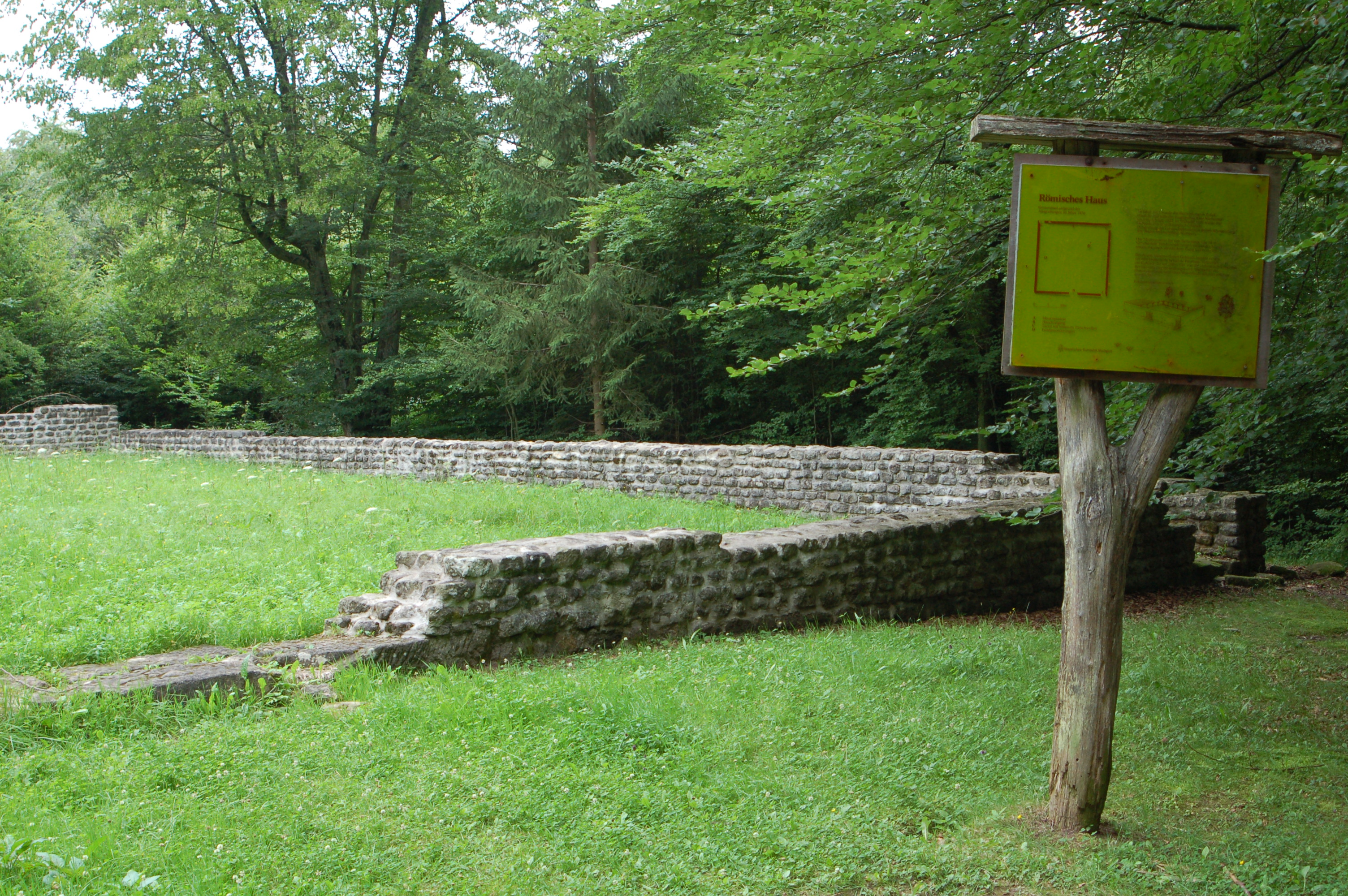
ローマ時代の屋敷跡

現在のシュトゥットガルトの市域の中で、その位置から古来重要視されていた集落が、現在のカンシュタット市区のネッカー河畔の高台に位置するアルテンブルクであった。ネッカー川左岸に位置するこの高台にはすでに先史時代から定住が行われており、紀元後90年頃にシュトゥットガルトの市内で歴史が遺る時代の最も古い集落が形成された。ここに集まる交通路の安全を守るためにローマの城塞（カステル・カンシュタット）が設けられ、約500人の騎兵部隊が配備されていた。城塞の周辺、ネッカー川の東側にあたる現在のバート・カンシュタット旧市街に、防衛施設を持つ都市型の集落（ウィクス）が建設された。159年/160年にリメスとともに城塞が東のヴェルツハイム (Valentia ?) に移された後もこの集落は発展を続けた。発掘調査でこの集落の大きさは少なくとも19ヘクタール以上であることが証明された（1986年の調査結果）。したがって、ローマ時代のカンシュタットは、中世のカンシュタット（市壁内の面積は約10ヘクタール）よりも広く、現在のバーデン＝ヴュルテンベルク州内ではラーデンブルク (Lopodunum) やロッテンブルク・アム・ネッカー (Sumelocenna) に次ぎ、ヴィンプフェン、ロットヴァイル (Arae Flaviae)およびハイデンハイム・アン・デア・ブレンツ (Aquileia) と同レベルの大都市の1つであった。ローマ時代にはマインツやラインラント地方からアウクスブルクやラエティアへ向かう街道のほぼ全てが現在のバート・カンシュタットを通っていた。ローマ時代にも、バート・カンシュタットの豊富なミネラル水源はすでに利用されていたようだ。
しかしローマ時代の大規模建造物（水道、浴場、劇場、市壁、フォルムなど）の証拠はない。3世紀初めになると、ローマ時代の墓地の面積が小さくなることから、この街の人口はこの時期に大きく減少したようだ。この都市には、Beneficiarius（警察のような機能を持つ兵士）の駐在所と民営の大きなレンガ工場があった。レンガ工場では陶器製品や要求度の高い建築用セラミックが生産されていた。発掘調査によって、遅くとも紀元後1世紀のローマ人はライン川やモーゼル川の流域でワイン製造を行っており、民族移動時代にもワイン製造が続けられていたことが証明された。シュトゥットガルト周辺地域でも同様であったかどうかはこれまで証明されていない。ネッカー地域でのワイン製造（ラーデンブルク）は628年に、バイエルンにおいても7世紀に遡ることが証明されている。
カンシュタットのローマ支配の終焉は、遅くとも259年/260年からのアレマン人の侵入によってもたらされた。この街のローマ時代の名称は判っていない。
元々の（1905年にバート・カンシュタットと合併する以前の）シュトゥットガルトの市域には2つのローマ時代の大農場（ヴィラ・ルスティカ）があったことが証明されている。1つはホイスタイクフィールテル、もう1つは中央駅付近にあった。この他に中央駅近くにレンガ工場があり、その痕跡は新しい駅の建設工事中に発見された。現在のシュトゥットガルト市内にはさらに多くのローマ時代の農場があった。その1つが早くも1843年に発見されたもので、バート・カンシュタットから北に 1 km のシュトゥットガルト＝ミュンスターの中心部にあった。

### 中世

#### 民族移動時代
20世紀遅くになるまで、散発的なアレマン人の痕跡（特に1904年に発見された6世紀から埋葬されていたシュトゥットガルト＝フォイエルバッハの墓地）を除いて、現在のシュトゥットガルトの市域に民族移動時代にヒトが住んでいたことを示す直接的な証拠は見つかっていなかった。しかしこの好立地な場所に継続的にヒトが住んでいたことは確実であると思われていた。集落の継続性を示す間接的な証拠がシュトゥットガルトおよびその周辺のケルト語に由来するいくつかの地名である。たとえば、ヴュルテンベルク (Württemberg) はヴィルテンベルク城 (Wirtenberg) に由来するが、これはケルト語の Virodunum を語源としている。プラークザッテル (Pragsattel) やプラークフリードホーフ (Pragfriedhof) の Brag-、ボプザー (Bopser) 、ブリー (Brie、かつては Brige という地名で、ケルト語の briga に由来する）、ネッカー川 (Neckar) や、おそらく カンシュタット (Cannstatt、ケルト語の Condistat に由来する) もケルト語由来である。これらの地名から他の南西ドイツとの類似推論ができる。現在のシュトゥットガルトの市区メーリンゲン、ファイインゲン、プリーニンゲン、ヘーデルフィンゲンは、語尾の -ingen が示す通り、少なくとも6世紀にまで遡ることができる。
ローマ時代に成立したカンシュタットは、612年に創設された聖ガレン修道院に対する寄進に関連して、700年頃に最初に文献に記録されている。これがこの地域の最も古い文献記録である。墓地の発掘調査からこの集落には500年頃からすでにキリスト教徒が住んでいた。彼らによって650年から700年までの間に現在のシュタイク墓地の敷地にマルティンス教会が建設されたことで、この集落は周辺地域にとって特別な重要性を獲得した。この教会はコンスタンツ司教区に属し、現在のシュトゥットガルトの市域の大部分にとって母教会となった。この他の原始教会はコルンヴェストハイムにあった。635年に建設された教会で、現在の市域のやや北側に位置していた。3つめの教会は市域の南部プリーニンゲンに設けられた（600年頃）。これら3つの教会はいずれもフランク王国の守護聖人であるトゥールのマルティヌスに捧げられており、7世紀のシュトゥットガルト地域のキリスト教宣教の拠点となった。
シュトゥットガルト内市街地域にも民族移動時代にヒトが住んでいたことは最近になって証明された。2014年に中央駅の建築工事で、第16工区とその北に隣接するカンシュタッター通り沿いの導水管埋設現場において、地表から約 4 m 下に、3世紀から4世紀の初期アレマン時代の集落の遺構が発見された。259年/260年のリメス崩壊直後数十年で設けられたと推測される集落跡の発見は、この時代の数少ないアレマン人集落はほとんどすべてが高台に設けられていたため想定外のことであった。出土品には木造家屋の建築構造が含まれており、一部はオークの幹で造られた支柱の破片が遺っていた。これらの保存状態はとても良好で、年輪年代測定法によって精確な伐採年を知ることができるが、2019年になるまで行われていない。
この他にも1998年から2005年までの発掘調査により、アルテス・シュロス（旧宮殿）の下で8世紀から定住が行われていたことが判った。シュティフツ教会の下には7世紀にまで遡る埋葬の跡が見つかった。この場所に教会ができたのが確実に判るのは10世紀または11世紀からである。それは単廊式の初期ロマネスク教会で、規模は幅 9.10 m、（半円形のアプスを含め）全長約 25.10 m（内部はアプスを除いて 6.30 × 15,75 m）であった。発掘品の保存状態が悪く、シュティフツ教会の下のわずかな部分しか調査されていないため、ここにさらに古い時代の教会があった可能性がある。この古い、おそらく木造の教会建築があると仮定すれば、それはメロヴィング朝の墓の上の教会の位置を示しており、さらにはシュティフツ教会の入り口方と同じ方角を向いているはずである。遅くとも9世紀以降にアルプスの北側で新築された教会は、やむを得ない理由や先行する建物といった条件がない限り、精確さに違いはあれ、常に東西方向を向いて建てられている。これに対してシュティフツ教会は、その先行する建物を含めて全てが、ほぼ正確に南西 - 北東方向を向いて建てられている。
インメンホーフェン（旧市街の南西に位置する現在のホイスタイクフィールテル）、トゥンツホーフェン（旧市街の東側、中央駅の近く）、フランケンバッハといった小集落も7世紀にまで遡る。「フランケンバッハ」は、950年あるいはその少し前にシュトゥットガルトの地名の元となった馬の飼育場 (stuotgarten) が創設される以前の、後にシュトゥットガルトになる集落の名前であった可能性もある。

#### 馬の飼育場創設
10世紀ごろ、シュトゥットガルト自体は、ハンガリー人襲来の時代、926年から948年の間にアルテンブルクの南西 5 km のネーゼンバッハ川の谷に馬の飼育場 (中高ドイツ語でstuotgarte) として建設された。ハンガリー人の襲来が已んだのは、955年のアウクスブルク近郊レヒフェルトの戦いによってであった。考古学的発掘調査は、すでにメロヴィング朝後期からここに農民の集落が造られていたことを明らかにしている。定説では、創建はシュヴァーベン公リウドルフによるとされており、945年以後であると考えられている。選ばれた土地は、三方が閉ざされた谷という自然特性であったため、ネッカー川の渡渉地とは対照的に、大きな集落への発展には不利であった。シュトゥットガルトが後に重要性を得たのは、宮廷都市として選ばれたことによっている。

#### 市への発展
12世紀ごろ、シュトゥットガルトの名前は、1160年頃に Stukarten という表記でヒルザウ文書に初めて記された。Hugo de Stukarten という人物がシュタムハイムとザスバッハの所領をヒルザウ修道院に遺贈したときのものである。この記述は1950年代半ばに文書管理官カール・オットー・ミュラーによって発見された。
馬の飼育場近くにあった集落は、1200年頃にはバーデン辺境伯の所領となっていた。1219年にバーデン辺境伯ヘルマン5世によって都市に昇格したというハンスマルティン・デッカー＝ハウフの説は、一般的な支持を得られなかった。最初の確実な日付は1229年3月8日で、教皇グレゴリウス9世がベーベンハウゼン修道院に宛てた文書の中でシュトゥットガルトの名を記している。シュトゥットガルトは、1251年にメヒチルト・フォン・バーデンの嫁資としてヴュルテンベルク伯に贈られた。遅くともこの頃には、現在の旧宮殿の場所に城塞が建てられていた。この城塞の建設は12世紀後半から13世紀前半に始められた。
1286年、ハプスブルク家の王ルドルフはシュトゥットガルト市を包囲して、その市壁を破壊した。王は1287年にはシュトゥットガルト周辺のほとんど全ての場所を占領、または破壊した。ヴュルテンベルク伯エーバーハルト1世は1302年頃から、現在の旧宮殿の場所に、水城（水堀で囲まれた城）を建設した。帝国都市エスリンゲンが参戦して帝国戦争を引き起こした皇帝ハインリヒ7世との紛争で、ヴュルテンベルク伯はシュトゥットガルトを失った。シュトゥットガルトは1312年から1315年までエスリンゲンによって統治された。エーバーハルトはハインリヒの死後の政治状況を利用して、失った地域を取り戻した。ヴュルテンベルクの城も1311年にエスリンゲンによって破壊されていたため、1317年から、エスリンゲンによる継続的な脅威に対抗するのに有利な場所にあるシュトゥットガルトに伯の宮廷を置くため、防御の強化がなされた。1320年頃に教皇の許可を得て、ボイテルスバッハ（現在はヴァインシュタットの一部）から聖堂参事会とヴュルテンベルク家の廟所が移され、それまでのアルテンブルクのマルティンス教会に組み込まれた。こうして都市教会はシュティフツ教会として大幅に拡張された。最後に、1323年にコンスタンツ司教がマルティンス教会をその組織下に入れ、首席司祭の機能を与えた。遅くともこれによって、シュトゥットガルトはその重要性において、カンシュタットやアルテンブルクを凌ぐ存在となった。早くも14世紀末にはシュトゥットガルトの都市防衛施設の南東外側に最初のフォアシュタット（大都市を防御するための砦の役割を担った衛星都市）が建設された。このフォアシュタットは、エスリンガーフォアシュタットあるいは、レオンハルツ礼拝堂にちなんでレオンハルツフォアシュタットと呼ばれた。15世紀末にウルリヒ5世によって北西側に計画的に設計されたオーベーレ・フォアシュタットが建設された。その中心には現在のホスピタール教会を持つドミニコ会修道院が設けられた。1442年のニュルティンゲン条約によるヴュルテンベルク分割の結果、シュトゥットガルトは1442年から1482年までその一方の首都となった。1457年、シュトゥットガルト側のヴュルテンベルク貴族による代表者会議が（記録の上では）初めて開催された。これに対して、同年、レオンベルクでウーラハ側の代表者会議が行われた。市城壁内の面積は11-12 ha、1545年頃の人口は約4000人であった。

#### 宮廷都市
ヴュルテンベルク公の宮廷都市

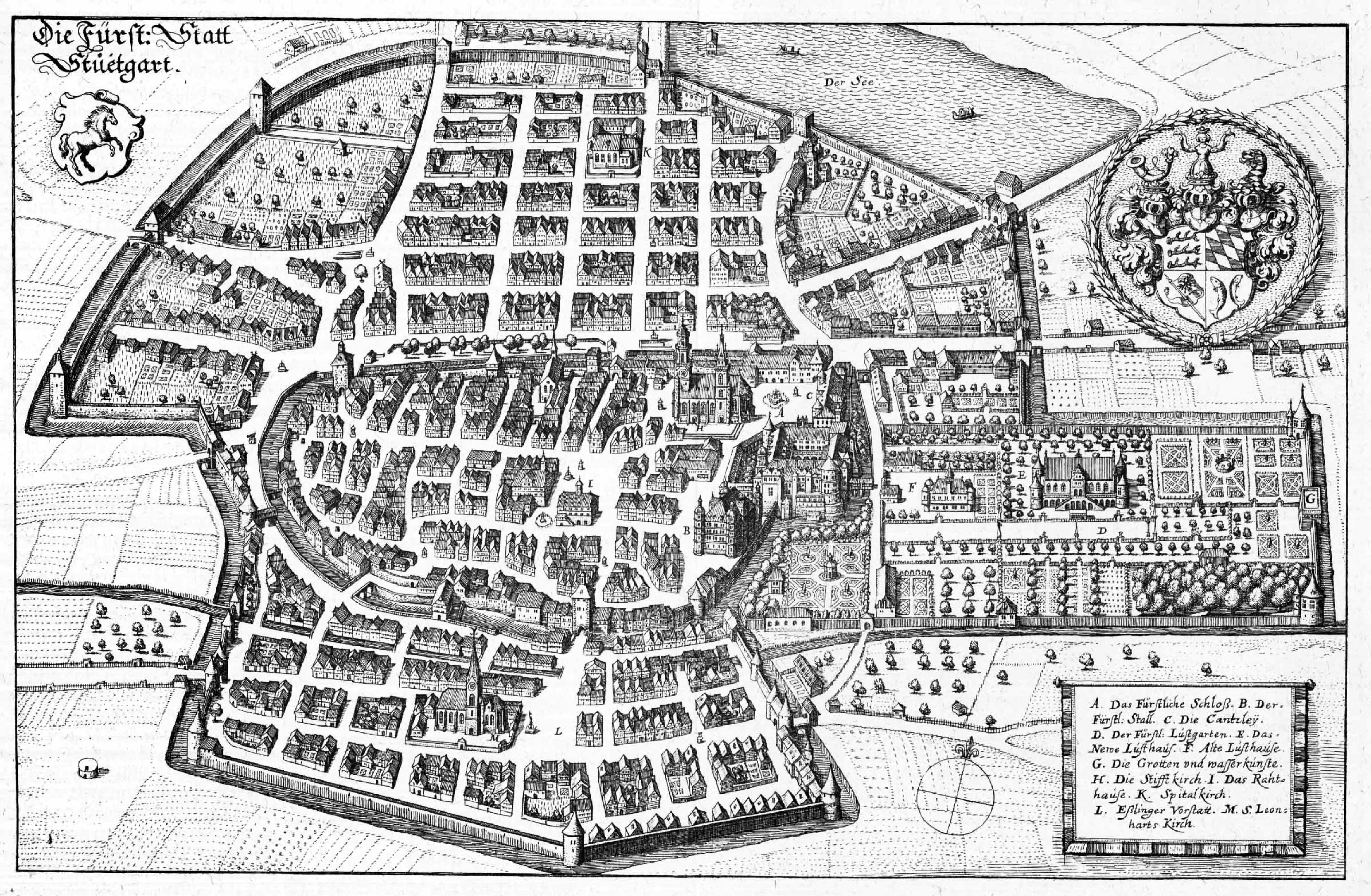
1634年に出版されたマテウス・メーリアンの銅版画に描かれたシュトゥットガルト地図。南東側からの視点で描かれている。中央の円形の市壁で囲まれているのがシュトゥットガルト本体、手前と奥の格子状に通りが配置されているのがフォアシュタット。手前がエスリンガーフォアシュタット、奥がオーベーレフォアシュタットである。

髭のエーバーハルトが公爵に昇格したことにより、シュトゥットガルトは1495年に公爵の宮廷都市となった。ヴュルテンベルク公ウルリヒが引き起こしたロイトリンゲンやシュヴァーベン同盟との紛争の結果、この街はヴュルテンベルク全域がそうであったように、1520年から1534年までハプスブルク領であった。またドイツ農民戦争の際には、1525年の春の数日間農民が支配した。ウルリヒは1534年に復位する際に、エルハルト・シュネプフにより宗教改革を行った。クリストフ公の下、1565年頃にフォアシュタットを内包する都市防衛施設が建設された。城は1553年から1570年および1578年にアーベルリン・トレッチュによって堂々たるルネサンス城館に改築・拡張された。これにより、現在の旧宮殿の建築構造の基本が形成された。シュトゥットガルトの飲料水需要増大により、シュトゥットガルトの高台、グレムスタールにプファッフェンゼー（貯水池）が建設され、水をネーゼンバッハタールに導くために1566年から1575年にクリストフトンネルが造られた。これには水利工事上かなりの処置が必要であった。1584年から1593年までの間にノイエス・ルストハウスが建設された。1595年頃、ハインリヒ・シックハルトが現在のシラー広場の祖型を設けた。三十年戦争は酷い傷跡を遺した。ネルトリンゲンの戦い後、若いエーバーハルト公は国外へ逃れ、参事会や国務委員会の4人の委員はシュトラースブルクに亡命した。1634年から1638年までの4年間のハプスブルクによる直接支配の時代もシュトゥットガルトは、敵軍兵士の宿営のために絶え間ない負担を強いられた。フェルディナント3世王は1634年から1636年までの間にたびたびシュトゥットガルトを訪れ、ヴュルツブルクの再カトリック化を計画した。1637年、ペストがシュトゥットガルトで猛威を振るった。人口は戦争前の約1万人から、1648年には5千人以下と半減した。特に男性は600人しか残らなかった。1650年に最初の本屋が開業した。1686年最初のギムナジウムが開校した。1688年、プファルツ継承戦争で、エゼキエル・デュ・マ率いるフランス軍が市の門前に現れた。統治していた公爵の未亡人マグダレーナ・ジビラの外交交渉によってシュトゥットガルトは、この戦争で破壊されたハイデルベルクと同じ運命をたどることを免れた。1718年にエーバーハルト・ルートヴィヒ公は居城をルートヴィヒスブルクに移転した。ここには1704年から1733年にかけて建設されたバロック城館がある。カール・アレクサンダー公の治世になってやっとシュトゥットガルトは再び首都の地位を回復した。カール・アレクサンダー公の死後、財務官僚ヨーゼフ・ジュース・オッペンハイマーに対する反ユダヤ主義に基づく司法殺人が行われた。1744年にカール・オイゲン公は成人であることを宣言し、1746年にノイエス・シュロス（新宮殿）を建設するための礎石を設置した。この他の建築プロジェクトにはソリトゥーデ城やホーエンハイム城の建設が含まれていた。さらにホーエ・カールスシューレを建設したことで、この街は18世紀末の短期間大学都市となった。この大学の有名な学生としては、ここで医学を学んだフリードリヒ・シラーが挙げられる。しかしシュトゥットガルトは18世紀末には通りが狭く、家畜商や農耕を営む住民が住む人口約2万人（宮廷の使用人や軍人を除く）の田舎の都市であった。経済的理由や、革命思想の萌芽に対する恐れから、ホーエ・カールスシューレはルートヴィヒ・オイゲン公治下の1794年に早くも廃止された。

### 近代

#### ヴュルテンベルク王国
シュトゥットガルトは、ナポレオン戦争の経緯やライン同盟の創設により1806年に昇格を果たした。それまでのヴュルテンベルク公領（アルトヴュルテンベルク）の宮廷都市は、ノイヴュルテンベルク地域を得て拡張されたヴュルテンベルク王国の首都となったのである。新しいヴュルテンベルク国家の存在は1815年のウィーン会議で最終的に確認され、シュトゥットガルトは19世紀に、それまでの福音主義敬虔主義を基盤とする小都市から宗教が混在するヴュルテンベルクの首都へ大きく飛躍した。
1818年に第1回カンシュタッター・フォルクスフェスト（直訳: カンシュタットの民衆祭）が開催され、1820年にはヴュルテンベルクの古い城があった場所にヴュルテンベルクの墓所礼拝堂が建設された。19世紀初めには、ローゼンシュタイン城、ヴィルヘルムス宮殿、国立ギャラリー、ケーニヒスバウといった建築が造営された。1818年に設立された農業学校（後のホーエンハイム大学）、1829年に設立された統合実科・産業学校（後のシュトゥットガルト大学）、1857年に設立されたシュトゥットガルト音楽学校（後のシュトゥットガルト音楽演劇大学）といった教育施設は19世紀初めから中頃に起源を持つ。文学の町としてのシュトゥットガルトの伝統は、この街で日々を過ごした無数の文筆家の作品にうかがえる。なかでも、ヴィルヘルム・ハウフ、ルートヴィヒ・ウーラント、グスターフ・シュヴァープ、エドゥアルト・メーリケは、ドイツ語圏で広く読まれたが、とくにメーリケの詩はブラームスやヴォルフによって作曲されていて、ドイツ・リートを愛する多くの日本人にも親しまれている。
1841年9月28日のヴィルヘルム1世王治世25周年の国家祝典では、シュトゥットガルトでは10,390人が参加したヴュルテンベルクのパレードが行われ、20万人が見物した。1863年になって完成したヨハン・ミヒャエル・クナップ作の記念柱が現在もその出来事を物語っている。
1845年10月22日に、王立ヴュルテンベルク邦有鉄道はカンシュタットからウンターテュルクハイム行きの鉄道を運行し、1856年10月15日からローゼンシュタイントンネルを通ってシュトゥットガルト（シュロス広場近くの旧中央駅）までが開通した。
フランクフルト国民議会は、プロイセン王フリードリヒ・ヴィルヘルム4世によって拒絶された後、ヴュルテンベルクの法務大臣フリードリヒ・レーマーの招きで1849年5月末にシュトゥットガルトに移転した。しかしこの「ランプ議会」は6月18日に強制的に解散させられるまでしか活動できなかった。
1857年に行われた二皇帝会談は国際的な注目を集めた。
工業化の始まりに伴い、現在のシュトゥットガルトの市域の人口は増加していった。1834年に35,200人だった人口は、1852年に5万人を超え、1864年には 69,084人、ドイツ帝国建国の1871年には 91,000人となった。1874年に人口は10万人を超え、シュトゥットガルトは「グロースシュタット」（大都市）となった。その後合併の影響などもあり、世紀が替わった直後には人口は倍増した（1901年: 約185,000人、1904年: 約20万人）。
19世紀後半の人口増加の規模と速さは現在のシュトゥットガルト内部で大きく異なっていた。1851年から1900年までに宮廷都市部 (+248 %)と同様に大きな人口増加があったのは、ガイスブルク (+428 %)、（バート・）カンシュタット (+298 %) であった。新たな鉄道路線カンシュタット - ウンターテュルクハイム - オーバーテュルクハイム - エスリンゲン線およびカンシュタット - シュトゥットガルト - フォイエルバッハ - ツッフェンハウゼン - ルートヴィヒスブルク線沿いに形成された工業地域が人口を引きつける要因となった。1879年に鉄道シュトゥットガルト - ホルプ線が加わり、ファイインゲンやロールでも飛躍的な人口増加が始まった。さらに鉄道シュトゥットガルト - ウンターテュルクハイム - コルンヴェストハイム線（シュスター鉄道）により、ミュンスターでも19世紀末から大きな人口増加が起こった。

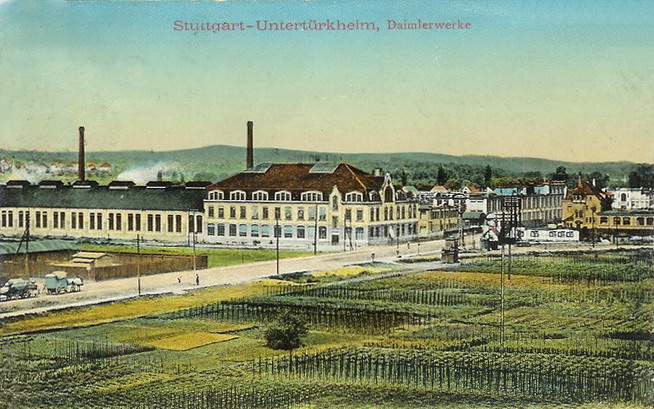
1911年の絵はがきに描かれたダイムラー・モーター会社

1880年代から1890年代にゴットリープ・ダイムラーはシュトゥットガルト近郊のカンシュタットに最初の自動車工場の拠点を置いた。1887年に彼はこの地にダイムラー＝モトーレン＝ゲゼルシャフト（ダイムラー・モーター会社）を設立した。工場が火災に遭った後、1903年からはウンターテュルクハイムに新たな自動車工場を設立した。ここには現在もダイムラーAG の本社が置かれている。
1907年、シュトゥットガルトで国際社会主義者会議が開催され、開会時点で6万人が参加した。
1914年には、内市街の北端に、建築家パウル・ボナッツの設計に基づき現在の駅舎の建設が始まった。
この街は第一次世界大戦で空爆を受けた。1915年9月22日に大量の（正確には29発の）爆弾が駅周辺地域とその近くにあったローテビュール兵舎に投下され、3人の兵士が死亡し、43人が負傷した。市民も4人が死亡した。2回目の大規模な攻撃は1918年9月15日で、ホイスタイク通りの家屋が（それ以前の手抜き工事も原因の一つであったが）倒壊し、11人が死亡した。

#### ヴュルテンベルク自由人民州
ヴュルテンベルク王国は、ドイツ全土で起こった11月革命の結果、1918年11月30日にヴィルヘルム2世王は王位を放棄し（革命側が彼の王宮ヴィルヘルムス宮殿を占領した）、ヴァイマル共和国内のヴュルテンベルク自由人民州に移行した。1919年4月26日に州は新しい憲法を提示し、1919年9月25日に修正された形で憲法制定州議会に承認された。この街は1920年に数日間、内閣の所在地となった（カップ一揆 参照）。
ヴァイマル共和制下でシュトゥットガルトは、南西ドイツの経済および文化の中心地に発展し、特に近代建築の分野（タークブラット塔、ヘスラハ市営浴場、ショッケン百貨店、ヴァイセンホーフ・ジードルングなど）では都市の先駆者となっていた。

#### ヴュルテンベルク＝ホーエンツォレルン・ガウ

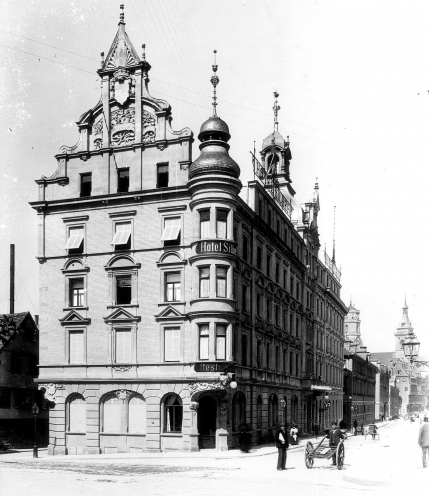
ゲシュタポの拠点となったホテル・ジルバー。この写真は接収前1910年頃のものである。

1933年、ナチ時代の始まりにおけるヴュルテンベルク政府の強制的画一化とドイツの中央集権化により、シュトゥットガルトは首都としての政治的重要性を失ったが、ネッカー中流域の文化・経済の中心都市の機能は堅持した。ヴュルテンベルクはホーエンツォレルン州と統合され、NSDAP ヴュルテンベルク＝ホーエンツォレルンのガウとなった。
ナチ時代にこの街は、「Stadt der Auslandsdeutschen」（直訳: 在外ドイツ人の街」）という称号を授けられた。これは、シュトゥットガルトがドイチェス・アウスラント＝インスティテュート（ドイツ外国協会）の所在地であったためである。
ゲシュタポはドロテーン通りのホテル・ジルバーを接収し、そこに反政府主義者を逮捕し、拷問を行った。「ダス・ジルバー」は、たとえばオイゲン・ボルツ、クルト・シューマッハー、リーロ・ヘルマンといった多くの有名人を強制収容所へ送致するために一時的な収容施設、あるいは殺害場所としても利用された。学生や市民グループは1988年に、ケプラー通りのコレギウムの建物の間にリーロ・ヘルマンの記念碑を建立した。ナチ政府はさらに、アルヒーフ通り12Aにあった地方裁判所を刑場として利用した。ここでは少なくとも419人が殺害された。中庭にその追悼碑が建てられている。
1938年の11月排斥運動（水晶の夜）に旧シナゴーグは放火され、ユダヤ教会の墓地礼拝堂は破壊された。ユダヤ人男性の大部分はその直後にゲシュタポに逮捕され、ヴェルツハイム政治犯刑務所またはダッハウ強制収容所に移送された。フリートホーフ通り44番地のプラーク墓地のユダヤ人部分には、ヴュルテンベルクでホロコーストの犠牲となったユダヤ人2,498人を追悼する K. レフラーによる記念碑が1947年から建立されている。

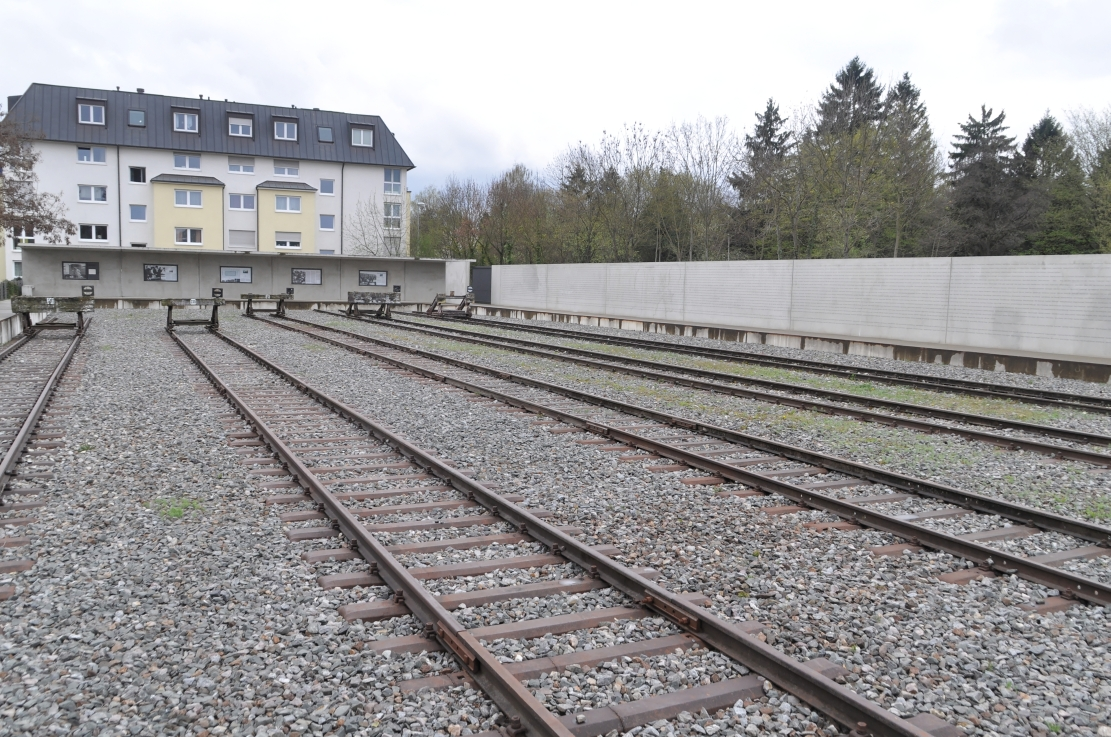
ノルト駅前の追悼の場。画面右手の壁に移送された人々の名前が刻まれている。

1939年以後のシュトゥットガルトのユダヤ人追放に対する悔恨の記念碑がノルト駅前の追悼の場所に建てられている。1941年10月1日に移住が禁止されるまでに逃れることができたドイツのユダヤ人は約 60 % であった。その後ヴュルテンベルクやホーエンツォレルンに住んでいたユダヤ人は戦争の間、ユダヤ人居留地あるいはユダヤ人強制養老院とよばれる施設に移送され、ゲシュタポによってメッセ会場キレスベルクに集められた。1941年12月1日、約1000人を乗せた最初の移送車両がリガに向かって出発し、そこで殺害された。戦争の最後の週まで移送は続き、約2500人のユダヤ人がこの地域から連れ去られた。こうしたヴュルテンベルクの強制収容所収容者の中で生き延びたのはわずか180人であった。

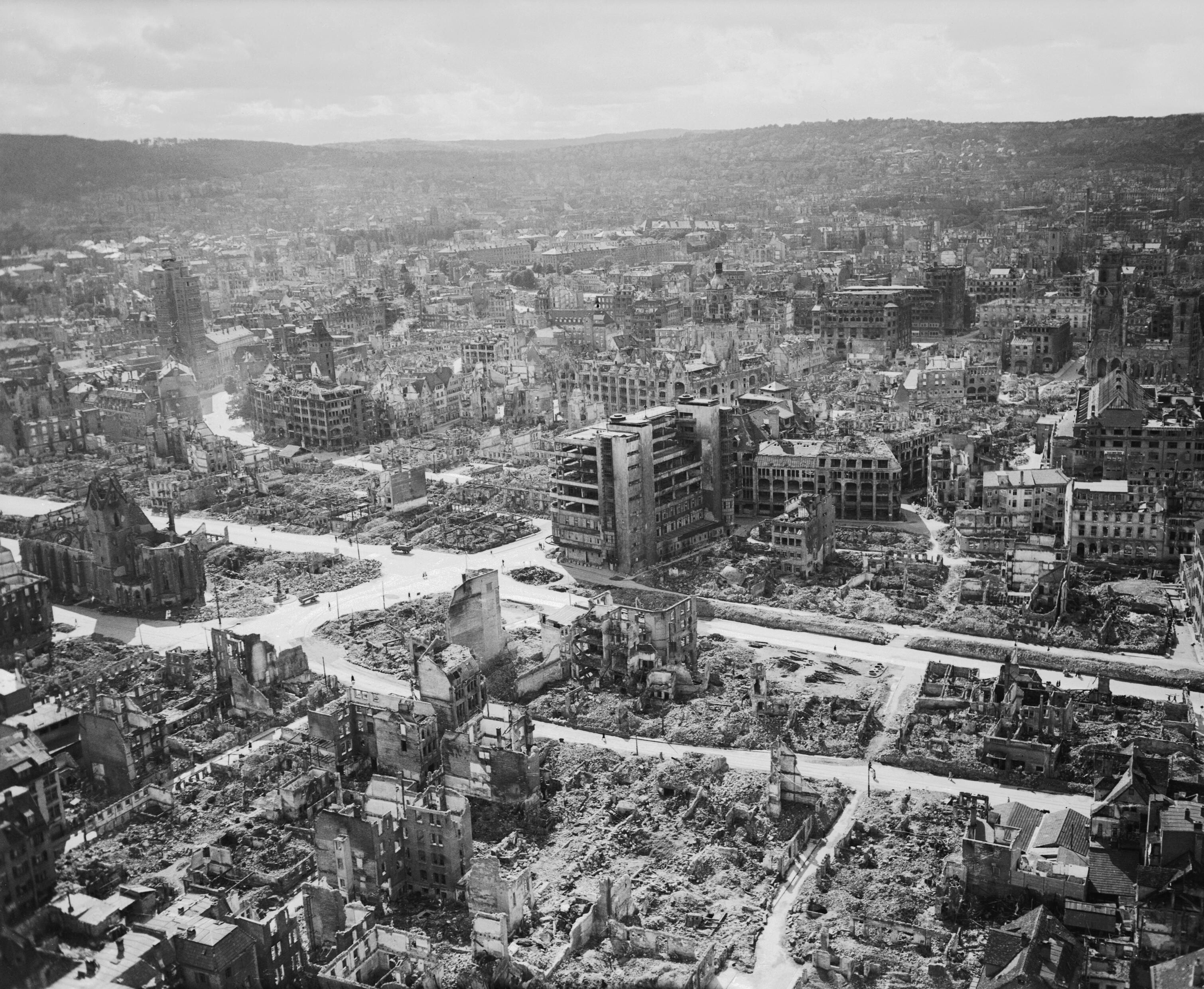
1945年頃の破壊されたシュトゥットガルト中心部

第二次世界大戦終戦の頃には、シュトゥットガルトの広い範囲が空襲によって破壊された。最も甚大な被害が出た攻撃は1944年9月12日のイギリス空軍によるシュトゥットガルト旧市街に対するものであった。この空襲では、75発の大型爆弾、4300発の炸裂弾、18万発の焼夷弾が投下された。これによって起こった火災で1000人以上が犠牲となった。シュトゥットガルトに対しては合計53回の空襲が行われた。これにより全住居の 68 %、工業施設の 75 % が破壊された。シュトゥットガルトにおける合計死者数は4,477人、負傷者は8,908人であった。1945年4月21日にフランス軍がシュトゥットガルトを占領した。

### 現代

#### 戦後の発展
フランスによるシュトゥットガルト占領に関連して、少なくとも1389件の暴力事件が起こった。1945年7月8日にフランスの占領軍は、何度も催促された後、シュトゥットガルトをアメリカ兵に譲り渡した。これ以後この都市は、アメリカ管理地域に属した。シュトゥットガルトは、1945年から1952年まで存在したヴュルテンベルク＝バーデン州の州都であった。
軍事政府は、強制移住させられた人々 (Displaced Persons = DP) を収容するためのDP-収容所をシュトゥットガルトに建設した。その多くは、この地域の工業系企業で強制労働に就かされていた中欧や東欧出身であった。ラインスブルク通りのシュトゥットガルト＝ヴェスト DP-収容所は、最終的には、ホロコーストを生き延びた1400人以上のユダヤ人を収容した。1946年3月29日の朝に行われた警察による捜査の際、この収容所は約130人の警備警察と80人の官吏によって封鎖された。警察によれば、その原因は闇市との戦いであった。青年の逮捕に関する収容者と警察との暴力的紛争の中で、銃が発射され、アウシュヴィッツ強制収容所から帰還した直後のユダヤ人青年ザムエル・ダンツィガーが警察のピストルで頭を撃たれて死亡した。この事件の結果、アメリカ軍のヨーロッパにおける総司令官ジョセフ T. マクナーニーの命令により、ドイツの警察はアメリカ軍事政府の許可なしに収容所内に立ち入ることを禁じられた。この収容所は1959年に閉鎖され、収容されていた DP はハイデンハイム・アン・デア・ブレンツに移送された。
1948年、当時まだ定められていなかった連邦共和国の新首都への立候補は、主に高すぎる財政負担のために挫折した（年間100万ドイツマルクの賃料が必要）。シュトゥットガルトの他には、フランクフルト・アム・マイン、カッセル、ボンが立候補した。議会評議会の委員会は、これら全ての都市について適合性調査を行っていた。
戦後、建築文化的にとりわけ重要なシュトゥットガルトのマルクト広場をはじめとして歴史的建造物の再建のような復興は、特に上級市長のアルヌルフ・クレットのイデオロギー上の意向でその多くが拒絶された。市の廃墟は、ビルケンコプフに瓦礫の山として積み上げられた。復興は主に近代主義的なイデアと、住宅地、商業地、工業地を機能的に分離するアテネ憲章に則って行われた。その理念は車中心の都市を創り上げることであった。このため全くあるいはほとんど損傷のなかった道路や広場もすべて取り壊された。フリードリヒ・シラーの没後150年にあたる1955年、新宮殿の近くにあった彼の母校ホーエ・カールスシューレが、連邦道 B14号線（コンラート＝アデナウアー通り）の拡幅のために取り壊された。こうした厳しい建設ポリシーは、すでに同時代から部分的に強く批判された。

#### バーデン＝ヴュルテンベルク州
1952年4月25日に、ヴュルテンベルク＝バーデン州はバーデン州およびヴュルテンベルク＝ホーエンツォレルン州と合併し、バーデン＝ヴュルテンベルク州が創設された。これ以後シュトゥットガルトはバーデン＝ヴュルテンベルク州の州都となった。
戦争末期、亡命、疎開、空爆などによりほぼ半減した人口（1942年4月 約 498,000人、1945年4月 約266,000人）は、旧ドイツ東部領土を逐われた人々の流入によって、1940年代後半から1950年代に再び急速に増加した。1962年には、それまでで最多の人口約64万人に達した。1950年代末から1960年代初め、戦後の西ドイツにおける労働力不足と奇跡的な経済復興の結果、シュトゥットガルト地域にもガストアルバイター（ゲスト労働者）が迎え入れられ始めた。ゲスト労働者は当初はイタリアやスペインからであったが、その後ギリシアや旧ユーゴスラビアの大部分、さらに1970年代にはトルコからも移住した。
メディアにとって大きなできごとは、1962年9月9日のフランス大統領シャルル・ド・ゴールおよび、1965年5月24日のイギリス女王エリザベス2世のシュトゥットガルト訪問であった。
1959年から1963年にシュタムハイムに建設されたシュトゥットガルト刑務所は、1975年に、シュトゥットガルト高等地方裁判所で行われていた極左テロ集団RAFに対するシュタムハイム裁判に伴い、セキュリティレベルの高い棟が拡張された。アンドレアス・バーダー、ウルリケ・マインホフ、グドルン・エンスリン、ヤン＝カール・ラスペは1975年から1976年5月9日（マインホーフ）あるいは1977年10月18日（シュタムハイムの死の夜）に自殺するまでシュトゥットガルト＝シュタムハイム刑務所の高セキュリティ棟に収監されていた。
シュトゥットガルトSバーンは、1978年10月1日に3本の路線で定期運行を開始した。1979年には輸送客数1億7800万人を記録した。この数値は2018年には約3億7400万人にまで増加した。
1983年6月17日から19日にシュトゥットガルトで欧州共同体の国と地域の代表者によるサミット会議が開催された。
1986年にはヨーロッパ陸上競技選手権大会がネッカーシュターディオンで開催された。
1989年6月14日にミハイル・ゴルバチョフがシュトゥットガルトを訪れ、そのハイライトとして新宮殿で盛大なレセプションが開催された。
シュトゥットガルトは1993年に国際園芸博覧会および世界陸上競技選手権大会の開催地となった。
2012年のオリンピックをこの街に誘致しようとする活動は、2003年の国内選考で落選した。この時ドイツオリンピック委員会はライプツィヒを立候補地に選んだ。
2006年にシュトゥットガルトは、1974年と同じく、サッカー・ワールドカップ大会の開催都市の1つとなり、3位決定戦がこの街で行われた。
2010年夏、この街は鉄道プロジェクト「シュトゥットガルト21」に対する反対運動で注目を集めた。

### 市域の変遷

#### 市町村合併
シュトゥットガルトの現在の市域の広がりは、度重なる合併の結果である。イネーレ・シュタットゲビート（内部都市部）の領域は、ガイスブルクの合併（1901年）によって20世紀初めに本質的には完結していた。その後のカルテンタールの合併（1922年）およびファウエンコプフの移管（1948年、ロールアッカーから）が内部都市部の領域を整えた。
1905年以降の合併は、オイセラー・シュタットゲビート（周辺都市部）の面積を徐々に広げていった。1942年4月1日、強制的な命令によりシュタムハイムと南部のフィルダーフォアオルテが合併させられた。戦後は、1970年代半ばの大規模なバーデン＝ヴュルテンベルク州の地域再編時にもさらなる合併はなされなかった。
（表）
| 合併日または年 | 合併した地区 | 面積 (ha) |
| -------------- | --- | --------- |
| 1836年         | ベルク |           |
| 1860年         | ヘスラッハ、オストハイム、ガブレンベルク |           |
| 1901年4月1日   | ガイスブルク | 253.8     |
| 1905年4月1日   | カンシュタット（合併でなく連合、1933年7月24日からバート・カンシュタット、ウンターテュルクハイム、ヴァンゲン | 2,568.1   |
| 1908年8月1日   | デガーロッホ | 718.4     |
| 1922年4月1日   | ボートナング、ヘーデルフィンゲン、カルテンタール、オーバーテュルクハイム | 2,016.2   |
| 1923年4月1日   | ビュール（エスリンゲンへ分割移管） | −28.2     |
| 1929年7月1日   | ホーフェン | 280.1     |
| 1931年4月1日   | ツッフェンハウゼン | 921.3     |
| 1931年5月1日   | ローテンベルク | 163.3     |
| 1931年7月1日   | ミュンスター | 360.5     |
| 1933年5月1日   | フォイエルバッハ、ヴァイル・イム・ドルフ（1955年4月19日からヴァイリムドルフ）、ミュールハウゼン（メンヒフェルトを含む）、ツァッツェンハウゼン | 3,283.1   |
| 1937年4月1日   | ホイマデン（レーダーベルクを含む）ローラッカー（フラウエンコプフを含む）、ジレンブーフ、ウールバッハ | 1,312.0   |
| 1942年4月1日   | ビルカハ（リーデンベルク、シェーベルク、クラインホーエンハイムを含む）、ファザーネンホーフ、ホーエンハイム、メーリンゲン（ゾネンベルクを含む）、プリーニンゲン、ソリトゥーデ、シュタムハイム、ファイインゲン（ビュスナウ、デュルレヴァングを含む）、ロール | 5,818.7   |

## 政治

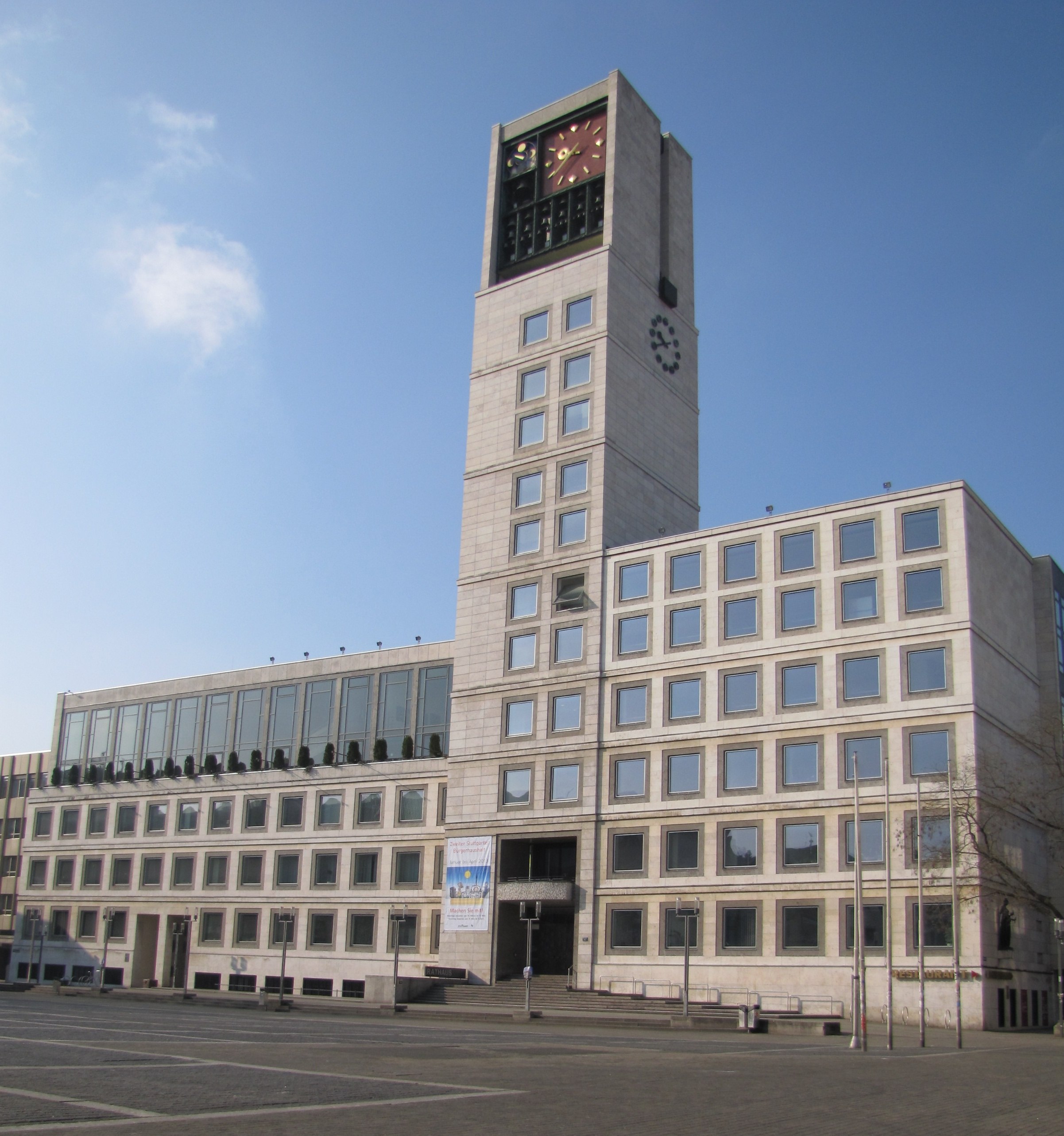
シュトゥットガルト市庁舎

### 行政
伯領時代および公領時代には、シュトゥットガルト市の行政はフォークト（代官）によって統治されていた。この職（アムト）は伯または公が任命するもので、また恣意的に解任することもできた。シュタットオーバーアムト（都市部を管轄）とアムツオーバーアムト（周辺地区を管轄）が分離された後、この2つの役所はそれぞれシュタットオーバーアムトマンとアムツオーバーアムトマンが管理・運営した。1811年以降市の行政指導者は、「シュタットディレクター」と呼ばれるようになった。
1819年に王国に昇格したヴュルテンベルクにおいて市町村の自治権が導入された後、市や町村は、将来的にはシュルトハイス（都市部においてはシュタットシュルトハイス）と呼ばれることになるオルツフォアシュテーアー（直訳: 地区の代表者）を選出することで、限定的な参政権を得た。オーバービュルガーマイスター（直訳: 上級市長）は、当時のヴュルテンベルクでは王が授ける特別な職名であった。シュトゥットガルトのすべてのシュタットシュルトハイスにこの名称が与えられたわけではなかった。1930年にヴュルテンベルクの自治体法が発効したことで初めて、「オーバービュルガーマイスター」が、人口2万人以上の全ての都市で首長の公式な職名となった。
1918年にヴュルテンベルク王国が消滅したことで、この街は宮廷都市としての重要性を失った。この街は、ヴァイマル共和国と呼ばれるドイツ国のヴュルテンベルク自由人民州の州都となった。1920年3月のカップ一揆の際、シュトゥットガルトは、数日間、国家統治の首都となった。
第二次世界大戦後シュトゥットガルトはヴュルテンベルク＝バーデン州の州都となり、1952年から現在のバーデン＝ヴュルテンベルク州の州都となっている。

#### 上級市長
第二次世界大戦後、シュトゥットガルトでは無所属の法学者アルヌルフ・クレットが1945年から1974年まで上級市長を務めた。その後、法学者のマンフレート・ロンメル (CDU) が1974年から1997年まで、法学者ヴォルフガング・シュスター (CDU) が1997年から2013年まで務めた。2012年10月21日、言語学者のフリッツ・クーン（同盟90/緑の党）が上級市長に選出された。彼は2013年1月7日に上級市長に就任した。
2020年11月29日にバックナングの上級市長であったフランク・ノッパーがシュトゥットガルトの新しい上級市長に選出された。2020年11月8日の第1回投票では過半数に達した候補者がいなかった。当時現職であったクーンは再選されなかった。

#### 紋章
|  |  |

シュトゥットガルトの紋章は、金地に駆け上がろうとする黒い馬、いわゆる「シュトゥットガルター・レスレ」（直訳: シュトゥットガルトの馬）が描かれている。紋章は1938年4月11日から現在の形で公式に用いられている。市の色は黒 - 黄色である。市の旗は1950年7月10日にヴュルテンベルク＝バーデン州当局の認可を得た。
現存する最初のシュトゥットガルトの市の紋章は1312年の市の印章である。それは、ゴシック初期から盛期の三角形の盾型の中に、異なる大きさの、右（向かって左）に向かって歩く2頭の馬が描かれたものである。1433年には市の紋章の形が変わっている。この紋章では、丸い後期ゴシックの盾型の中に右（向かって左）に向かってギャロップする馬が描かれている。この形の紋章は、19世紀になるまで、事実上公式なシュツットガルト市の紋章として用いられていた。時代とともに馬の表現は変化した。歩く、ギャロップする、跳ねる、駆け上がる、棒立ちになる、といった表現がなされた。1938年に現在の形に定着した。元々背景は銀色であったが、紋章台帳によれば、1699年に初めて金地となった。この配色は、ヴュルテンベルク家の配色を採り入れたもので、19世紀後半に普及した。この紋章は、街の起源が馬の飼育場であったことを示す「説明的な」紋章である。
シュトゥットガルト＝ツッフェンハウゼンに本社を置くスポーツカー・メーカー「ポルシェ」は、この市の紋章に小さな変更を加え、企業ロゴとして用いている。これに対して、イタリアのスポーツカー・メーカー「フェラーリ」のエンブレムが似ていることは偶然である。こちらは第一次世界大戦で最も成功を収めた戦闘機パイロットのフランチェスコ・バラッカに由来する。彼は、かつて自分が所属していた騎兵連隊「王立ピエモンテ騎兵連隊」の紋章である跳ねる馬を戦闘機に飾っていた。バラッカの母親はエンツォ・フェラーリに、幸運を運ぶシンボルとしてこれを彼の自動車につけることを提案した。フェラーリは1932年からこれを実行した。彼は故郷モデナの紋章の色である黄色の背景に黒い跳ね馬を描いた。こうした経緯でシュトゥットガルトの紋章と極めて類似した紋章が創られたのであった。

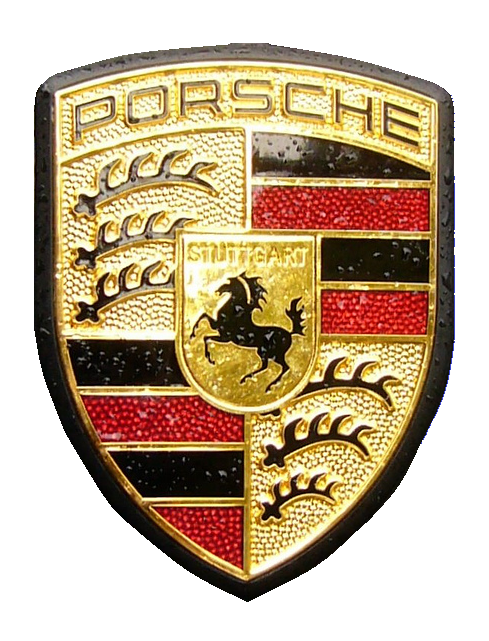
ポルシェのエンブレム
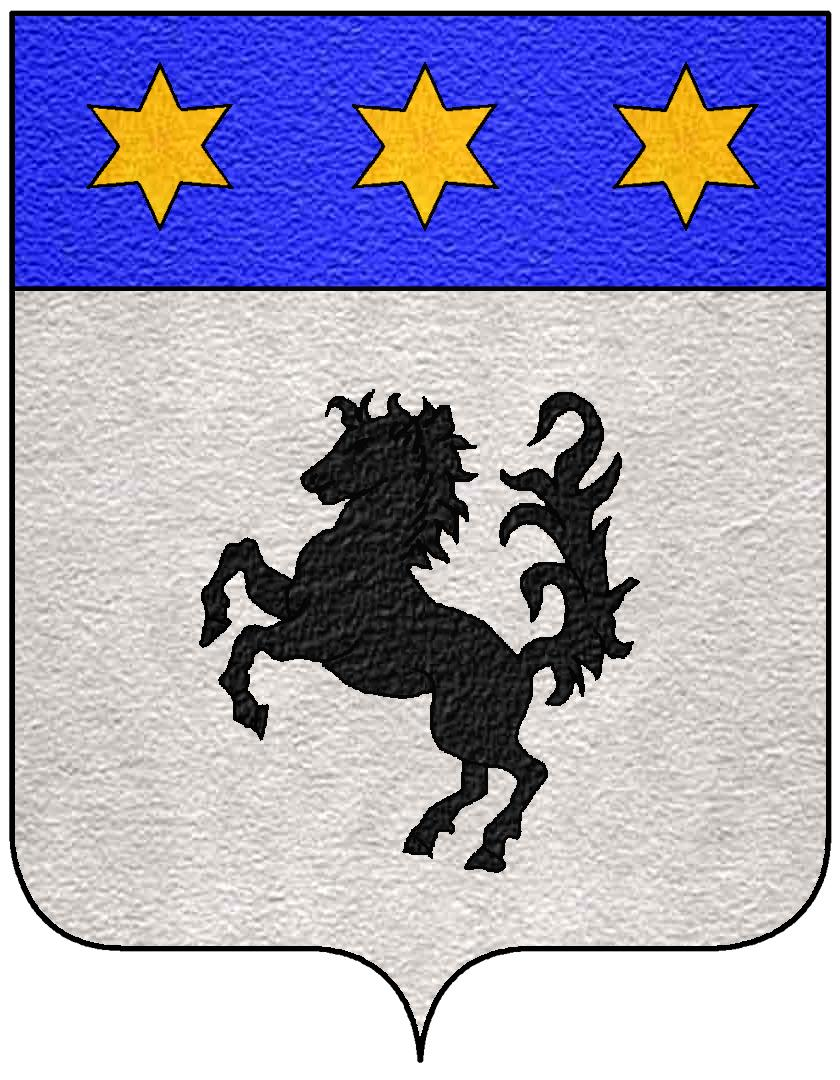
フランチェスコ・バラッカが機体につけていたエンプレム

#### 大気汚染と大気の清浄維持策
シュトゥットガルトの「アム・ネッカートーア」観測所は、毎年、1日の微細粉塵許容限界値を超えることがドイツで最も多い。この観測所では、2005年から2017年までに、PM10の1日限界値を超えることが年間41回から187回あった。さらにこの観測所では、ドイツで最も高い窒素酸化物汚染が観測され、シュトゥットガルトでは定期的に限界値の2倍の値が観測される。
2008年に、シュトゥットガルトに運転が禁止された環境ゾーンが設けられた理由の一つであった。環境ゾーンは、23の都市管区を含む市の全域に設定されている。A8号線、A831号線の一部、2つの連邦道の区間を含むいくつかの道路区間だけが例外とされた。
2008年3月1日から自動車に対して微細粉塵ステッカーの貼付が義務づけられた。この時点以降、環境ゾーンを通行する自動車は少なくとも有害物質排出グループ2である必要があった。2010年7月1日、表示条例に則って、通行禁止処置が有害物質排出グループ2（赤いステッカー）の自動車にまで拡大された。2012年1月1日以降は、緑のステッカーが義務づけられ、有害物質排出グループ3（黄色いステッカー）の自動車も通行禁止となった。バーデン＝ヴュルテンベルク州交通省は青いステッカーを導入したが、連邦交通省は2018年3月にこれを却下した。
2016年1月、シュトゥットガルト市は、いわゆる微細粉塵警報を導入した。これは市民に対して、天候の良い日には自動車を使わず、暖炉を消すよう呼びかけるものである。これ以後微細粉塵警報は、毎年10月から4月の特定の日に発令される。発令中は公共近郊交通の割引がなされる。これ以後空気の質は改善され、2020年4月15日を最後に微細粉塵警報は終了した。
こうしたすべての措置はしかし、環境汚染限界値の遵守を確実にするには十分でなかった。このためシュトゥットガルト行政裁判所は、2017年7月26日、バーデン＝ヴュルテンベルク州に対して二酸化窒素の限界値を可能な限り迅速に遵守できるようにするために必要な措置を盛り込んだシュトゥットガルトの空気清浄化プランを補足拡充するよう命じた。裁判所によれば、大都市圏の窒素酸化物による大気汚染に関しては、ディーゼル交通が原因の 85 % を占める主因である。窒素酸化物を目に見えて削減するためには、特にディーゼル車両の流入量を大きく減少させることが必須である。ディーゼル車両の通行禁止と同程度の効果が得られるより穏やかな方法はなく、代替輸送機関があることから通行禁止も可能であると結論した。
2018年2月、いわゆる「ディーゼル判決」で連邦行政裁判所は、この行政裁判所の一審判決に対する飛躍上告を退け、市は空気の清浄化のためにディーゼル自動車の通行を完全に禁止することができると述べた。シュトゥットガルト行政裁判所の2018年9月21日の決定によれば、バーデン＝ヴュルテンベルク州政府はユーロ-5標準のディーゼル車両に対しても通行禁止措置を拒んだことから2018年に1万ユーロの罰金を支払わなければならないとされた。バーデン＝ヴュルテンベルク行政裁判所は2018年11月12日に、ユーロ-5標準の車両に対する通行禁止計画をすぐに開始しなければならないという行政裁判所の判決を認めた。
2019年1月1日以降、ユーロ-5標準以上のディーゼル車両だけが市内全域を通行することが許されていた。シュトゥットガルトの住民には3か月の移行期間が設けられた。2020年1月1日までにいくつかの道路区区館におけるディーゼル車両の通行禁止はユーロ-5標準の車両にまで拡大された。

### 議会
終戦後の早い時期からすでに、アメリカ管理地区内では第1回の市議会選挙が行われた。シュトゥットガルトでは1946年5月26日に選挙が行われた。2年とされていた選挙間隔が経過する以前の1947年12月7日に第2回の選挙が行われ。1947年から1971年までは3年ごとに議員の半数が改選された。市議会議員の任期は6年間であった。1975年からは5年ごとに全議席が改選されることとなった。
シュトゥットガルトの選挙システムは比例代表制である。議員定数は60議席である。2014年から議席半分はサン＝ラグ方式で行われている。阻止条項は存在しない。
2019年のシュトゥットガルト市議会議員選挙の選挙結果と議席数
| 政党またはグループ                       | 得票率 (%) | 議席数 |
| ---------------------------------------- | ---------- | ------ |
| CDU                                      | 19.4       | 11     |
| GRÜNE                                    | 26.3       | 16     |
| SPD                                      | 11.6       | 7      |
| FDP                                      | 7.9        | 5      |
| AfD                                      | 6.1        | 4      |
| DIE LINKE                                | 5.3        | 3      |
| PIRATEN                                  | 1.2        | 1      |
| ÖDP                                      | 0.7        | 0      |
| Die PARTEI                               | 1.5        | 1      |
| Bündnis für Innovation und Gerechtigkeit | 0.5        | 0      |
| Demokratie in Bewegung                   | 0.3        | 0      |
| Tierschutzpartei                         | 1.0        | 1      |
| WV                                       | 18.0       | 11     |
| Frauenlisten                             | 0.2        | 0      |
| 計                                       | 100.0      | 60     |

#### 青年議会
23のシュタットベツィルクすべてに（一部では1995年から）青年議会を組織する機会が与えられている。実際には15のベツィルクで12の委員会が設けられている。立候補者が少なすぎるベツィルクでは、プロジェクトグループが存在する。投票権および被投票権は、少なくとも3か月以上当該のベツィルクに住んだ14歳から18歳の青年である。議席数は人口によって異なる。任期は2年間である。各青年議会は3名、プロジェクトグループは1名の代表者を全市のシュトゥットガルト青年議会作業共同体に派遣し、この作業共同体は同等の権限を持つ3人の代議士を選出する。選出された代議士は市の様々な委員会で発言や活動を行う。

## 国家機関

ケリー兵舎のアメリカアフリカ軍司令部

### 軍事施設
シュトゥットガルトには第二次世界大戦終戦以降アメリカ軍兵舎が存在する。
- ファイインゲン: アメリカ欧州軍のあるパッチ兵舎
- メーリンゲン: アメリカアフリカ軍のあるケリー兵舎
- ブルクホルツホーフ: ロビンソン兵舎と旧擲弾兵兵舎
- カンシュタット: ライター兵舎は、20世紀初めに竜騎兵兵舎としてローマ時代のカストラ跡の上に建設された。最後はアメリカ軍によって、ウォレス・アンド・マッギー兵舎として利用されていた。アメリカの軍事用地から解放された後、軍事利用が終了した。

ドイツ連邦軍はバート・カンシュタット地区にテオドール＝ホイス兵舎（旧無線基地）を運用している。ここにはシュトゥットガルト連邦軍キャリアセンター、軍事保安局-第5支部、連邦軍人事マネジメント局支所 (BAPersBw V Sz Süd)、バーデン＝ヴュルテンベルク州司令部がある。

### その他の機関
シュトゥットガルトは、ドイツ技術救援活動組織のバーデン＝ヴュルテンベルク州連盟の本部所在地である。その他に、この街には農林業および造園業者のための社会保険事務所がある。

## 施設

### 福祉
1874年から福音主義老人ホームが設けられている。シュトゥットガルト身体障害者協会 e.V. は、イベント、デイケア施設、障害者のための輸送サービスにより、身体障害者が日常生活を送るためのケアに従事している。

### 図書館
ヴュルテンベルク州立図書館 (WLB) は、カールスルーエのバーデン州立図書館 (BLB) とならぶバーデン＝ヴュルテンベルク州の地域図書館である。WLB は、シュトゥットガルト行政管区とテュービンゲン行政管区に特化されている。この州立図書館は特に、「Württembergica」と呼ばれるヴュルテンベルクに関する文献の収集、研究、アーカイブ、普及に努めている。BLBとともに、バーデン＝ヴュルテンベルク州において（1964年以降、それ以前はヴュルテンベルク内のみ）無償献本の権利を有しており、アーカイブ図書館となっている。

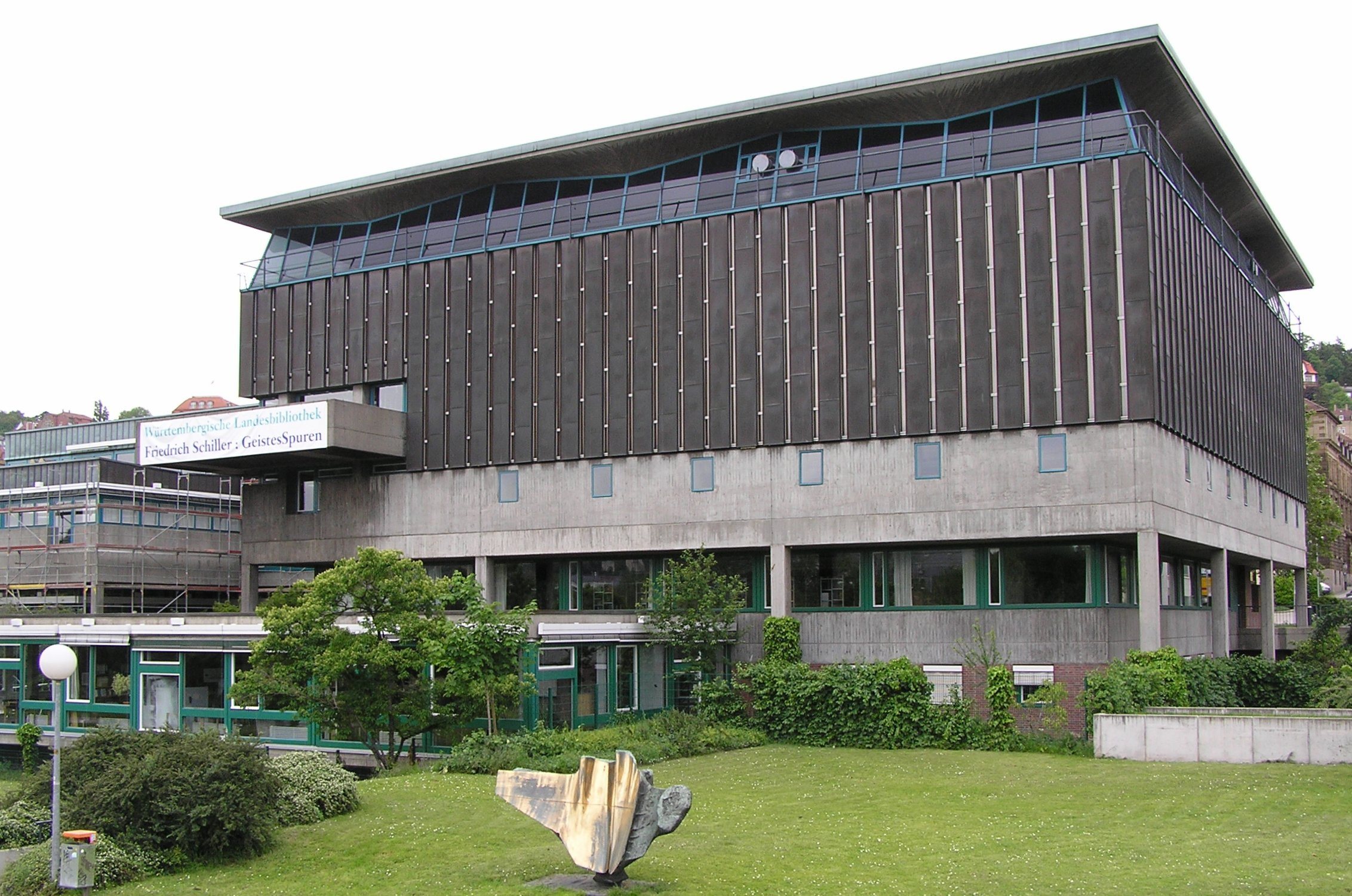
ヴュルテンベルク州立図書館

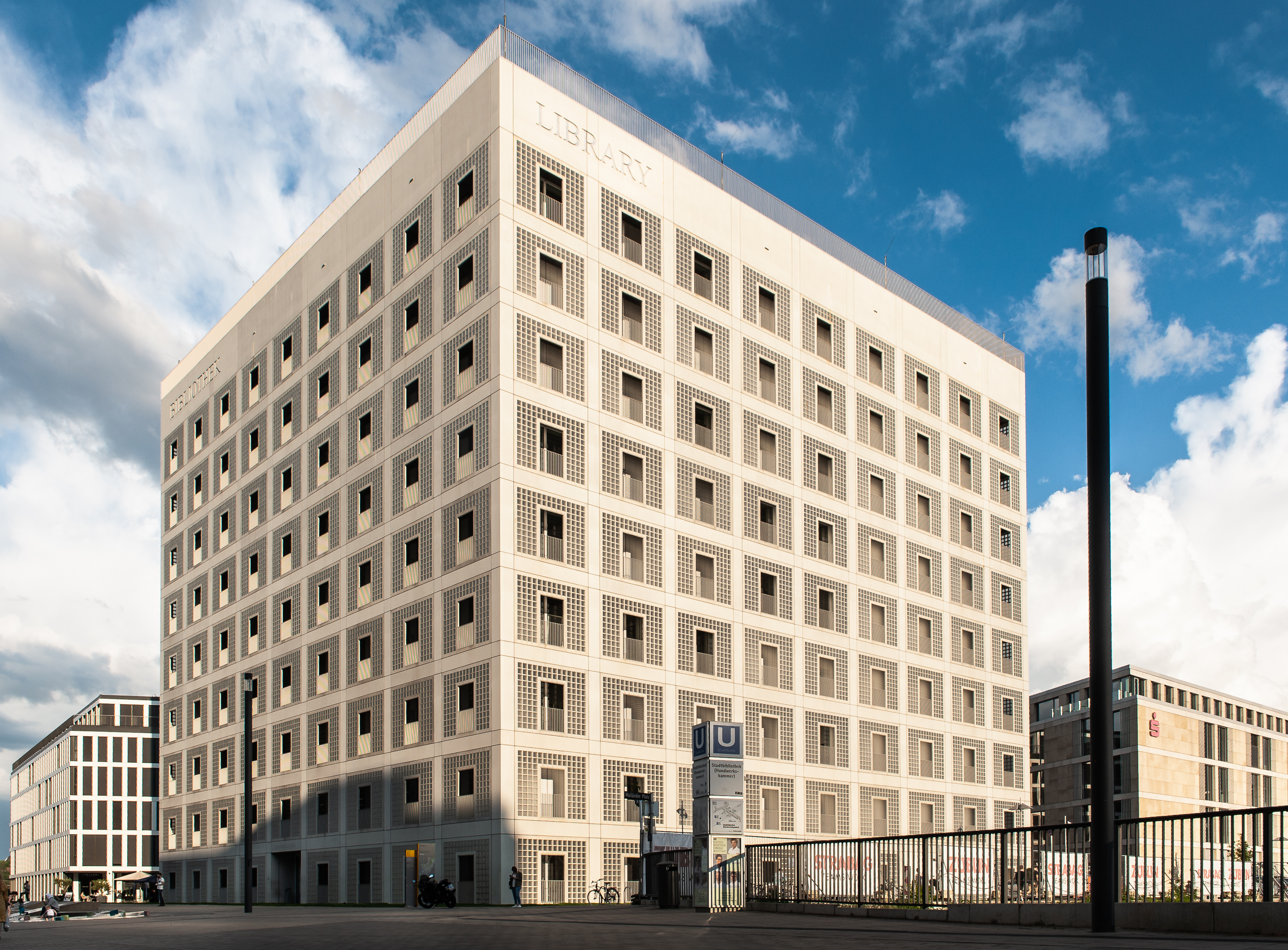
シュトゥットガルト市立図書館

シュトゥットガルト大学図書館 (UBS) はシュトゥットガルト大学の中心的施設である。この図書館は大学の図書館システムの中心をなしており、研究、教育、学習に文献やその他の情報リソースが確実に提供されるようにしている。大学の付属機関であると同時に市民も利用できる。シュトゥットガルト地域の他の学術図書館や文書館（たとえばホーエンハイム大学図書館など）とともにシュトゥットガルト地域図書館情報システム (BISS) を形成している。
シュトゥットガルト市立図書館は、2011年から、韓国の Eun Young Yi が建設したマイレンダー広場沿いの建物に入っている。
シュトゥットガルト州立中央文書館は、バーデン＝ヴュルテンベルク州政府を担当する文書館である。この文書館は1965年から WLB に隣接しており、2005年からはバーデン＝ヴュルテンベルク州立文書館の部局となっている。ここいは1806年までのヴュルテンベルク伯領および公領時代の文献、19世紀から20世紀のヴュルテンベルク中央官庁の資料、ならびに19世紀初めに陪臣化の結果ヴュルテンベルク領となった南ヴュルテンベルクの旧領邦や帝国都市の史料が収蔵されている。
シュトゥットガルト市立文書館は、州都シュトゥットガルトを担当する文書館である。この文書館は、価値の高い市の行政文書や絵図を保管しており、市の歴史上重要な人物や機関の遺物および市の歴史に関する資料や絵画を収集している。この文書館に収蔵されている文物は基本的に公開されており、バート・カンシュタットのベリングヴェーク21番地にある閲覧室で閲覧することができる。
州教会文書館は、ヴュルテンベルクの教会運営およびその他の教会の土地や施設に関する文物を保管している。ヴュルテンベルク公国および王国の役員会、福音主義最高宗務会議、監督管区や教会区の文書、教育施設、作業やサークル活動の記録および文物やコレクションがある。この他に、ヴュルテンベルク福音主義州教会管轄下のすべての教会台帳（たとえば、洗礼台帳、結婚台帳、死亡台帳、家族台帳など）のマイクロフィルムがある。これらは、同じくシュトゥットガルトにあるアーカイブポータル Archion からインターネットを介して利用可能である。
「アーカイブ・デア・アンシュティフター」はこの街の「死」を扱っている。アンシュティフターはこの街の死者に関する追悼簿の活動を行っている。これまでナチ時代の犠牲者約5,000人の名前がこれに含まれている。

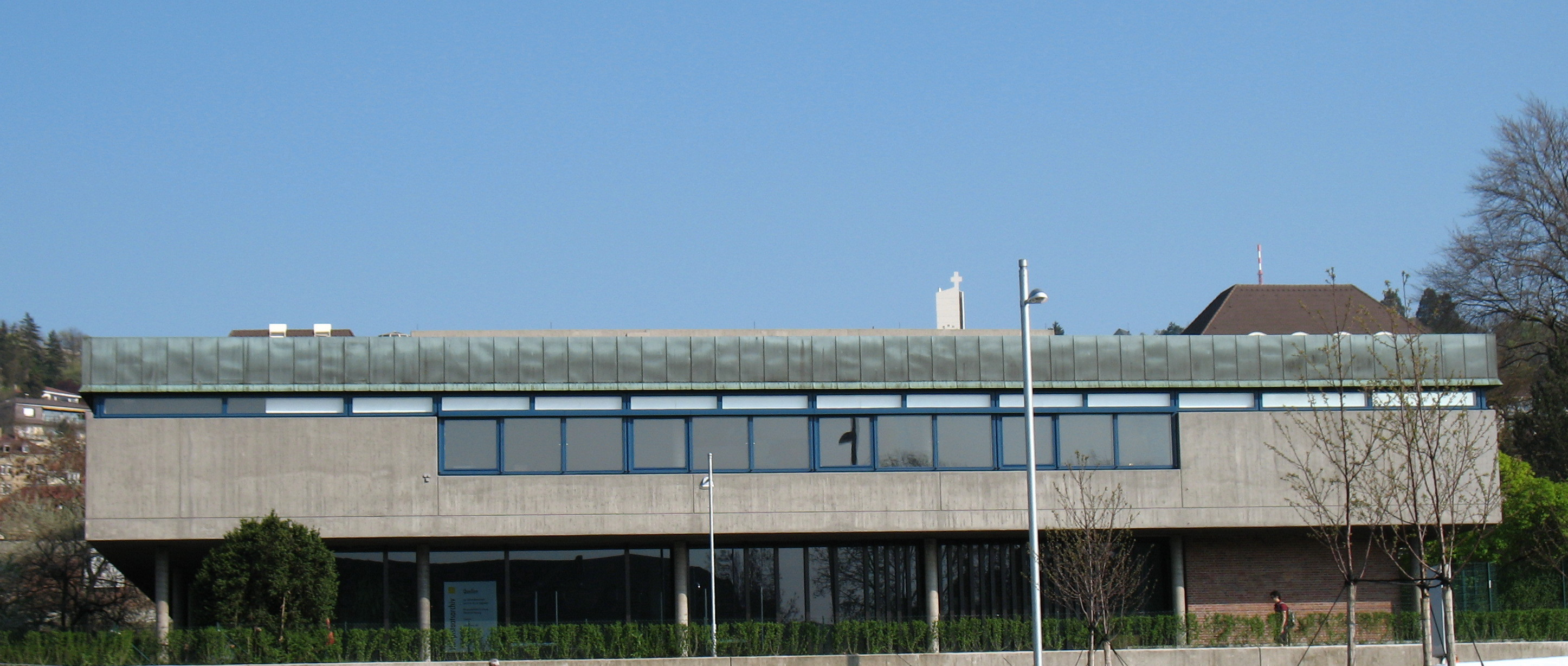
バーデン＝ヴュルテンベルク州立中央文書館
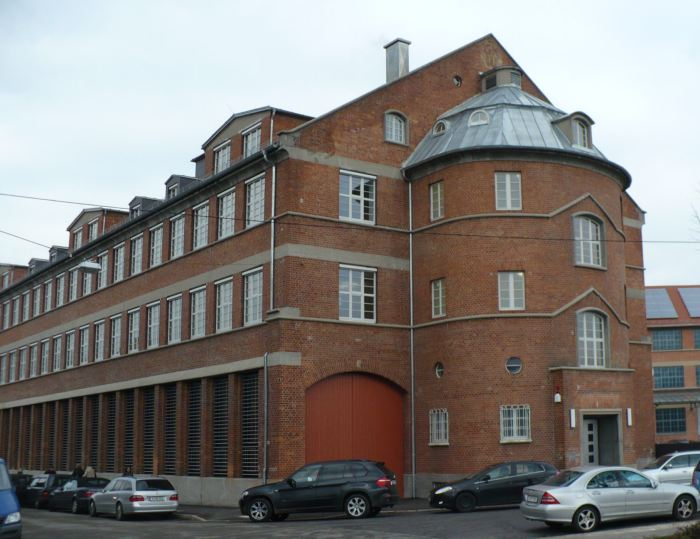
シュトゥットガルト市立文書館

### 博物館・美術館

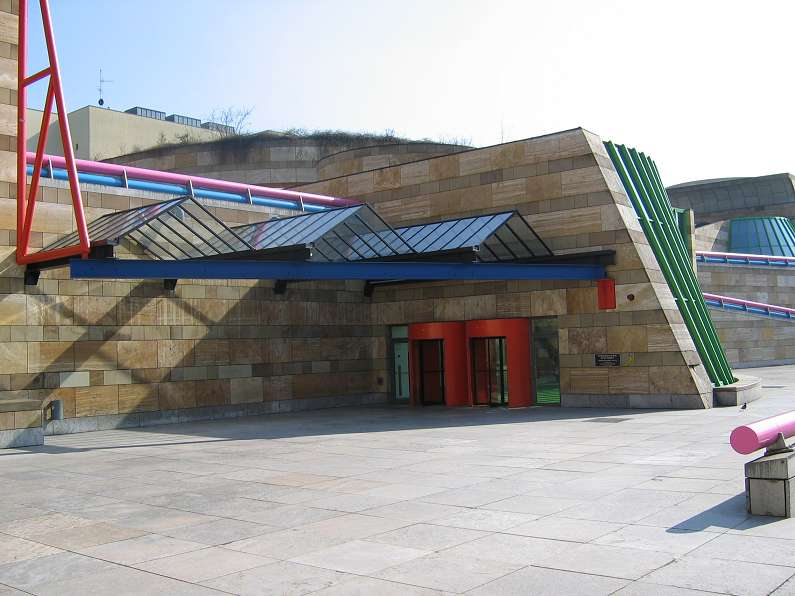
州立ギャラリー

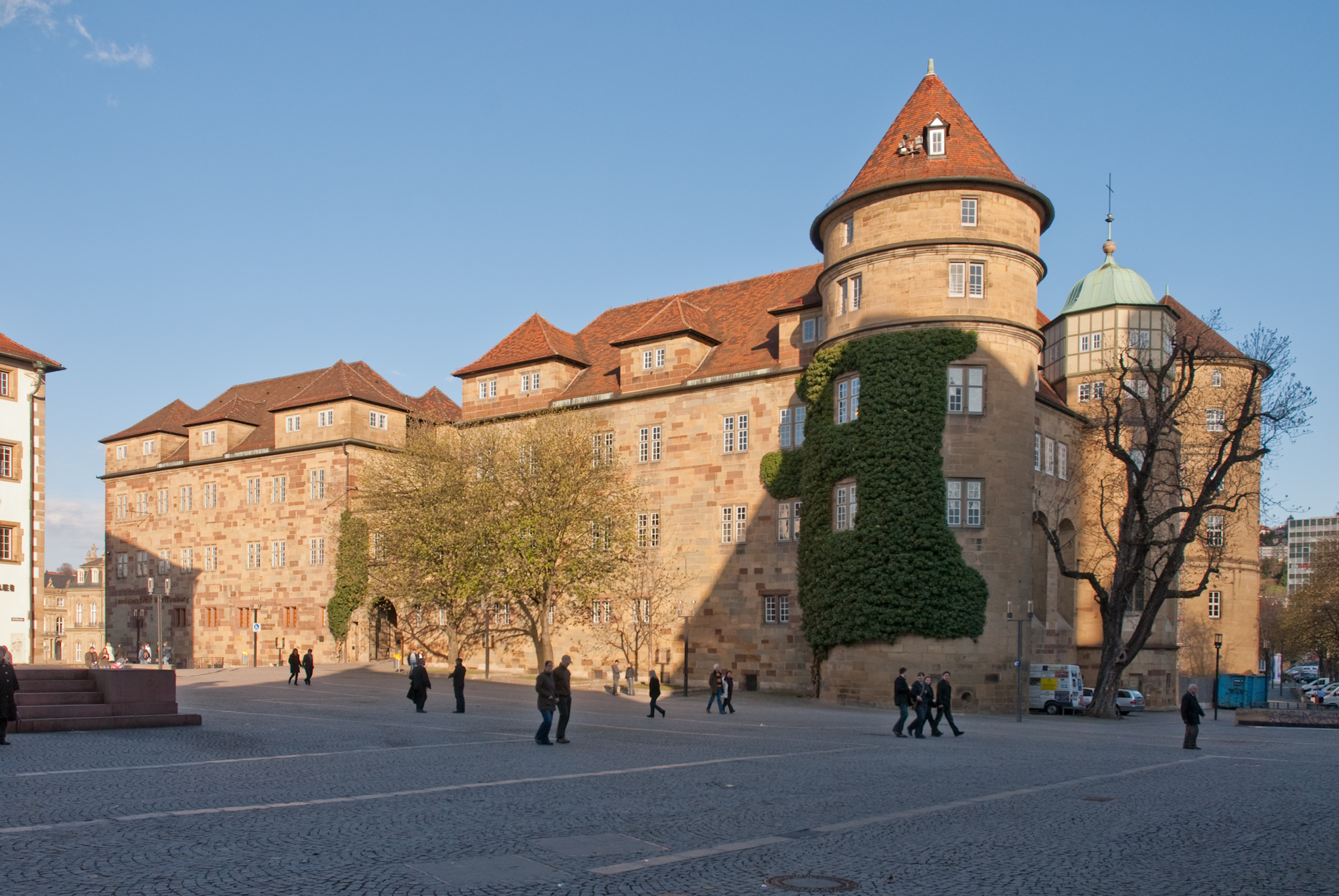
バーデン＝ヴュルテンベルク州立博物館が入居する旧宮殿

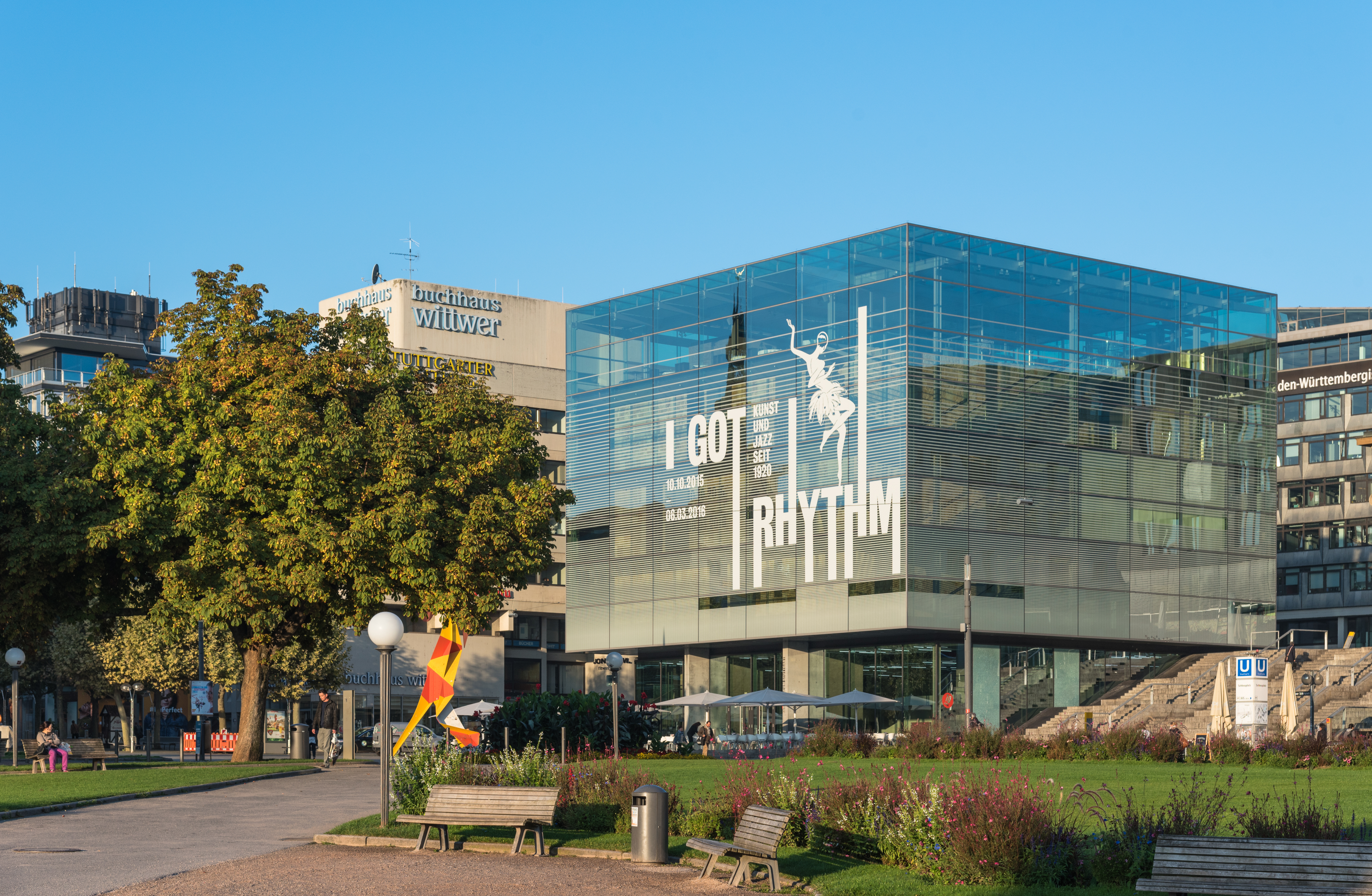
シュトゥットガルト市立美術館

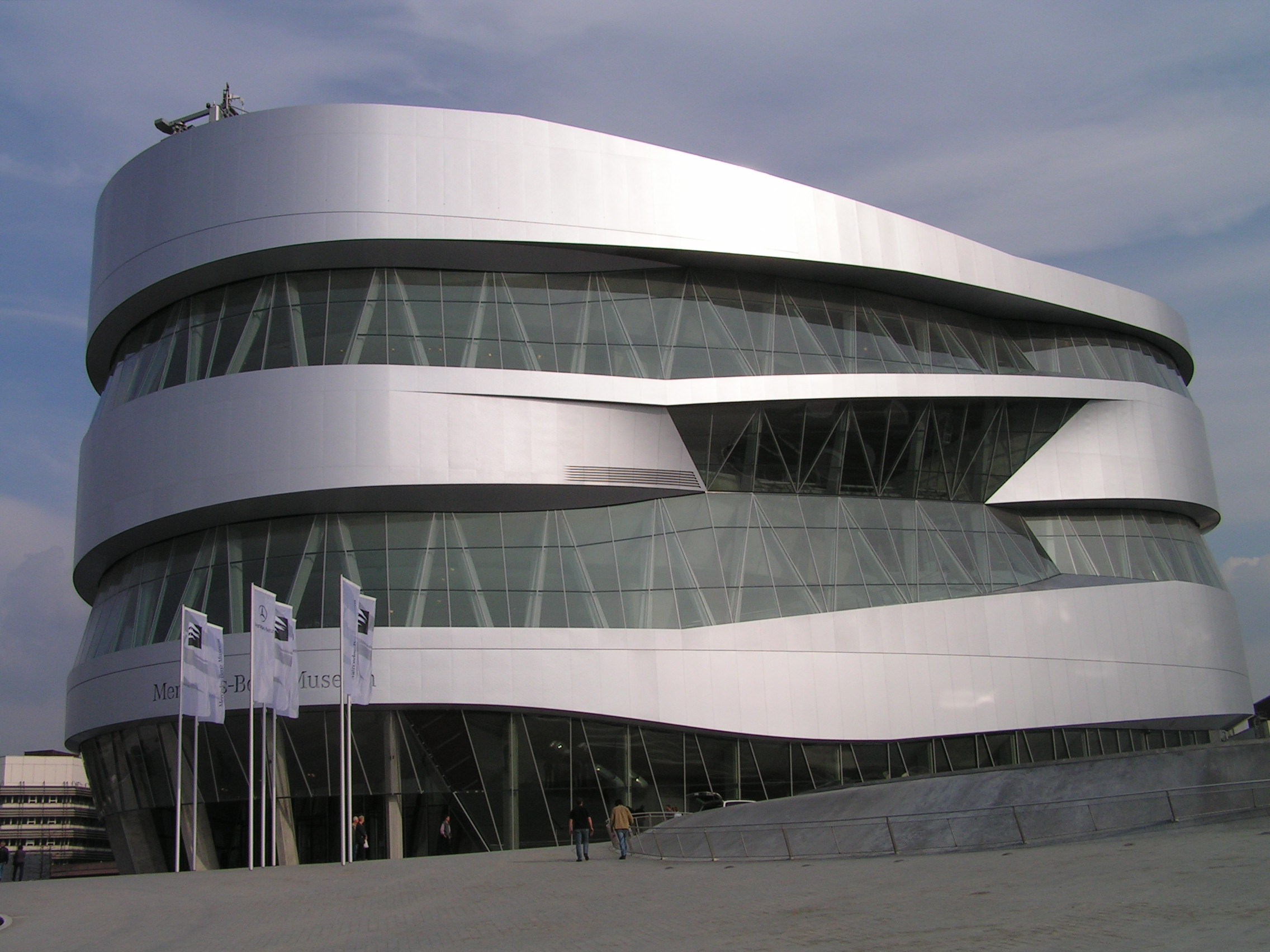
メルセデス＝ベンツ博物館

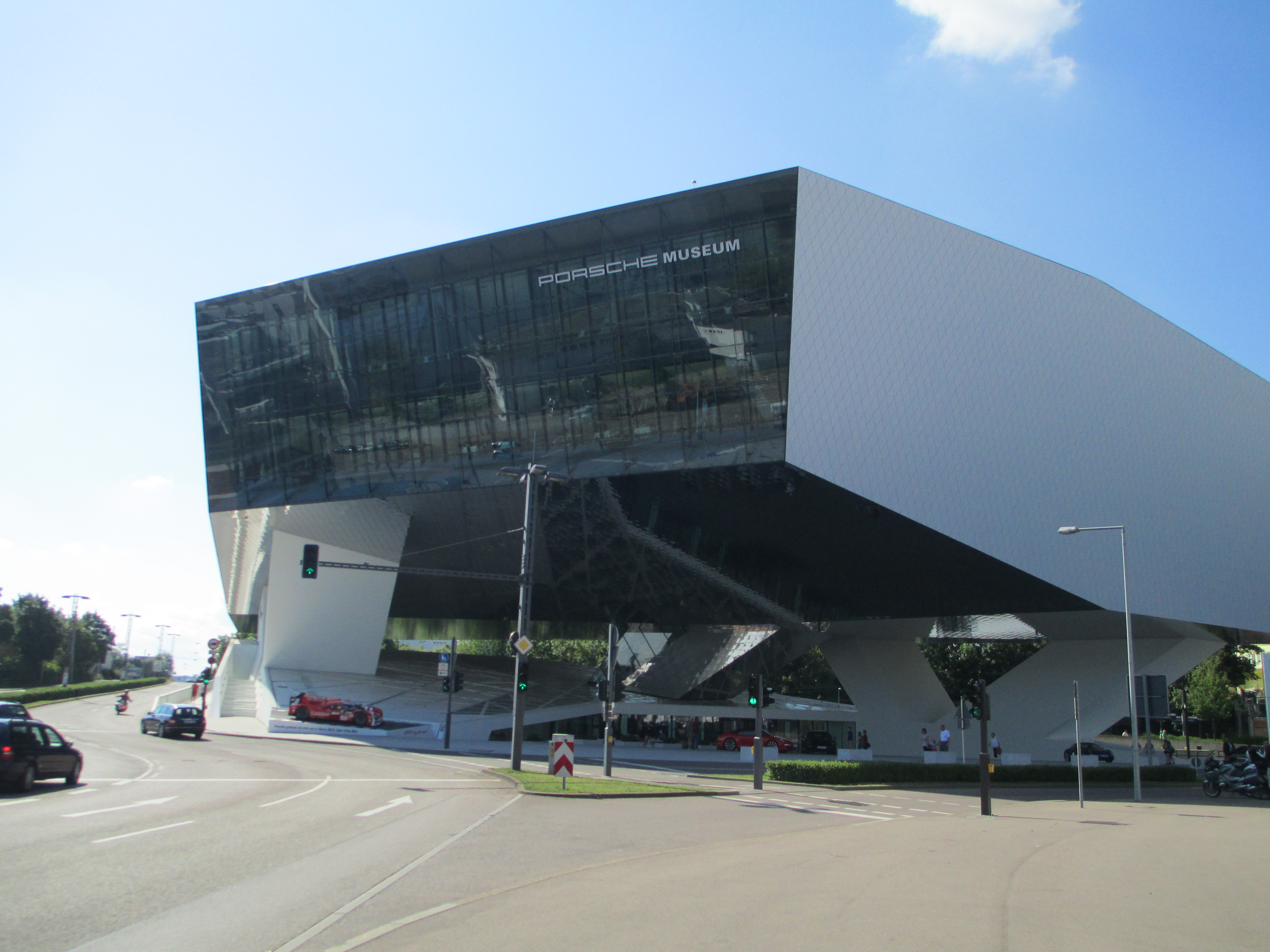
ポルシェ博物館

シュトゥットガルトにはバーデン＝ヴュルテンベルク州の11の州立博物館・美術館のうち、新旧の州立ギャラリーなど5館が存在する。1843年頃に開館し、1984年に新館が拡張されたこの州立ギャラリーはヨーロッパの注目を集めている。建築上興味深い空間に、14世紀から現代までの芸術作品が収蔵されている。たとえば、クラーナハ（父）、ルーベンス、レンブラント、モネ、ルノワール、セザンヌ、ピカソ、ボイスの作品などである。
旧宮殿には、ヴュルテンベルク州立博物館が入居している。この博物館は1862年にヴュルテンベルク王ヴィルヘルム1世によって設立されたが、そのルーツは16世紀にまで遡る。当時の諸侯は皆、珍しい物、高価な物、奇妙な物を収集した（ヴンダーカンマー）。それは石器時代から近世に至る地方史を物語っている。本館の他に、シュトゥットガルト市内に2つの分館があり、バーデン＝ヴュルテンベルク州内に8つの分館がある。
バーデン＝ヴュルテンベルク歴史館は1987年に設立された。この博物館は、2002年にシュトゥットガルター・クルトゥールマイレに固有の建物を得た。地方史、地方の典型的な事物、現在の問題を歴史の文脈に置くことが3つの最も重要なテーマ分野である。歴史館は州内に2つの分館を持つ。
博物学と化石学がシュトゥットガルト州立自然文化博物館の支柱である。この博物館はローゼンシュタインパルクに2つの分館を持つ。レーヴェントーア前の博物館とローゼンシュタイン城館博物館がそれである。前者にはバーデン＝ヴュルテンベルク州で出土した数多くの化石が収蔵されている。展示の多くの部分が恐竜関係である。自然文化博物館は1791年に「博物学コレクション」として設立された。生物学的コレクションの展示が一般客を引き寄せる一方で、博物学的コレクションはヨーロッパで最も重要なものの一つである。
リンデン博物館は、民俗文化博物館である。その起源は1882年であり、1911年から固有の建物を有している。この博物館はヨーロッパ最大級の民俗博物館の一つであり、アフリカ、オリエント、南アジア、東アジア、オセアニア、南北アメリカについての情報を提供している。ヨーロッパ外の民俗の常設展示は特に注目である。
これらの州立博物館の他にも数多くの博物館が存在する。シュトゥットガルト美術館は、2005年3月にシュトゥットガルト市立ギャラリーの後継美術館として開館した。開館した最初の都市からすでに33万に来館者を引き寄せる場所となった。歩行者専用区域のケーニヒス通りにあるという立地が、奇妙なガラスキューブに囲まれた展示室という風変わりな建築とともに集客に貢献している。コレクションは基本的にモダンアートである。ここにはオットー・ディクス作品の最も重要なコレクションが収められている。ヴィルヘルムス宮殿を改築したシュタットパレス内には、2018年4月から市立博物館が入居している。
2009年に55万人の来館者があったメルセデス＝ベンツ博物館が、この街で最も来館者の多い博物館である。1923年からこの企業の自動車コレクションが設立されている。2006年にはメルセデス＝ベンツ＝ワールドがオープンした。ここの展示路では、UNスタジオが設計した展示により、120年間の自動車の歴史を体感することができる。世界初の自動車から伝説のシルバー・アローを経て現代までのメルセデス＝ベンツ・ブランドを見学することができる。1976年に開館したツッフェンハウゼンのポルシェ博物館は、2009年1月31日に新博物館が完成するまでは常に入れ替え展示を行っていた。その後は、建築の観点からも極めて興味深い新館の中で、入れ替えが行われるモデルも含め、約80台の自動車を見ることができる。
ゲオルク・ヴィルヘルム・フリードリヒ・ヘーゲルの生家であるヘーゲル・ハウスには、このシュトゥットガルト生まれの哲学者の生涯が展示されている。多くの石碑がシュトゥットガルト市内およびその周辺に存在する。シュトラーセンバーン博物館は、1868年から1986年までの歴史的な車両や、シュトゥットガルト・シュトラーセンバーン (SSB) の運営や技術の歴史に関する文物を展示している。シュトゥットガルト消防博物館（ミュンスター地区）にはシュトゥットガルトにおける火災との戦いの発展が語られている。2002年にキレスベルクにテオドール＝ホイス＝ハウスがオープンした。これ以後、このホイスの旧居には、初代連邦大統領テオドール・ホイスの生涯が展示されている。北駅の前にある追悼の場「ツァイヒェン・デア・エアイネルング」は1941年から1945年のナチ時代にここから移送された2,000人以上のシュトゥットガルトおよびヴュルテンベルクのユダヤ人を追悼する場である。

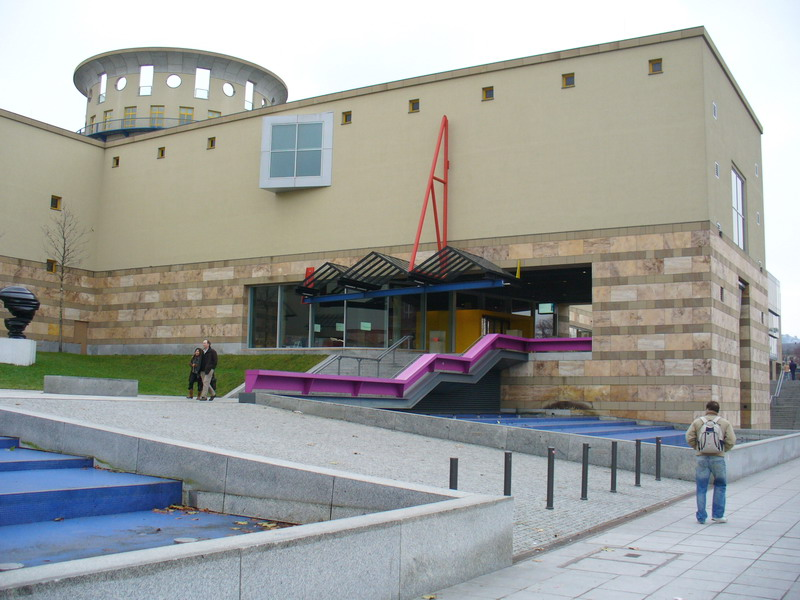
バーデン＝ヴュルテンベルク歴史館
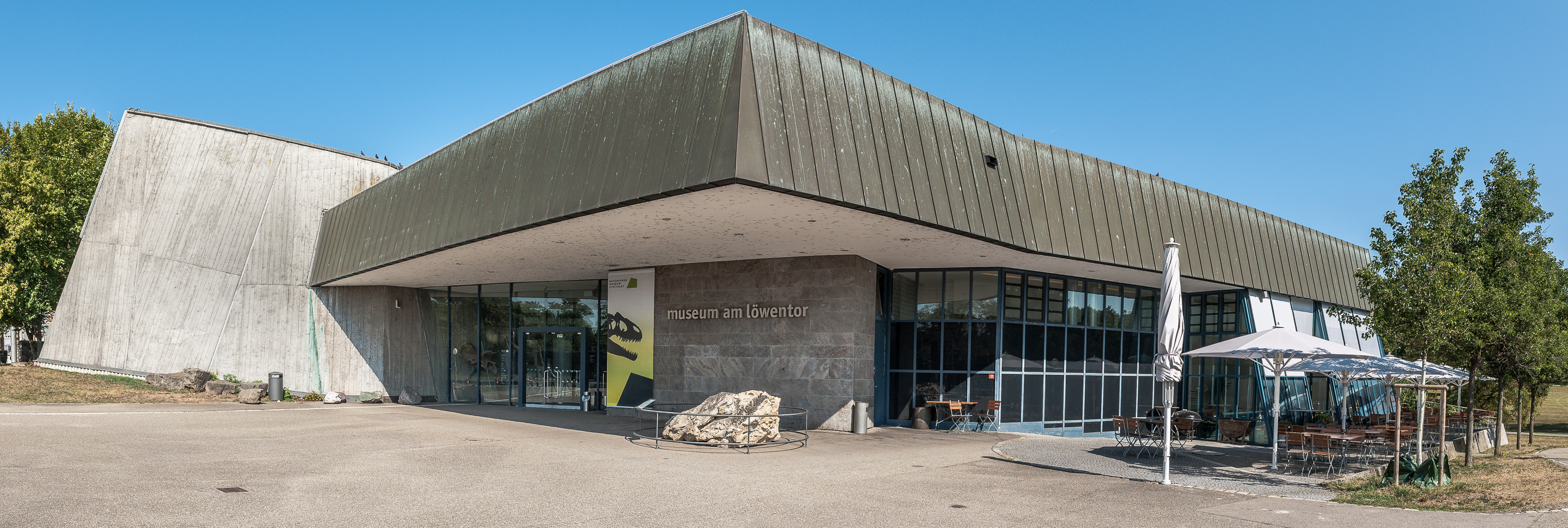
シュトゥットガルト州立自然文化博物館のレーヴェントーア博物館
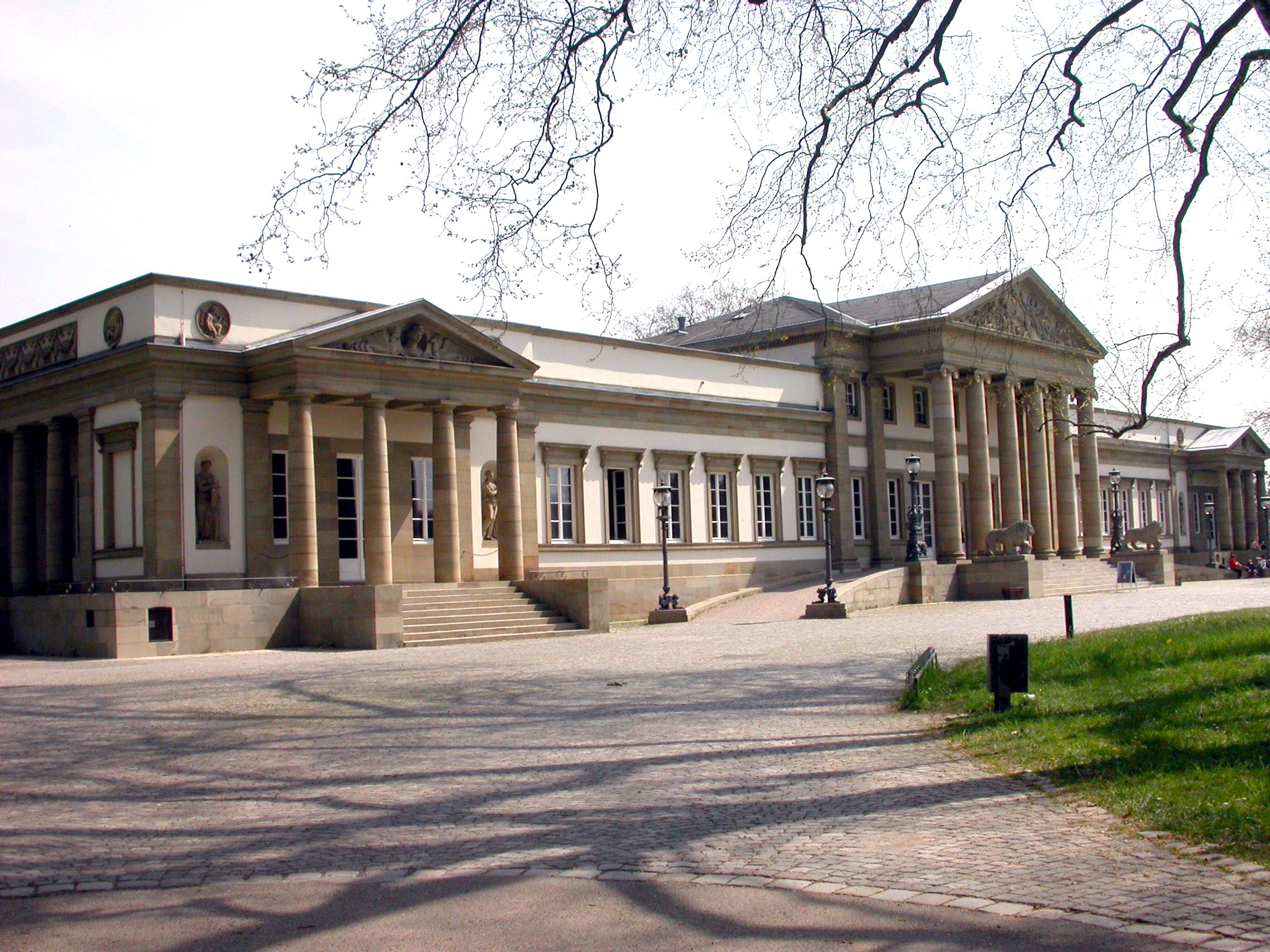
シュトゥットガルト州立自然文化博物館のローゼンシュタイン城館博物館
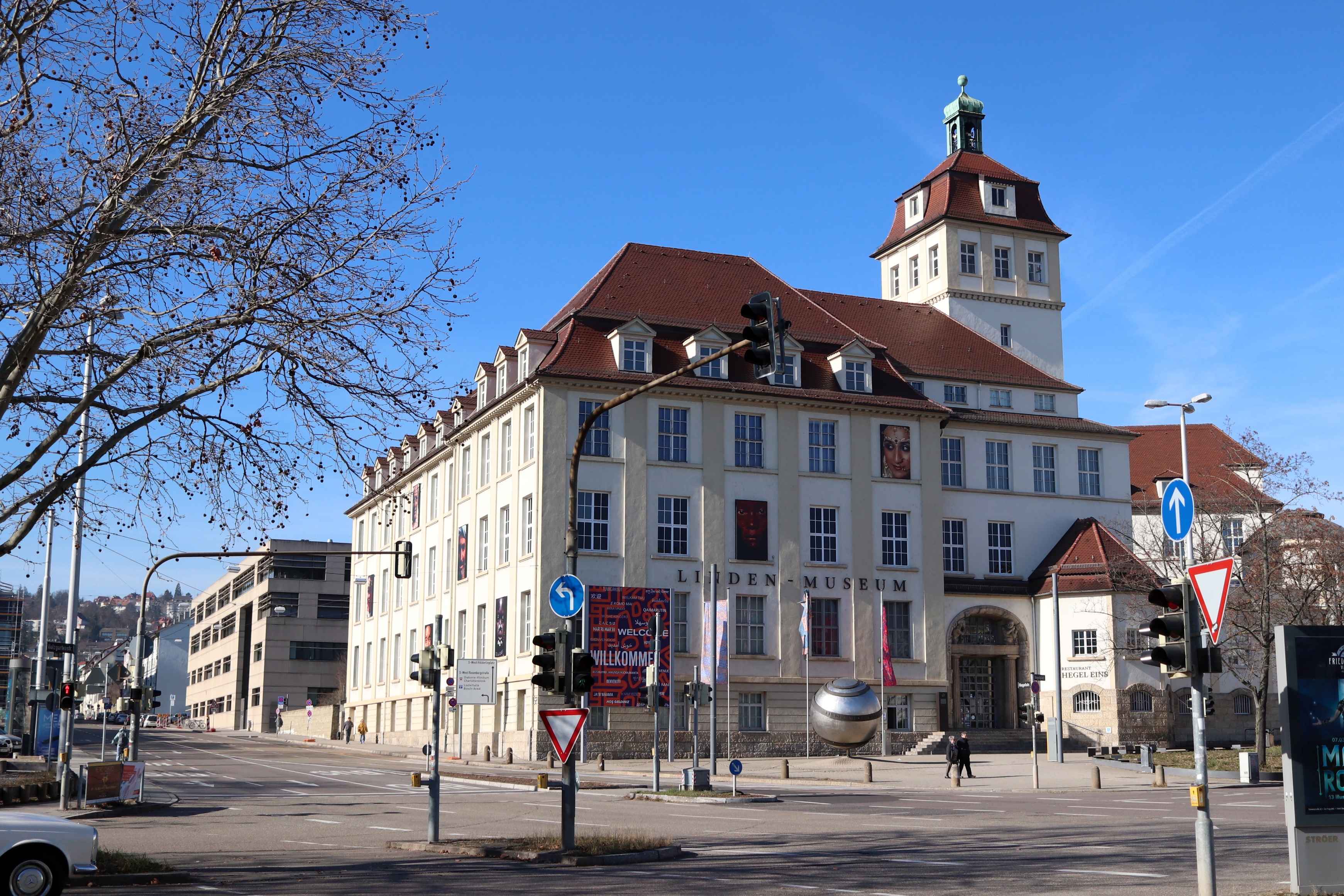
リンデン博物館
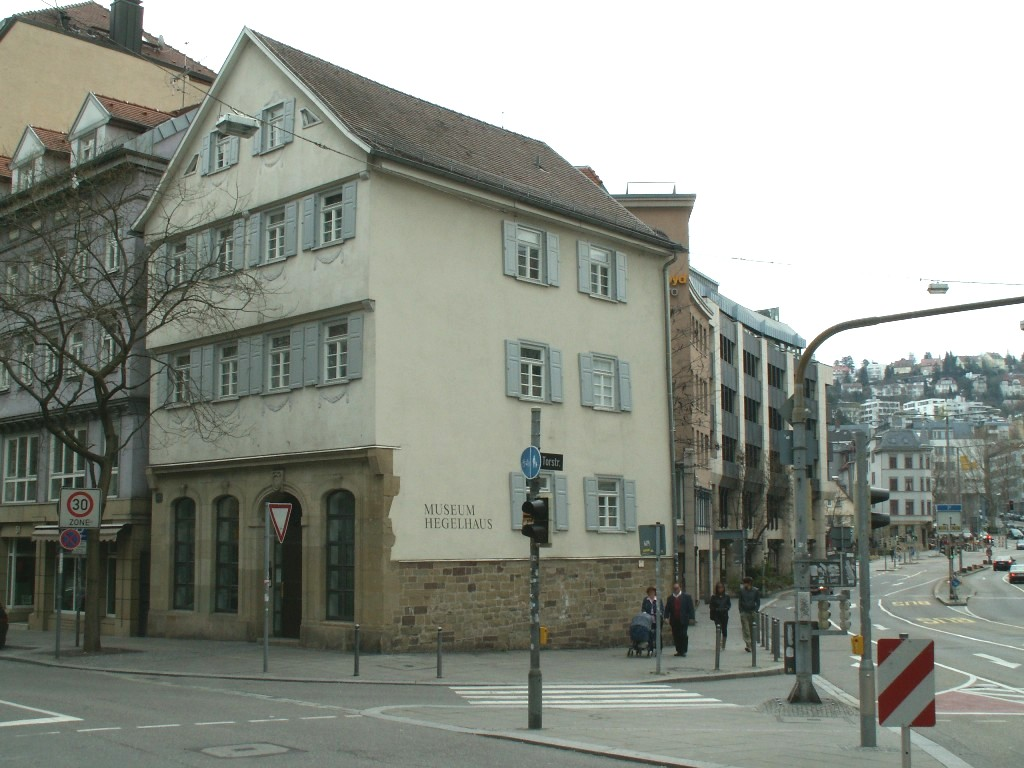
ヘーゲル・ハウス
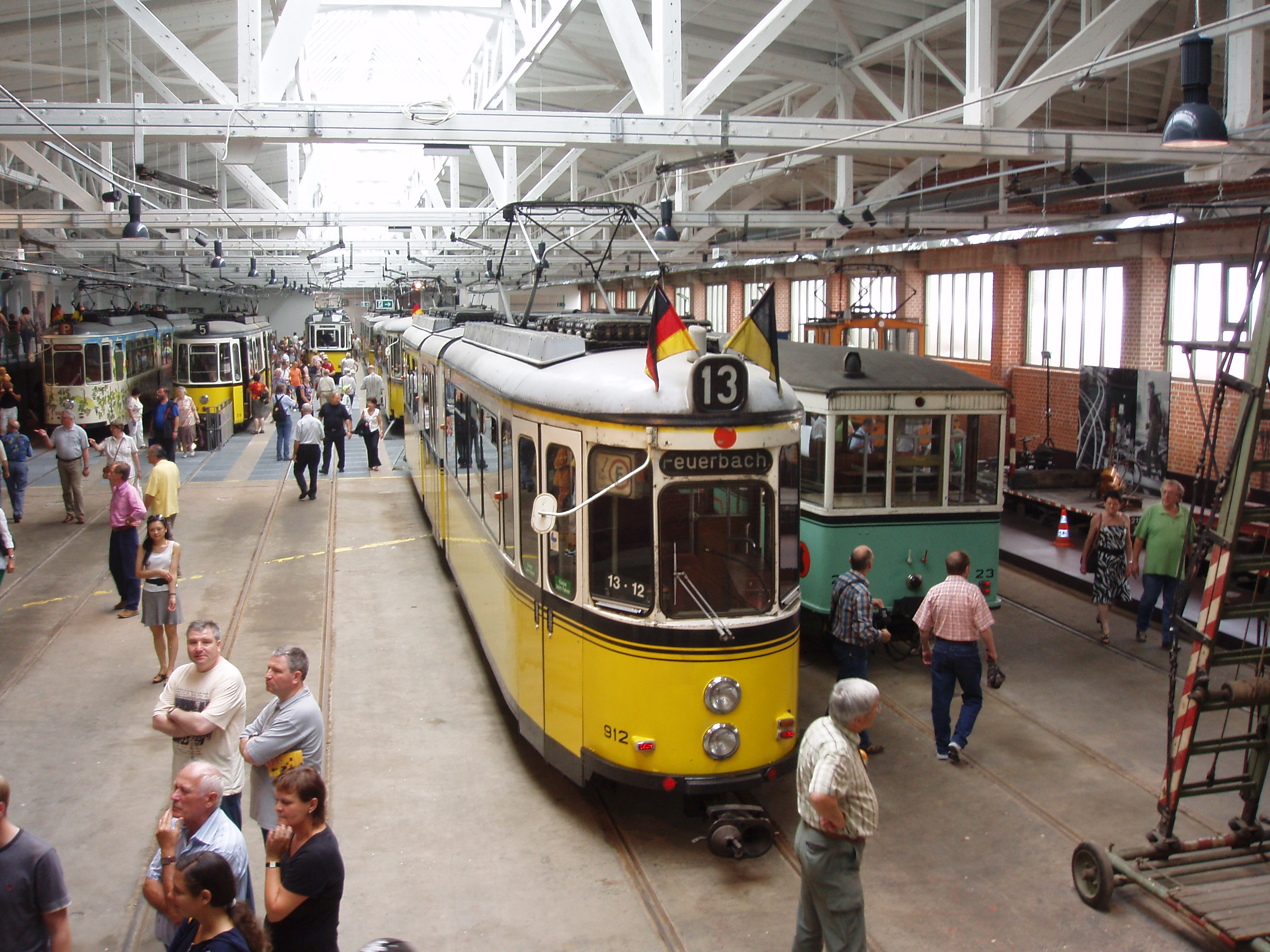
シュトゥットガルト・シュトラーセンバーン博物館
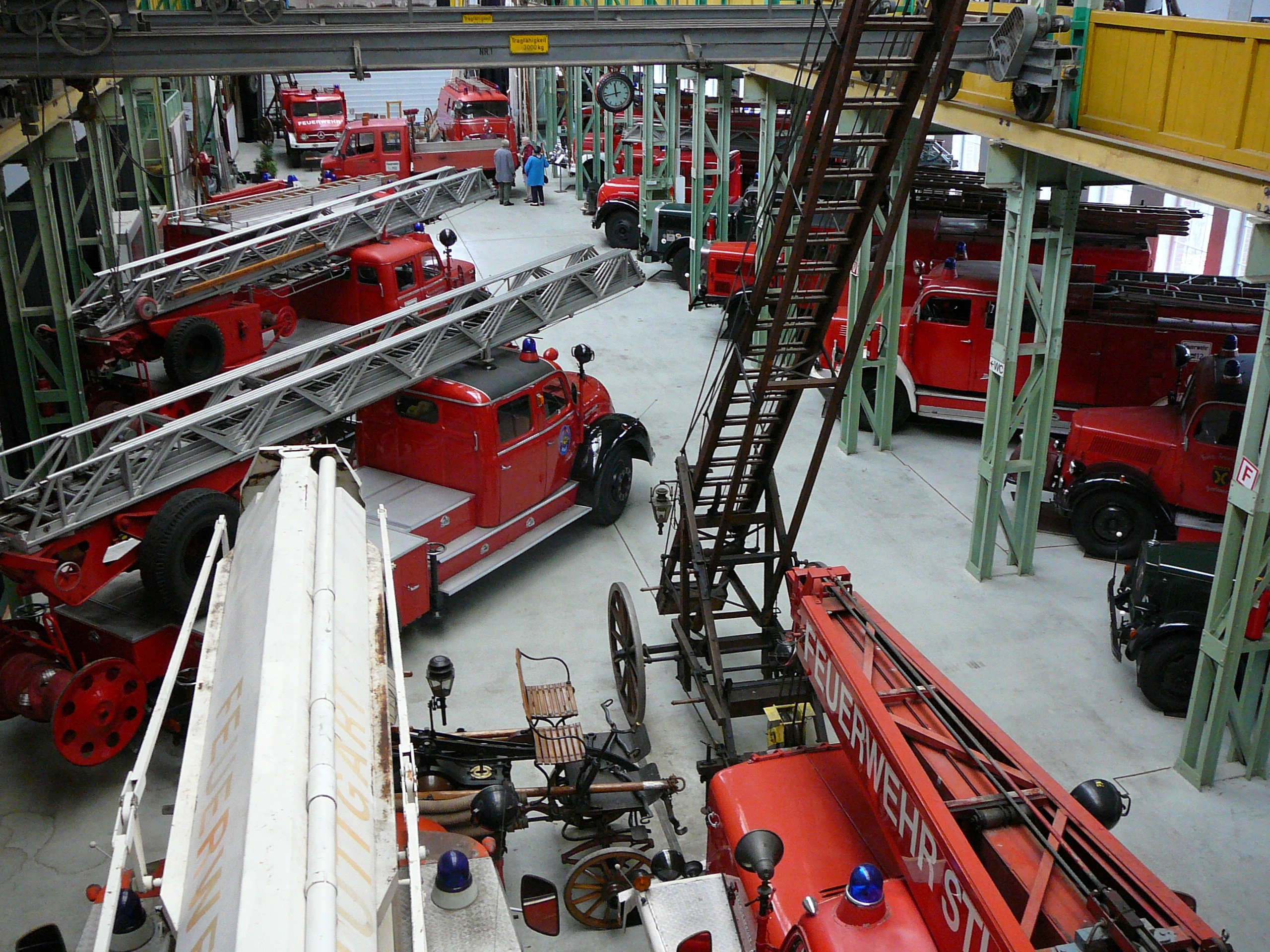
シュトゥットガルト消防博物館
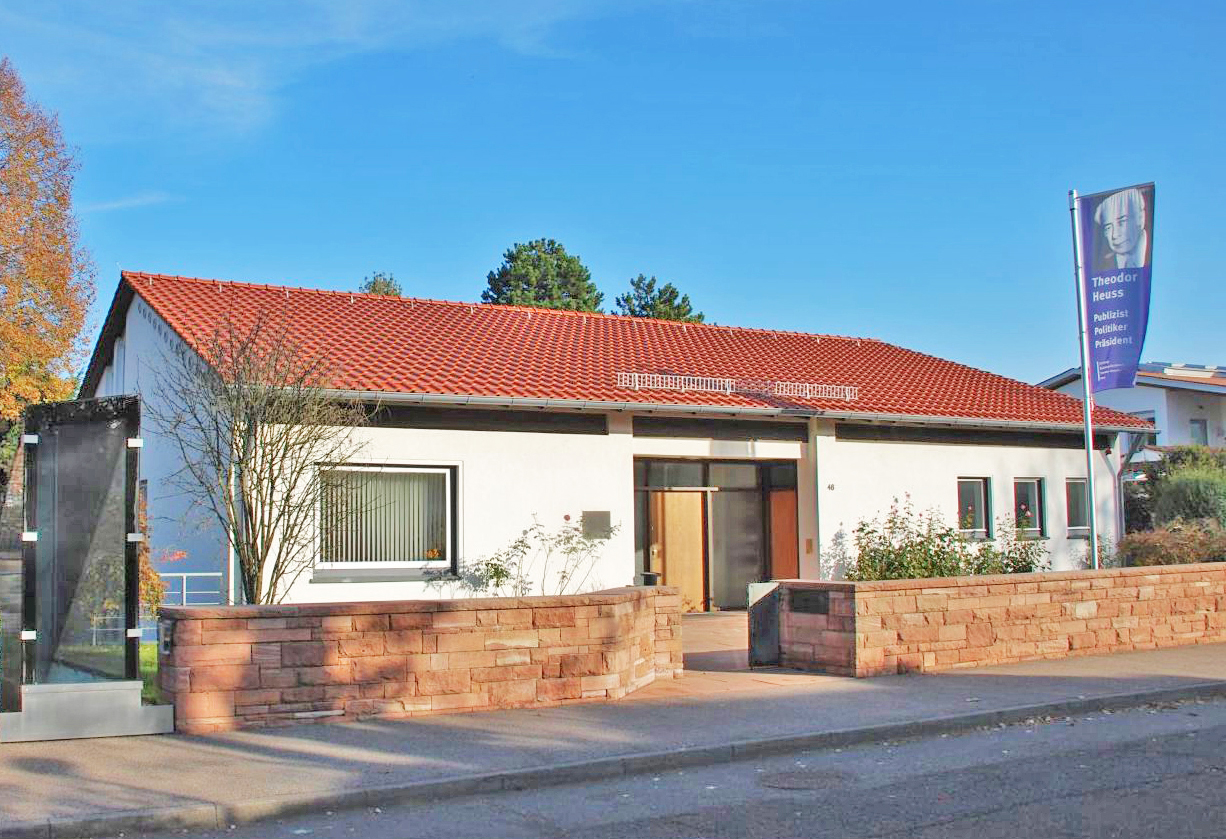
テオドール＝ホイス＝ハウス

## 対外関係

### 姉妹都市・提携都市
シュトゥットガルトは、戦後のヨーロッパの姉妹都市というテーマにおいてパイオニアの1つであった。早くも第二次世界大戦終戦の3年後には、かつて敵国であったイギリスのセント・ヘレンズと姉妹都市協定を結んだ。現在シュトゥットガルトは、以下に示す4大陸の10都市と姉妹都市協定を締結している。
姉妹都市
| - セント・ヘレンズ（イギリス、マージーサイド）1948年 - カーディフ（イギリス、ウェールズ）1955年 - セントルイス（アメリカ合衆国、ミズーリ州）1960年 - ストラスブール（フランス、バ＝ラン県）1962年 - ムンバイ（インド、マハーラーシュトラ州）1968年 | - メンゼル・ブルギバ（チュニジア、ビゼルト県）1971年 - カイロ（エジプト、カイロ県）1979年 - ウッチ（ポーランド、ウッチ県）1988年 - ブリュン（チェコ、南モラヴィア州）1989年 - サマーラ（ロシア、サマラ州）1992年 |

提携都市
以下の都市と友好関係を結んでいる。
- 大垣市（日本、中部地方、岐阜県）1988年
- 南京市（中華人民共和国、江蘇省）1995年
- Schawe Zion（イスラエル、地区）1968年

独仏友好に伴い、ツッフェンハウゼンは1977年にフランスの都市ラ・フェルテ＝スー＝ジュアール（フランス、セーヌ＝エ＝マルヌ県）と、ファイインゲンは1985年にムラン（フランス、セーヌ＝エ＝マルヌ県）と友好協定を結んだ。バート・カンシュタットは1996年に自らと同様に鉱泉が豊かなハンガリー、ブダペスト11区のÚjbudaと友好協定を結んだ。
市内の通りや橋にこれらの都市にちなんだ名前がつけられている。また、シュトゥットガルト・シュタットバーンの車両にもこれらの街にちなんだ名がつけられている。

## 経済

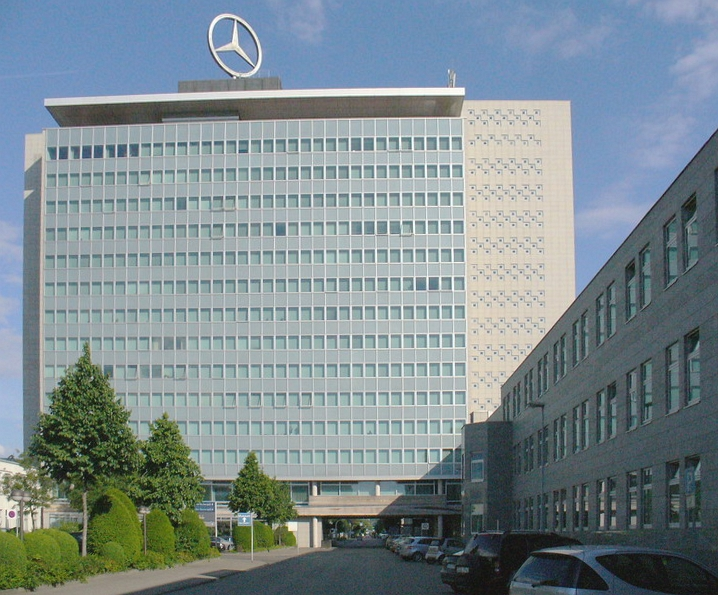
ダイムラー本社

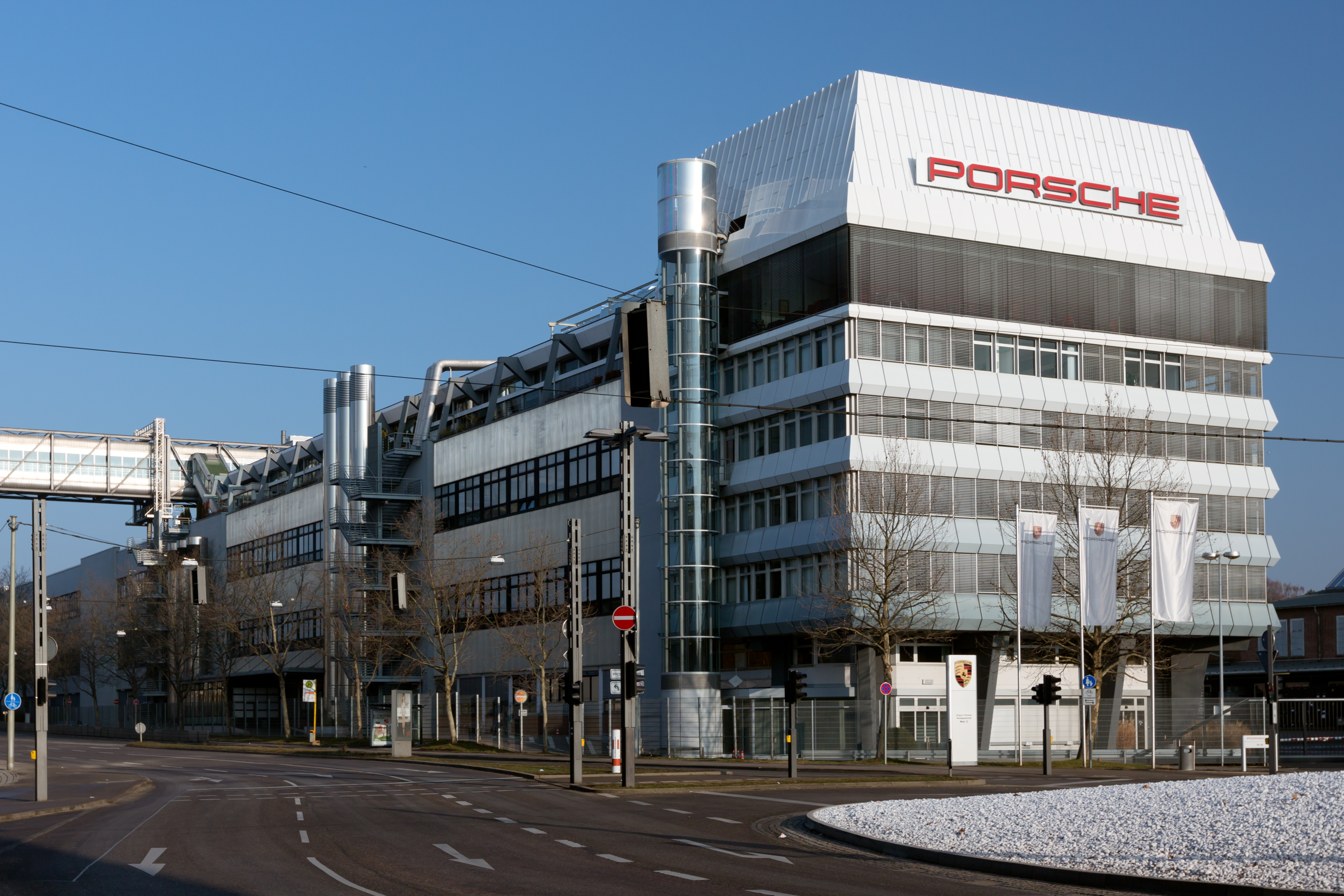
ポルシェ本社

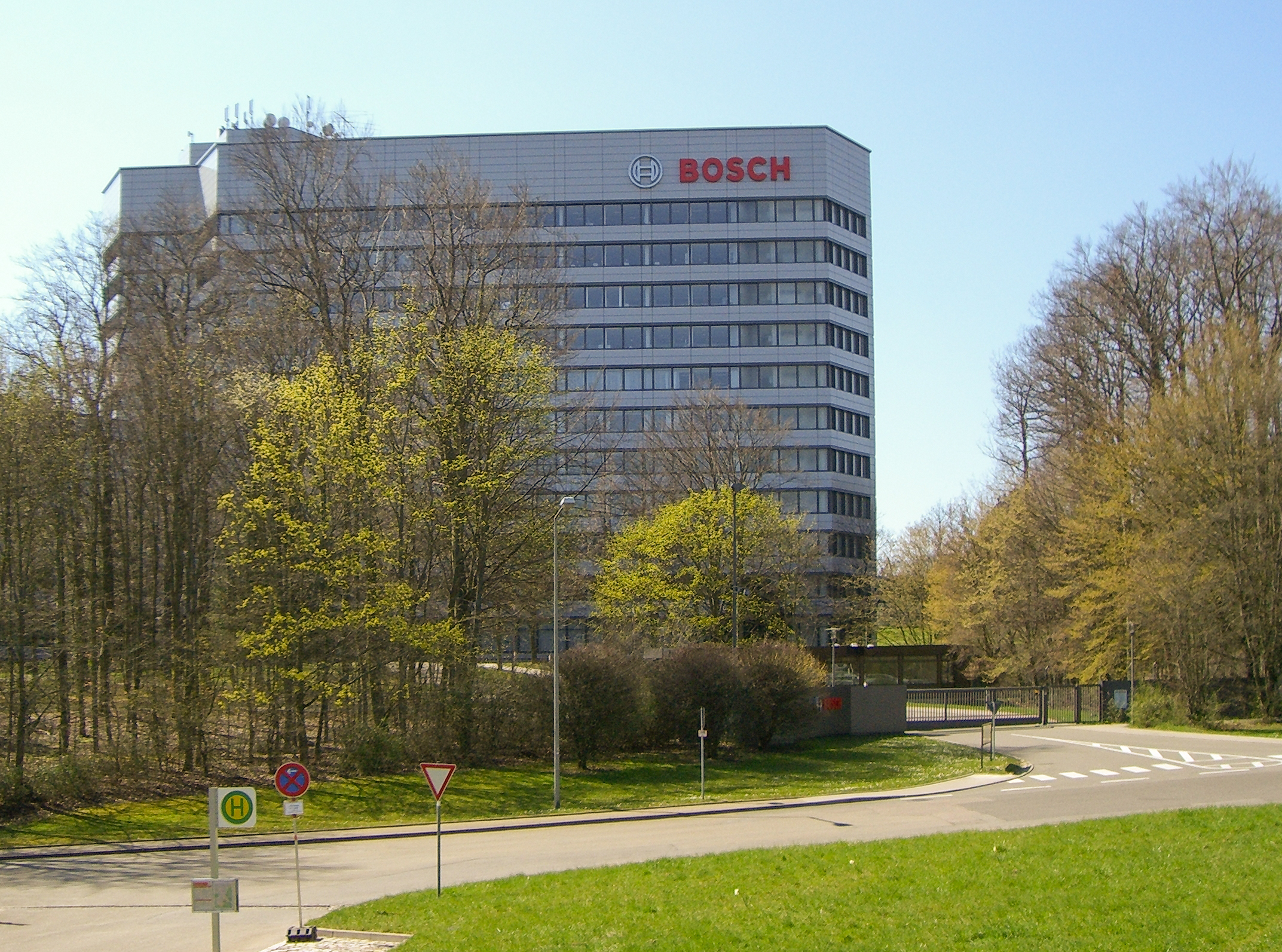
ボッシュ本社

ツークンフツアトラス 2019（直訳: 未来地図2019）でシュトゥットガルトは、ドイツの401の郡および郡独立市の中で5位に位置づけられており、「Top Zukunftschancen」（最も将来性がある）と評価されている。
2018年のシュトゥットガルトの国内総生産 (BIP) は 573億6900万ユーロであった。これはバーデン＝ヴュルテンベルク州のBIPの 11.2 % を占める。この年の住民1人あたりのBIPは、90,518ユーロ（バーデン＝ヴュルテンベルク州 43,480ユーロ、ドイツ全体 40,339ユーロ）であった。2020年6月30日現在、この街では423,052人が働いていた。2021年4月の平均失業率は 5.4 % で、バーデン＝ヴュルテンベルク州の平均値 4.2 % を上回ったが、ドイツ全体の平均 6.0 % よりは低かった。シュトゥットガルトは、2017年のBIPが2555億4600万ユーロに達するシュトゥットガルト大都市圏の中心である。

### 第一次産業

#### 農業
約 400 ha のブドウ畑があるシュトゥットガルトは、ドイツ最大のワイン産地の一つである。有名なワインは、内市街に位置するシュトゥットガルター・メンヒハルデ、カンシュタッター・ツッケルレ、およびウンターテュルクハイム、ローテンベルク、ウールバッハのワインである。

### 第二次産業

#### 工業
シュトゥットガルトは、ドイツおよびヨーロッパにおいて、収入が高く、経済的に重要な街の一つに数えられる。シュトゥットガルト地域には約1500社の中小企業があり、ドイツにおける中小企業の中心地の一つとなっている。これらの企業から、大規模な国際的に活動する自動車産業、機械産業の企業に部品が供給されている。市内とその周辺には、ダイムラー、ポルシェ、ボッシュをはじめとする多くのハイテク企業が本社を置いており、シーメンス、コダック、レノボも拠点を構えている。市内だけでなく地域全体がこうした経済状況にあることから、口頭では冗談交じりに「シュトゥットガルター・シュペックギュルテル」（シュトゥットガルト・ベーコン・ベルト）としばしば呼ばれる。2020年の GaWC-スタディーによれば、シュトゥットガルトは「ベータ・マイナス」カテゴリーに分類される都市の一つである。

#### 建設業
ヴォルフ & ミュラー、テュプリン、ゴットロープ・ロンメルの3大建設会社もシュトゥットガルトに本社がある。シュトゥットガルトの mateco GmbH は大手の作業壇レンタル会社である。

### 第三次産業

#### 金融業
個人レベルでは、フリッツ・レオンハルト、フライ・オットー、イェルク・シュライヒなどがこの街の重要なエンジニアの例である。sbp、レオンハルト・アンドレ・ウント・パートナー、クニッパース・ヘルビヒといった土木建築事務所が、上海国際博覧会会場や深圳空港などの大規模プロジェクトを設計している。有名な設計事務所としては、ベーニシュ & パートナー（ミュンヘン・オリンピアシュタディオン、ボンのブンデスハウス）とベーニシュ・アーキテクテン（ハノーファーの北ドイツ州立銀行、オツェアネウム・シュトラルズント）がある。

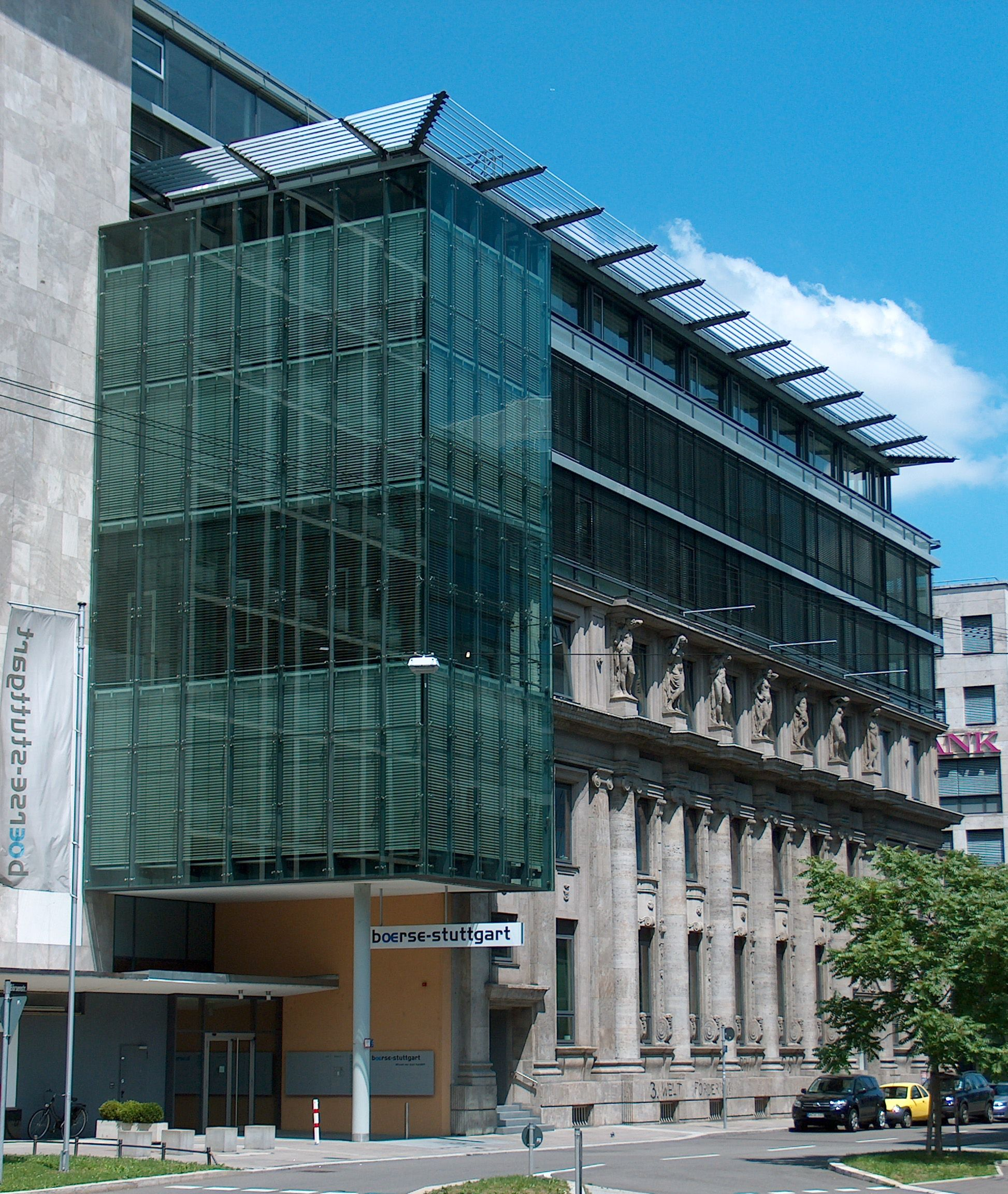
シュトゥットガルト証券取引所

シュトゥットガルトの金融市場は、シュトゥットガルト証券取引所があることで、フランクフルトに次いでドイツで2番目に重要な証券取引所である。バーデン＝ヴュルテンベルク州立銀行 (LBBW) はドイツ最大級の金融機関の一つであり、ドイツ最大の州立銀行である。その子会社である BW-バンクは、シュトゥットガルト市の貯蓄銀行でもある。個人経済をオーガナイズしているのは、ジュートヴェストバンクAG、シュヴァーベン銀行、エルヴァンガー & ガイガー銀行である。

#### サービス業
ヴュルテンベルク保険、ヴュルテンベルク生命保険（ともにヴュステンロート & ヴュルテンベルギッシェの子会社）、SV貯蓄銀行保険、WGV、アリアンツ生命保険など、多くの保険会社がシュトゥットガルトに本社を置いている。
さらに、シュトゥットガルト市には1996年からカジノがある。これは、バーデン＝バーデン、コンスタンツに次ぐ、バーデン＝ヴュルテンベルク州で3番目のカジノである。これら3箇所はいずれも、バーデン＝バーデンに本社を置くバーデン＝ヴュルテンベルク・シュピールバンク GmbH & Co. KG の管理下で営業している。
シュトゥットガルトには、2019年7月現在、ベッド数10床以上の宿泊業者が171軒、合わせて22,122人分の宿泊施設がある。年間宿泊客は約218万人、延べ408万泊で、客室使用率は 50.7 % であった。

## 情報通信

### マスメディア
シュトゥットガルトは重要なメディア都市であるとみなされている。シュトゥットガルト・フンクハウス内には、公共放送である南西ドイツ放送の本社がある。ここではバーデン＝ヴュルテンベルク州向けの2つのラジオプログラム (SWR1とSWR4) が制作されている。テレビスタジオでは、情報番組（スポーツなど）の他に、「ドリッテ・プログラム」のためのニュース番組や「ランデスシャウ」のライブが制作されている。SWRのラジオ放送はシュトゥットガルト・テレビ塔から、市内向けにはシュトゥットガルト・フンクハウスからも送信されている。また、DVB-T導入後のテレビ放送はシュトゥットガルト通信塔から送信されている。シュトゥットガルトには、地域テレビ局「レギオTV」もある。
この他のオーディオビジュアル・メディア（たとえば、「アンテナ 1」、「ビッグFM」、「ディー・ノイエ 107.7」、「フライエス・ラジオ・フュア・シュトゥットガルト」）もシュトゥットガルトにある。そのプログラムは、シュトゥットガルト通信塔やミュンスター発電所の煙突から発信されている。シュトゥットガルト地域にはアメリカ軍が駐屯しているため、AFNも存在する。シュトゥットガルトは州内に２つあるバーデン＝ヴュルテンベルク州文化・青年・スポーツ省管轄下のバーデン＝ヴュルテンベルク州メディアセンターの所在地である。もう1つはカールスルーエにある。
この街はさらに、ドイツを牽引する専門出版社の所在地の1つである。全国的に知られているのはたとえば、ドイツ・シュパルカッセン出版、エルンスト・クレット出版、コールハンマー出版、メッツラー出版、モーター・プレッセ・シュトゥットガルト、ゲオルク・ティーメ出版などである。この街には、ドイツ聖書協会とカトリック聖書協会という、抜きんでて最大の聖書出版社が存在する。
この街では、ドイツ最大級の地方新聞の一つとされる「シュトゥットガルター・ツァイトゥング」、「シュトゥットガルター・ナハリヒテン」、これらよりも小さな「カンシュタッター・ツァイトゥング」など地域紙が刊行されている。タウンマガジンとしては、「リフト」が月に1度刊行され、「プリンツ・シュトゥットガルト」がインターネットで閲覧できる。また、「モーリッツ - ダス・シュタットマガツィーン」はバーデン＝ヴュルテンベルク州で最も発行部数の多いタウンマガジンである。

## 生活基盤

### ライフライン

#### 電力
シュトゥットガルトは、ミュンスター発電所、ガイスブルク発電所、ネッカー川の流水発電といった市内での発電の他に、主に3本の架空送電線で電力供給を受けている。これはプルファーディンゲン、ヴェンドリンゲン、ホーエネックの EnBW主要変電所からシュトゥットガルト市内の変電所（ヴァイリムドルフ、ゼーヴィーゼン、メーリンゲン）に送電している。これらはすべて、動作電圧 220 kV で設計されたが、2000年代末から 110 kV で運営されている。
シュトゥットガルト市内には、ネッツェBW の 110-kV-レベルの変電所が全部で25箇所ある。この他に、総延長約 1400 km の 10-kV-中電圧ケーブル網が張り巡らされている。これらはほぼ完全に地中にあり、約7700箇所の変圧ステーションを結んでいる。
メーリンゲン変電所からは、もう一つの 110-kV-送電線がジンデルフィンゲン変電所に延びている。オーバーテュルクハイムにはもう一つ110-kV-変電所があり、かつてアンラーゲ 9461 と呼ばれていたホーエネックからアルトバッハまで（かつてはニーダーシュトッツインゲンまで）を結ぶ架空送電線から電気を供給されている。この他すべての公的な110-kV-送電線は開発のために地中ケーブルとして敷設されている。
2011年にシュトゥットガルト市議会は100%市営の都市施設局の設立を決議した。2012年7月から活動を開始したシュトゥットガルト都市施設局は、1998年の市場の自由化以降ドイツで2番目に設立された大都市施設局である。この都市施設局は2013年2月からエコ電力と天然ガスをシュトゥットガルトの全住居および商店に供給している。都市施設局は風力発電所や太陽光発電所の運営を次第に増強しており、熱および電力供給といったエネルギーシステムの請負業者となっている。シュトゥットガルト市議会はさらに2014年10月に 5000 km の電力網、1700 km のガス供給網の運営を、2014年1月1日に遡ってシュトゥットガルト都市施設局とネッツェBW（EnBWの子会社）の共同運営とすることを決議した。移行フェーズの後、2016年にまず電力網、2019年からガス供給網の運営責任をこの共同会社が担うこととなった。
かつては市内に数多くの中電圧架空送電線があったが、電力干渉の少ない地下ケーブルに置き換えられている。最後の地上区間は、2017年までダッハスヴァルトのクナッペンヴェークで鉄道路線上を通ってホルプまで延びていた。
市内のドイツ鉄道の電車路線への電力供給は、市の北部のツァーツェンハウゼン中央送電所経由で行われる、ベルハウゼンやヘレンベルクへのSバーンについては、ロールに変電所がある。これは、ツァーツェンハウゼン - オイティンゲン鉄道送電線からエーリンゲン付近で分岐する鉄道送電線経由で電力を供給しており、その送電線は大部分が鉄道ヘレンベルク - シュトゥットガルト線と並行に延びている。この他のSバーン路線に電力を供給するために、レオンベルクやヴァイブリンゲン付近に変電所が設けられている。

#### 上下水道
市の西部にあるベーレンゼー、ノイアー・ゼー、プファッフェンゼーは、シュトゥットガルトの飲料水供給に利用されていた。1917年からシュトゥットガルトは、ランデスヴァッサーフェアゾルグング（直訳: 州水供給者）からランゲナウ近郊のドナウタールで採取した飲料水を供給されていた。給水は市の東部ローテンベルクのゲッピンゲン経由で行われている。1958年からはこれに加えて、ボーデン湖水供給者経由でボーデン湖からの飲料水が共有された。水の取り込み地点は市の南西部ロールにある。水道塔は、デガーロッホとゲーコプフ（ビスマルク塔）にある。

## 教育・研究機関
ドイツの研究開発費の約 11 % がシュトゥットガルトで使われている。2つの総合大学（シュトゥットガルト大学とホーエンハイム大学）の他に、シュトゥットガルトにはフラウンホーファー研究機構の5つの研究所（ドイツで2番目に大きなキャンパスである）、多くのマックス・プランク研究所、およびその他の研究施設がある。シュトゥットガルトの研究環境の大部分はファイインゲンの研究キャンパスに集約されつつある。

### 大学
公立

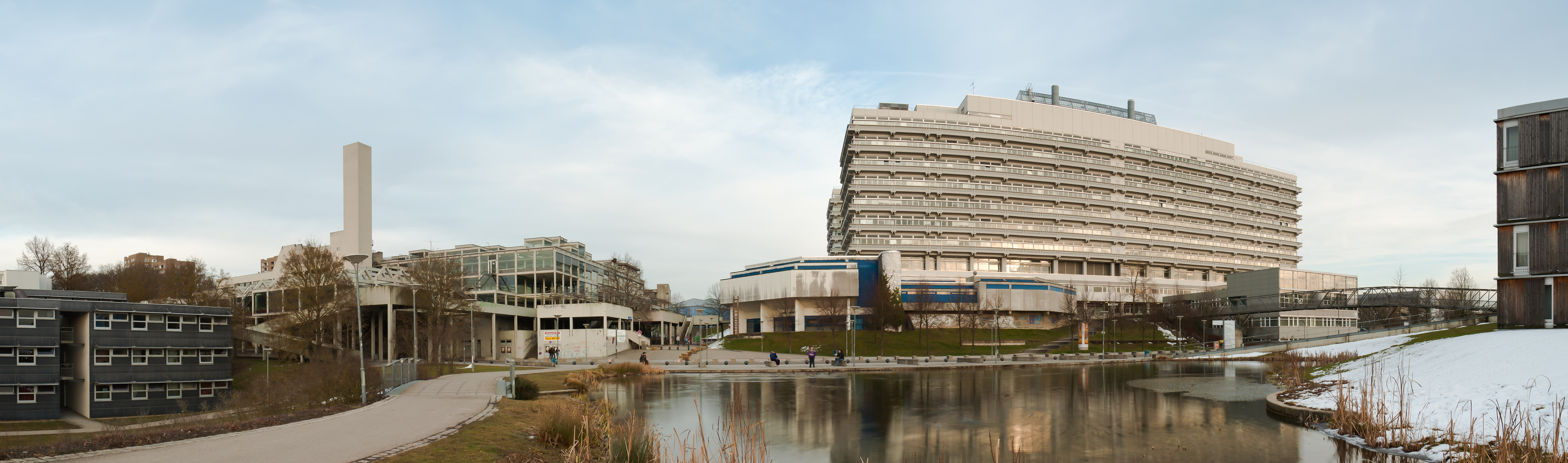
シュトゥットガルト大学ファイインゲン・キャンパス

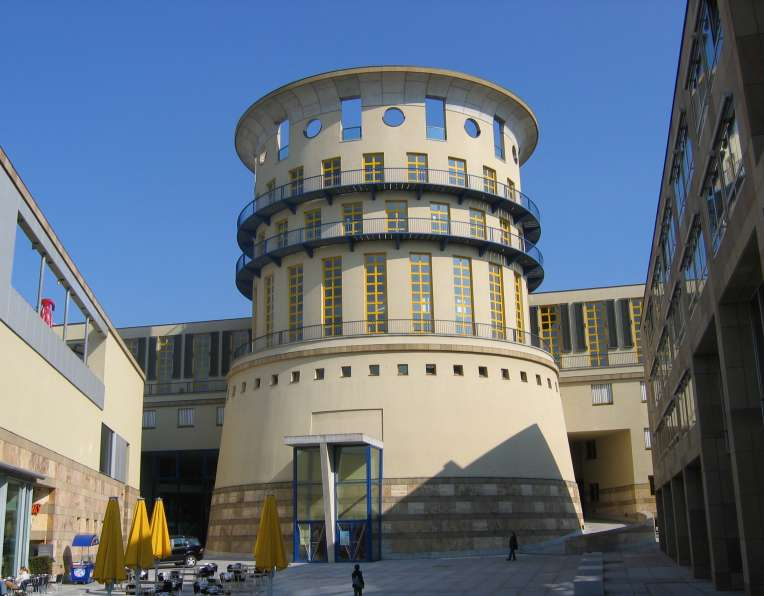
シュトゥットガルト音楽演劇大学

- カールスシューレは1770年にカール・オイゲン公によって設立され、開校当時はソリトゥーデ城（ドイツ語版、英語版）内にあった。1781年12月から「Universität Hohe Karlsschule」（総合大学ホーホ・カールスシューレ）と称していた。この学校は、軍事アカデミー、芸術アカデミーとして活用され、その後は一般大学となった。この大学は1794年に廃止された。
- シュトゥットガルト大学。1829年創設。1876年に工学専門学校、1890年に技術単科大学、1967年から総合大学となった。
- ホーエンハイム大学。1818年に農林業の教育施設として設立された。1847年にアカデミー、1904年に農業大学となり、1967年から総合大学となった。
- シュトゥットガルト音楽演劇大学 (HMDK)。1857年創設。
- シュトゥットガルト州立造形芸術アカデミー。この学校は1761年にヴュルテンベルク公カール・オイゲンによって設立された「Académie des arts」（芸術アカデミー）を起源とし、その後王立造形芸術アカデミーとなり、最終的に現在の施設となった。
- メディア大学 (HdM) 。2001年に「シュトゥットガルト専門単科大学 - 印刷とメディアの単科大学」(HDM) と「シュトゥットガルト専門単科大学 - 聖書学と情報学の単科大学」(HBI、1942年設立) とが統合されて創設され、2005年からメディア大学となった。
- シュトゥットガルト工科大学 (HFT)。1832年に「ヴュルテンベルク・ヴィンターバウシューレ」として創設され、後に「王立建築学校」となった。その後「シュトゥットガルト州立建築学校」となり、1955年から「シュトゥットガルト専門単科大学 - 工学単科大学」、2005年から「シュトゥットガルト工科大学」となった。
- デュアーレ大学バーデン＝ヴュルテンベルク・シュトゥットガルト (DHBW)。1974年に職業アカデミーとして設立された。

私立大学
- シュトゥットガルトAKAD大学。1959年創設。
- シュトゥットガルト自由大学。ヴァルドルフ教育のセミナー。1928年創設。
- FOM。経済学マネジメント学の大学。1991年創設。（本部はシュトゥットガルトにはない）
- ハンブルク放送大学。1997年創設。（本部はシュトゥットガルトにはない）
- コミュニケーションと造形の単科大学。2012年創設。
- マクロメディア単科大学。2006年創設。
- 健康学と社会学のIB単科大学。（本部はシュトゥットガルトにはない）
- インターナショナル・スクール・オブ・マネジメント。1990年創設。（本部はシュトゥットガルトにはない）
- IUBH通信制大学シュトゥットガルト。1998年創設。（本部はシュトゥットガルトにはない）
- メディア・アカデミー＝シュトゥットガルト単科大学。2015年創設。
- メルツ/アカデミー。1918年創設。
- SRH ラジオ学校。1918年創設。（本部はシュトゥットガルトにはない）
- シュタインバイス・ビジネス・アカデミー。2001年創設。（本部はシュトゥットガルトにはない）
- VWA-単科大学。2013年創設。

#### その他の学校
- シュトゥットガルト工学オーバーシューレ

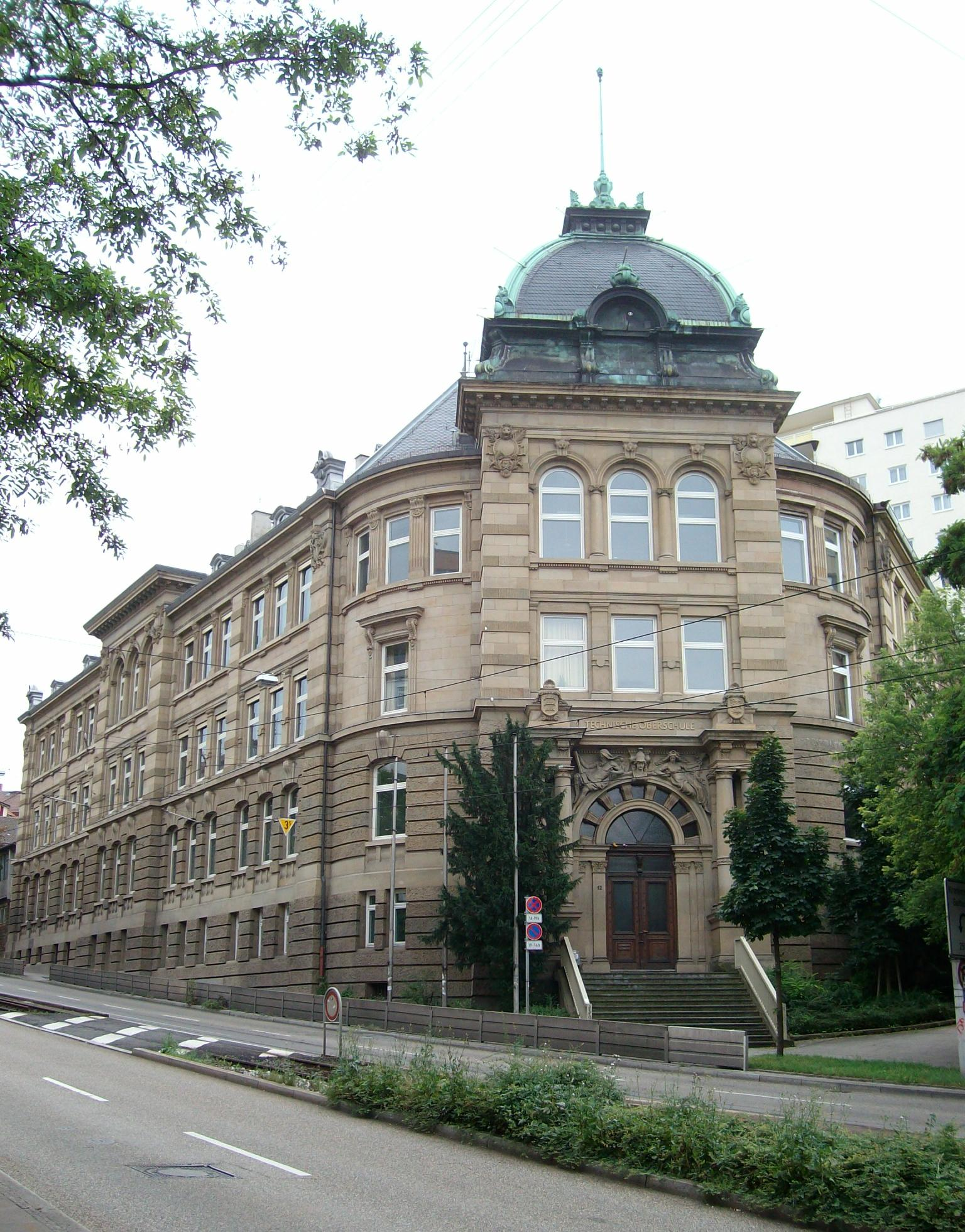
シュトゥットガルト工学オーバーシューレ

- シュトゥットガルト市民大学。政治/社会、芸術/創造、健康/環境、言語学、労働の質向上、情報工学、コミュニケーション工学といった分野の多彩なコースがある。
- シュトゥットガルト経済学オーバーシューレ

音楽学校
- シュトゥットガルト国際バッハアカデミー（ドイツ語版、英語版）

### 職業訓練学校
- ヴァルドルフ学園
  - 1919年、ヴァルドルフ＝アストリア・タバコ工場の工場主エミール・モルト（ドイツ語版、英語版）とルドルフ・シュタイナーによって、シュトゥットガルトのウーランツヘーエに最初のヴァルドルフ学園（ドイツ語版）が創設された。この学校は、シュタイナーによって提唱された人智学的・人文学的教育理念に基づく総合学校の形式で、現在では世界中の多くの国に存在している。

### 研究機関

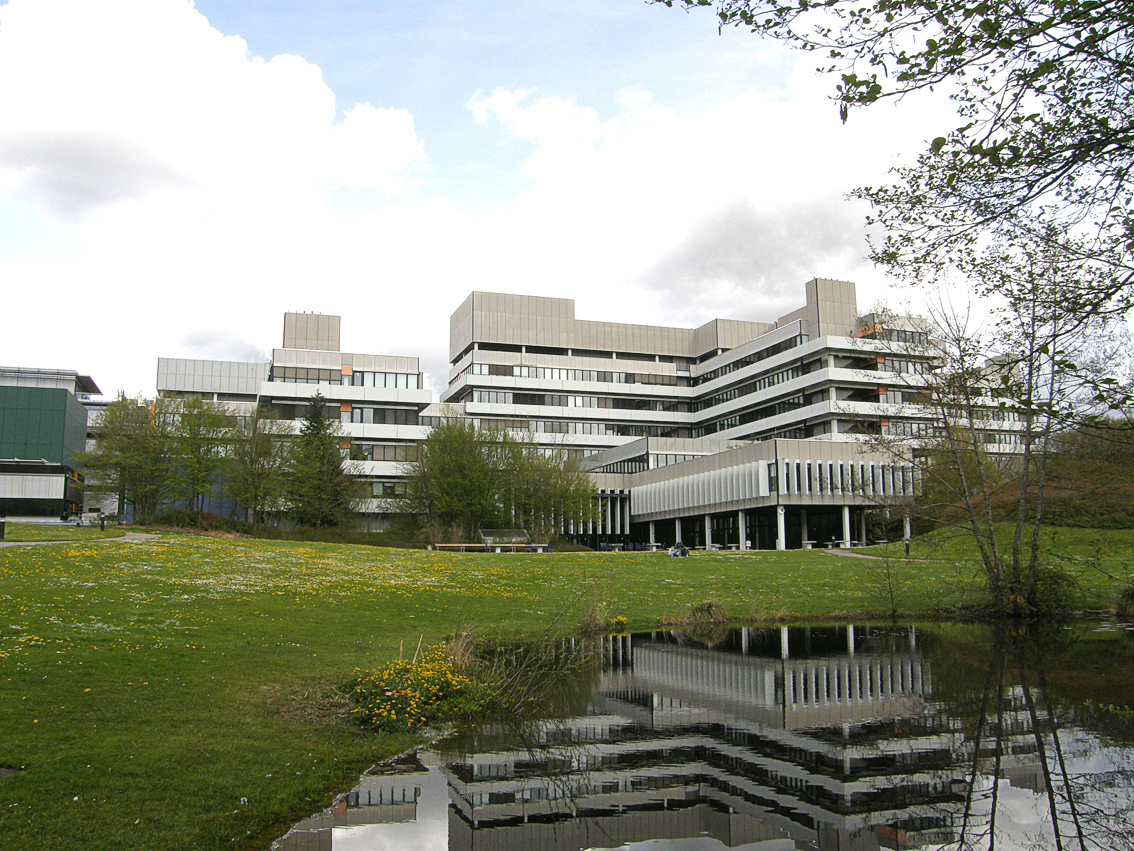
マックス＝プランク結晶学研究所

- マックス＝プランク結晶学研究所 (MPI-FKF)
- マックス＝プランク・インテリジェントシステム研究所、旧マックス＝プランク金属研究所 (MPI-MF)
- フラウンホーファー労働経済学および組織学研究所 (IAO)
- フラウンホーファー建設物理学研究所 (IBP)
- フラウンホーファー界面工学および生物プロセス工学研究所 (IGB)
- フラウンホーファー製造工学およびオートメーション化研究所 (IPA)
- フラウンホーファー空間と建築の情報センター (IRB)
- シュトゥットガルト運転機構と自動車エンジンの専門研究所 (FKFS)
- ドイツ航空宇宙センター e.V. シュトゥットガルト分所 (DLR)

シュトゥットガルトはこの他に、マックス＝プランク財団の「支援団体会員」となっている。

## 交通

### 空路

#### 空港

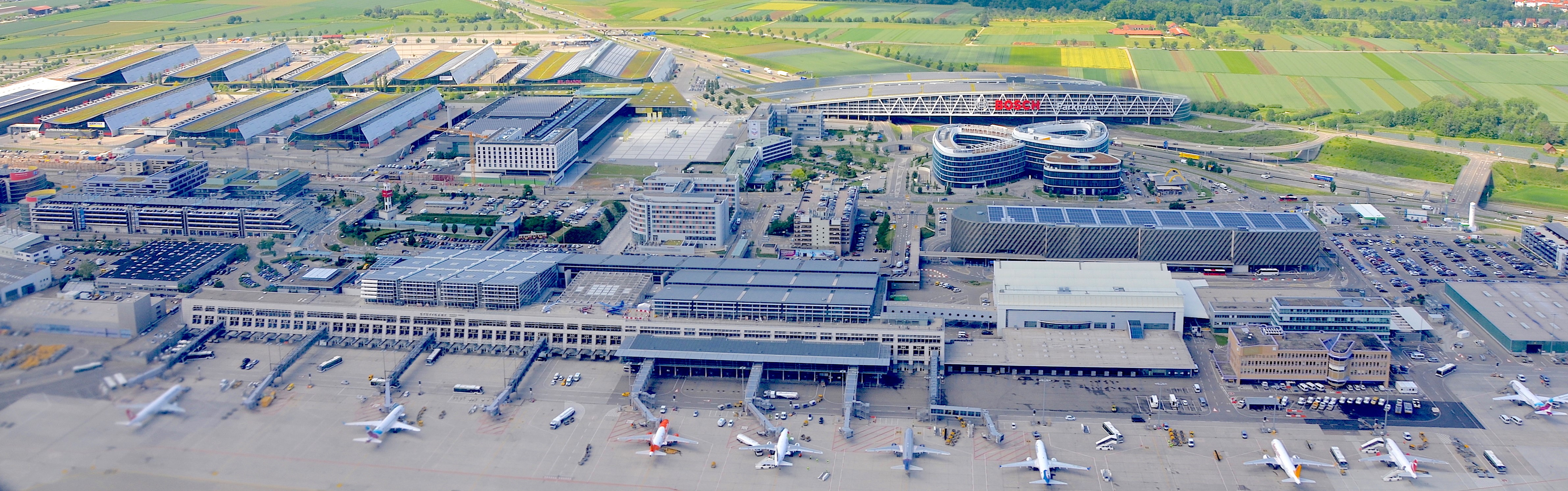
シュトゥットガルト空港（2019年）

南の市境に、バーデン＝ヴュルテンベルク州最大の空港であるシュトゥットガルト空港がある。その敷地は主にフィルダーシュタットに属す。
2004年に新しいターミナル3が開業して以降、シュトゥットガルト空港のキャパシティは1200万人となった。利用客数は2005年には延べ950万人であったが、やがて1100万人を超えるまでに増加した。
シュトゥットガルトの市境の北側に、特別飛行場のパットンヴィレ飛行場がある。この飛行場は、専らスポーツプレーンやグライダーが利用している。
グライダーは、ヴァイリムドルフのグリューナー・ハイナーを利用することもできる。

### 鉄道

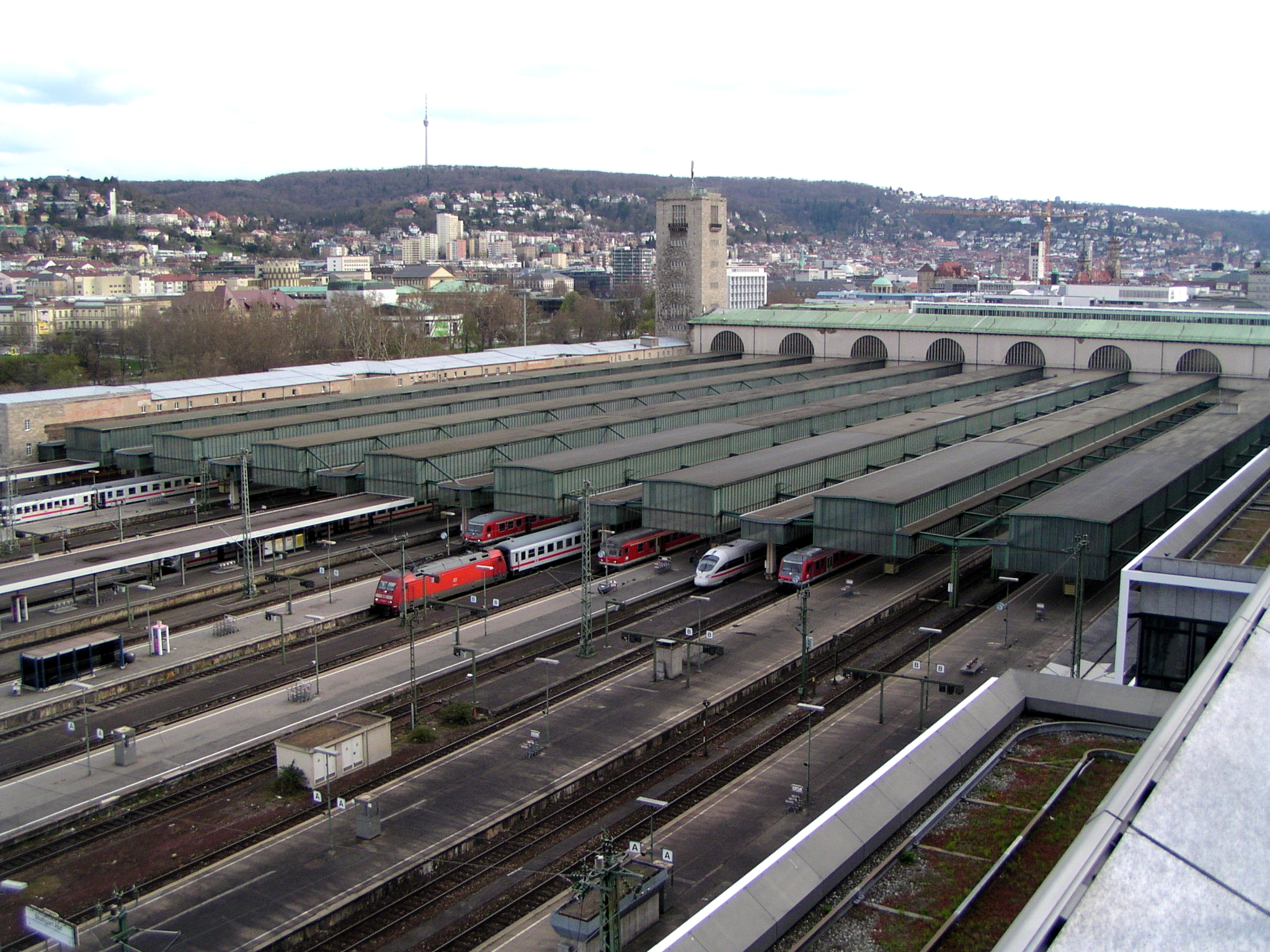
シュトゥットガルト中央駅

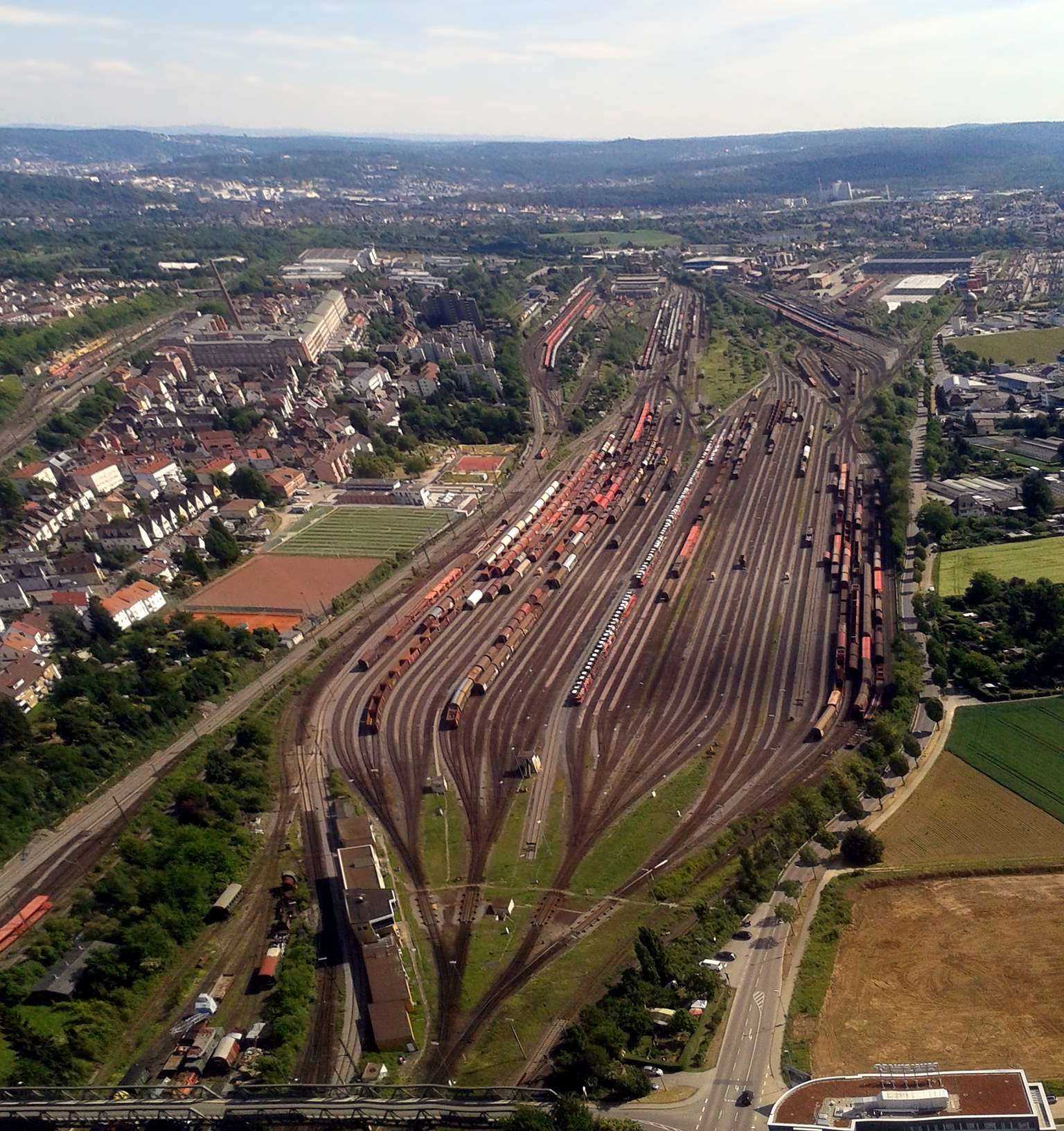
コルンヴェストハイム貨物駅（操車場）

この街は、重要な鉄道の結節点でもある。シュトゥットガルト中央駅からは、ファイインゲン/エンツ - プフォルツハイム - カールスルーエ - ストラスブール - パリ行き（2007年夏以降はTGVで結ばれている）、ハイルブロン - ハイデルベルク - マンハイム - フランクフルト・アム・マイン - マインツ - ケルン - デュッセルドルフ - ドルトムント（- ハノーファー - ハンブルク）- ベルリン行き、プロヒンゲン - ゲッピンゲン - ウルム - ミュンヘン - ザルツブルク - リンツ - ザンクト・ペルテン - ウィーン（- ブラチスラヴァまたは - ジェール - ブダペスト）行き、メミンゲン - ケンプテン (アルゴイ) - オーベルストドルフ行き（ウルム経由）、ラーヴェンスブルク - フリードリヒスハーフェン - リンダウ行き（ウルム経由）、フロイデンシュタット/ロットヴァイル（一部の列車はオイティンゲン・イム・ゴイ）行き、ホルプ - ロットヴァイル - ジンゲン (ホーエントヴィール) - シャフハウゼン - チューリヒ行き、ヴァイブリンゲン - シュヴェービシュ・ハレ＝ヘッセンタール - アンスバッハ - ニュルンベルク行き、ロッテンブルク - ホルプおよびヘヒンゲン - バリンゲン - ジークマリンゲン - アウレンドルフ行き（プロヒンゲン、ロイトリンゲン、テュービンゲンを経由し車両分離が行われる）、ルートヴィヒスブルク - ハイルブロン - バート・フリードリヒスハル - ヴュルツブルク/モースバッハ＝ネッカーエルツ行き、シュヴェービッシュ・グミュント - アーレン行きが発着する。
オーバーテュルクハイムのコンテナターミナルとコルンヴェストハイム操車場もシュトゥットガルト鉄道結節点の一部である。これらはドイツ鉄道の最も近代的なコンテナターミナルの一つである。これら2つのターミナルはともに DUSS（ドイツ鉄道-道路積み替え協会）に属している。
1991年にICE高速鉄道ハンブルク - フランクフルト・アム・マイン - シュトゥットガルト - ミュンヘン線が開業した。これに伴い、シュトゥットガルトからマンハイムへ直結する新しい高速鉄道路線（マンハイム-シュトゥットガルト高速線）が建設された。
賛否の分かれるプロジェクト「シュトゥットガルト21」に伴い、シュトゥットガルト鉄道結節点は、根底から新たに造り替えられる。これにより、約 60 km の新しい鉄道路線、4つの新しい駅（中央駅、空港駅、Sバーンのミットナハトシュトラーセ、ウンターテュルクハイム待避駅）が設けられる。これと並行して新たにヴェンドリンゲン - ウルム線が設けられる。シュトゥットガルト市議会は1997年にこのプロジェクトの都市計画上の概要案を承認し、その後すぐに最初の工区の工事が開始された。

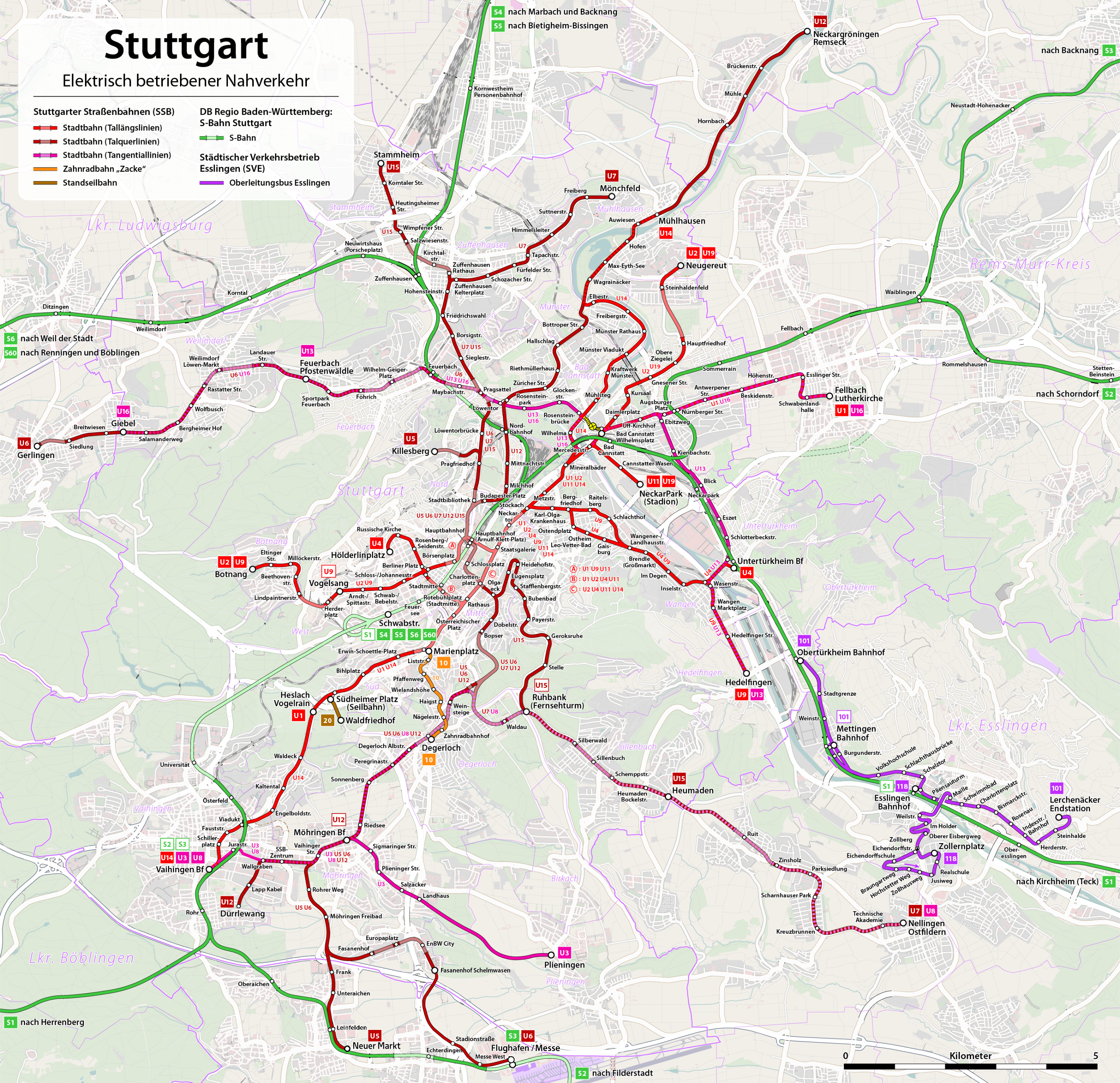
シュトゥットガルトの近郊交通路線図

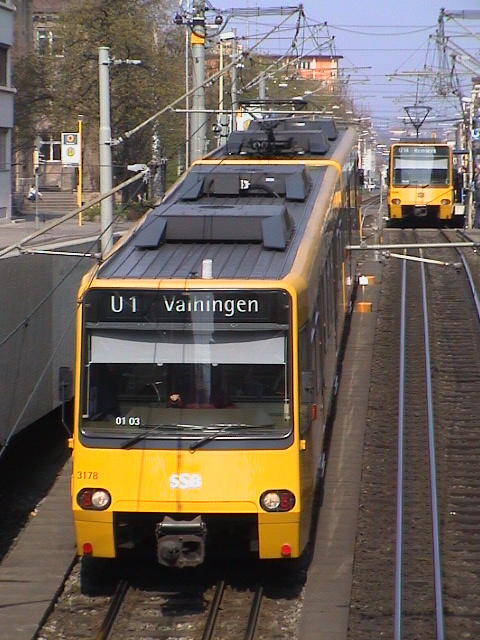
シュタットバーン U1号線

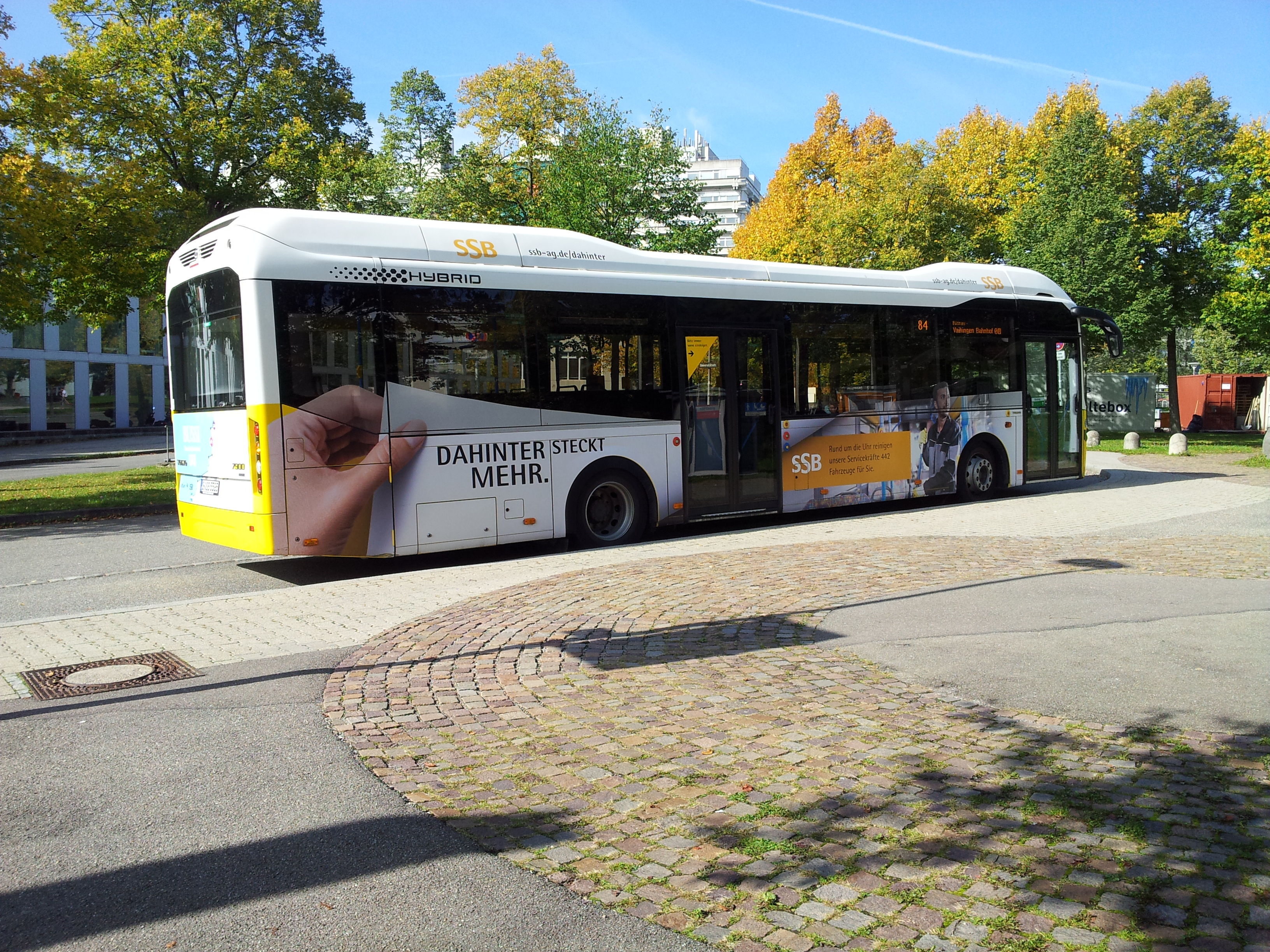
シュトゥットガルト路面電車会社が運行するバス

#### 公共近郊交通
公共旅客近郊交通 (ÖPNV) は、DBレギオが運営する7路線のSバーン、シュトゥットガルト路面電車会社が運営する17路線のシュタットバーン（このうち2路線は不定期路線である）、1路線のシュトゥットガルト・アプト式鉄道、1路線のシュトゥットガルト・ケーブルカー、およびシュトゥットガルト路面電車会社の56路線のバス路線、エスリンゲン・アム・ネッカー市営交通が運営するエスリンゲン・アム・ネッカー・トロリーバスの101番路線、さらに民営交通会社が運営する数多くのバス路線が利用できる。さらにいくつかのレギオナルバーン路線（たとえば「シュスター鉄道」など）が近郊交通の役割を担っている。
アプト式鉄道やケーブルカーも含めこれらの近郊交通手段はいずれも、シュトゥットガルト交通・運賃連盟 (VVS) 内の均一料金で利用できる。

### 道路
2014年10月21日の調査では、シュトゥットガルトの市域内を1日約827,000台の自動車（3.5トン以下）が通行していた。シュトゥットガルトで登録されている車両の数は、2014年末に348,103台の新記録に達した。事故統計においても、交通事故数は2015年から増え続けており、2017年に26,824件と、1979年以降最悪の数値となった。シュトゥットガルトはかつて交通渋滞の街であった。2015年に年間渋滞時間73時間でドイツ最悪となった。2020年の年間渋滞時間は92時間で、ドイツで5番目に渋滞する都市であった。
交通量が多く、渋滞リスクも高いにもかかわらず、シュトゥットガルトには街を迂回する手段がなく、ドイツの多くの他の都市のように独自の環状のアウトバーンがないため、極端に多くの車両が盆地に位置する街の中心部を通過しようとするため、地元の交通に多大な負荷をかけている。こうした過剰な交通量は、大気の質に大きな負荷をかけ、二酸化炭素や窒素酸化物濃度の上昇をもたらす。このためシュトゥットガルト市は粒子物質警報を何度も発令せざるを得ない状態にある。

#### 高速道路
アウトバーン
アウトバーン A8号線（カールスルーエ - シュトゥットガルト - ウルム - ミュンヘン）が市の南の境界付近を、A81号線（ジーゲン - シュトゥットガルト - ハイルブロン - ヴュルツブルク）が西の境界付近を通っている。両アウトバーンは、シュトゥットガルト・ジャンクションから数 km 西に位置するレオンベルガー・ジャンクションまで共通区間を通り、このジャンクションで A81号線が北に向かって再び分岐する。この区間は片側3車線から5車線で、交通量がかなり多く、急勾配となっている。
かつてシュトゥットガルト＝ファイインゲン・ジャンクションとも呼ばれていたシュトゥットガルト・ジャンクションで、A81号線が直進する方向に短いアウトバーン区間がある。これはA831号線としてシュトゥットガルト＝ファイインゲン・インターチェンジに至り、さらに連邦道 B14号線としてシャッテンリングを経由して内市街方面へ向かう。このジャンクションはジンデルフィンゲンの市域に位置している。この付近のシュトゥットガルトの市域は森の中であり、そこにはかつてのIBMドイツの本社やシュトゥットガルトの最高地点であるベルンハルツヘーエがある。

#### 連邦道
シュトゥットガルト内市街を横切って連邦道 B14号線（シュトッカッハ - ヘレンベルク - シュトゥットガルト - シュヴェービシュ・ハレ - ニュルンベルク - ヴァイトハウス）および B27号線（ブランケンブルク - ハイルブロン - シュトゥットガルト - テュービンゲン - ロットシュテッテン）が通っており、さらに市域内を B10号線（エッペルボルン - プフォルツハイム - シュトゥットガルト - ウルム - ノイゼス）および B295号線（シュトゥットガルト - レオンベルク - カルフ）が通っている。B14号線を除く3本の道路はいずれも、シュトゥットガルト内市街最大の交通の結節点であるプラークザッテルに集まっている。
B10号線（ゲッピンゲン/ウルム方面）、B14号線（シュヴェービシュ・ハレ方面）、B27号線（テュービンゲン方面）、B29号線（フェルバッハからアーレン方面）はそれぞれアウトバーン風に拡充されており、この街を取り囲む高速道路の星型構造を形成している。
全部で11本の高速道路がシュトゥットガルト郊外から中心部に延びいている。
- A8号線 カールスルーエ方面
- A8号線 ウルム方面
- A81号線 ハイルブロン方面
- A81号線 ジンゲン方面
- B10号線 ファイインゲン/エンツ方面
- B10号線 ゲッピンゲン方面
- B14号線 シュヴェービシュ・ハレ方面
- B27号線 ルートヴィヒスブルク/ビーティヒハイム＝ビシンゲン方面
- B27号線 テュービンゲン方面
- B29号線 アーレン方面
- 州道 L1180号線 ゲルリンゲン/レオンベルク方面

### 航路

#### 港湾
- シュトゥットガルト港

シュトゥットガルト港は、1958年3月31日に連邦大統領テオドール・ホイスによって開港した。ヴァンゲン、ヘーデルフィンゲン、オーバーテュルクハイム、ウンターテュルクハイムの4つのネッカーフォアオルトがネッカー川で2番目に大きなこの内港沿いに位置している。1968年の拡張後、この港はシュトゥットガルト地域で最も重要なトリモーダル（水路、鉄道、道路）な交通の結節点となった。

## 観光

### 名所・旧跡

#### 建築
橋

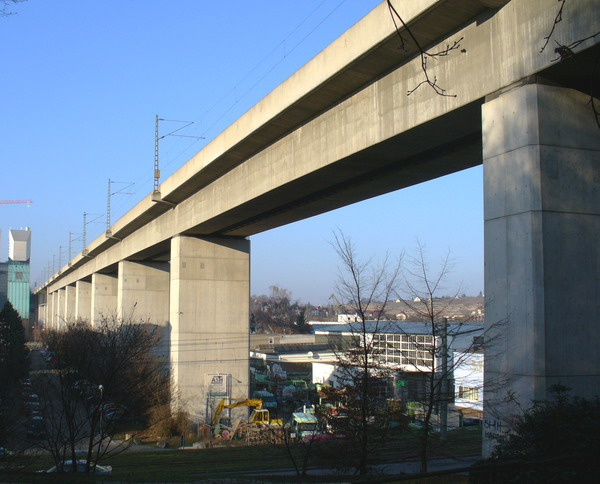
シュトゥットガルト＝ミュンスター鉄道高架橋

ウンターテュルクハイム・ネッカータール高架橋は、シュトゥットガルト＝ウンターテュルクハイム付近を通る連邦道 B14号線の複数の橋からなる全長1400 m の複合体である。レムスタールからネッカータールに入る高架道路の建設計画は1932年にまで遡るが、実際に建設が始まったのは1986年からであった。
シュトゥットガルト＝ファイインゲン近くのネーゼンバッハタールにはネーゼンバッハ高架橋が架けられている。最初の橋は1945年に破壊され、1946年に再建された。Sバーン路線のファイインゲンへの延伸に伴い、この高架橋は1982年から83年に4車線の橋に架け替えられた。外観は元の橋と変わりない。

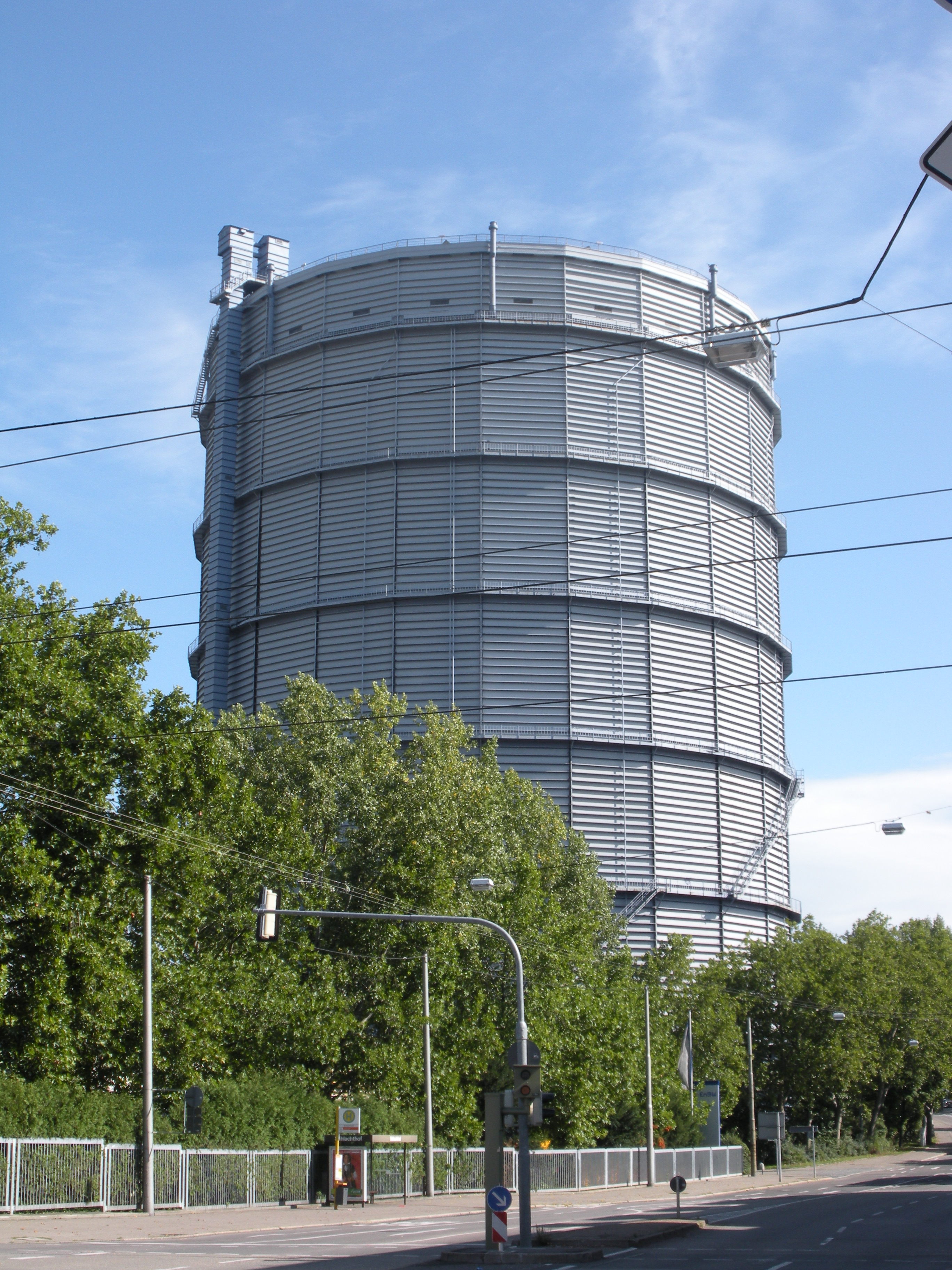
シュトゥットガルト＝ガイスブルク・ガス工場のタンク

シュトゥットガルト＝ミュンスター鉄道高架橋がネッカータールに架かっており、ウンターテュルクハイムとコルンヴェストハイムとを結んでいる。都市部を迂回するこの鉄道路線は1896年から運行していたが、全長855 m の橋は1985年に鉄筋コンクリート橋に架け替えられた。
工業建築
シュトゥットガルト＝ミュンスター発電所は主に塵芥焼却施設として利用されている。1908年に建設された、ネッカー川沿いのこの発電所は、石炭火力発電所でもあり、ガスタービンでも稼働する。1986年に高さ 182 m の煙突が増設された。
シュトゥットガルト＝ガイスブルク火力発電所は、シュトゥットガルト＝ガイスブルクのネッカー河畔にある石炭火力発電所である。この施設は専ら遠隔暖房施設として利用されている。同じガイスブルクには1874年から75年に建設されたシュトゥットガルト＝ガイスブルク・ガス工場がある。この工場は、1972年まで石炭気化によるガス製造を行っていたが、それ以後はガスの貯蔵を行っている。1928年から1929年に高さ100 m のガスタンクが建造された。このタンクはこの地区の象徴的建造物となっている。
シュトゥットガルト＝メーリンゲンのテュプリン＝ハウスには、Ed.テュプリン AGの本社があった。鉄筋コンクリートのプレハブ工法で造られた特徴的な事務棟は、1983年から1984年に建設された。ガラスの天井張りの中庭は、地域の音楽イベントや演劇上演など多目的に利用されている。

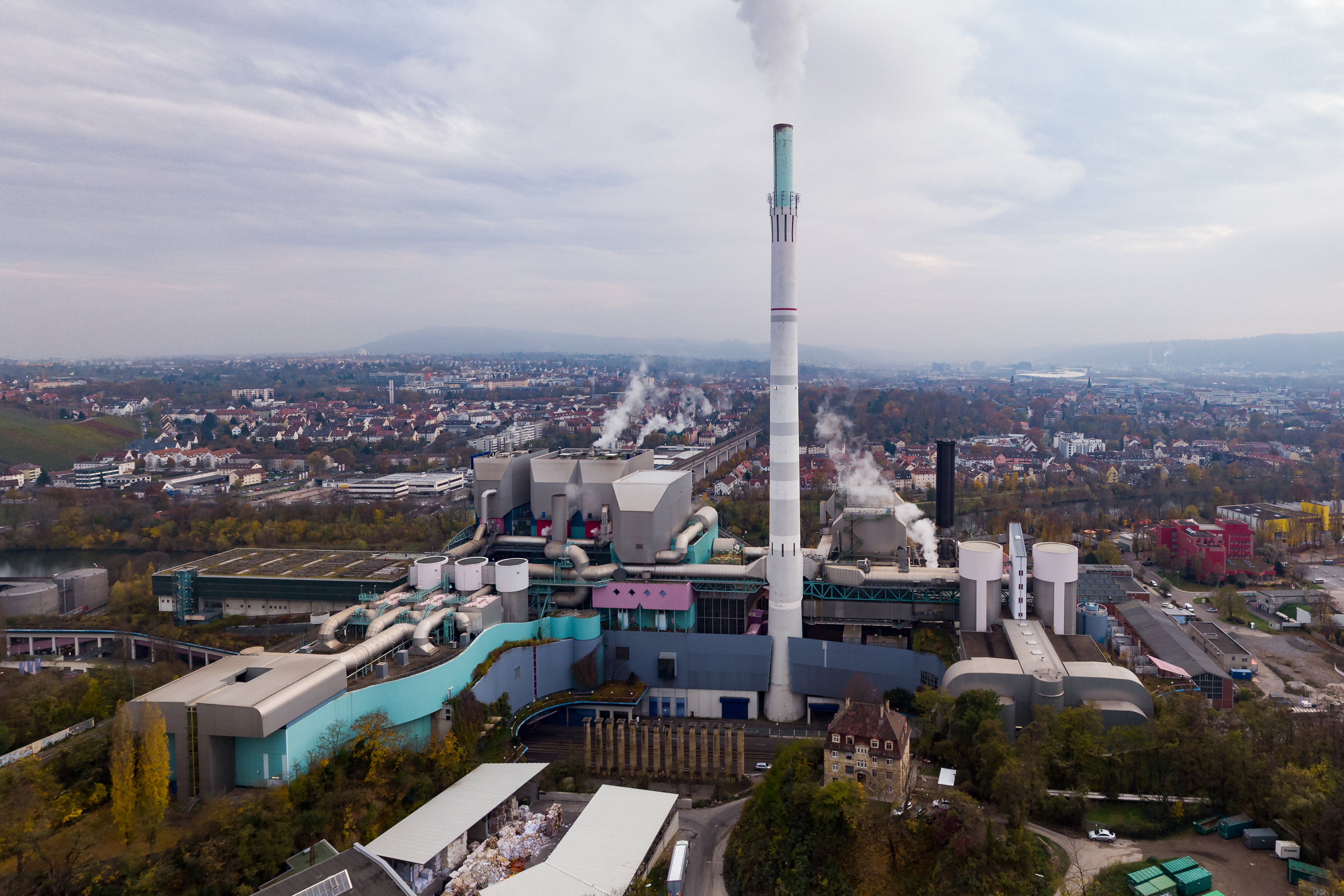
シュトゥットガルト＝ミュンスター発電所
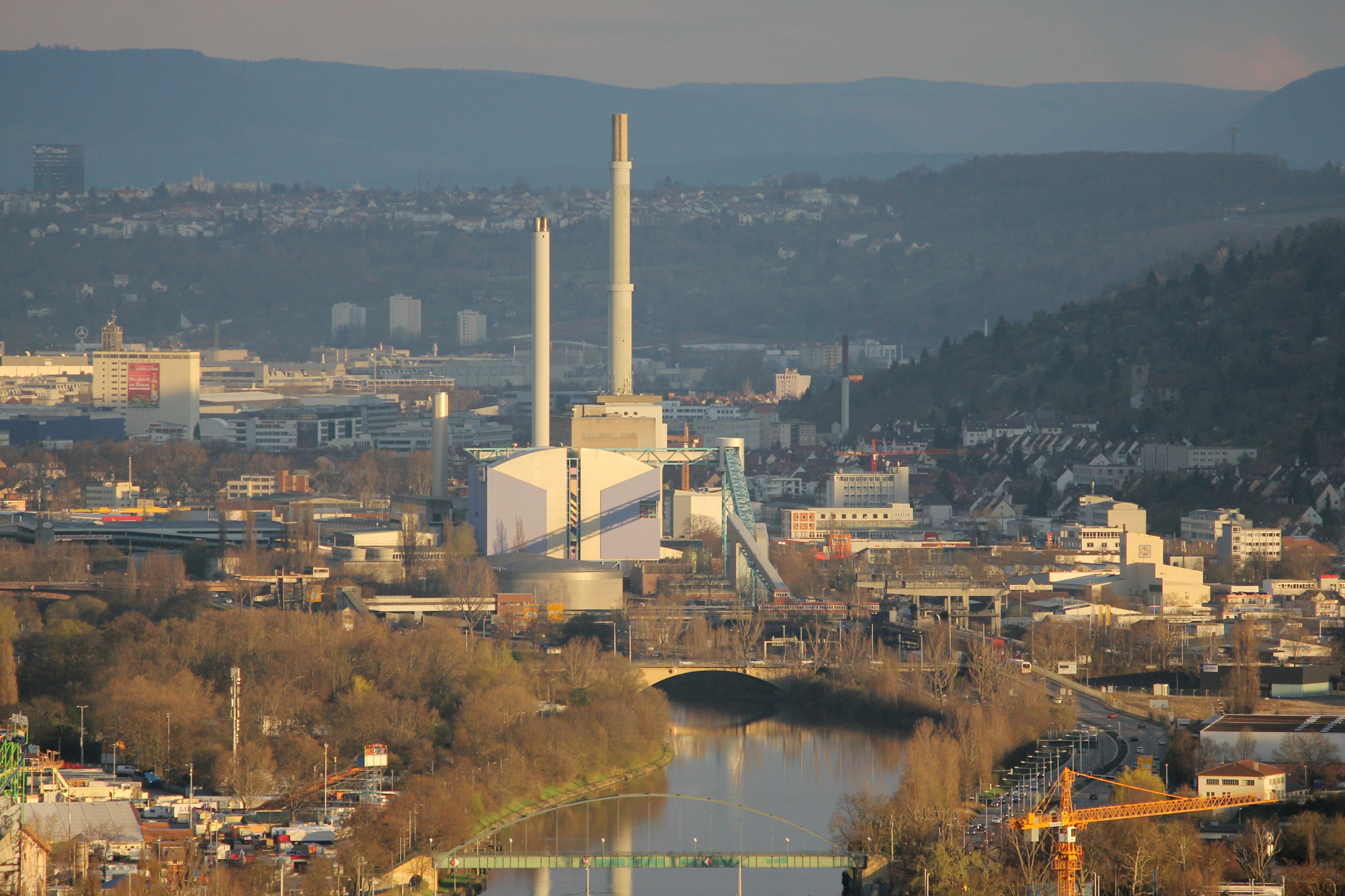
シュトゥットガルト＝ガイスブルク発電所
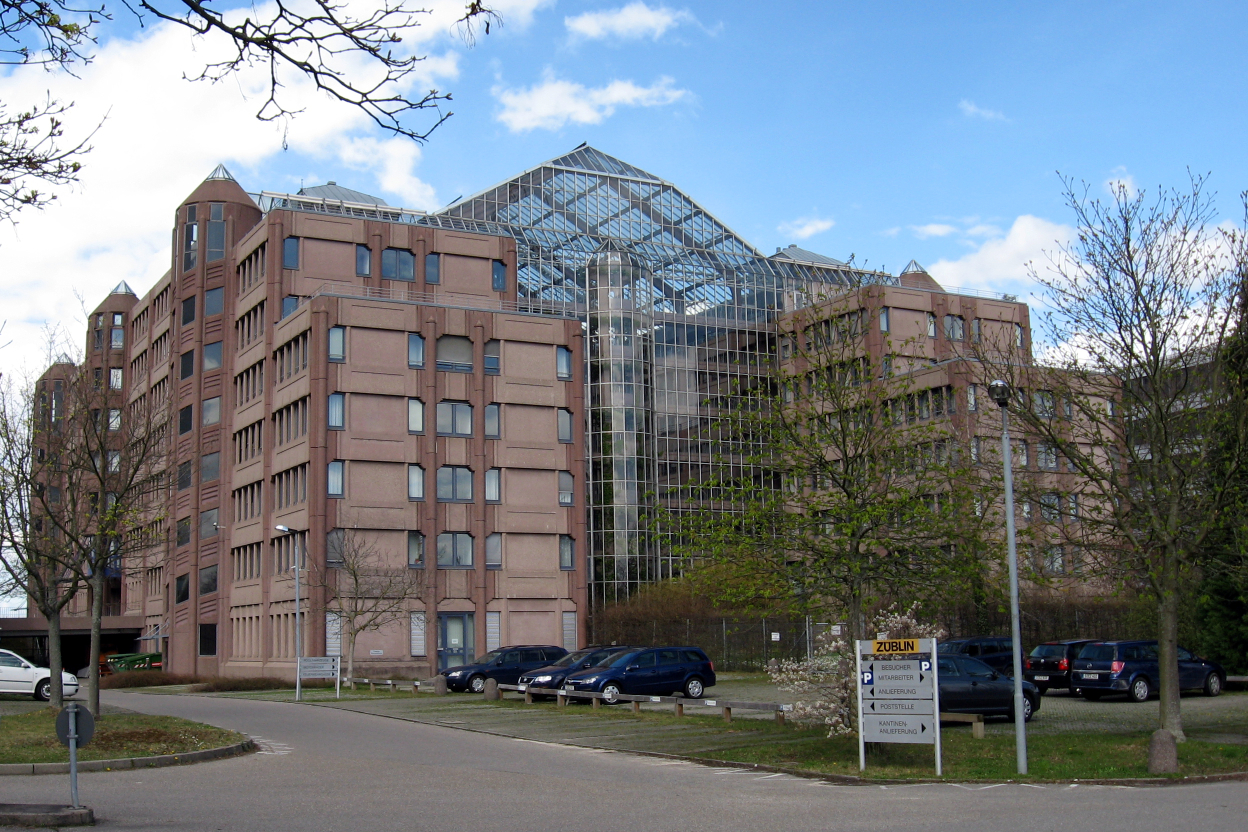
テュプリン＝ハウス

教会

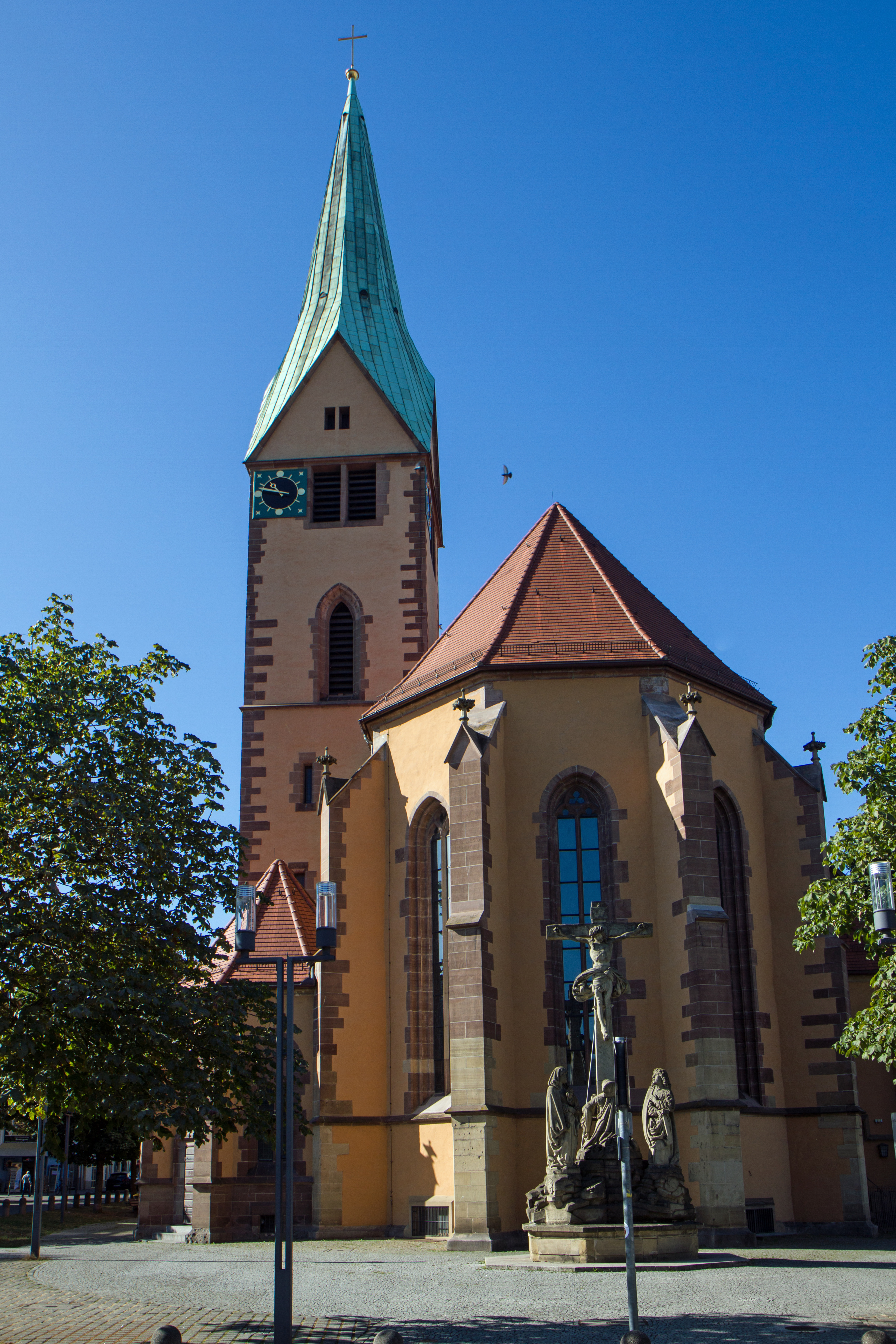
レオンハルツ教会

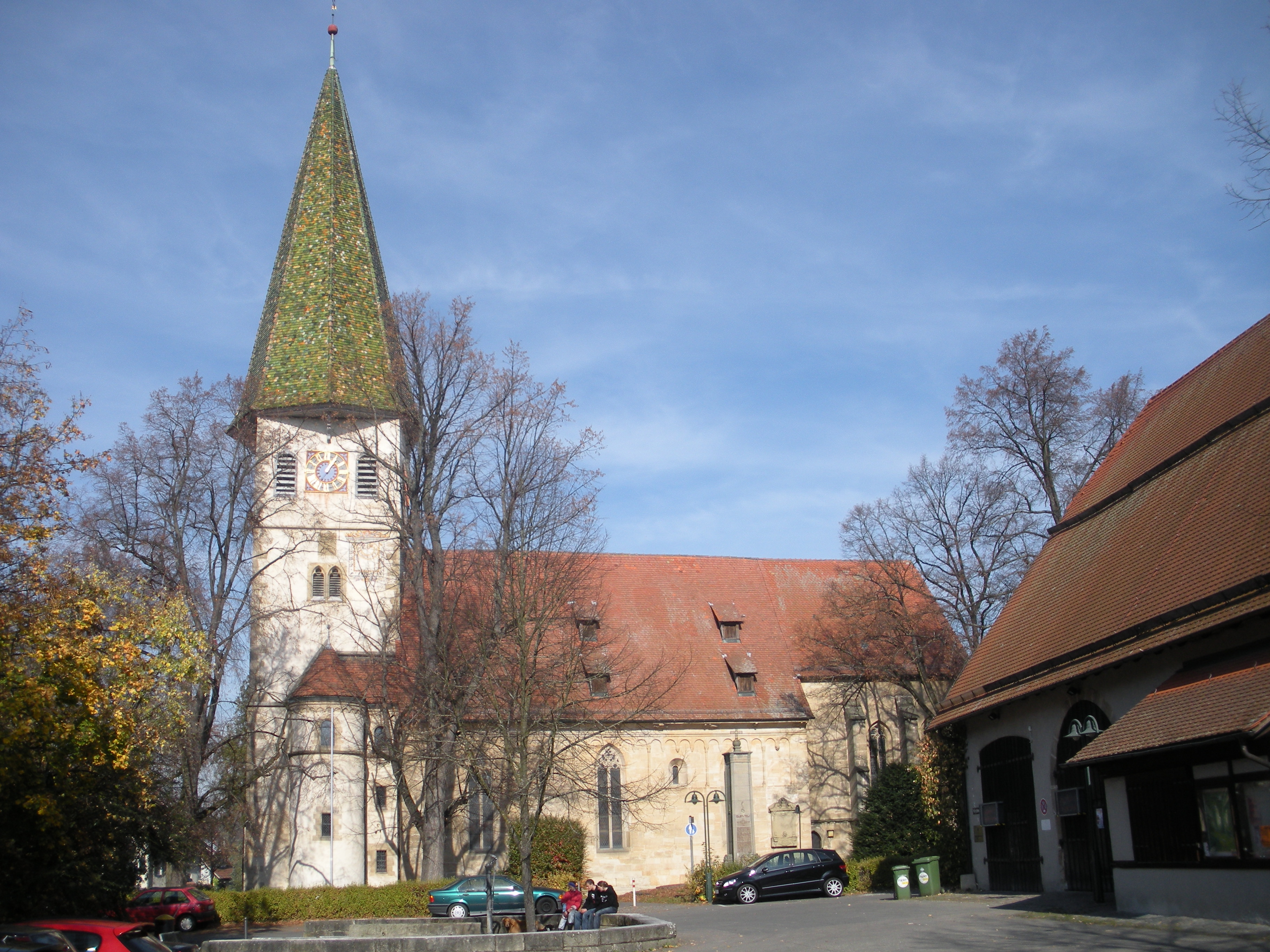
プリーニンゲンのマルティンス教会

シュトゥットガルトの中心に、ヴュルテンベルク福音主義州教会の主教会であるシュティフツ教会がある。創建は1170年で、その後何度も拡張、破壊、再建が繰り返された。この教会は内市街の象徴的建造物となっている。
福音主義のレオンハルツ教会は、シュトゥットガルト旧市街で2番目に古い創建の教会である。現在の教会は、1337年頃に聖レオンハルトに献堂された礼拝堂を起源としている。初めはおそらく、ヤコブの道を行く巡礼者の参詣堂であったと考えられる。
福音主義ホスピタル教会は、1471年から1493年にドミニコ会によって建設された後期ゴシック様式のハレンキルヒェである。
ウンターテュルクハイムの福音主義市教会である聖ゲルマヌス教会は1478年に建設されたが、1289年にはすでに文献に記録されている。ある年代記述者は、この教会は非常に実り豊かな年に感謝のしるしとして建設され、ウンターテュルクハイムが独立した教会区となることに寄与した、としている。
聖エーバーハルト聖堂教会（かつての聖エーバーハルト都市教区教会）は、1978年にローテンブルク＝シュトゥットガルト司教区の第2司教座教会となった。1808年に宗教改革以後初めてカトリック教会堂の礎石が据えられた。この教会は1811年10月1日に献堂された。
聖バルバラ教会は、1783年/84年にホーフェンのカトリック教会として建設された。1954年からシュトゥットガルトの聖母への巡礼が行われている。この聖母は1535年にシュティフツ教会の最後のカトリック司祭によってホーフェンにもたらされたものである。
ミュールハウゼンには1380年に建設された福音主義のファイツ礼拝堂がある。聖書や聖ファイトの伝説を描いた15世紀の壁絵は芸術史上重要である。
プリーニンゲンのマルティンス教会がシュトゥットガルトで最も古い教会とされている。木造の原初教会は600年頃に建設された。石造ロマネスク建築の起源は、メンヒホーフに12世紀に築かれた聖マルティンス教会にある。
シュトゥットガルト最大の教会が、自由教会ゴスペル・フォーラムの同名の教会堂で、2,200人を収容できる。

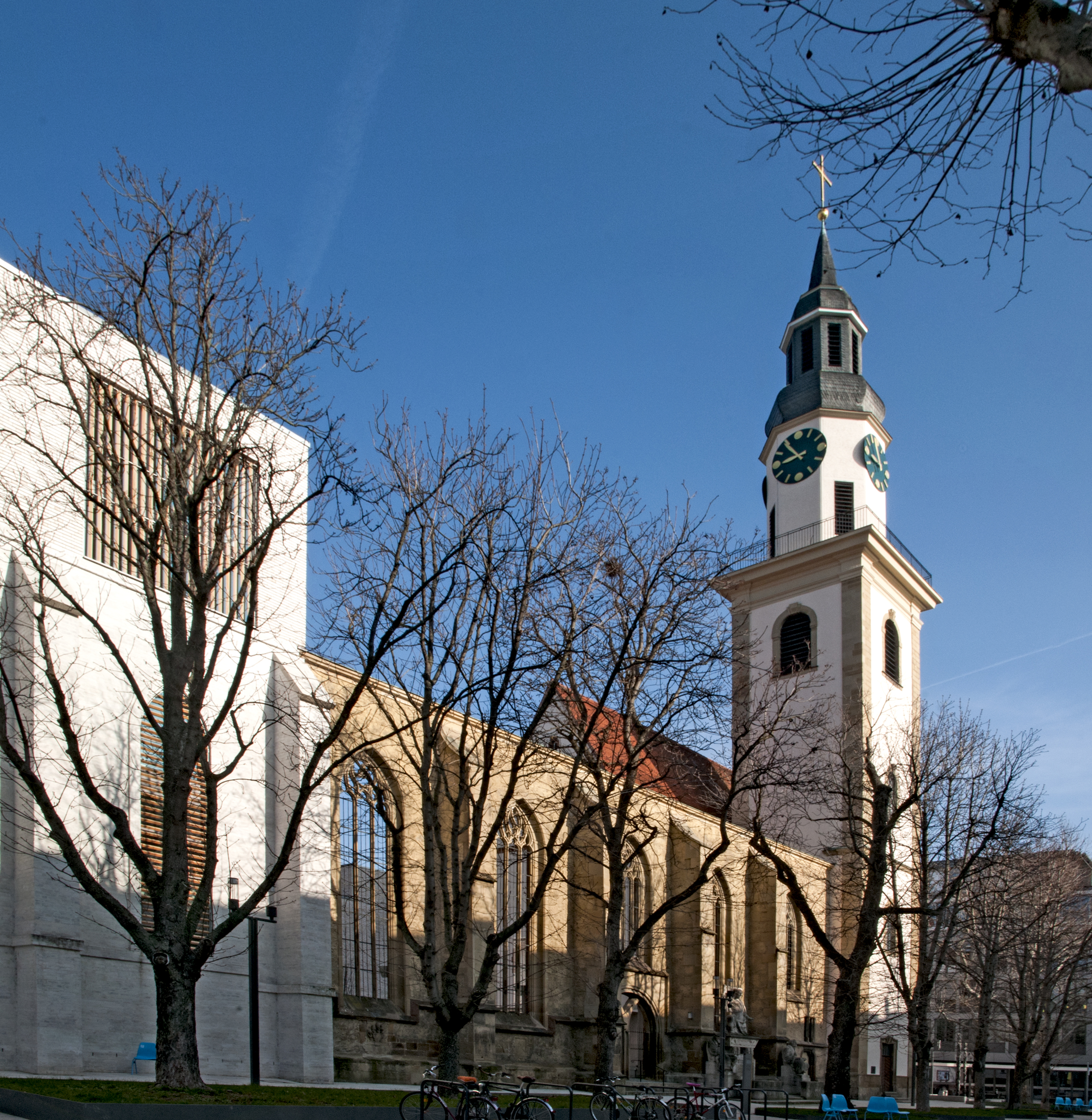
ホスピタル教会
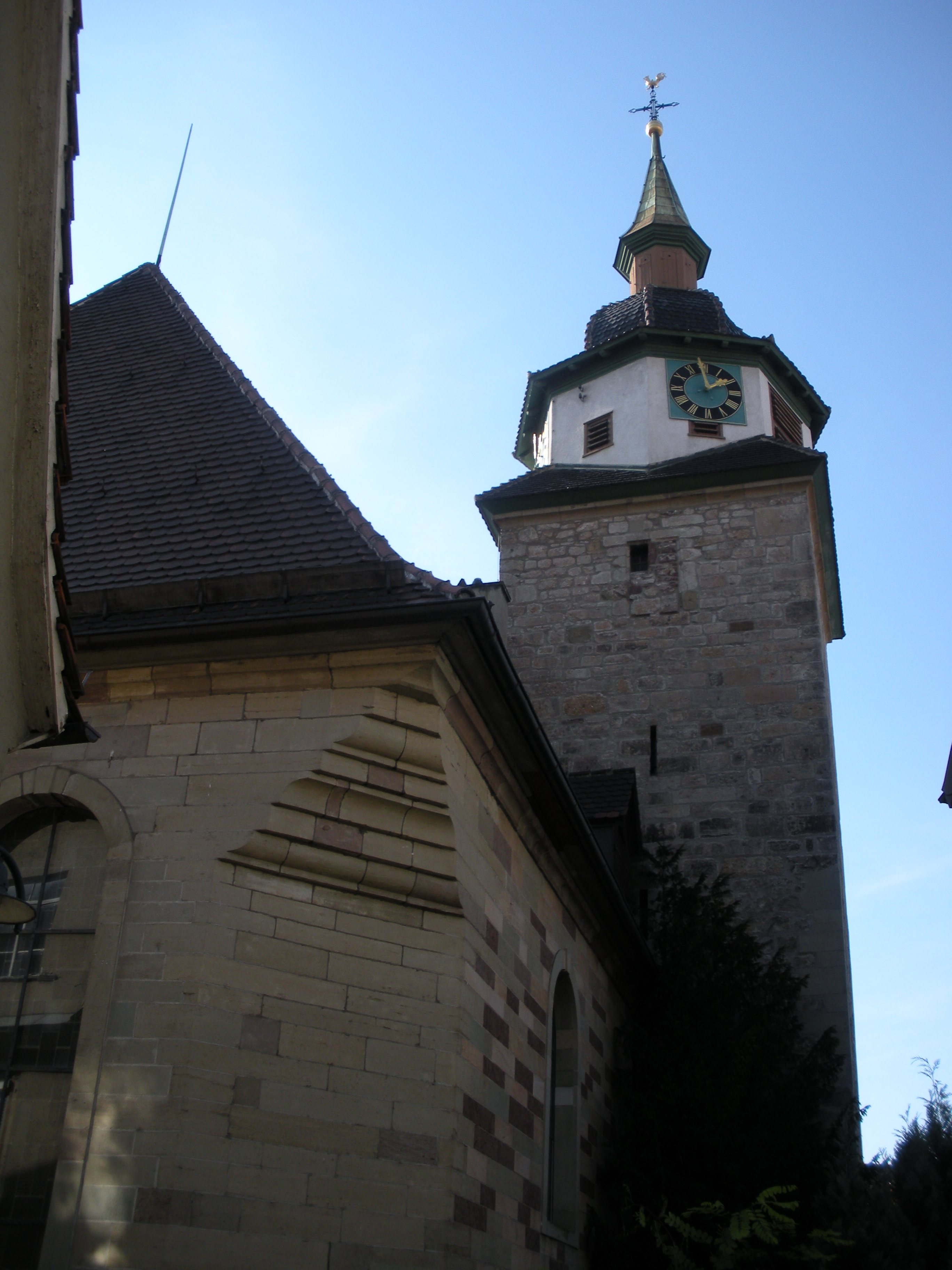
ウンターテュルクハイムの聖ゲルマヌス教会
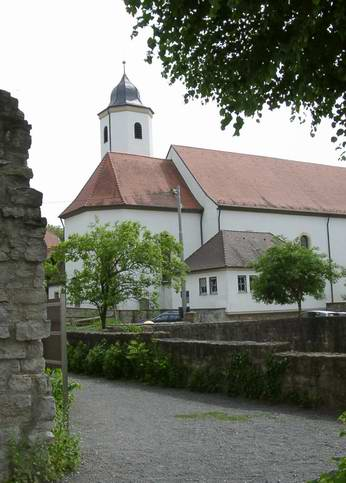
ホーフェンの聖バルバラ教会
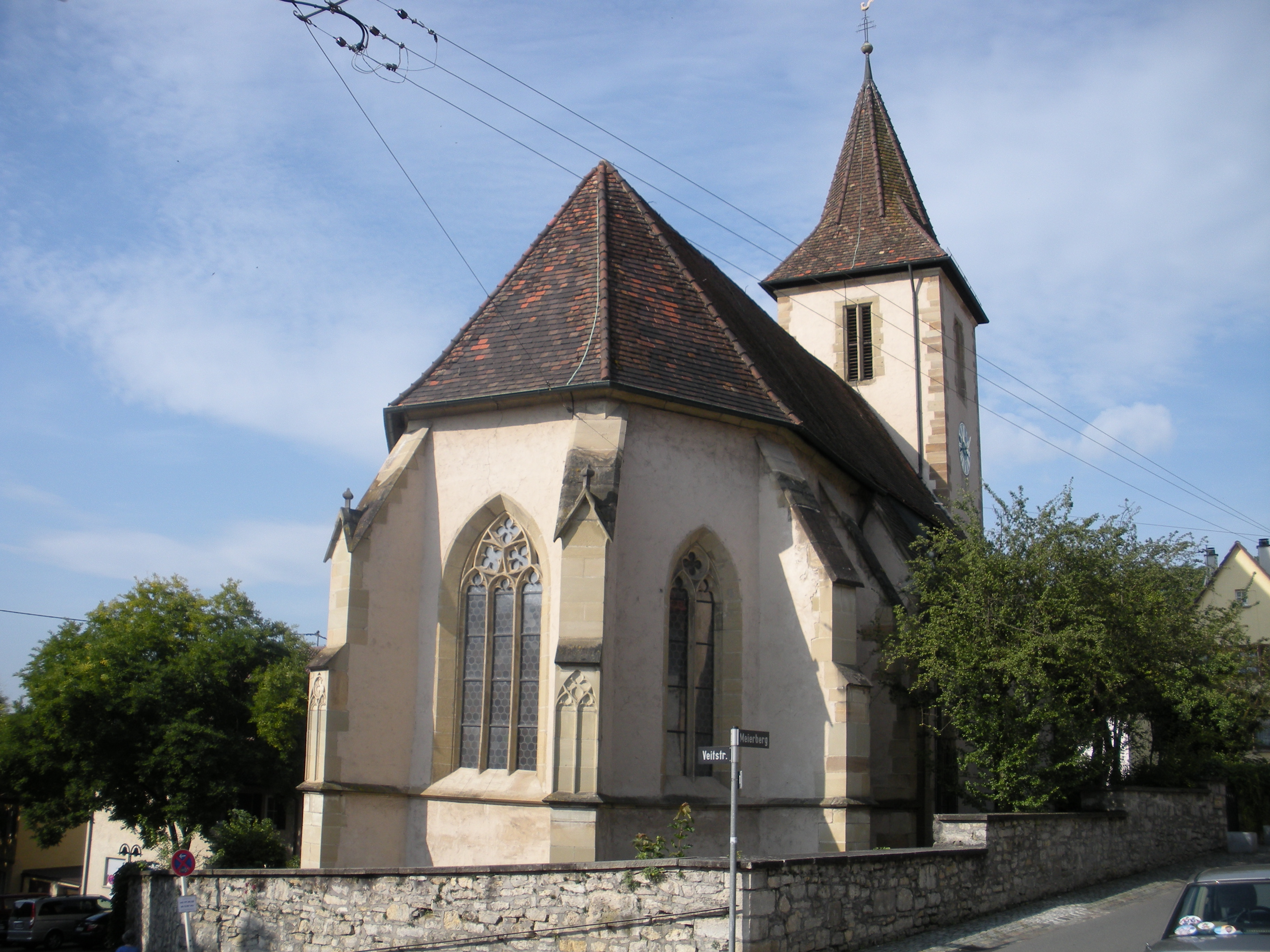
ファイツ礼拝堂

城館

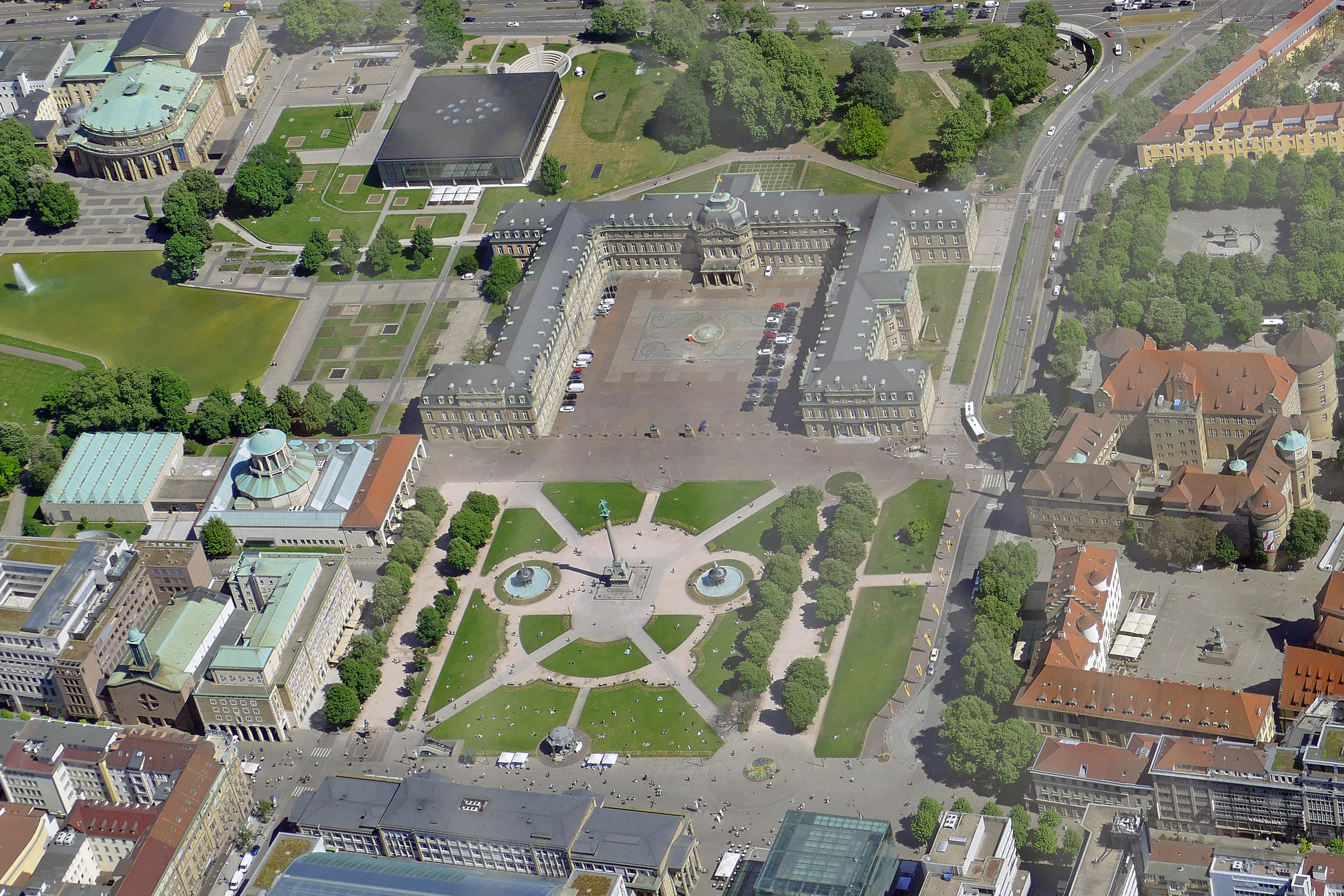
シュトゥットガルト中心部。画面中央が新宮殿、画面右端に旧宮殿。画面左上がオペラハウス、オペラハウスと新宮殿との間の黒い正方形の建物が州議会議事堂。

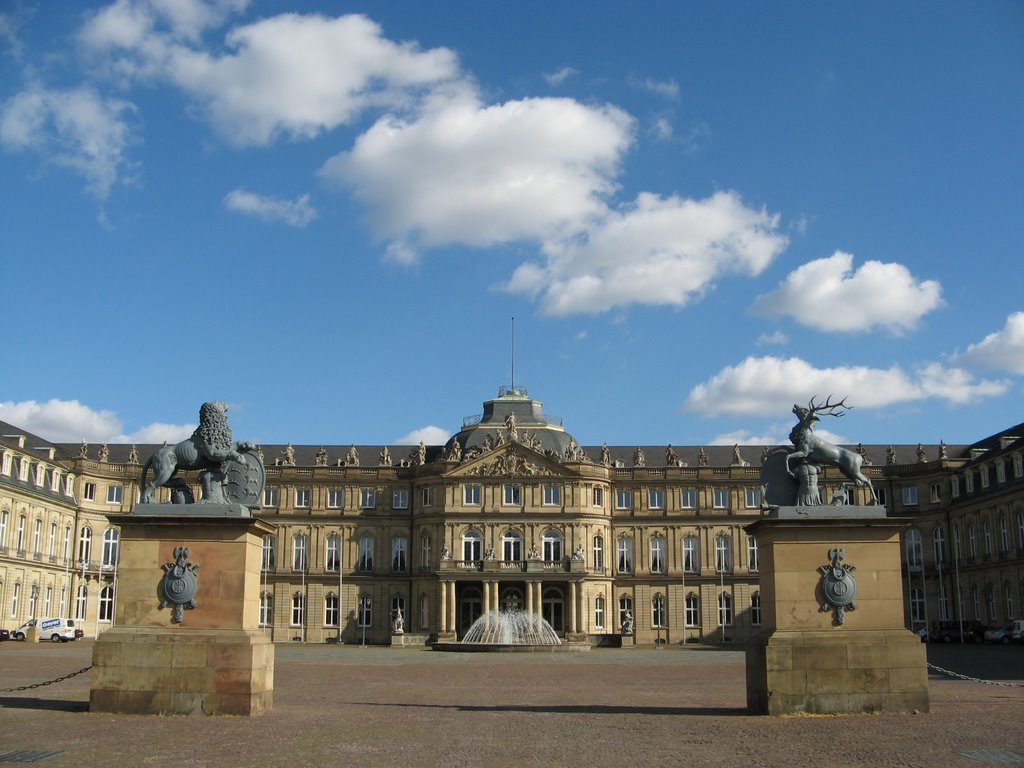
新宮殿の近景

アルテス・シュロス（旧宮殿）はシュトゥットガルトの中心、シュロスプラッツ（城館広場）にあり、その起源を10世紀にまで遡ることができる水城である。最初の城塞は、950年頃に馬の飼育場の防衛施設として建設された。すぐ隣にノイエス・シュロス（新宮殿）がある。このカール・オイゲン公のバロック様式の居城は1746年9月3日に礎石が据えられたのだが、完成したのは1807年になってからであった。君主制終焉後、新城館は1918年にヴュルテンベルク州に譲渡された。
ホーエンハイム地区には、同名のホーエンハイム城館が存在する。この城館は、1772年から1793年にカール・オイゲン公が2人目の妻であるフランツィスカ・フォン・ロイトルムのために建設したものである。現在はホーエンハイム大学が主に利用している。この城館は、ホーエンハイム庭園に囲まれている。
カール・オイゲン公は1764年から1769年に、ソリトゥーデ城（フランス語で「孤独」を意味する）を狩猟および社交の城館として建設した。レオンベルク、ゲルリンゲンおよびシュトゥットガルトのヴァイリムドルフ、ボートナングの間のなだらかな連山に位置しており、北に向かってヴュルテンベルク・ウンターラントのルートヴィヒスブルクの方角に遮るもののない眺望が得られる。アカデミー・シュロス・ソリトゥーデは法律上の財団法人であり、アーティストに対して6か月から12か月の滞在助成金が支払われる。スカラシップ期間中アーティストは、かつてこの城の事務室や廷臣の部屋であった45室の家具付きの部屋に滞在して創作を行う。
ローゼンシュタイン城には自然文化博物館が入居している。この城館は1822年から1830年にヴィルヘルム1世王によって古典主義様式で建設された。この城館はネッカータールの縁にあり、同じ時代に造られたローゼンシュタインパルクの中にある。この城館からは、ヴィルヘルム王の2度目の妻であるカタリーナ・パヴロヴナのために造られたヴュルテンベルクの墓地礼拝堂が建つ廟所を望むことができる。
シュトゥットガルトのオスト地区には、カール王子の依頼で1845年から1893年に建設されたヴィラ・ベルクとその庭園がある。イタリア風のネオロマネスク様式で建設されたこのヴィラ（居館）は、19世紀の南西ドイツにおけるヴィラ建築の代表的建築となっている。
元々浴場を意図していたのだが、1842年に王の命令で「ヴィルヘルマ」の最初の建物の建設が始まった。建築家ルートヴィヒ・フォン・ツァントによって、既存のムーア様式の建物に、ドイツの職人技、シュヴァーベン君主の生活のニーズや中央ヨーロッパの気候が盛り込まれた。この建物は、1846年のカール王子とツァーの息女であるオリガ・ニコラエヴナとの結婚の際に「ヴィルヘルマ」として完成した。この城館は、1つの祝祭ホール、多くの洗練された部屋を持つ2つの主館、様々な園亭、温室、広大な庭園を備えている。
シャルロッテンプラッツのヴィルヘルムス宮殿は、最後のヴュルテンベルク王ヴィルヘルム2世の居城であった。この城は1834年から1840年に建設され、最初はヴィルヘルム1世の2人の年長の娘マリーとゾフィーの居館であった。この建物には長年シュトゥットガルトの中央図書館があったが、改築後には市立博物館が入居している。

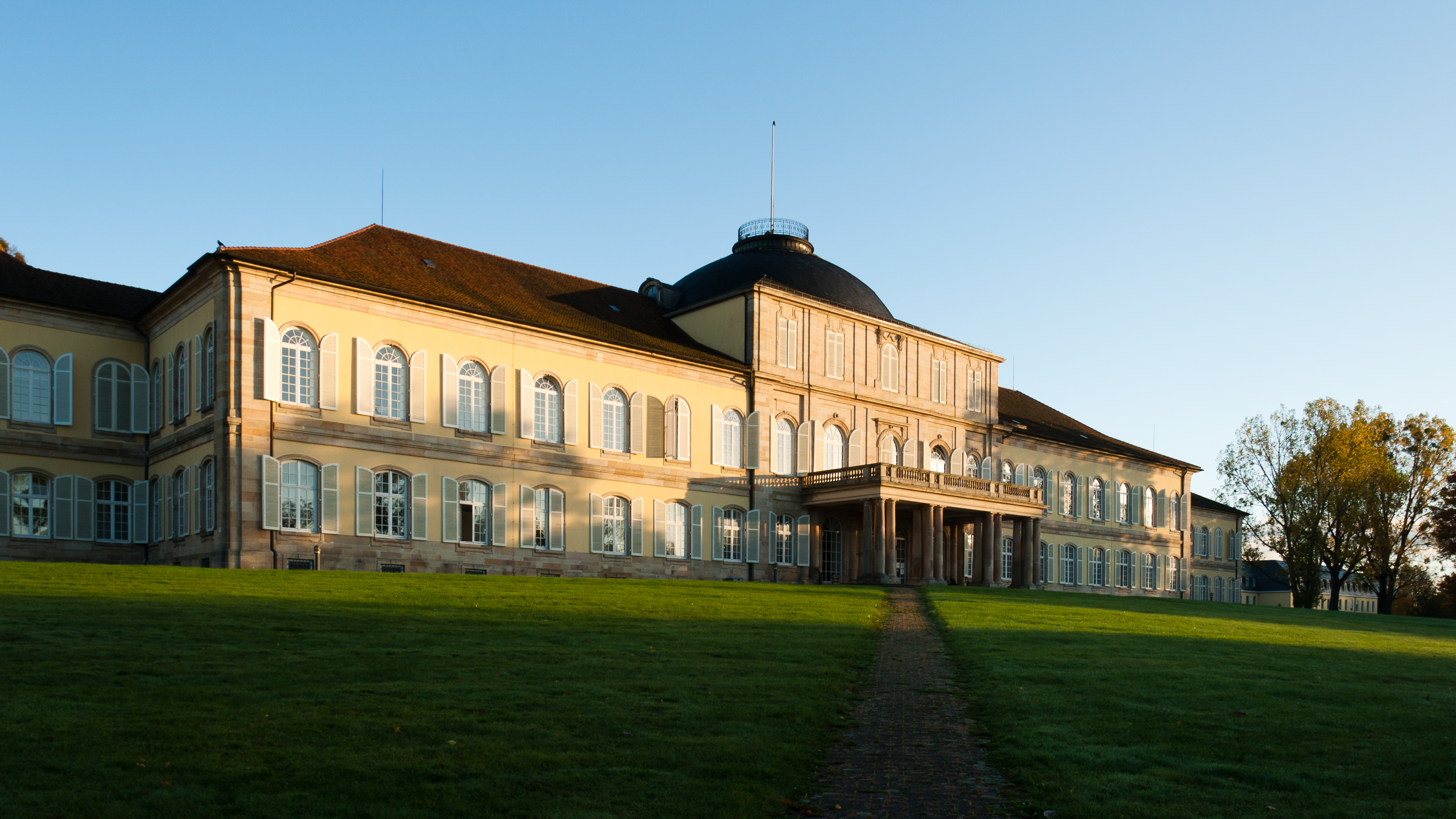
ホーエンハイム城
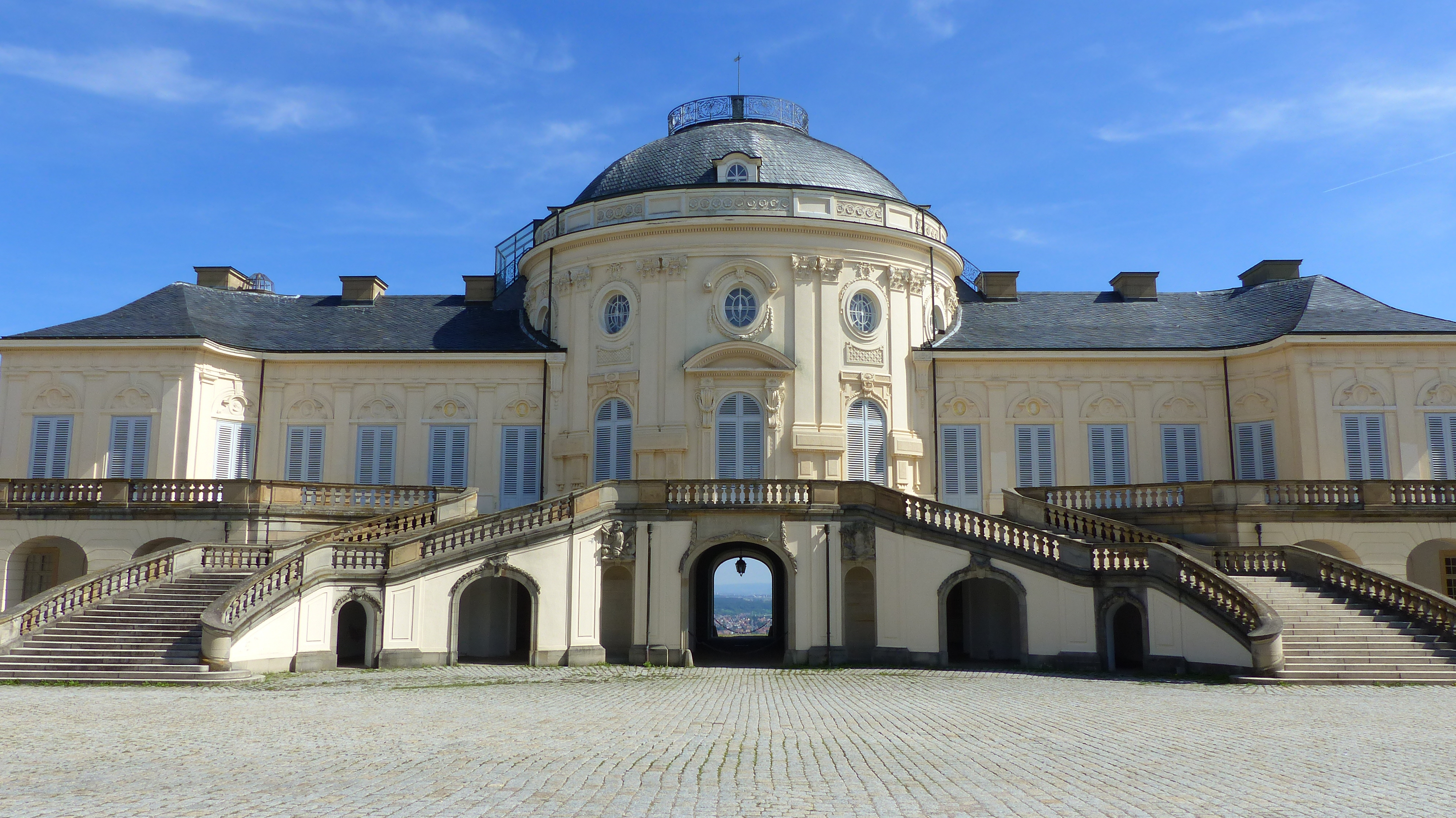
ソリトゥーデ城
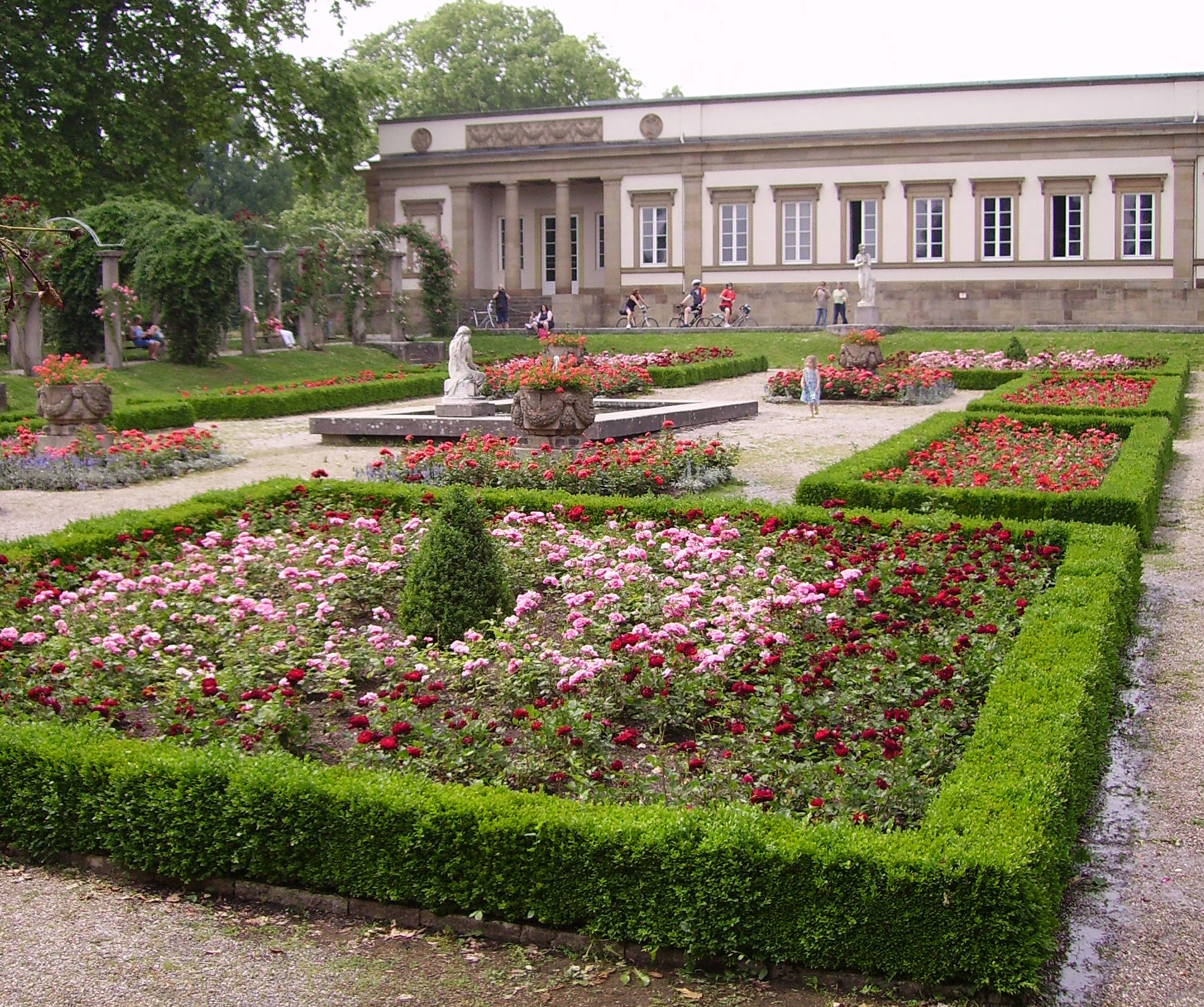
ローゼンシュタインパルク
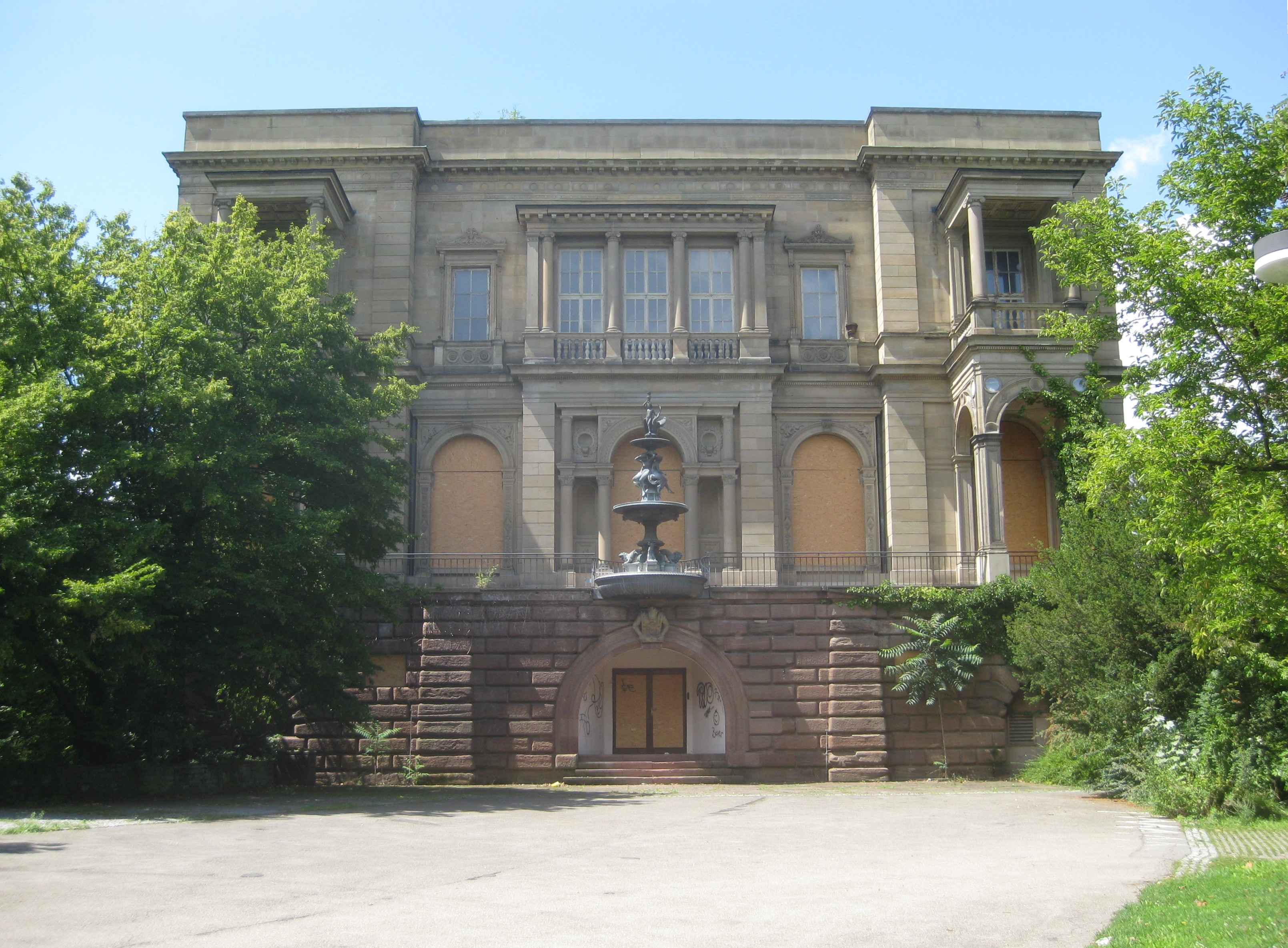
ヴィラ・ベルク東のファサード
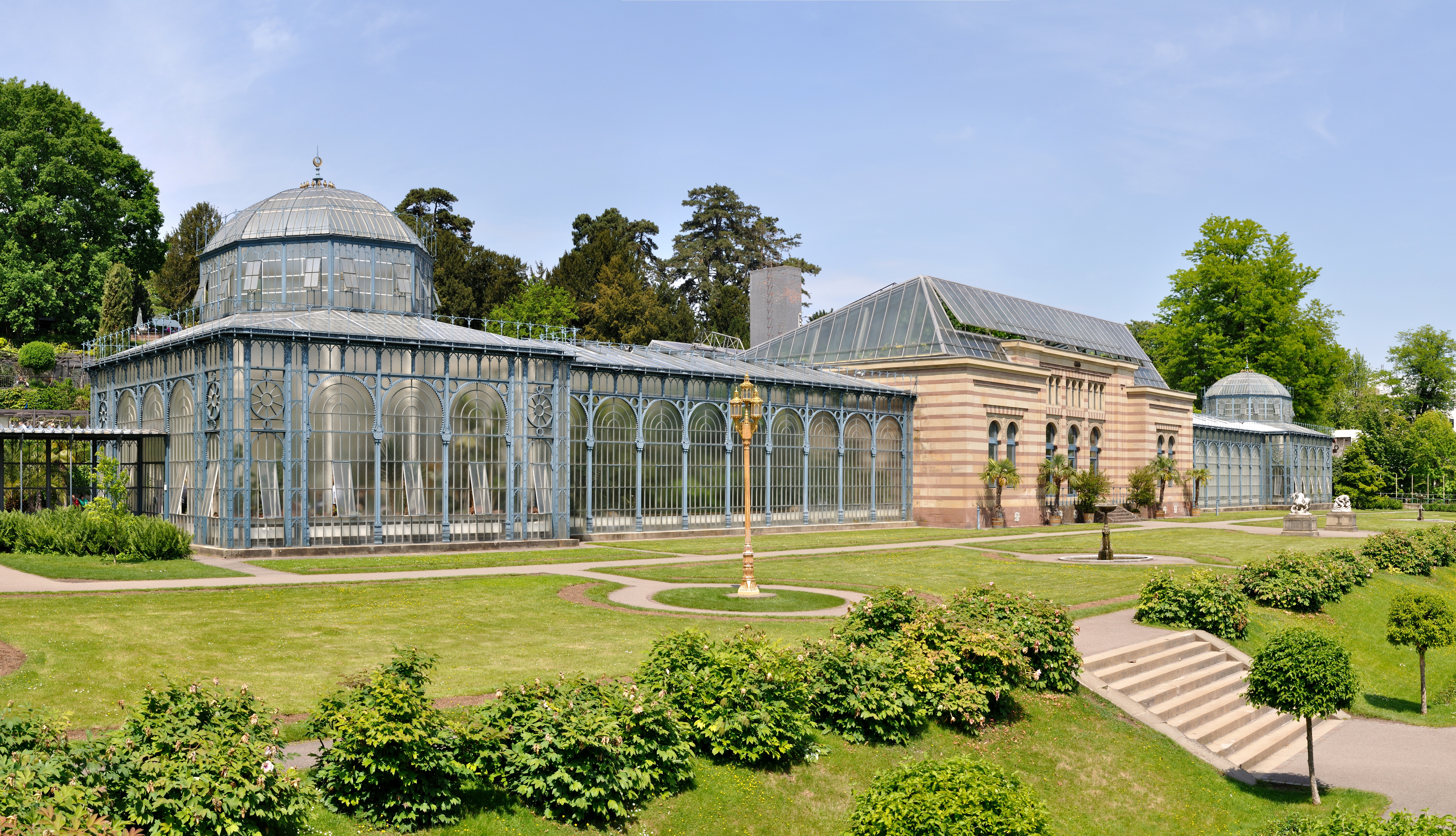
ヴィルヘルマのムーア風ラングハウス。現在は温室に改造されている。
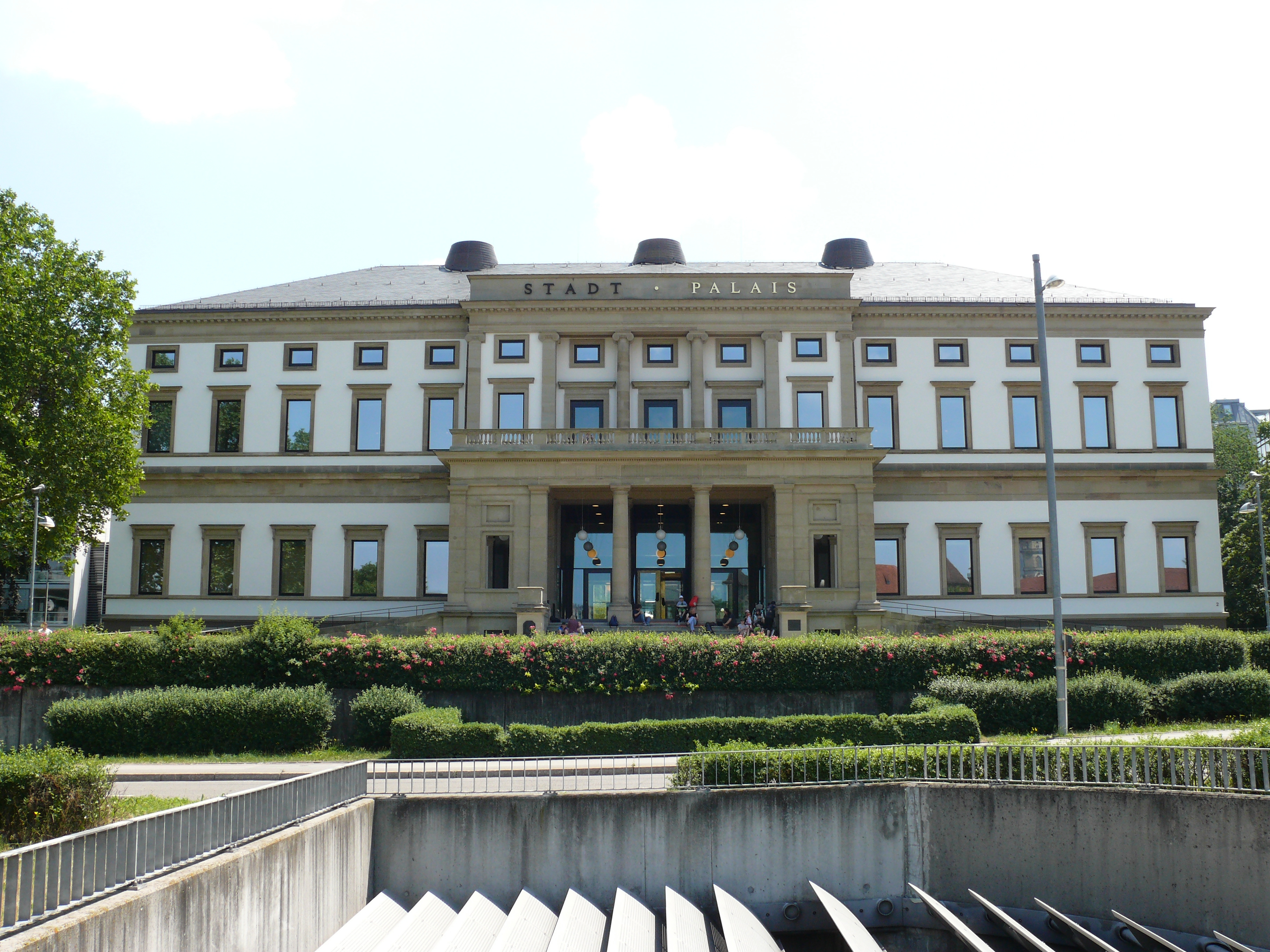
市立博物館が入居するヴィルヘルムス宮殿

シュテッフェレ（階段）
シュトゥットガルトのシュテッフェレは、この街に数多くある有名な階段施設である。この街には400以上、総延長 20 km 以上の階段がある。その多くは、この街でまだワイン造りが行われていた19世紀初めまでに造られた。主に耕作に用いられた急峻な段丘には階段と小径が不可欠であった。その後街が次第に斜面を越えて拡大するとブドウ畑の一部は家屋と道路によって排除され、階段は新たに造られた住宅地への歩行者用通路として利用された。いくつかの階段は人為的に拡張され、並木が植えられ、噴水が造られたものもある。
有名な階段としては、たとえば、ヴェヒター階段、オイゲン階段、ゼンガー階段、ブーヒェンホーフ階段、ジュンダー階段などがある。
これらの階段は、この街の住民に「シュテッフェレルッチャー」（階段を滑る人）というあだ名がつけられる元となった。
トンネル建築
シュトゥットガルトは、丘陵地であることから、トンネルの町でもある。道路、鉄道、Sバーン、シュタットバーンのためのトンネルがある。
道路トンネル
- 1941年に造られたヴァーゲンブルクトンネルは、元々は防空壕として利用されていた。長さ 824 m の南トンネルが1958年までに拡張され、開通当時はドイツ最長の道路トンネルであった[114]。全長 2300 m のヘスラッハー・トンネルは1980年から1991年に建設された[115]。その後、連邦道 B14号線に、フィーライヒェンハウトンネル (290 m) やシャッテンリングにつながるゴイバーントンネルが造られた。

シュヴァープトンネルは1894年から1896年に建設されたもので、ザルツブルクのジークムンツトーアに次いでヨーロッパで2番目に造られた内市街トンネルである。長さ 124 m、幅 10.5 m のこのトンネルは、1896年の開通当時にはヨーロッパで最も幅広のトンネルであった。1972年まではシュトラーセンバーン（市電）8号線もこのトンネルを通っていた。
この他のトンネルは以下の通り。
- シュトゥットガルト＝ファイインゲンにある連邦アウトバーン A831号線（ドイツ語版、英語版）のヨハネスグラーペントンネル（約200 m）
- 南北道路にあるヘングシュテッカートンネル (780 m) とエスターフェルトトンネル (370 m)
- 連邦道 B10号線と B14号線の共通区間シュトゥットガルト＝ベルクの鉱泉近くにあるベルガー・トンネル、ロイツェ・トンネル、シュヴァーネンプラッツ・トンネル (500 m）
- レーヴェントーア近くにある B10号線のプラークザッテルトンネル (720 m)
- フォイエルバッハにおける B295号線のの交通負荷を軽減するフォイエルバッハー・トンネル（約 1,200 m）

鉄道トンネル
- シュトゥットガルトで最も古い鉄道トンネルは、ホイエルバッハ向かう4車線のプラークトンネルである。2本のトンネルのうち最初のものは1846年に完成した。クリーグスベルクトンネルとハーゼンベルクトンネルは、ベープリンゲンへ向かう路線上にあり、シュトゥットガルト - ホルプ（ドイツ語版、英語版）線の一部である。バート・カンシュタットへ向かう路線のローゼンシュタイントンネルは1844年に建設が始まり、1846年に完成した。1912年からその東側に、現在近郊鉄道用トンネルおよび長距離鉄道用トンネルとして運用されている2本の新しいトンネルが建設されたため、ローゼンシュタイントンネルは使われておらず、壁でふさがれている。内市街は、全長 8,788 m の Sバーン・トンネルによってシュトゥットガルト中央駅（ドイツ語版、英語版）とエスターフェルト駅とが結ばれている。このトンネルの一部は同じくローゼンシュタイントンネルと呼ばれる[注釈 3]。

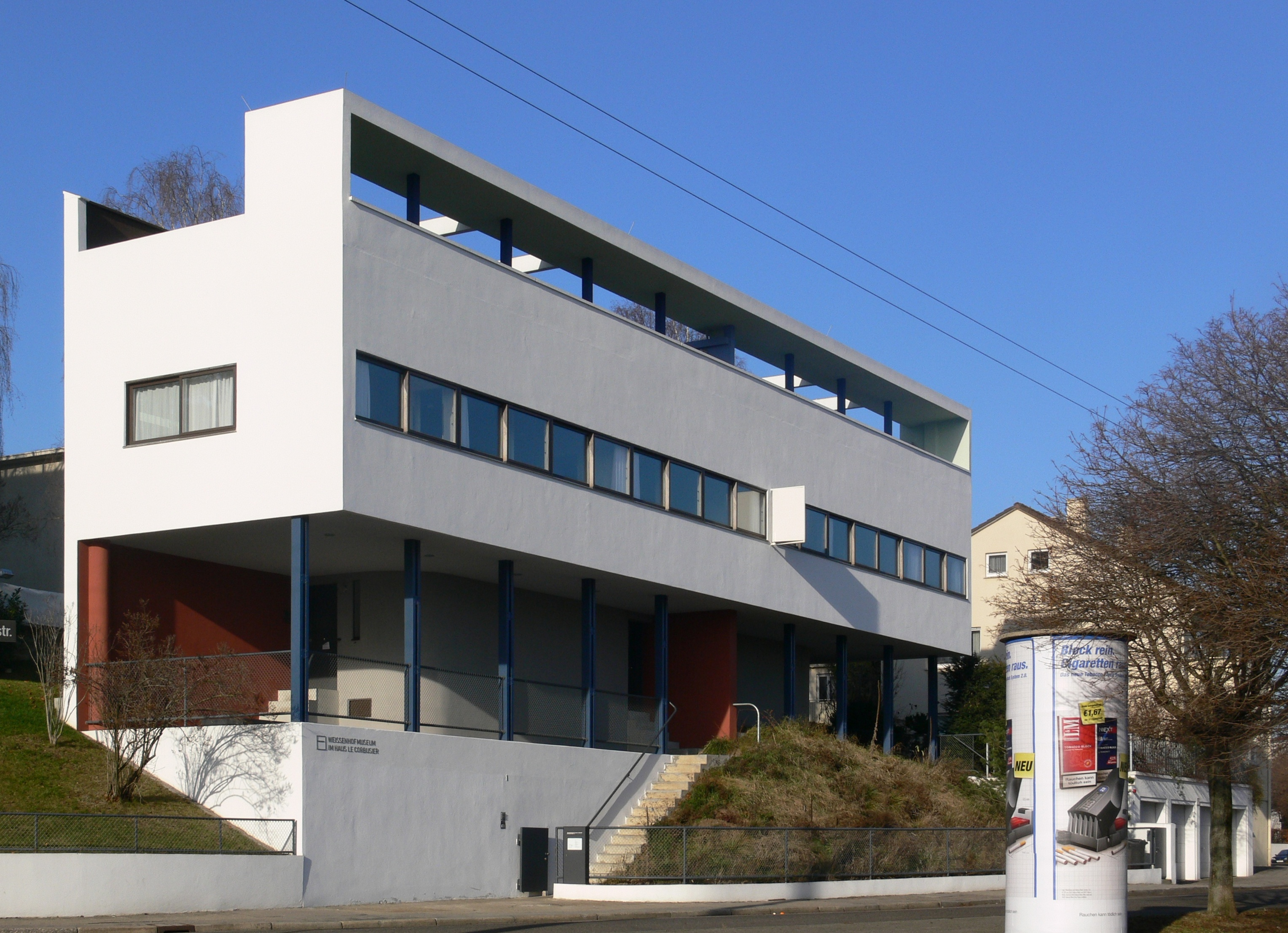
ヴァイセンホーフジードルングに建つル・コルビュジエとピエール・ジャンヌレによる二世帯住宅。現在はヴァイセンホーフ博物館が入居している。

シュトゥットガルト21に伴い、全長 9.5 km のフィルダートンネルを含む一連のトンネルが建設される計画である。
シュタットバーントンネル

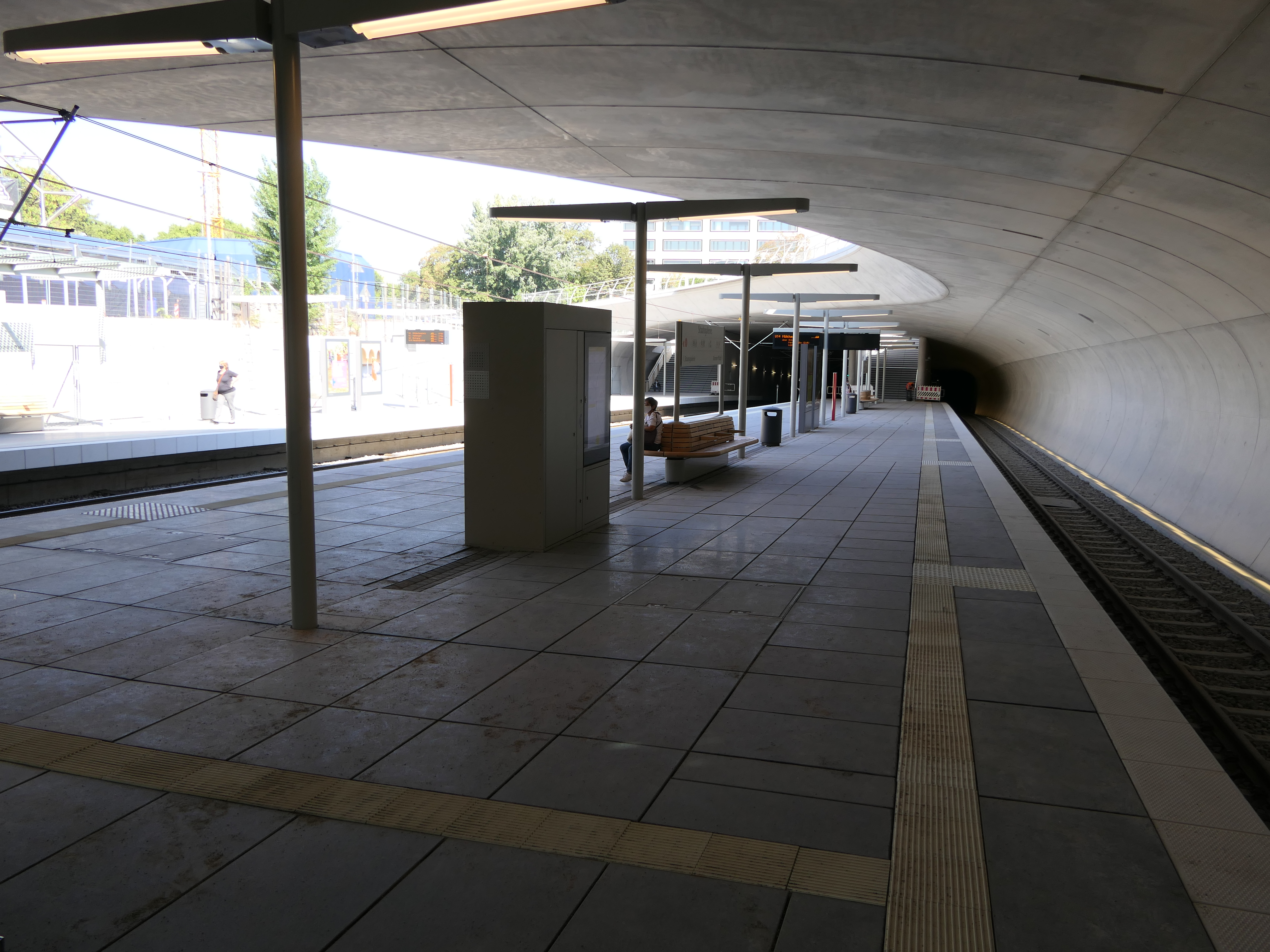
新しくなった州立ギャラリー駅（2020年9月）

- 1960年代半ばにシュトゥットガルトの路面電車をシュタットバーンに拡充する工事が開始された。これにより内市街の路線の多くが地下に移動した。この際、シュタットバーンの車両を運行する上で必須の車両限界の拡張が行われ、メートル軌から標準軌への軌間可変が実現された。内市街地区のトンネルは1983年までに完成し、さらに以下の箇所にトンネルが建設された: ヴァインシュタイクトンネル（1987年）、デーガーロッホ（1990年）、フォイエルバッハ/ジーメンス通り（1987年）、フォイエルバッハ・ヴィナーナー通り（1990年）、ヴァイリムドルフ（1992年）、キレスベルク（1993年）、ボートナンガー・ザッテル（1994年）、ゲルリンゲン（1997年）、ヴァルダウ（1998年）、ジレンブーフ（1999年）、ルイト（2000年）、シュタインヘルデンフェルト（2005年）、B27号線を地下で横切るファザーネンホーフ（2010年）、ツッフェンハウゼン（2011年）。シュトゥットガルト21の建設計画により、中央駅 - 市立図書館のトンネルが移転され、上下線が2つの地下道に分割され、ハイルブロナー通りトンネルからブダペスター広場までの地下支線が建設された（2017年）。州立ギャラリー駅を含む支線の工事が行われ、2020年9月に完成した[117]。

塔と高層ビル

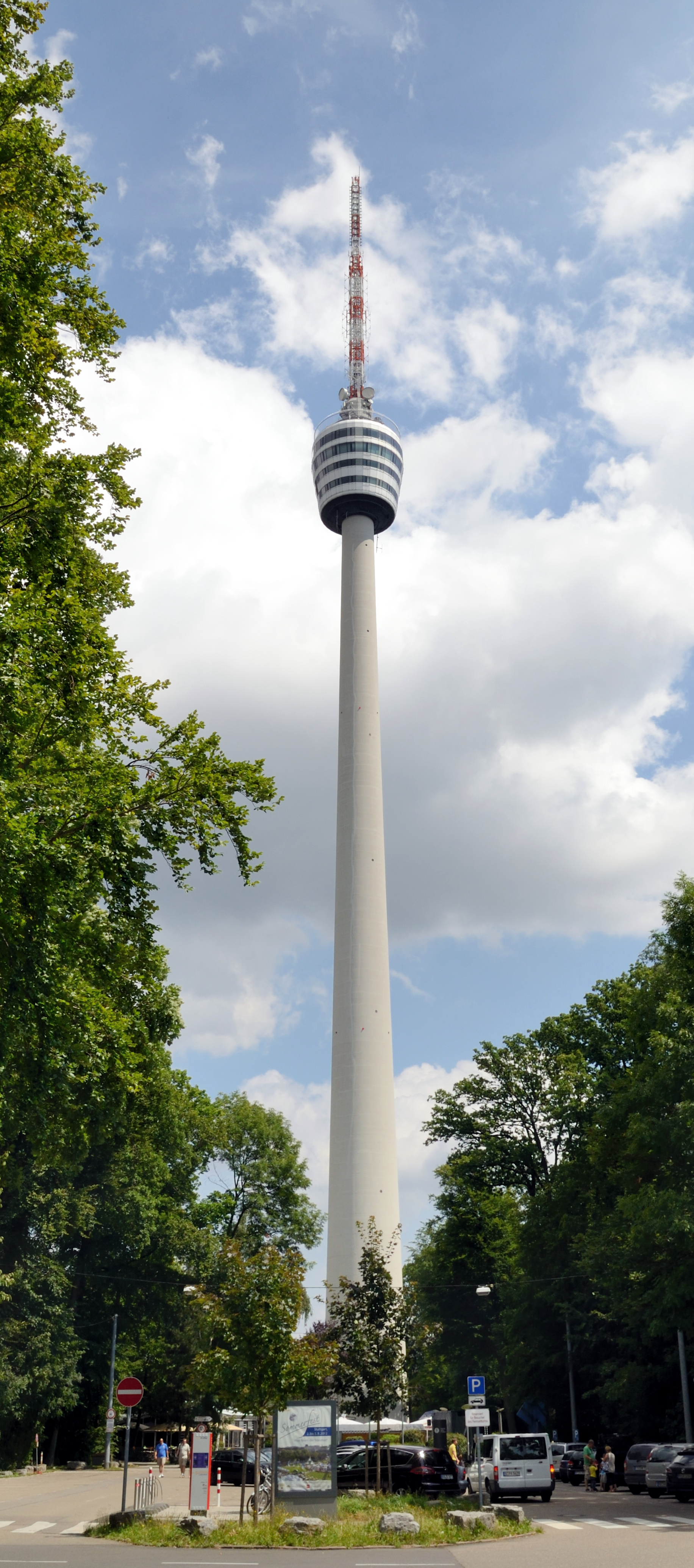
シュトゥットガルト・テレビ塔

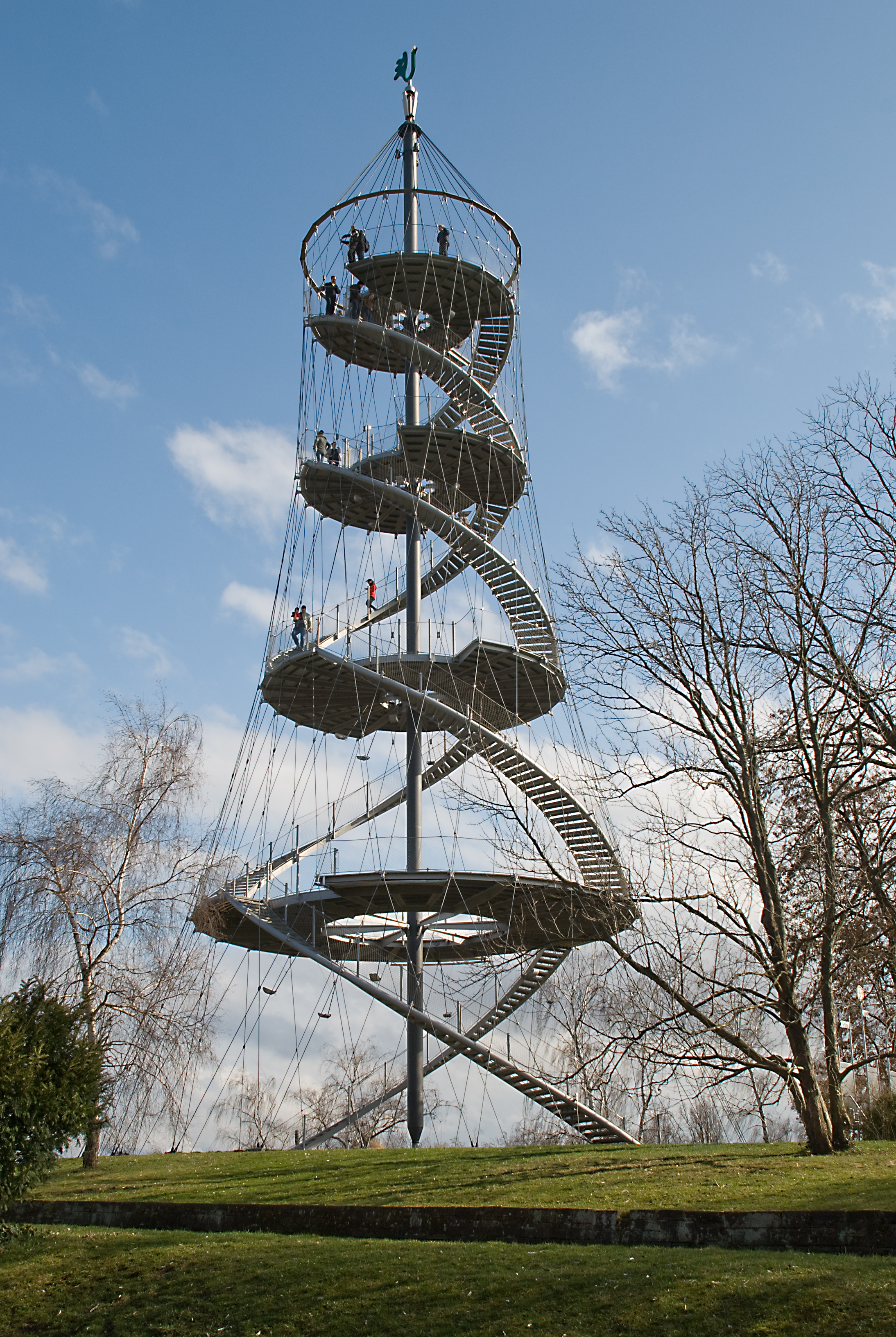
キレスベルク塔

この街の象徴的建造物で最も高い建物が、盆地の南、デーガーロッホ地区にシュトゥットガルト・テレビ塔である。この塔はボプザー（ホーアー・ボプサーとも呼ばれる山、海抜 485.2 m）の最高地点よりやや下に位置している。世界初の鉄筋コンクリート製のテレビ塔として、1954年から1955年に建設されたもので、高さは 216.61 m である。元々は、当時一般的であった高さ 200 m 程度の鉄骨トラス構造によるラジオ・テレビ・アンテナ塔として構想された。塔を観光目的にも利用したいというアイデアは、建設後5年で早くも報いられた。建設費用の420万ドイツマルクが、入場料で償還できたのである。これにより、このテレビ塔は世界中の様々な建築のモデルとなった。2013年から2016年の改修工事のための閉鎖後、展望台を含むこの塔は再開され、一般に立ち入ることができる。
フラウエンコプフ（海抜 462.3 m）にはドイツテレコムAGのシュトゥットガルト通信塔が建っている。この塔の高さは 192 m である。1970年から1972年に建設費約950万ドイツマルクを費やして建設された。
これら2本の塔の他に、1966年にライヒベルクに建設されたシュトゥットガルト無線塔と、プラークザッテル近くのシュトゥットガルト＝ブルクホルツホーフ無線塔が、本市の無線塔として挙げられる。
シュトゥットガルト＝ミッテの、高さ 61 m のタークブラット塔は、1924年から1928年に建設された、ドイツ初の打放しコンクリートの高層建築である。この建物は都市景観の象徴でもある。この名称は、元々新聞社のシュトゥットガルター・ノイエス・タークブラットが使っていたことに由来する。
展望塔として建設された高さ 42 m のキレスベルク塔はヘーエンパルク・キレスベルクに建っている。1993年にこの公園で国際造園展覧会が開催された。その敷地を広く見渡すために、人工的な高い建造物が必要となった。この塔の形は、建設者は一面では景観に調和する繊細な塔を建設するというハンデキャップを負いながら、他方では本来の眺望を得るという目的を達成するにふさわしい建物を建設しなければならなかったことから生まれた。その結果としてケーブルネット構造が採用された。
この他の展望塔としては、シュトゥットガルト＝ノルトのビスマルク塔とバート・カンシュタットのブルクホルツホーフ展望塔がある。前者はゲーコプフ (409 m) に建っており、シュトゥットガルト市街や全方位の遠景の眺望を楽しむことができる。この塔が建設されたのは、1902年から1904年であった。1891年に建設されたブルクホルツホーフ展望塔からは、シュトゥットガルト＝オスト、バート・カンシュタットおよび、エスリンゲン・アム・ネッカーに至るネッカータールの眺望が楽しめる。
シュトゥットガルトのレーレンベルク地区にあるクリークスベルク塔は、海抜 353 m のクリークベルク山上に、1895年に建設された展望塔である。この塔は、特別な機会にだけ一般公開されている。
シュトゥットガルト＝デガーロッホには、容量400 m3 の水道塔がある。この塔は1911年から1912年に建設された。
中央駅の塔は、街の中心部に 56 m の高さに突き出している。中央駅の建造年は、1914年の定礎から1922年の開業まで、第一次世界大戦による破壊をはさんでほぼ8年間にわたった。展望テラスでは、直径 5 m のメルセデスの星が回転している。

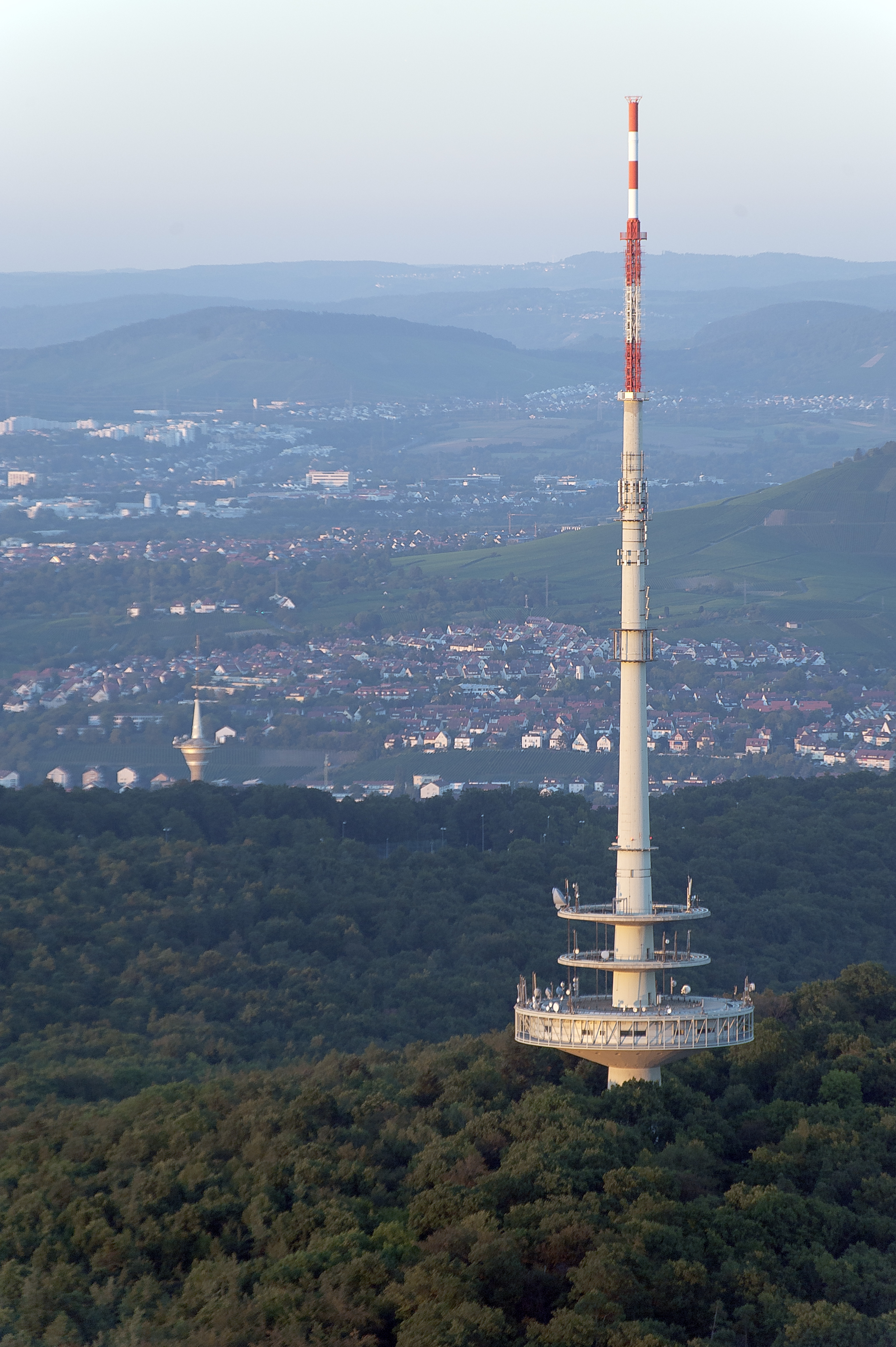
ドイツテレコムのシュトゥットガルト通信塔
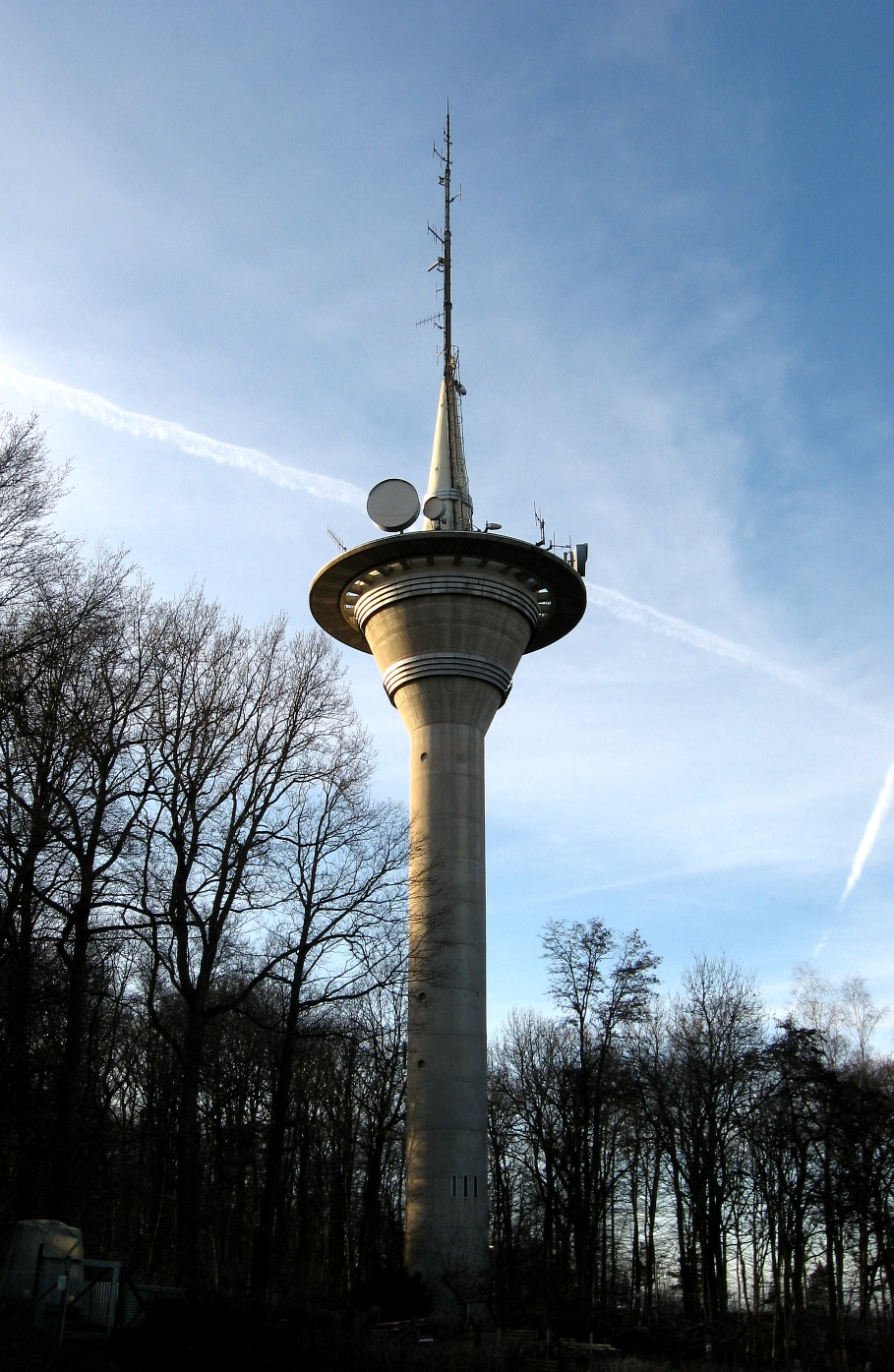
ライヒスベルクのシュトゥットガルト無線塔
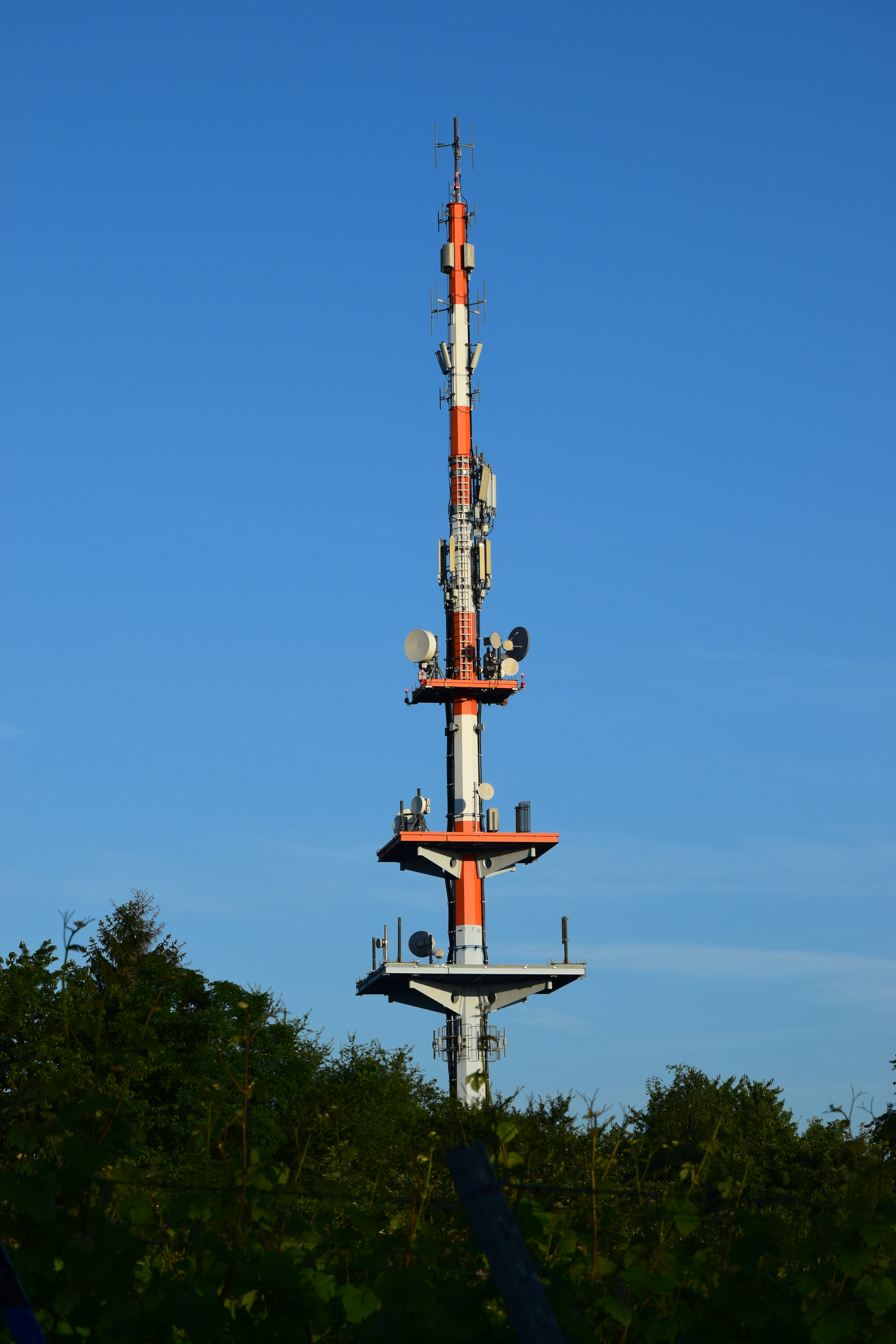
ブルクホルツホーフ無線塔
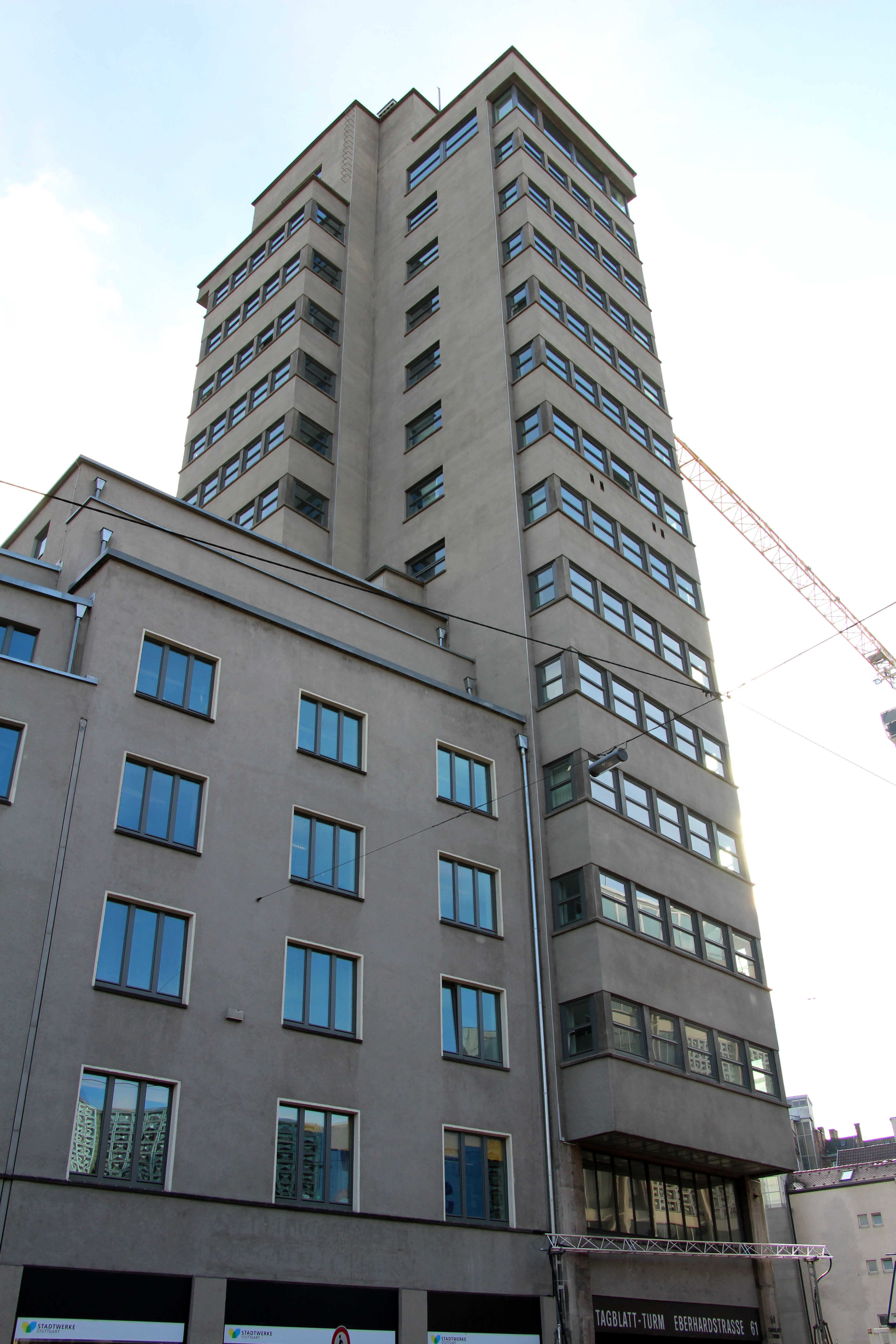
タークブラット塔
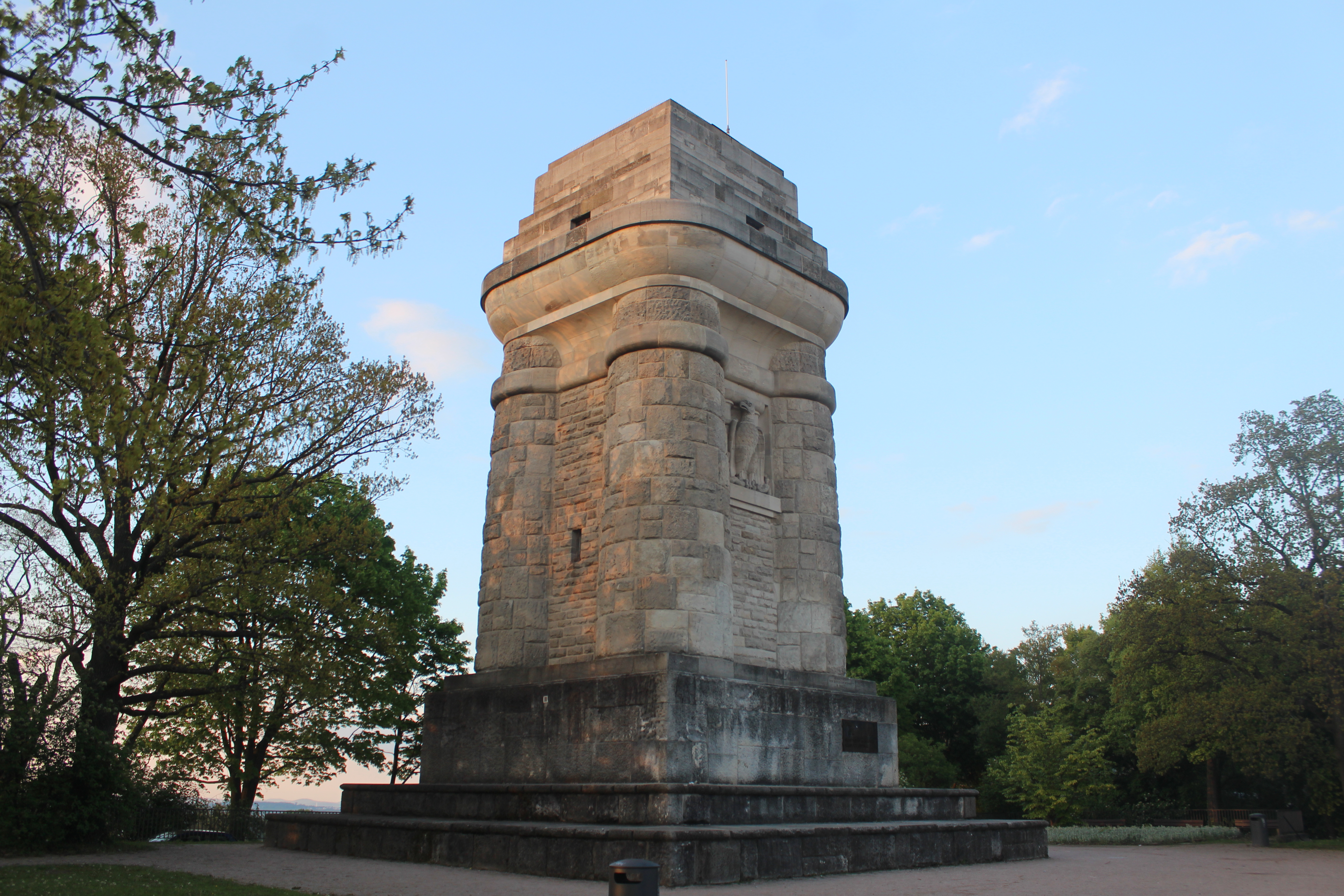
シュトゥットガルト＝ノルトのビスマルク塔
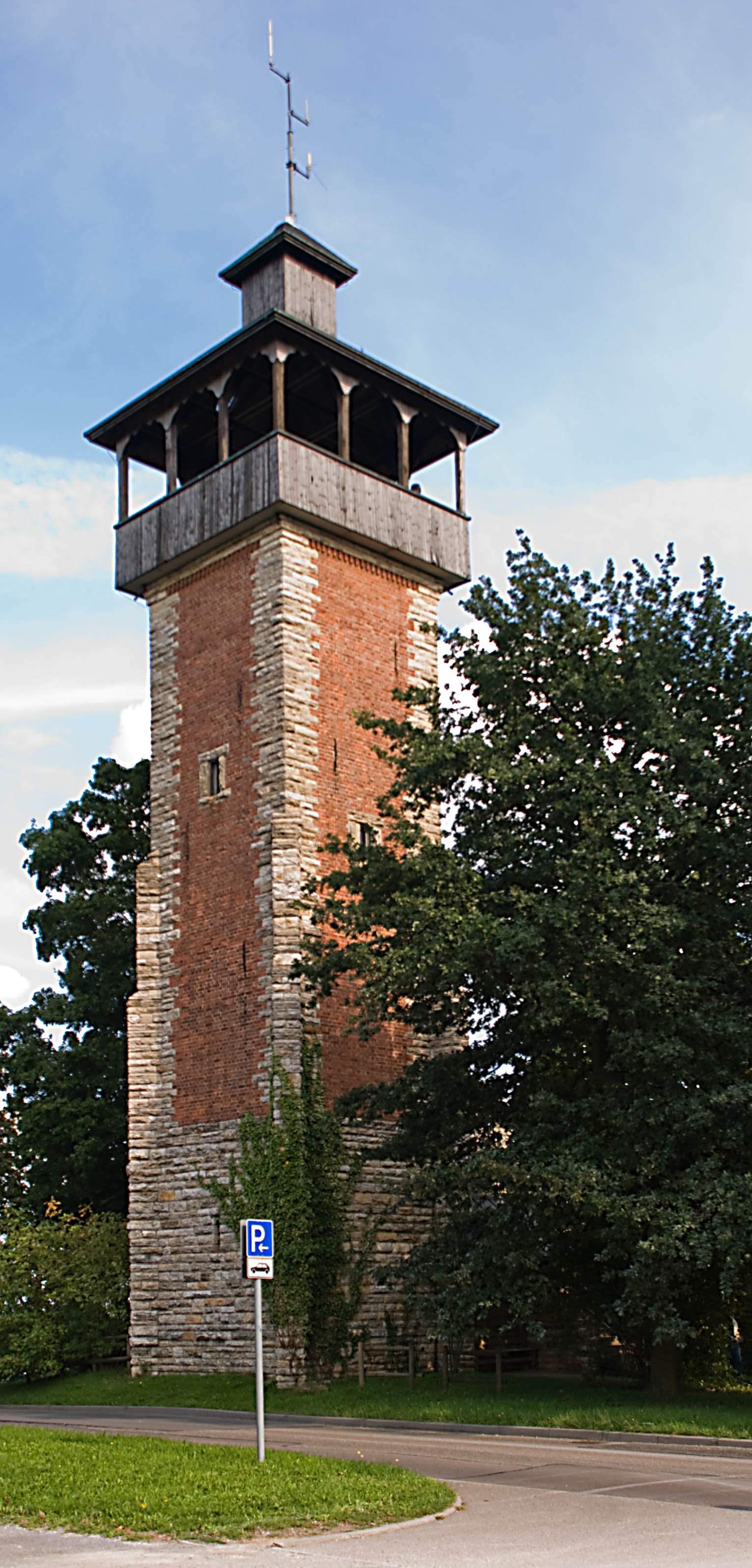
ブルクホルツホーフ展望塔
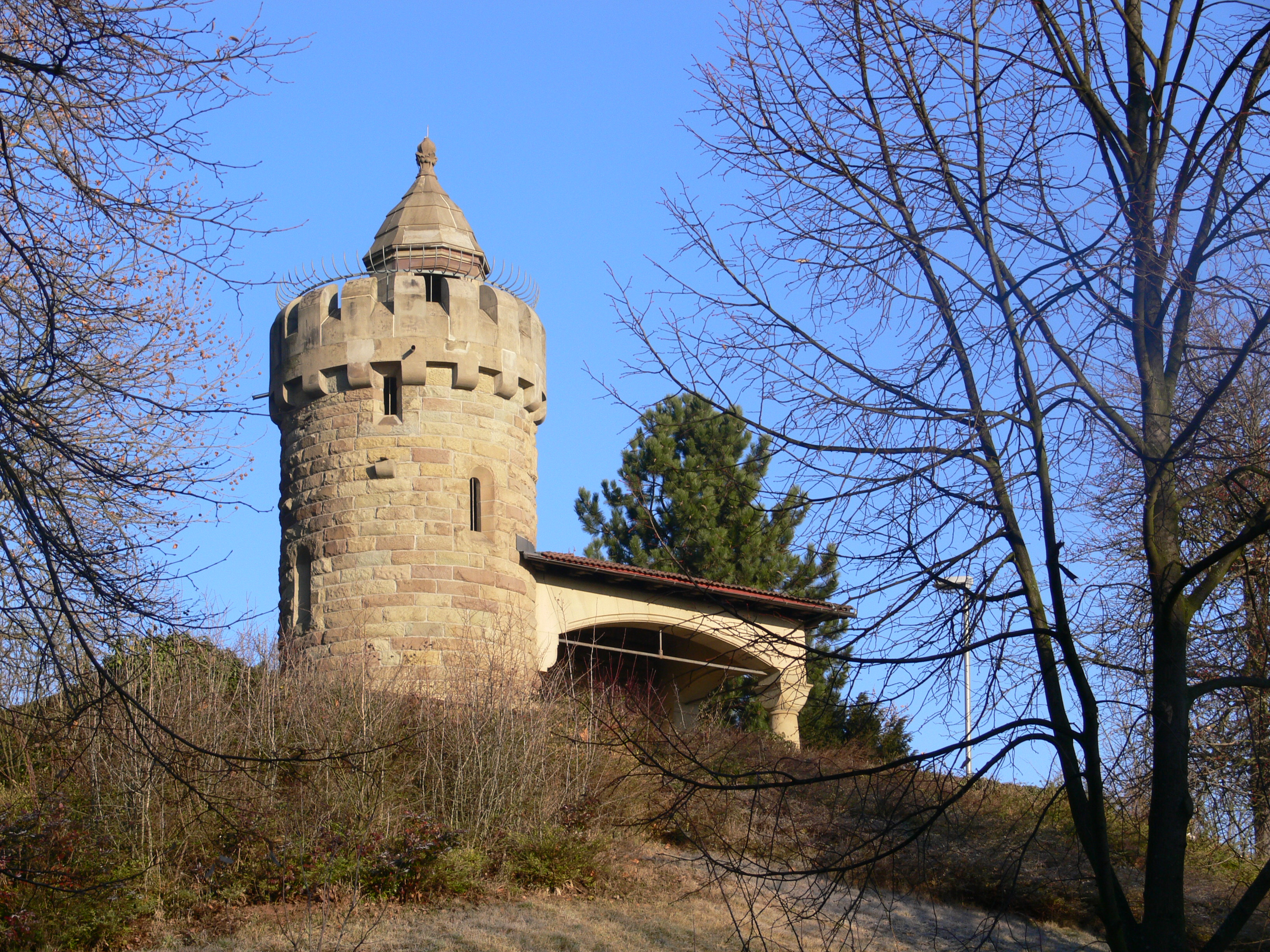
クリークスベルク塔
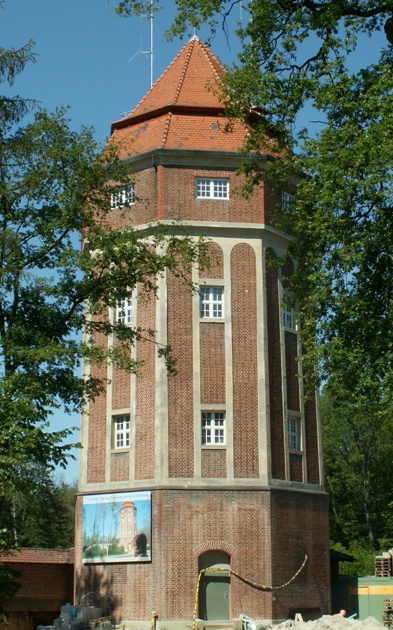
シュトゥットガルト＝デガーロッホの水道塔
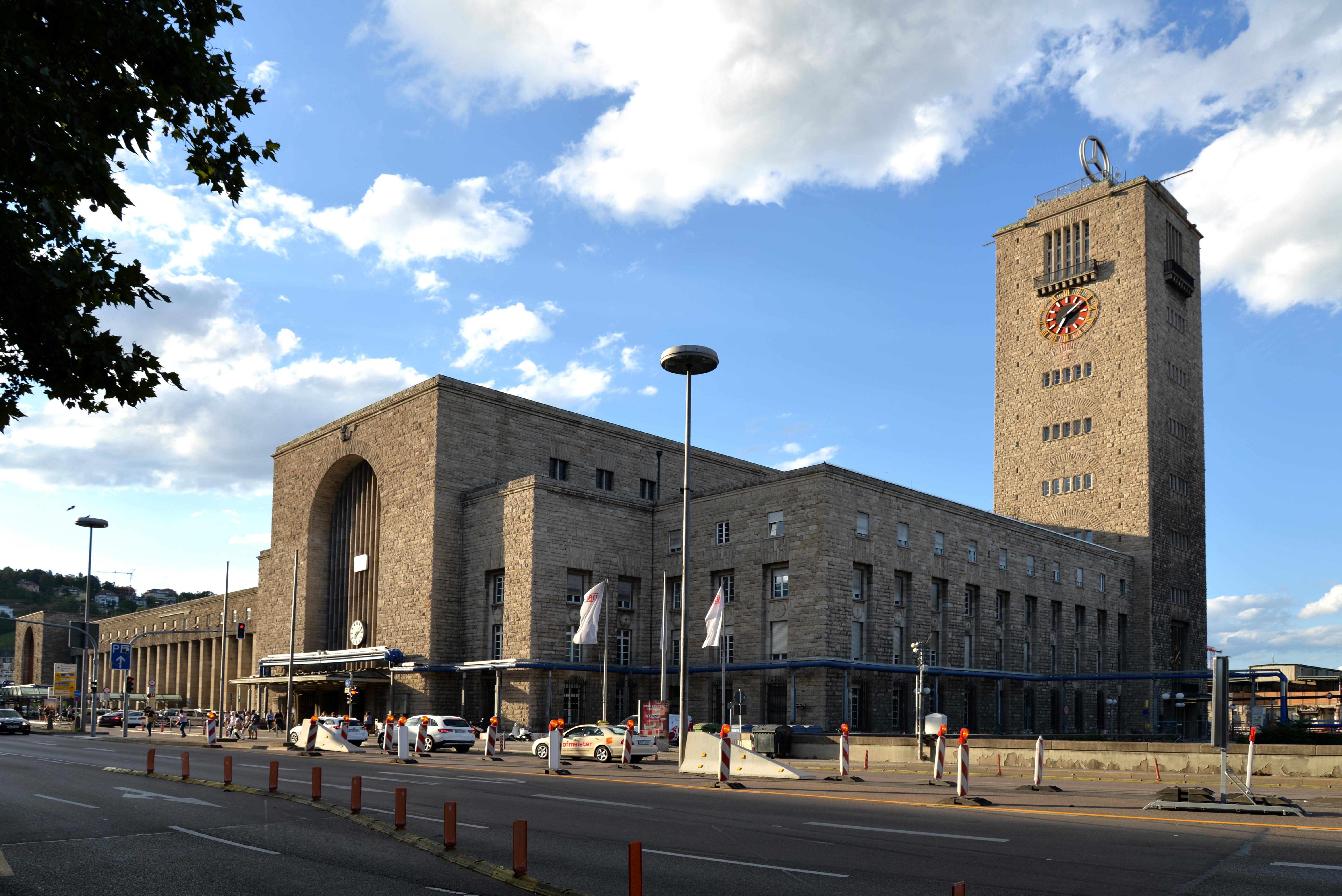
シュトゥットガルト中央駅

ヴァイセンホーフジードルングとコッヒェンホーフジードルング
ヴァイセンホーフジードルングは、1927年にドイツ工作連盟の展覧会の一部として発案され、ミース・ファン・デル・ローエの指導下でシュトゥットガルトのキレスベルクに建設された。この住宅地は近代の最も重要な建築住宅地の1つとされている。
もう一つの住宅地であるコッヒェンホーフジードルングは、ナチの権力掌握を背景に、木造の伝統を意識した工法で建設されており、近くに位置するヴァイセンホーフジードルングに対する対抗モデルとなっている。この住宅地は、建築家パウル・シュミッテナーの指導の下、シュトゥットガルト派を代表する建築家たちによって建設された。
その他の建築
シュトゥットガルト中央駅は、シュトゥットガルト最大の遠距離鉄道駅であり、シュトゥットガルトSバーン交通の中心であり、シャルロッテンプラッツ駅とともにシュトゥットガルト・シュタットバーンの最も重要な乗換駅の一つである。建築家パウル・ボナッツとフリードリヒ・オイゲン・ショーラーは1914年に基礎工事を開始した。完成した建物は第一次世界大戦で破壊された。中央駅は1922年に一般に開放されたが、最終的に完成したのは1927年になってからであった。シュトゥットガルト中央駅は、1987年に特別に重要な文化財として、文化財リストに登録された。駅の北翼と南翼は建築プロジェクト「シュトゥットガルト21」の一環として2010年と2012年に取り壊された。

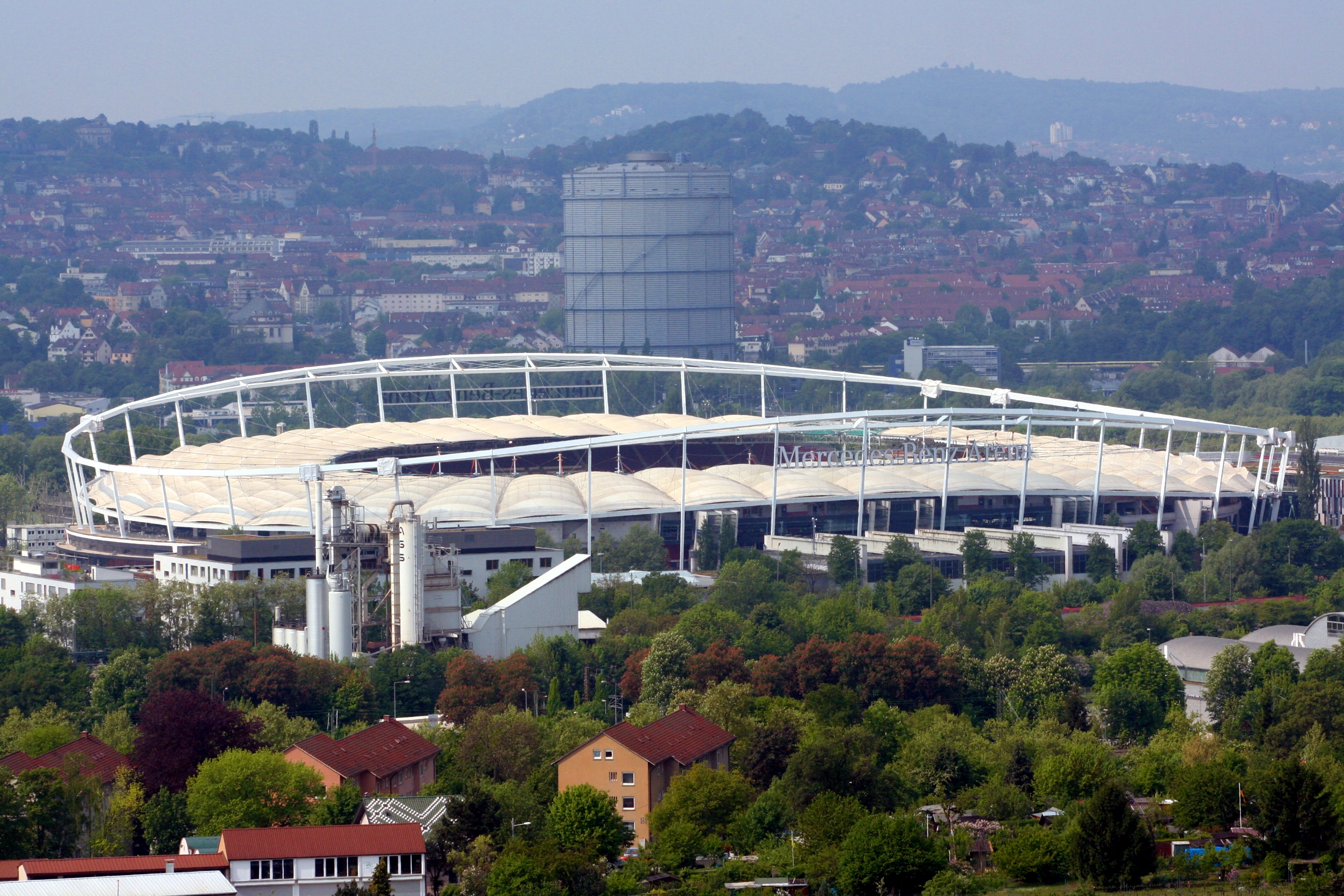
メルセデル＝ベンツ・アレーナ

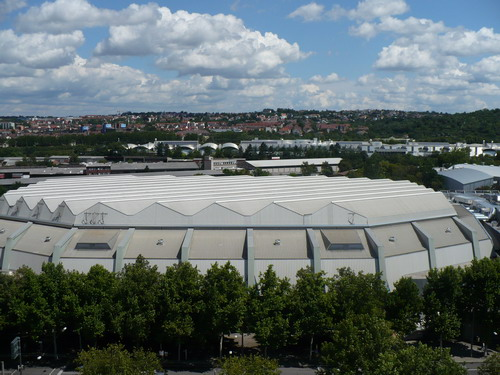
ハンス＝マルティン＝シュライヤー＝ハレ

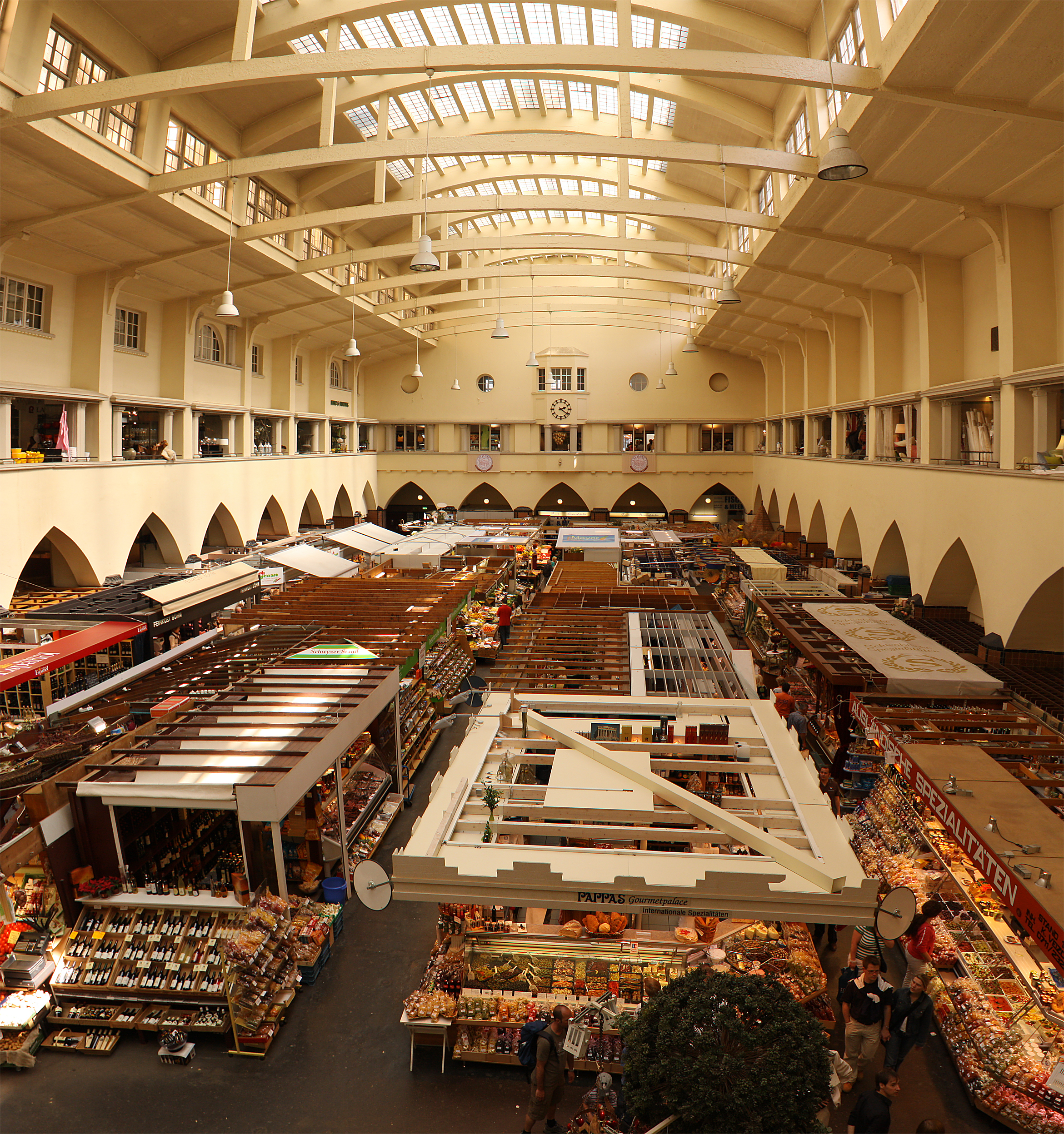
マルクトハレの内部

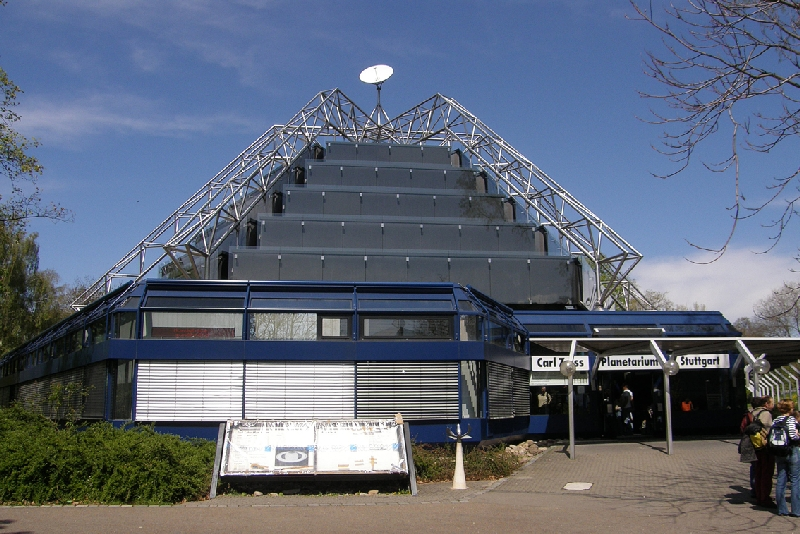
カール＝ツァイス＝プラネタリウム

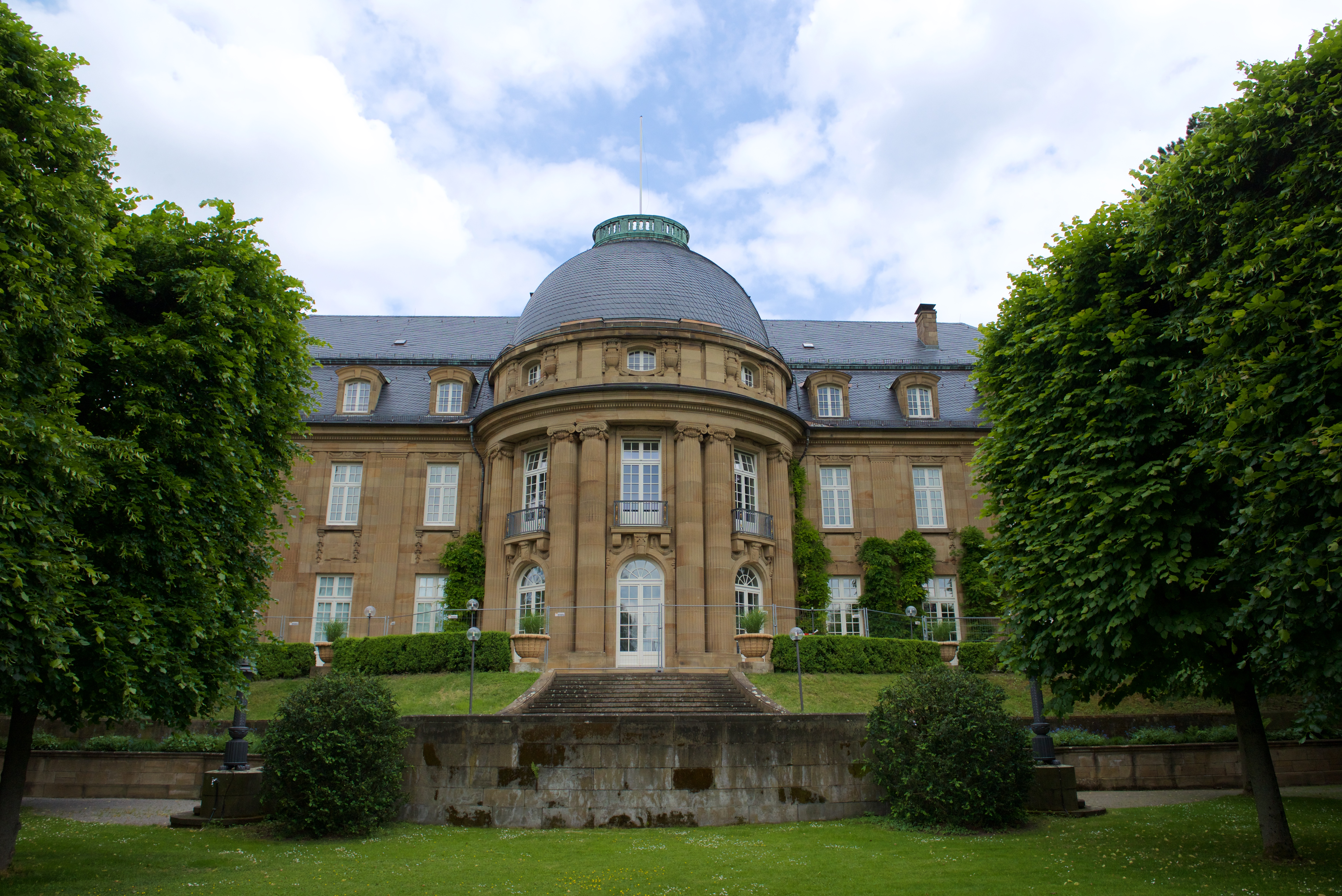
ヴィラ・ライツェンシュタイン

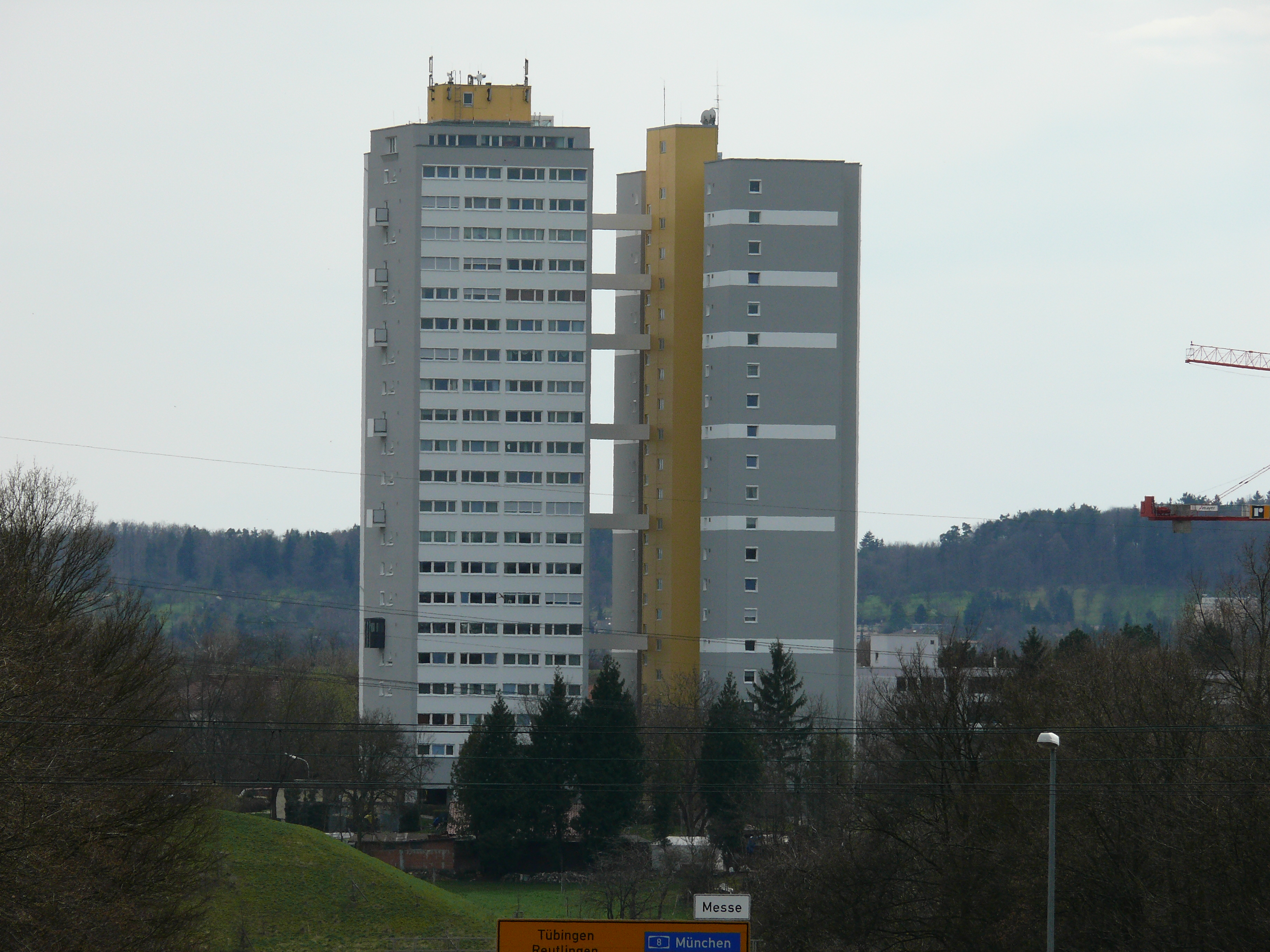
ファザーン2

MHPアレーナ（かつての「メルセデス・ベンツ・アレーナ」、「ゴットリープ＝ダイムラー＝シュターディオン」および「ネッカーシュターディオン」）は1929年から1933年に、同じくパウル・ボナッツによって建設され、1933年に「アドルフ＝ヒトラー競技場」として開業した。1935年に客席が35,000席から70,000席に拡張された。戦後このスタジアムはアメリカ占領軍によって、初めは「センチュリー・スタジアム」、その後「カンプフバーン」（競技場）と改名され、野球の試合に使われた。1949年に「ネッカーシュターディオン」という名称になった。1949年から1951年にかけて客席数は97,500席とさらに拡張された。1974年のサッカー・ワールドカップに伴い、スタンドが増設された。このスタジアムは現在72,000人の観客を収容できる。1986年、陸上競技ヨーロッパ選手権のために、ドイツで初めてカラーの電光掲示板がこのアリーナに設置された。1993年世界陸上競技選手権大会のための改築に伴い「ゴットリープ＝ダイムラー＝シュターディオン」と改名され、2008 年から 2023 年までは「メルセデス＝ベンツ・アレーナ」と呼ばれていました。1999年から2005年にさらに改築が行われた。2009年から2011年には、陸上トラックに囲まれた競技フィールドのない純粋なサッカースタジアムに改築された。
メルセデス＝ベンツ・アレーナのすぐ隣に、シュトゥットガルト最大の多目的ホール「ハンス＝マルティン＝シュライヤー＝ハレ」がある。このホールは1983年に建設され、ドイツ赤軍に殺害されたドイツ雇用者協会連盟会長ハンス・マルティン・シュライヤーにちなんで命名された。2005年から2006年の改修後、このホールには座席および立ち見席合わせて15,500人を収容できる。シュライヤー＝ハレは、2006年に開館したポルシェ＝アレーナと共同フォーラムでつながっている。これは専らスポーツイベントに利用されている。隣にはカール＝ベンツ＝センターがある。2006年に開館したこのイベントセンターには、約2万 m2 のイベントスペースがある。
プラーク墓地には、1905年から1907年にユーゲントシュティール様式の葬儀ホールとシュトゥットガルトで唯一の火葬場が建設された。
マルクトハレ（マーケット・ホール）は、市中心部のユーゲントシュティール建築である。このホールは1911年から1914年にこの場所に建設された。ここには1864年まで野菜市場があった。初めは400店舗以上が出店する食料品市場として利用された。マルクトハレは、第二次世界大戦で甚大な損傷を負った後再建され、1974年に保護文化財となった。現在は日用品市場となっている。すぐ近くのカールス広場に旧ホテル・ジルバーがある。この建物はかつて、ゲシュタポの拠点だった建物である。
同じく街の中心部に、シュトゥットガルトの行政の本部であるシュトゥットガルト市庁舎が存在する。1901年から1905年にフラマン風の後期ゴシック様式で建設された豪華な先代の建物は、1944年の爆撃によって完全に破壊された。破壊されたにもかかわらず、両翼棟の一部は復元され保存されている。現在の形の市庁舎は1956年から存在している。高さ 60.5 m の時計塔が、シュトゥットガルトのマルクト広場にそびえている。市庁舎は2004年にヴァルター・ヴェルツ教授の指導の下、2600万ユーロを費やして修復され、最新の技術が盛り込まれた。
映画館「メトロポール」は、かつてのシュトゥットガルト駅の場所にあり、1926年から1944年まで1221席の大きなホールを有していた。戦後の再建後、1960年から2020年まで再び映画館として利用される以前は、様々な公演が行われる1400席のイベントホールとして利用された。
カール＝ツァイス＝プラネタリウムは、ミットレラー・シュロスガルテン（直訳: 中の宮殿庭園）にある。その基盤となったのが、1969年にカール＝ツァイス財団からシュトゥットガルト市に寄贈されたプロジェクタ「ツァイス VI A」であった。しかしプラネタリウムの建設は多額の寄付の支援を受けて1975年にやっと開始され、1977年に完成した。
シュトゥットガルト・フンクハウス（放送局）は1972年から1976年に建築家ロルフ・グートブロートによって建設され、開業当初はヨーロッパで最も近代的な放送局であった。この建物はベルク地区の、かつてのシュトゥットガルト市立ホールの場所にある。ここは1998年から南西ドイツ放送の監督所在地であり、両州統括施設およびバーデン＝ヴュルテンベルク州放送局の本部所在地となっている。シュトゥットガルト・フンクハウスは2000年にバーデン＝ヴュルテンベルク州文化財局によって文化財リストに登録された。青と銀のファサード装飾を持つ3つの部分からなる複合建築は放送業界でもユニークな建物とされている。すぐ隣に位置する広く知られたヴィラ・ベルクは、1950年から2004年まで南西ドイツ放送の送信スタジオとして利用されていた。
シュトゥットガルト＝オスト地区の、1910年から1913年に建設されたヴィラ・ライツェンシュタインは、バーデン＝ヴュルテンベルク州の政務大臣や首相の官邸として利用されている。
ヴァイセンブルクパルクには、ティーハウスとマルモールハレ（直訳: 大理石ホール）が建っている。1913年に完成した旧邸宅のティーハウスはユーゲントシュティール様式の園亭である。傑出した価値があるのは、楽奏のシーンを描いた彩色天井画である。現在、大きな庭園テラスに囲まれたティーハウスは、夏に人気の行楽地である。同じく1913年にハインリヒ・ヘネスに完成されたマルモールハレはティーハウス下の斜面にある。マルモールハレは元々祝祭庭園ホールとして利用されており、1990年代初めの修復後1994年から再びイベントに利用されている。
シュトゥットガルトの旧グラーベン通り11番地にあったアルテス・シュタインハウスは、防御を固めた住居であり、シュトゥットハウスとならんでこの街で最も古い世俗建築の1つであった。この建物は、おそらく1286年のルドルフ・フォン・ハプスブルクによるシュトゥットガルト包囲の時代に建設され、1393年に最初の記録が遺されている。
メーリンゲンには2つの特徴的な高層住宅がある。ファザーン2は、多くの階が渡り廊下で結ばれた2棟の建築複合体である。ファザーン2は1964年から1965年に建設され、高さは 64 m である。そのすぐ近くに、1961年から1962年に建設された高さ 70 m、20階建てのザルーテ・ホーホハウスがある。この建物は1967年にパウル＝ボナッツ賞を受賞した。アーゼムヴァルトのハニバル住宅地は1968年から1972年に建設され、最大高さ 70 m、22階建ての3つの居住ブロックで構成されている。元々ル・コルビュジエの「住むための機械」をモデルにした複合体として計画されたのだが、あまりに巨大な規模であったため受け容れられなかった。
この他の特筆すべき文化財としては、アルミン通り4番地の家がある。この家屋は、バーデン＝ヴュルテンベルク州文化財局から2005年2月の「今月の文化財」に選ばれた。
シュトゥットガルト＝メーリンゲンには SI-ツェントルムがある。2つのミュージカルシアター（ステージ・アポロ・シタターとステージ・パラディウム・シアター）、シュピールバンク・シュトゥットガルト（カジノ）、11軒のレストラン、7軒のバー、3軒のカフェ、6スクリーンのシネマコンプレックス、最大1000人を収容できる22の会議室、2つのホテル（ドルメロ・ホテルとSIスイート）、ヴィタ・パルク・シュヴァーベンクヴェレン（ウェルネス）からなるこのセンターは、シュトゥットガルト最大のレジャー施設の一つである。1960年からここにはホテル・シュトゥットガルト・インターナショナルがあり、何年にもわたって新しい建物が増築されていった。
この他の特筆すべき建物に、リーダーハレ、ヴィラ・ゲンミンゲン＝ホルンベルク、ヴュルテンベルク貯蓄銀行管理棟がある。

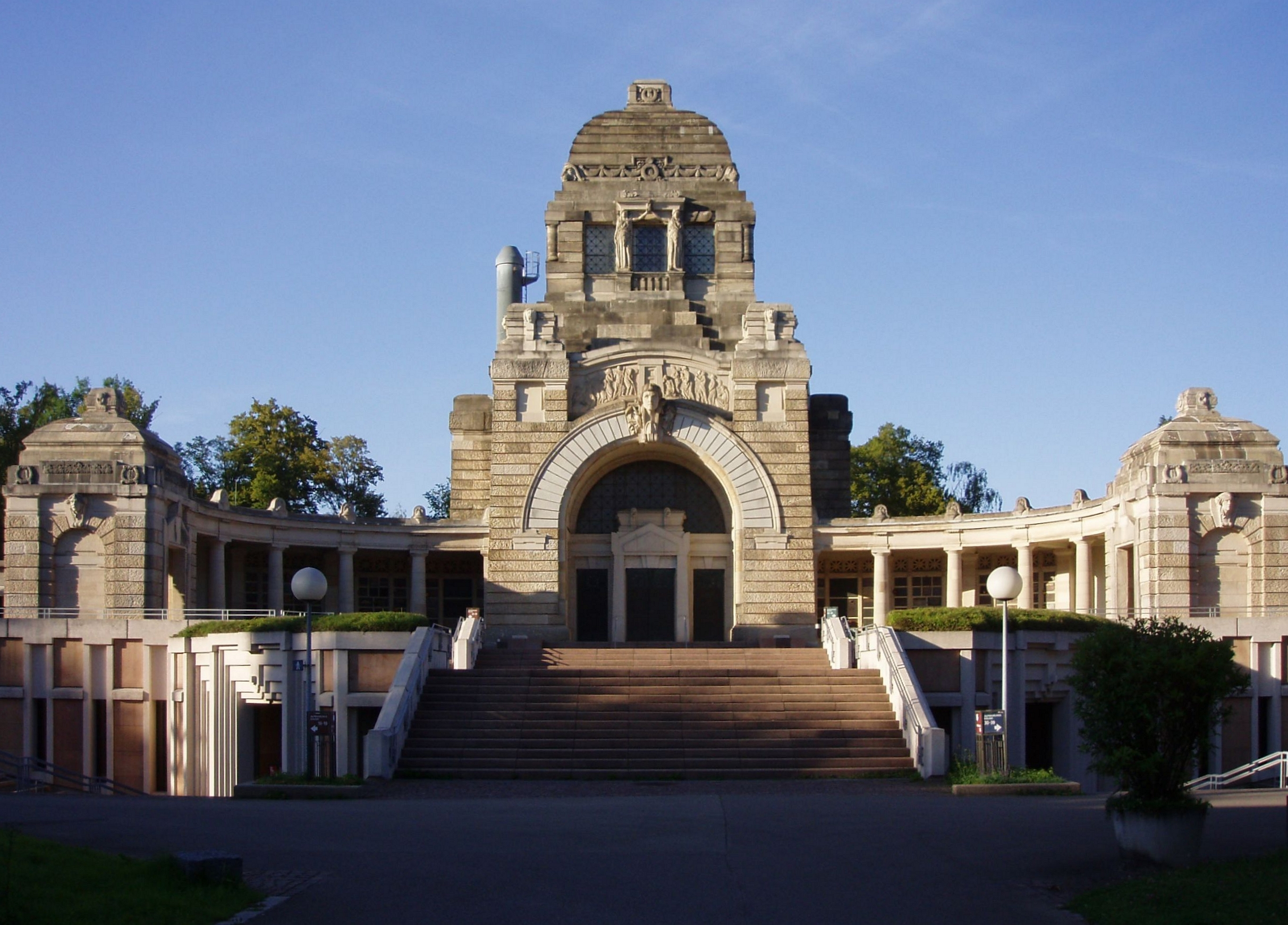
プラーク墓地のユーゲントシュティール様式の火葬場
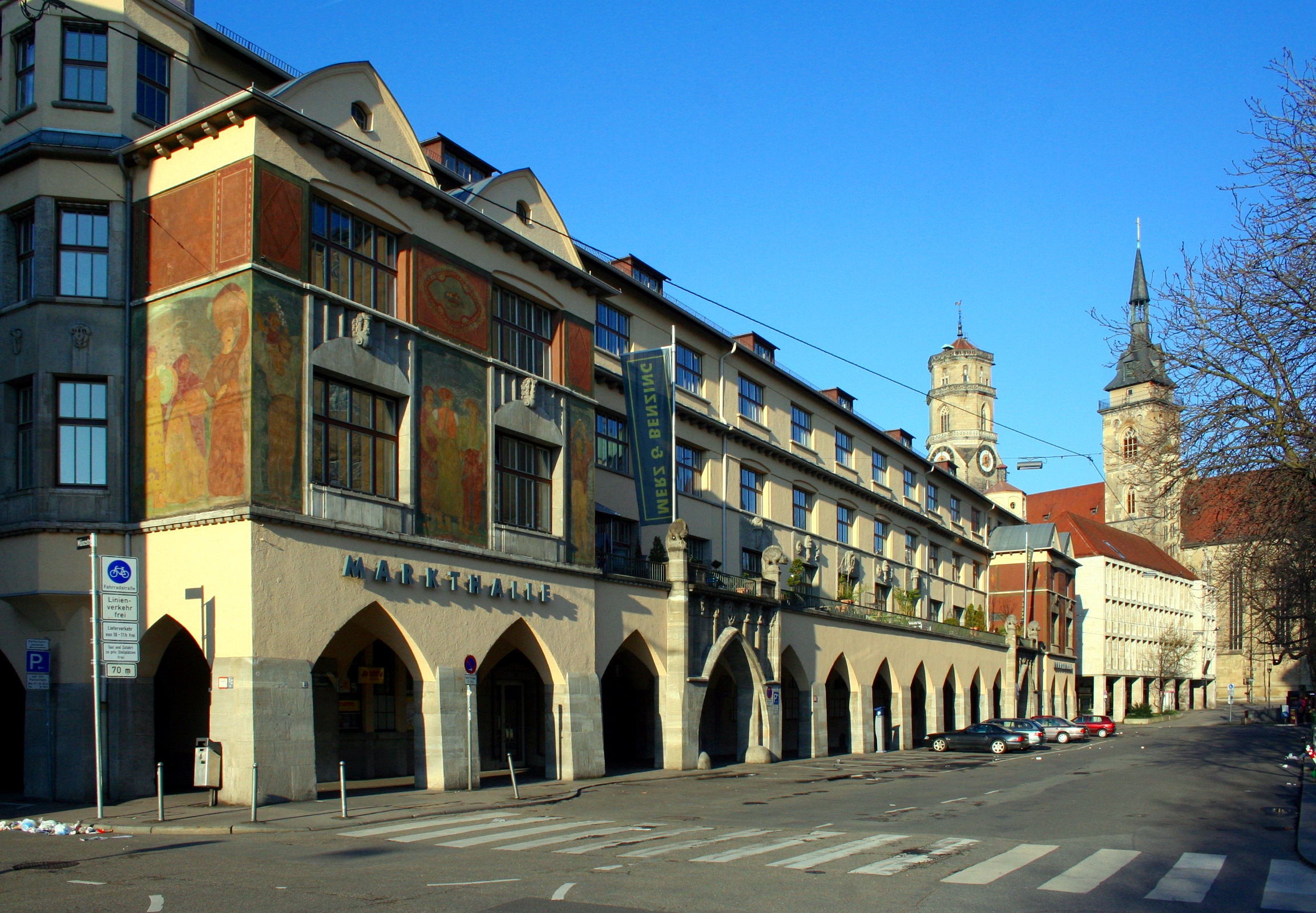
マルクトハレ
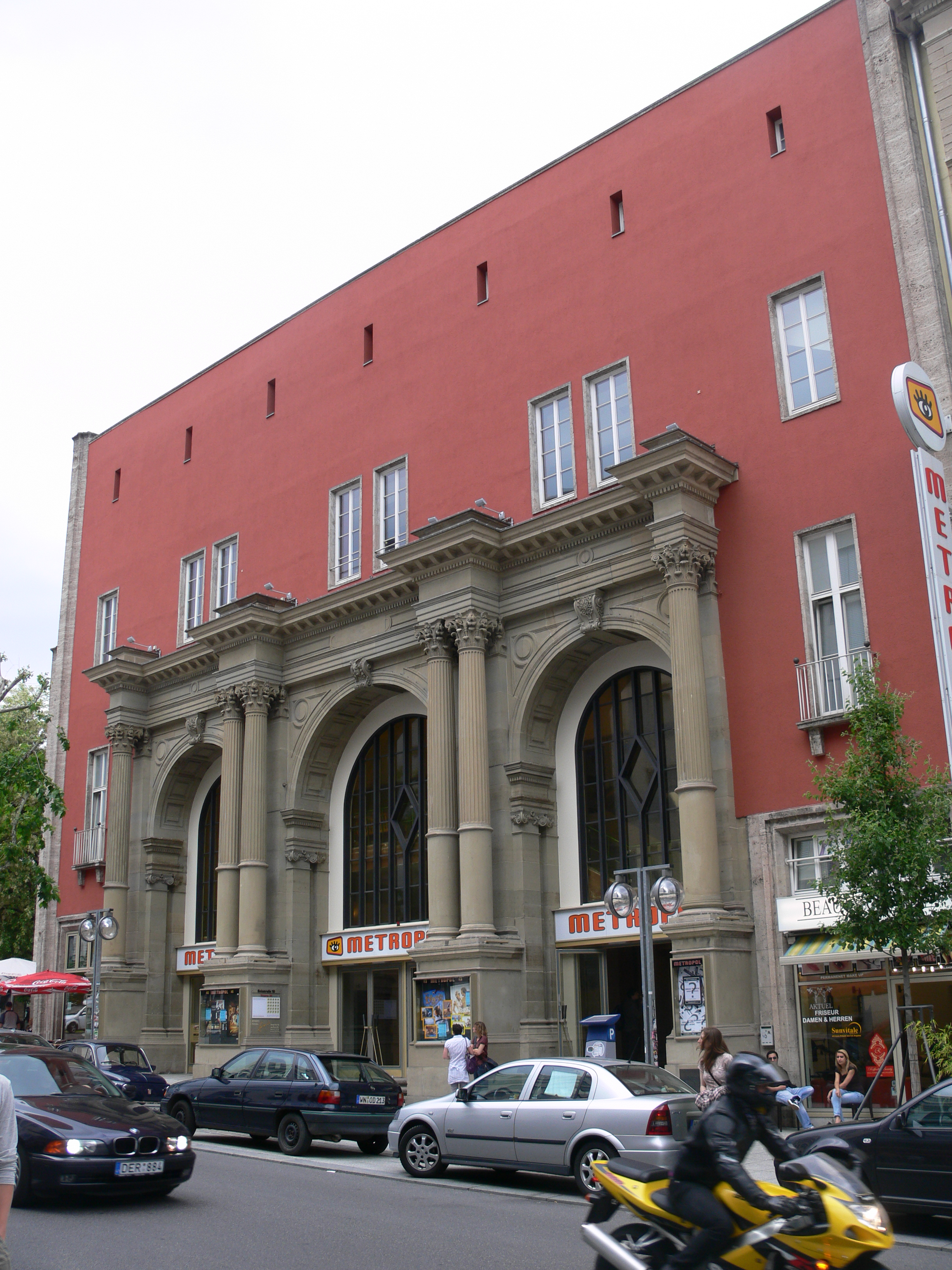
映画館「メトロポール」
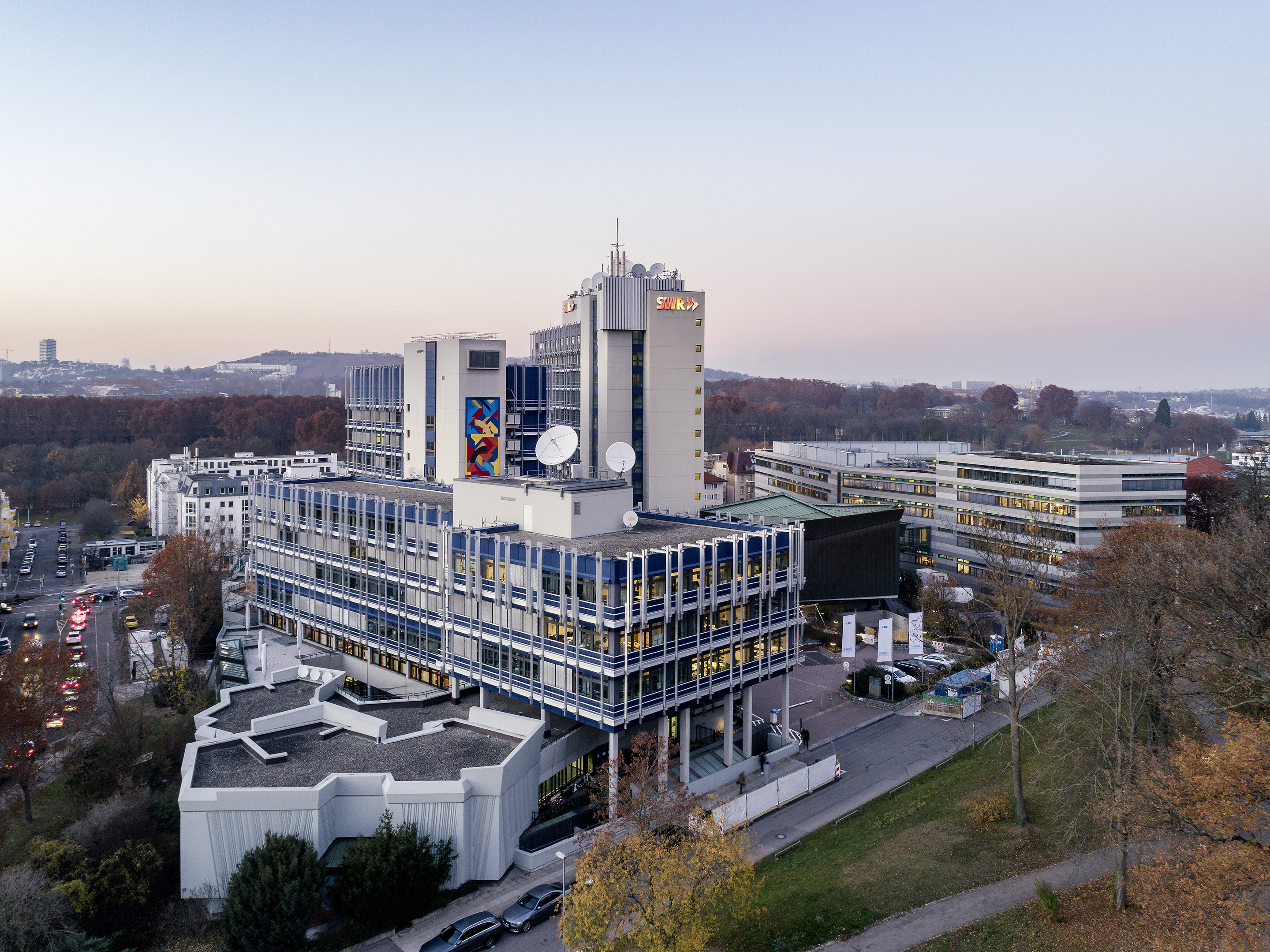
シュトゥットガルト・フンクハウス
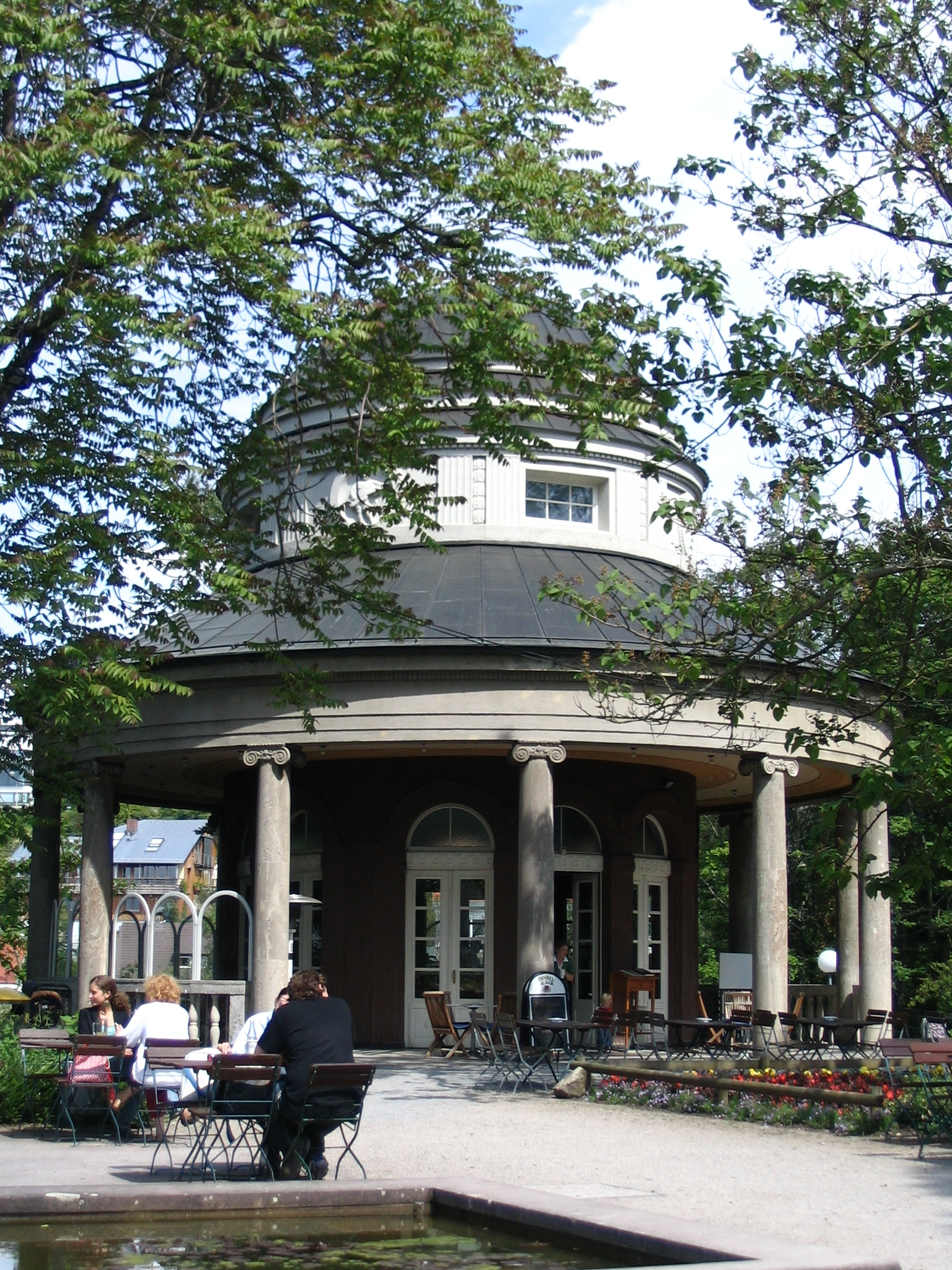
ヴァイセンブルクパルクのティーハウス
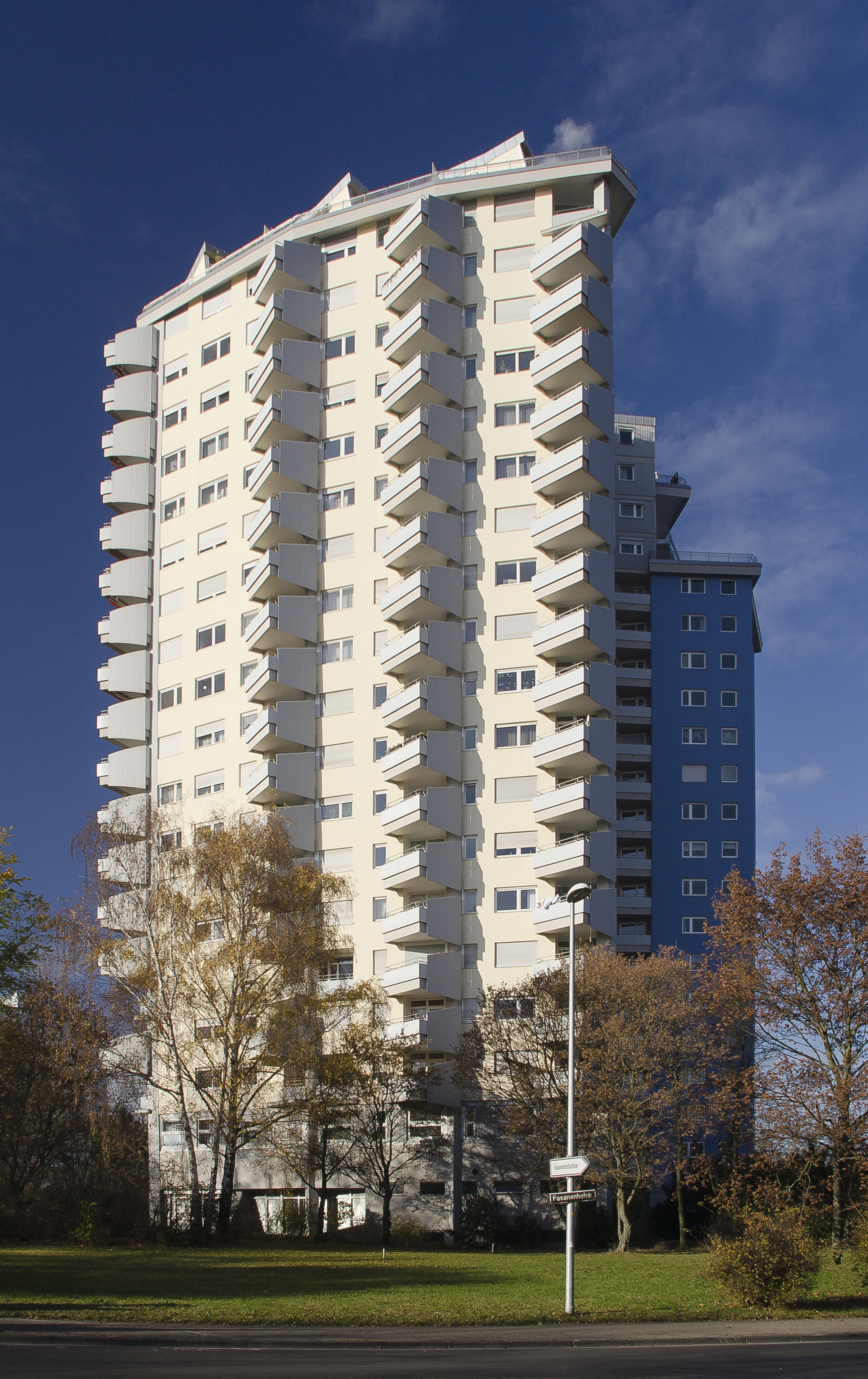
ザルーテ・ホーホハウス
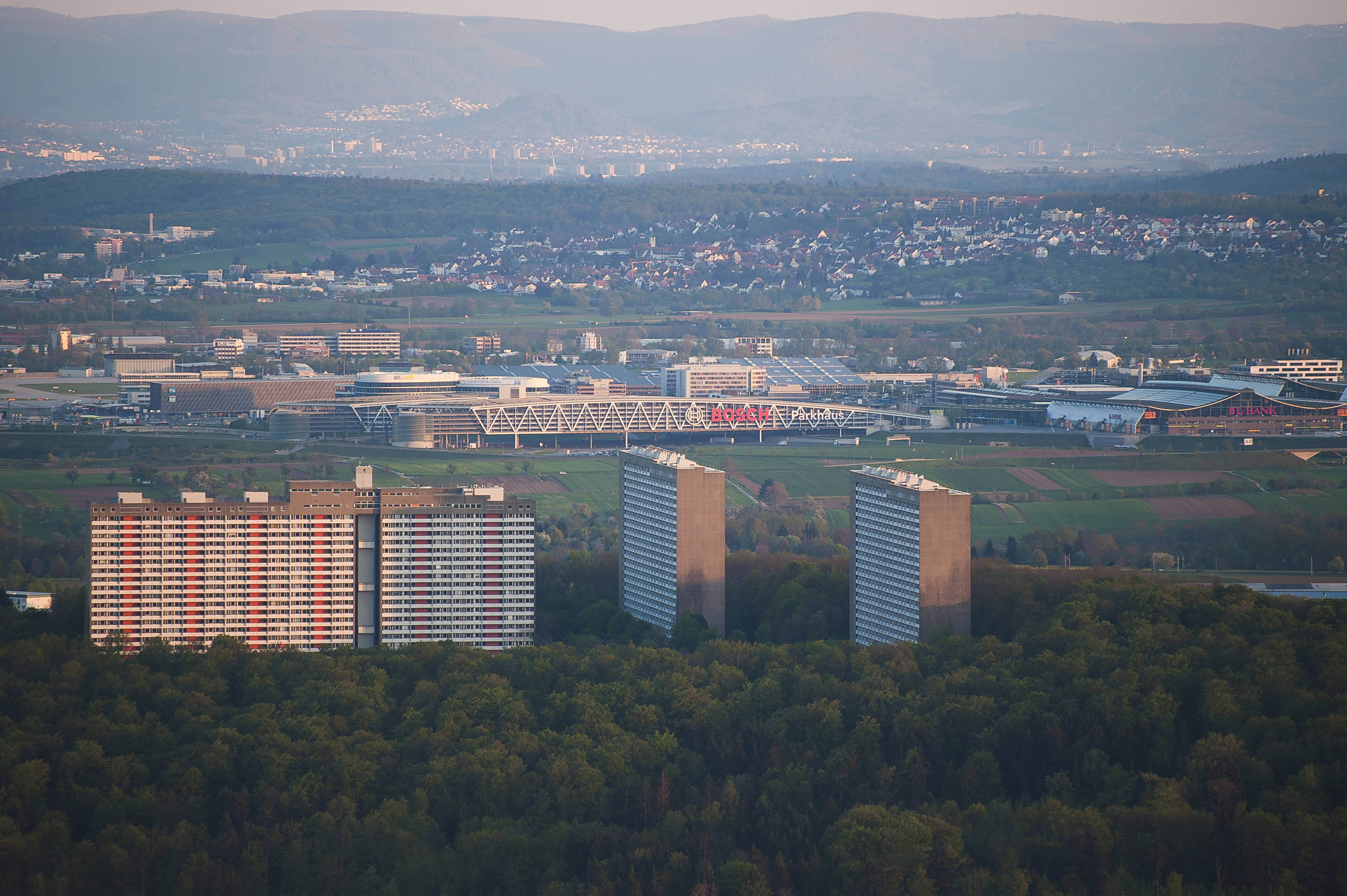
ハニバル住宅地
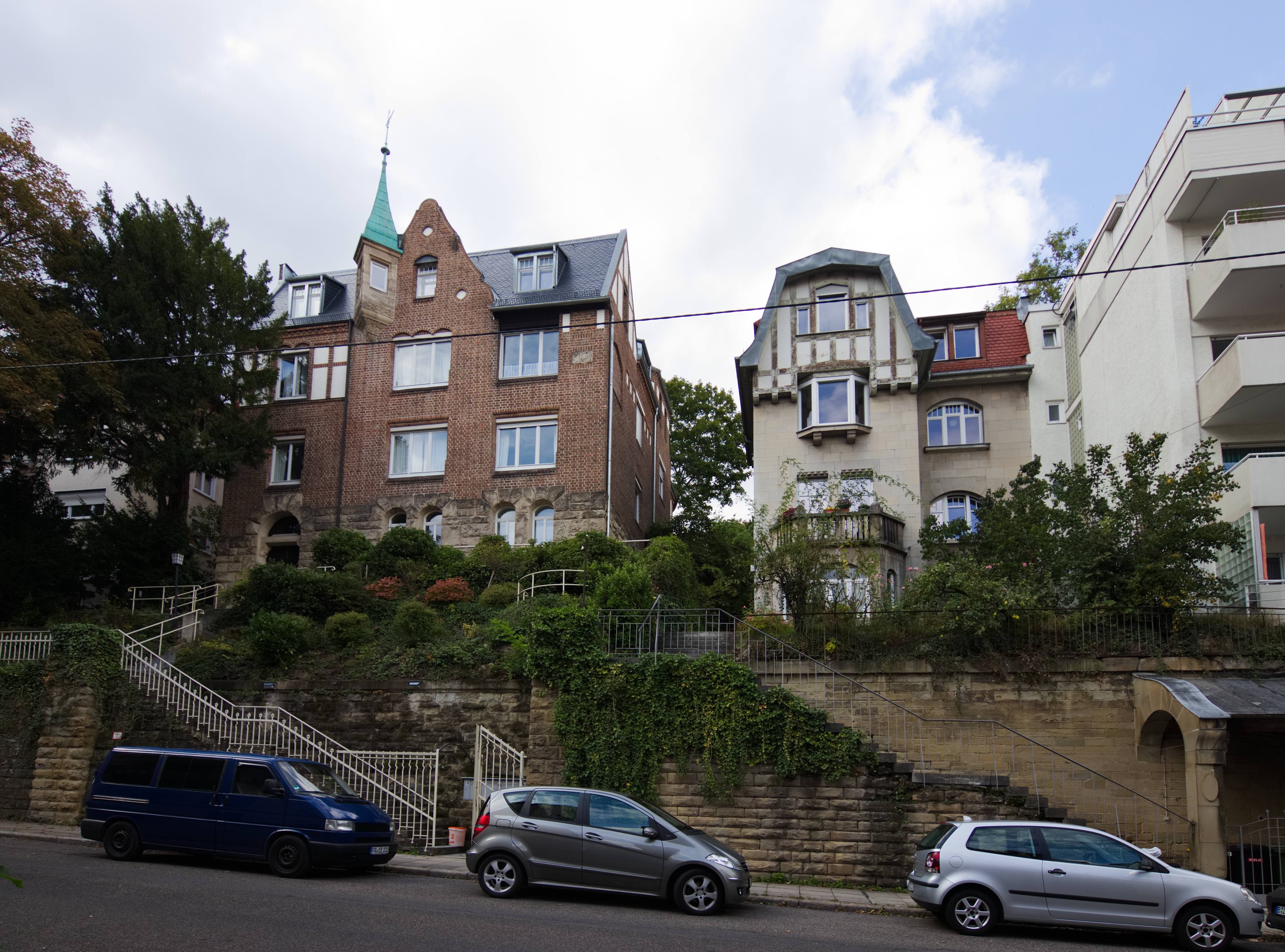
アルミン通り4番地（左）と2B番地（右）
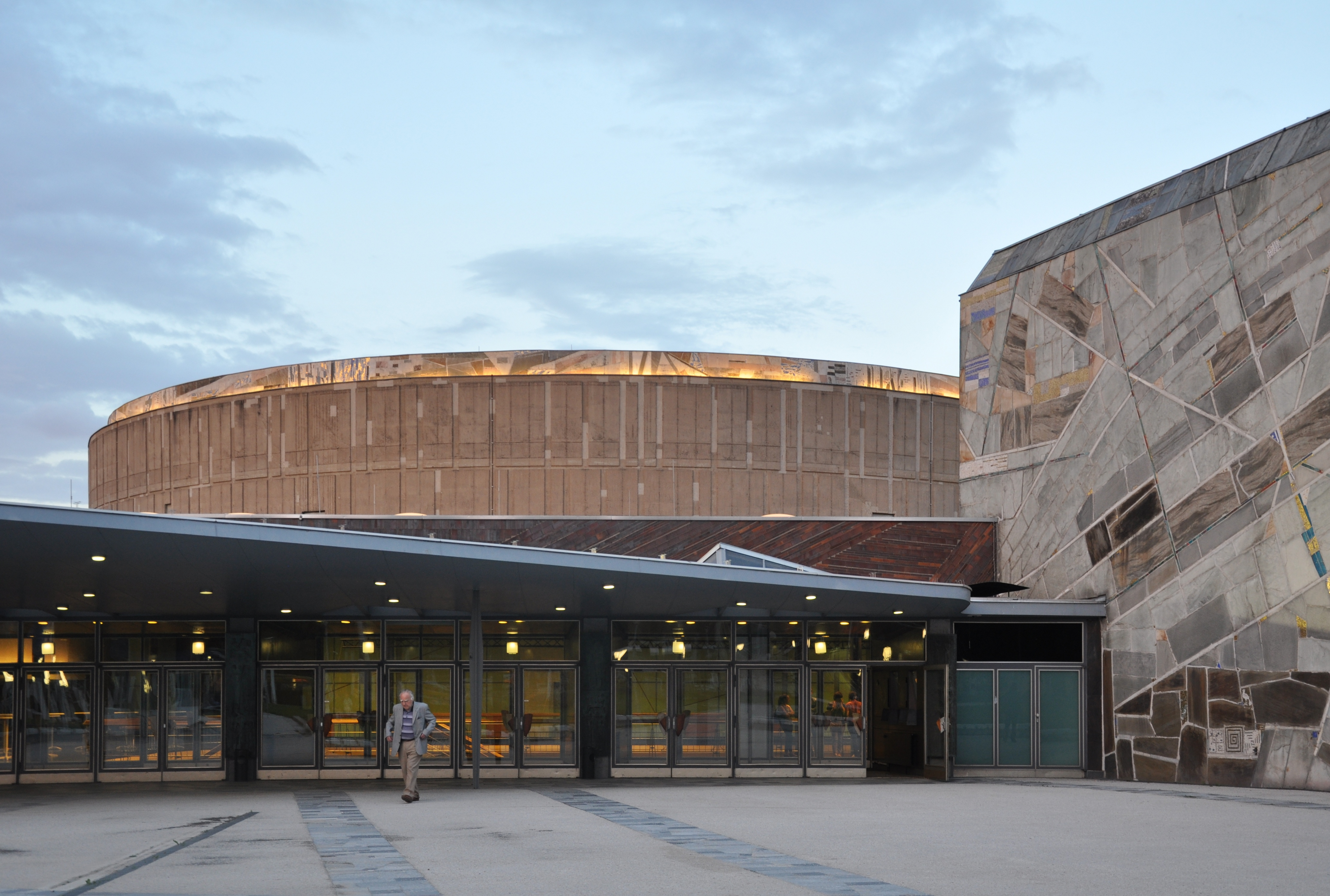
リーダーハレ
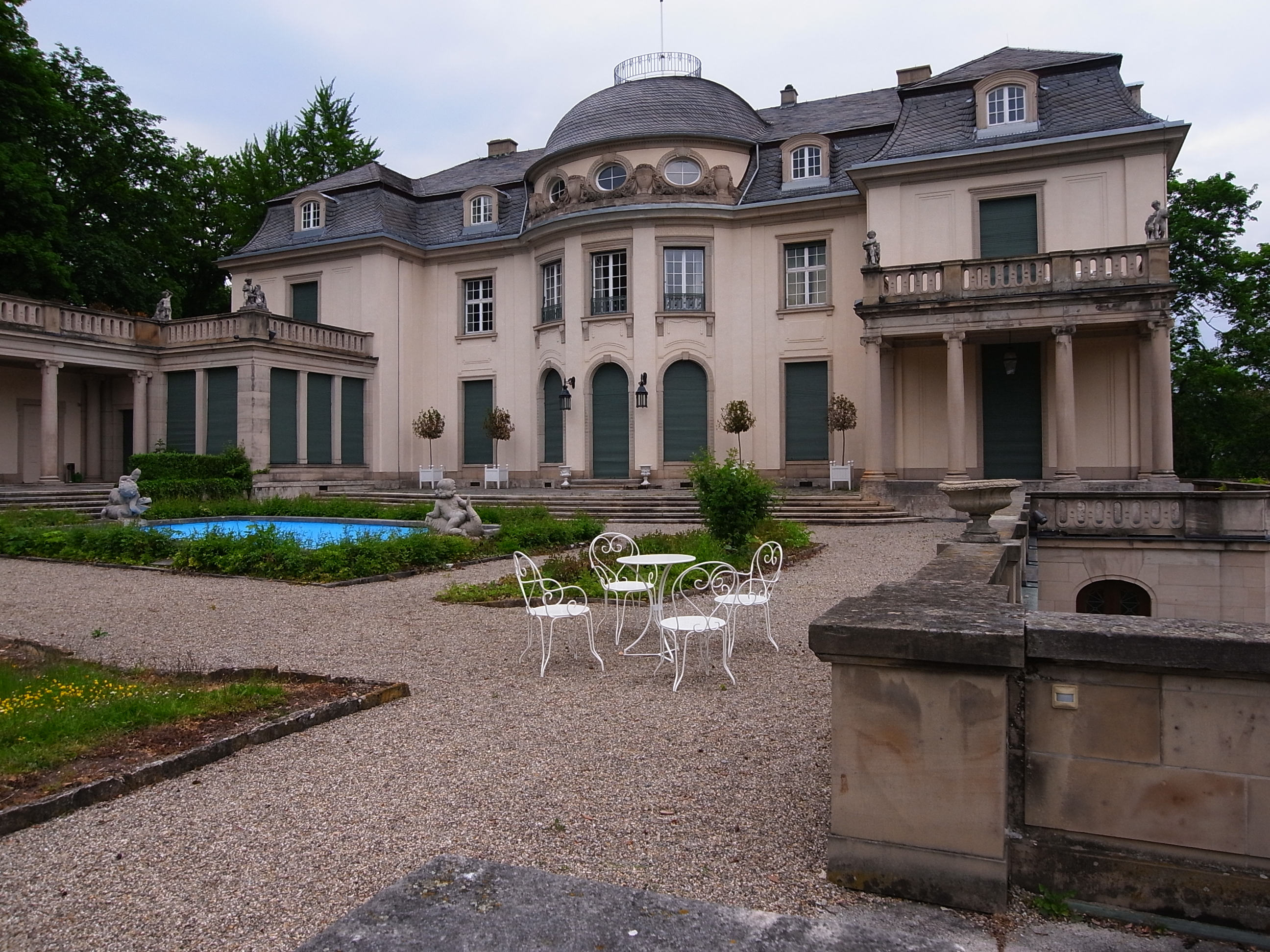
ヴィラ・ゲンミンゲン

#### 彫刻

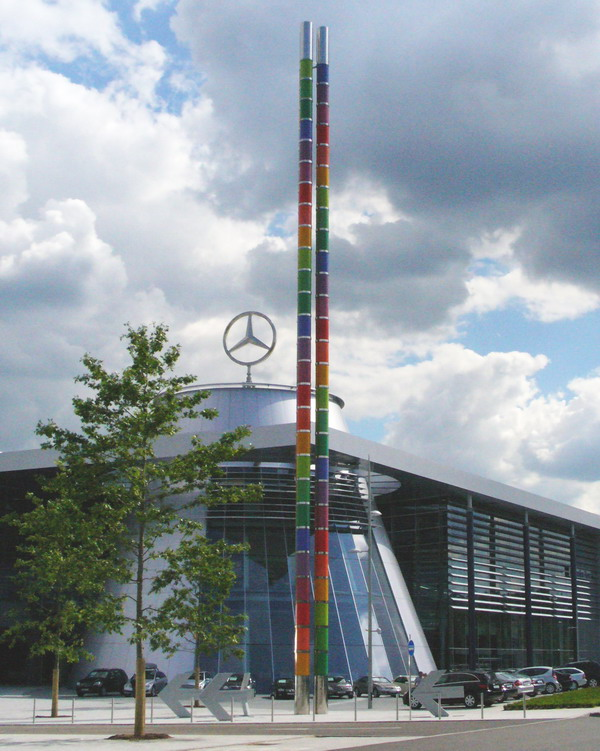
Bildsäulen-Dreiergruppe

マックス・ビルとハインツ・マックによって1989年に制作されたのが、高さ 32 m、琺瑯と鋼鉄による３つの部分からなる作品「Bildsäulen-Dreiergruppe」（直訳: 装飾円柱三幅対）である。この作品は2006年４月末まではメーリンゲンのダイムラークライスラー本社の前に設置されていたが、これ以後はネッカーパルクのメルセデス＝ベンツ博物館前にある。
シュトゥットガルト北駅前の追悼の場「Zeichen der Erinnerung」は、ナチ時代の1941年から1945年にシュトゥットガルトとヴュルテンベルクの2,000人以上のユダヤ人がここから移送され、殺害されたことを追悼するものである。この追悼の場は「Zeichen der Erinnerung e. V.」の協力で建設され、2006年6月14日に一般に公開された。線路沿いの 70 m の壁には移送されたユダヤ人の名前が刻まれている。

### 観光スポット

#### 公園

シュトゥットガルト中心部には庭園が連なっており、全体がU字型となっていることから、グリューネU（直訳: 緑のU）と呼ばれる。

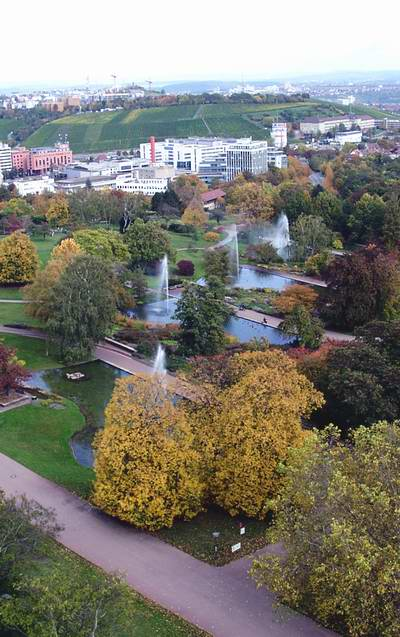
ヘーエンパルク・キレスベルク

街の中心、旧宮殿前から600年の歴史がある「シュロスガルテン」（直訳: 宮殿庭園）が始まる。1350年に旧宮殿近くの伯の庭園が初めて文献に記録されている。広さ約 61 ヘクタールのシュロスガルテンは、運河化されたネーゼンバッハ沿いにネッカー川まで延びている。この庭園は大きく3つの部分に分けられる「オーベラー・シュロスガルテン」（上の宮殿庭園、約 14 ha）、「ミットレラー・シュロスガルテン」（中の宮殿庭園、約 19 ha）、「ウンテラー・シュロスガルテン」（下の宮殿庭園、約 28 ha）である。オーベラー・シュロスガルテンは旧宮殿から中央駅の高台までで、シュトゥットガルト州立歌劇場や州議会議事堂などがある。ミットレラー・シュロスガルテンへは、「フェルディナント＝ライトナー＝シュテーク」を通って行く。ミットレラー・シュロスガルテンの北側は、アム・シュロスガルテン通りまでである。ここには、プラネタリウムやランデスパヴィリオンがある。「グリューネ・ブリュッケ」を通ってウンテラー・シュロスガルテンに至る。この部分はカンシュタットのネッカー河畔に近いシュトゥットガルト＝ベルクの鉱泉までである。この部分からは、継ぎ目なく「ローゼンシュタインパルク」につながっている。ローゼンシュタインパルクは、南西は鉄道路線、北はヴィルヘルマ動植物園、北西はレーヴェントーアをその境界としている。ローゼンシュタインパルクは、古木や広い草地があることから、南西ドイツ最大のイギリス式風景庭園とされている。ヴィルヘルム1世王は、古典主義様式の城館（現在のローゼンシュタイン博物館）を含むこの庭園を1824年から1840年に造営した。この公園からさらに「ロジャー・シュタイク」、「ブリュナー・シュタイク」、「ボンバイシュテーゲ」を通って、シュトゥットガルト＝ノルトの広さ約 50 ha の「ヘーエンパルク・キレスベルク」（直訳: キレスベルク高台公園）に行くことができる。この公園は1939年の帝国庭園博を起源としている。この博覧会のために、それ以前は採石場として使われていたこの場所が公園および博覧会場に改築された。1939年から1945年までこの場所は、ヴュルテンベルクのユダヤ人を強制収容所へ輸送する際の集合場所として使われた。1950年代からヘーエンパルクは何度も造園展覧会の会場となった。たとえば、1950年のドイツ・ガーデンショー、1961年の連邦ガーデンショー、1993年の国際造園展覧会などである。
以上のシュロスガルテン、ローゼンシュタインパルク、キレスベルクパルクの3園を合わせてシュトゥットガルトの「グリューネ U」と総称する。
ローゼンシュタインパルクの北側に、州が所有する動植物園「ヴィルヘルマ」がある。この施設は1953年から現在の形で存在している。1846年に造られた歴史的な城館施設には、1050種類、約8千頭の動物と、約5000種類の植物がある。ヴィルヘルマは、ベルリン動物園に次いでドイツで2番目に飼育されている動物の種類が多い動物園である。1829年に鉱泉が発見され、当時の王ヴィルヘルム1世がシュロスパルクに付属建造物として「バートハウス」（水浴場）を建設したいと考えた。1837年に施設の計画が策定され、1842年に最初の建物の建設が始まった。計画が進行するにつれ、バートハウスは多くの部屋を備え得た快適な居館となっていった。この建物にはそれぞれ隅櫓を備えた温室が2つ隣り合って設けられたドーム型のホールがあった。1846年にヴィルヘルマが完成したときには、1つの祝祭ホール、多くの廷臣の部屋を備えた2つの主館、様々な園亭、温室、広大な庭園施設が造られていた。
ホーエンハイマー・ゲルテンは、ホーエンハイム城に付属している庭園施設である。1776年にヴュルテンベルク公カール・オイゲンがイギリス式庭園を造園し、20世紀に入るまでに広さ 35 ha の公園が造られた。城館アンサンブルの他の部分は現在、ホーエンハイム大学が研究目的で使用している。最も重要な部分は、「エキゾチック・ガーデン」を含む樹木園や植物園である。この庭園にはブドウ畑の山や牧羊地、合わせて 2.2 ha がさらに付属している。

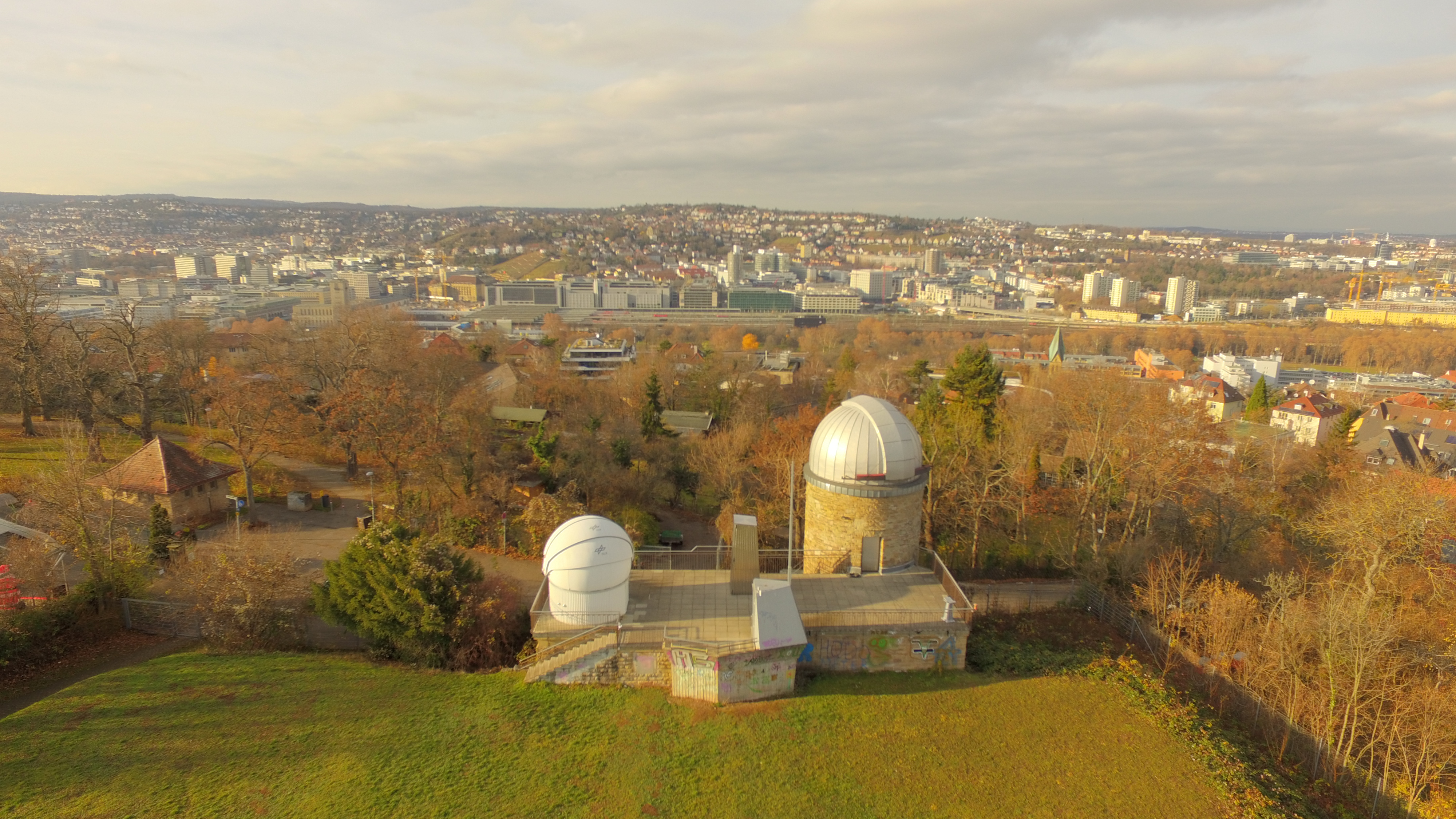
シュトゥットガルト天文台

ウーランツヘーエは、市中心部の東端に位置する丘陵である。ミッテ地区、バート・カンシュタット、フラウエンコプフの三角形の中に位置している。中世後期までは採石場として使われていた。シュトゥットガルト美化協会が1861年から1896年までの間にその敷地の一部を買い取り、展望テラスや詩人ルートヴィヒ・ウーラントの記念碑を含む広い公園施設を整備した。ここには、1919年にシュヴァーベン天文台 e.V. によって設立されたウーランツヘーエ天文台（シュトゥットガルト天文台）もある。
ヴァイセンブルクパルクは、シュツットガルト＝ジュートのボプザーと呼ばれる丘の上にある広さ約 5 ha の緑地である。ここの斜面にはティーハウスとマルモールハレ（大理石ホール）があり、現在ハイキングの目的地やイベント会場として利用されている。建物や公園が造られたのは、1843/44年から1912/13までで、1961年の連邦ガーデンショーの際に改造された。
ビルケンコプフは、高さ 511 m の山であり、内市街の最高地点である。最上部の 40 m は第二次世界大戦の瓦礫が積み上げられたものである。
ジレンブーフ地区には、1958年に自然文化財に指定されたオークの林「シュトゥットガルター・アイヒェンハイン」がある。ここには、公園風の区域に約200本のオークの木がある。最も古い木は樹齢300年から400年で、幹の太さ（周囲）は 4 m から 6 m ある。
中国式庭園「Qingyin-ガルテン」は、ビルケンヴァルト通り沿いにあり、南に市街中心部を一望できる。この庭園は1993年に国際造園博のために造られた。

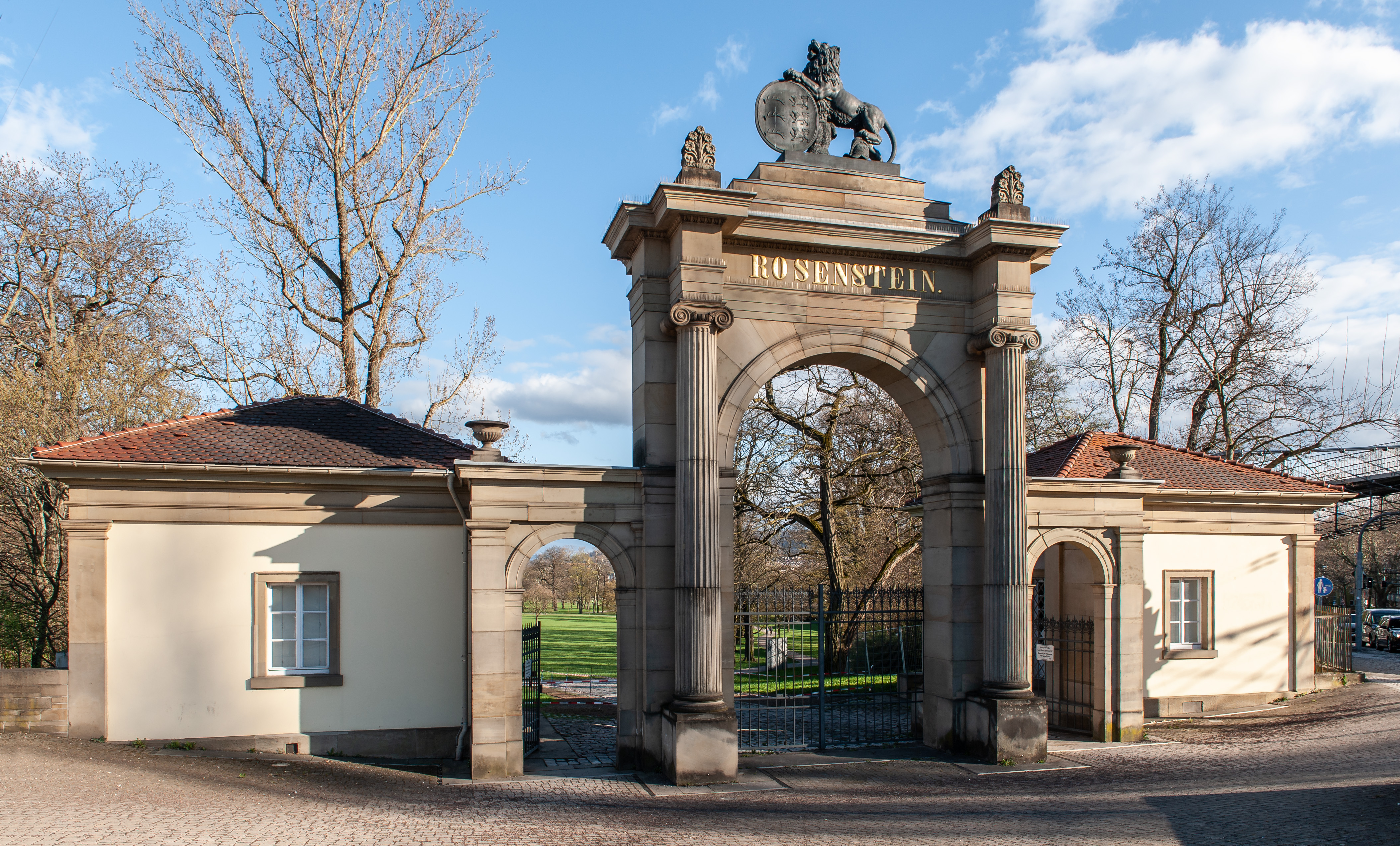
ローゼンシュタインパルク北西端のレーヴェントーア
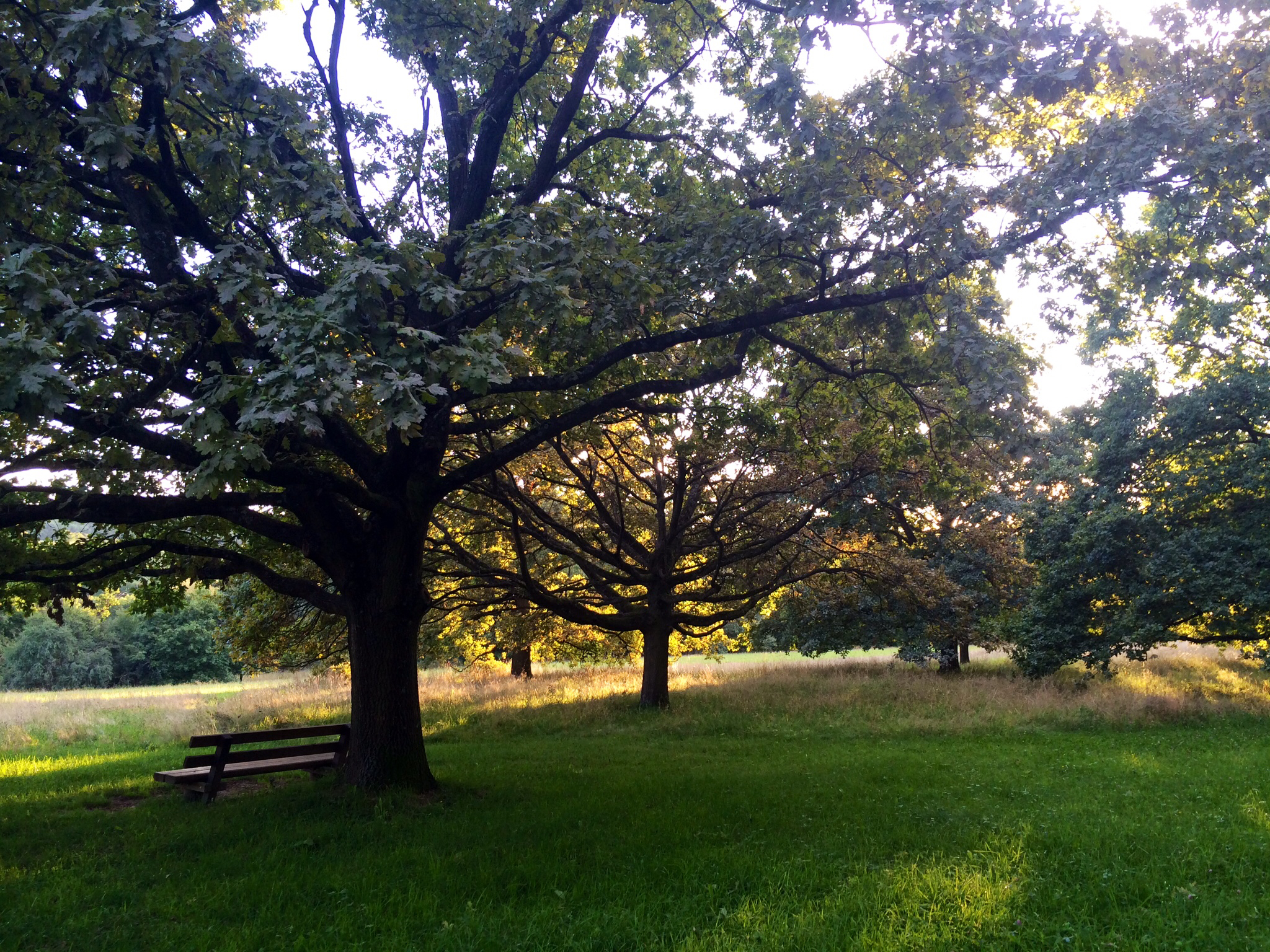
シュトゥットガルター・アイヒェンハイン
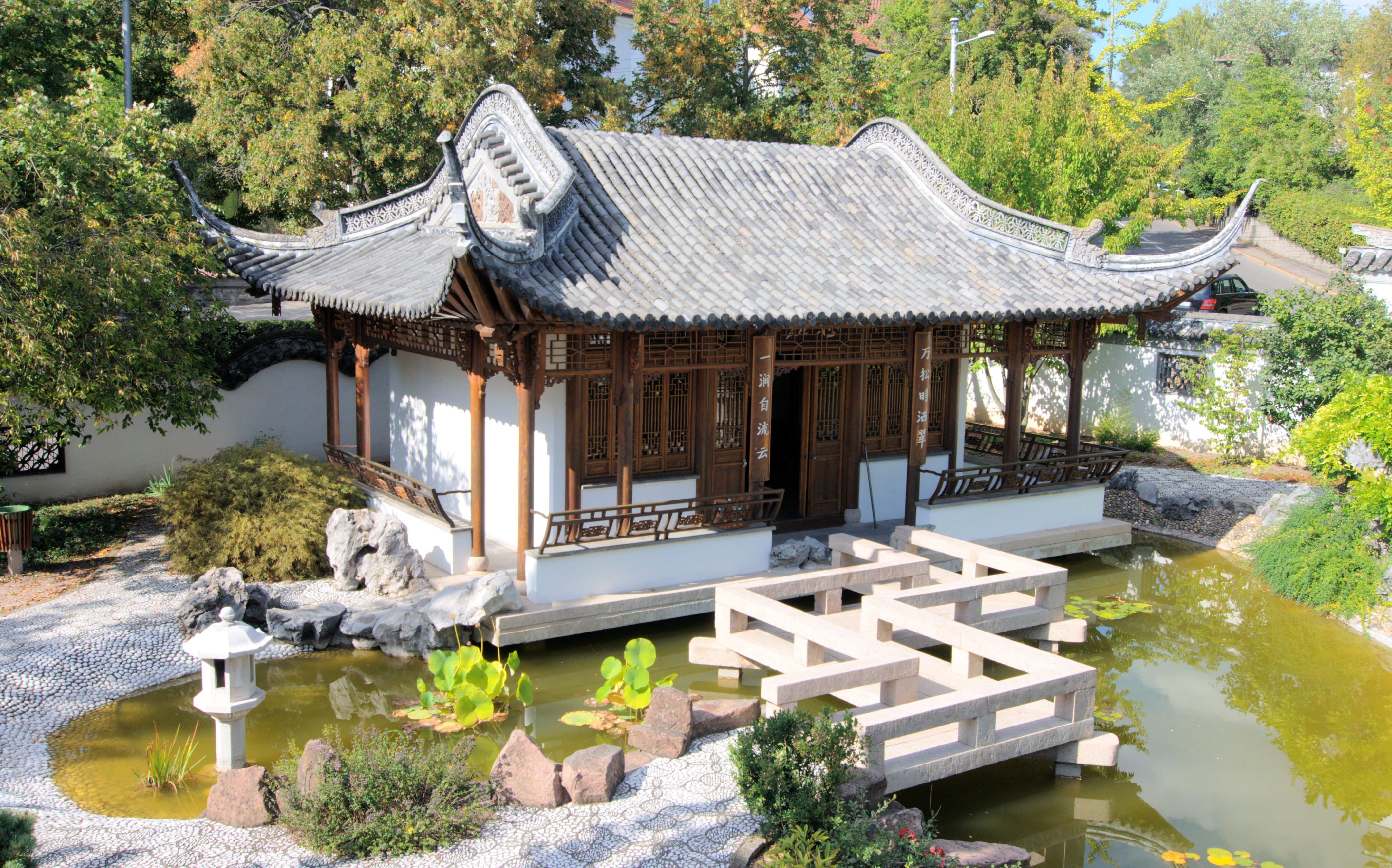
Qingyin-ガルテン

#### 墓地

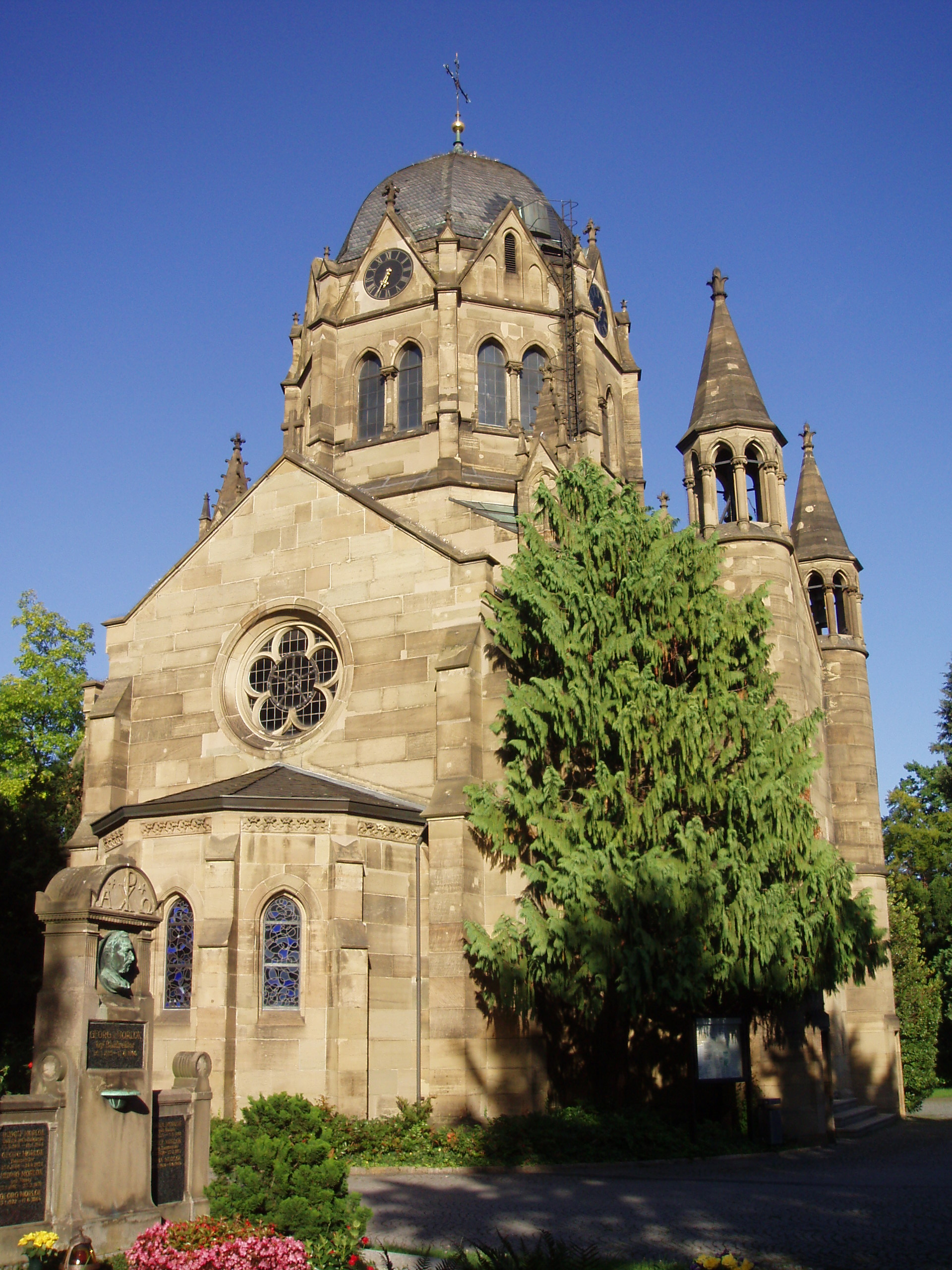
プラーク墓地のロシア正教聖アレクサンドル＝ネフスキー教会

シュトゥットガルトの現存する最も古い墓地とされているのが、シュトゥットガルト＝ミッテのホッペンラウ墓地である。この墓地は、ヨハン・ケルヒャーが土地を寄贈した後1626年に病院墓地として整備された。ケルヒャーはこの墓地に最初に埋葬された人物となった。最後の土葬は1880年、最後の骨壺の埋葬は1951年に行われた。
デガーロッホ地区には、本市最大の広さ約 31 ha の墓地がある。このヴァルトフリートホーフ・シュトゥットガルトは1913年に造成された。麓から 100 m 高い場所にあるこの墓地は、ジュートハイマー広場とケーブルカーで結ばれている。ここには多くの有名人が埋葬されている。
バート・カンシュタットのムッケンストゥルム市区には、1918年に開設された中央墓地がある。この墓地は広さ 29.6 ha の、シュトゥットガルトで2番目に広い墓地である。1944年からアルメニア人の、1985年からムスリムの墓地区画がある。大きなユダヤ人の墓地区画は、プラーク墓地に余裕がなくなったため、1937/38年に整備された。
3番目に広い墓地が、1873年に設けられたプラーク墓地である。広さ約 20 ha のこの墓地には、1905年から1907年にユーゲントシュティール様式で建設されたシュトゥットガルト唯一の火葬場がある。この墓地は、全体として文化財に指定されている。1874年にイスラム教徒のための区画が拡張された。プラーク墓地の敷地内には、ロシア正教の聖アレクサンドル＝ネフスキー教会もある。
バート・カンシュタットのウフ＝キルヒホーフは、シュトゥットガルトで最も古い墓地の一つである。この墓地は8世紀または9世紀にローマ街道の交差点横に設けられ、中世以降はウフキルヒェン集落の教会およびその教区の教会墓地として使われていた。その後ウフキルヒェン集落は放棄され、カンシュタットが教会と墓地を利用した。現在「ウフキルヒェ」と呼ばれる後期ゴシック様式のマリエン教会は、保護文化財となっており、墓地礼拝堂として利用されている。

#### 水域
マックス＝アイト＝ゼーは、ネッカー川沿いの人造湖で、シュトゥットガルト＝ミュールハウゼンとシュトゥットガルト＝ホーフェンとの間のブドウ畑の麓に位置している。1920年に集中的な砂利採取によって溝ができ、1935年にネッカー川の改修工事の過程でシュトゥットガルト最大の湖となった。1961年にこの地区と湖は景観保護区に指定された。マックス＝アイト＝ゼーは近郊保養地および自然区域とみなされている。

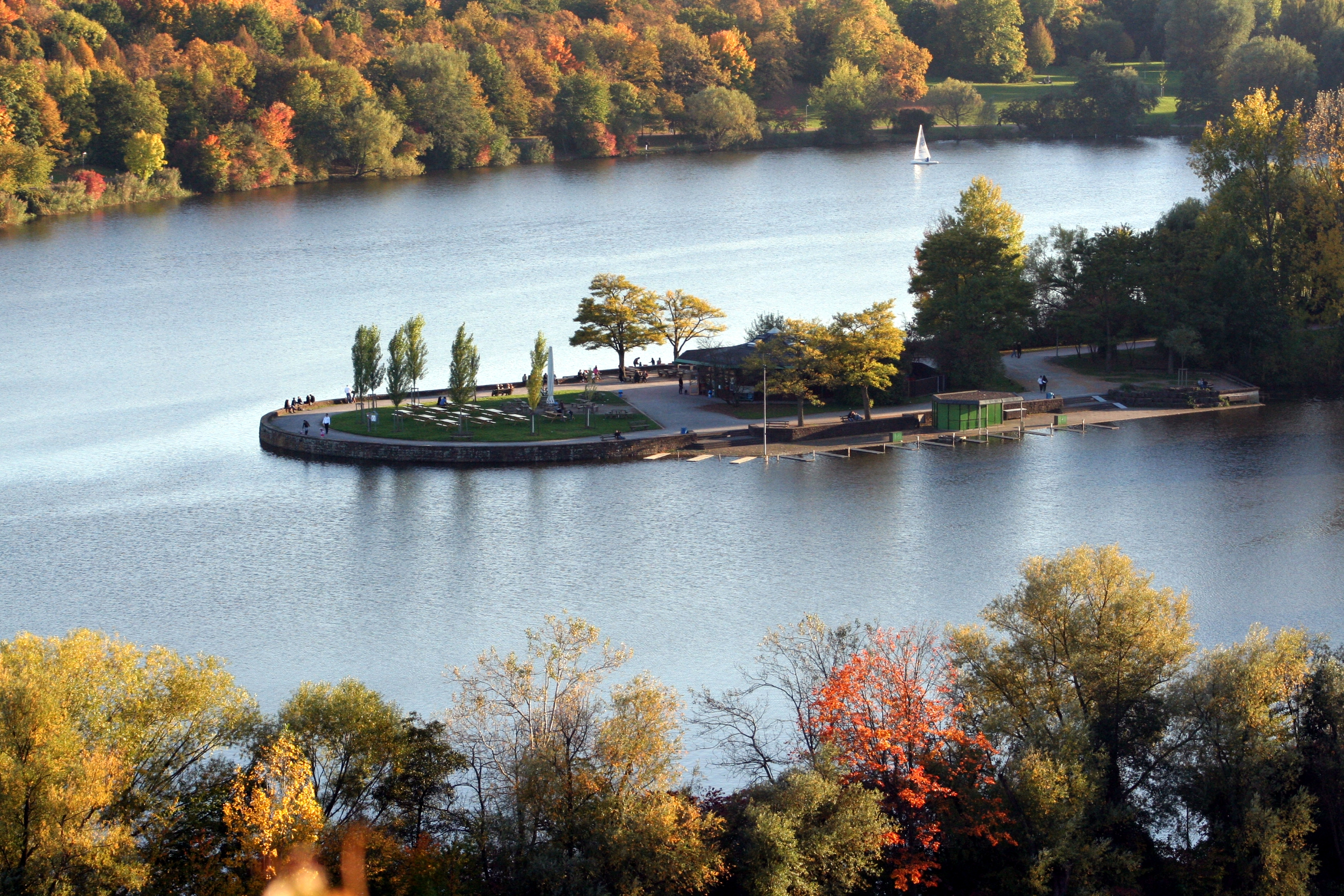
マックス＝アイト＝ゼー

シュトゥットガルト＝ヴェストの自然保護区「ロート・ウント・シュヴァルツヴィルトパルク」内にあるパルクゼーン（湖群）は、特に夏になると、ハイキング客やスポーツマンが多く訪れるハイキング地である。ベーレンゼー、ノイアー・ゼー、プファッフェンゼーが、全長約 3 km の堰止め湖トリオを形成している。これらの湖は、1566年（プファッフェンゼー）から1826年（ノイアー・ゼー）の間にシュトゥットガルトへの水供給を改善するために人工的に堰き止められて形成された。
シュトゥットガルト北部のヴァルトベルクにエーゲルゼーがある。この湖は1993年国際造園博のために人工的に造られた。
シュトゥットガルト＝ヴェストのかつての中心とファイインゲンに、2つの防火貯水池がある。前者の畔には、ヨハネス教会とSバーンのフォイアーゼー駅がある。
市内にある湖・池はこの他に、ロールの「ローラー・ゼー」、メーリンゲンの「プロプストゼー」、メーリンゲンとゾネンベルクとの間に位置する「リートゼー」がある。これらの湖には珍しい水鳥が飛来する。
シュトゥットガルト市内を、ネッカー川、ケルシュ川、フォイアーバッハ川、ファイインゲンとシュトゥットガルト＝オストの間をネーゼンバッハ川が流れている。

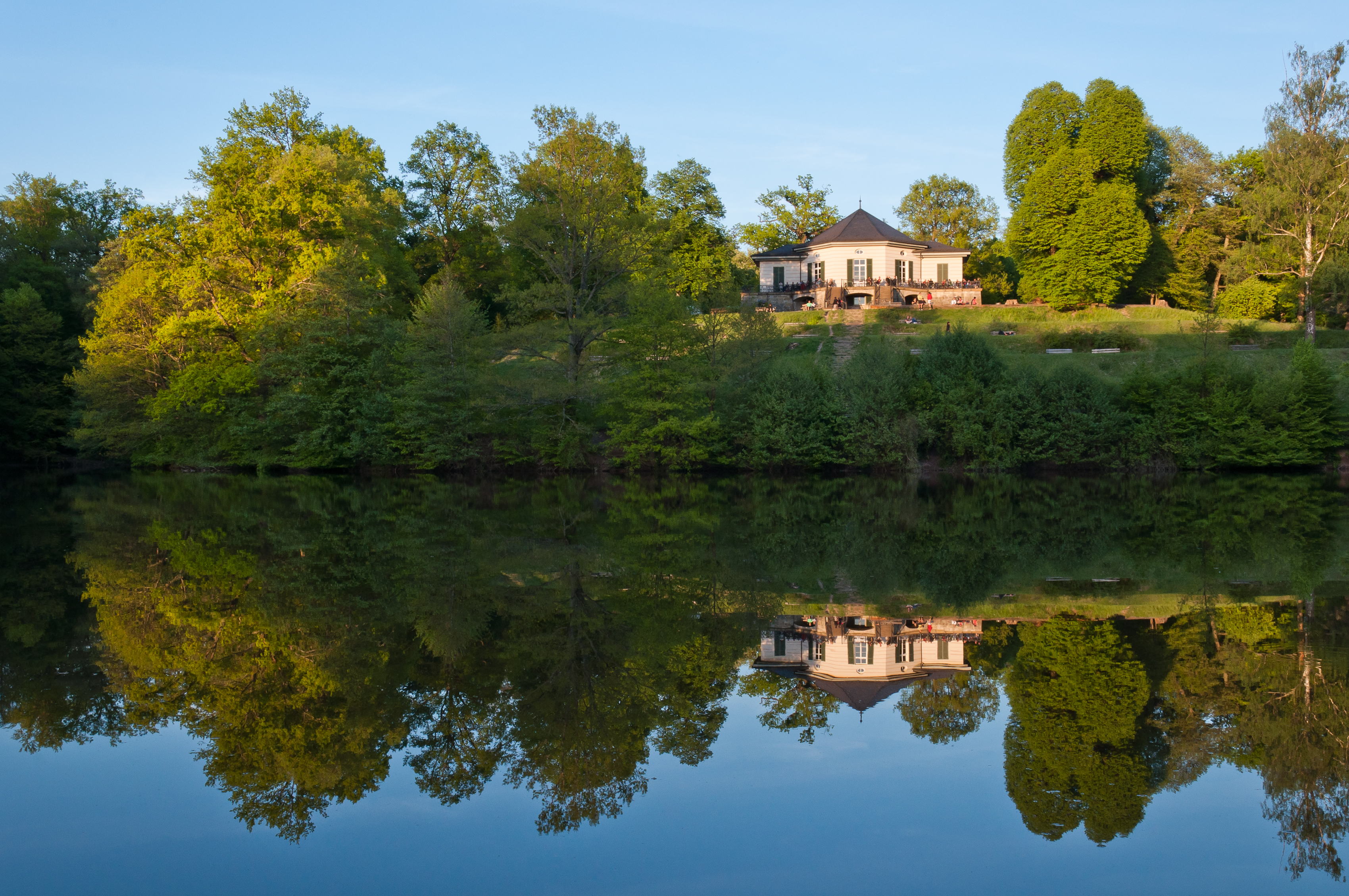
パルクゼーンのベーレンゼー
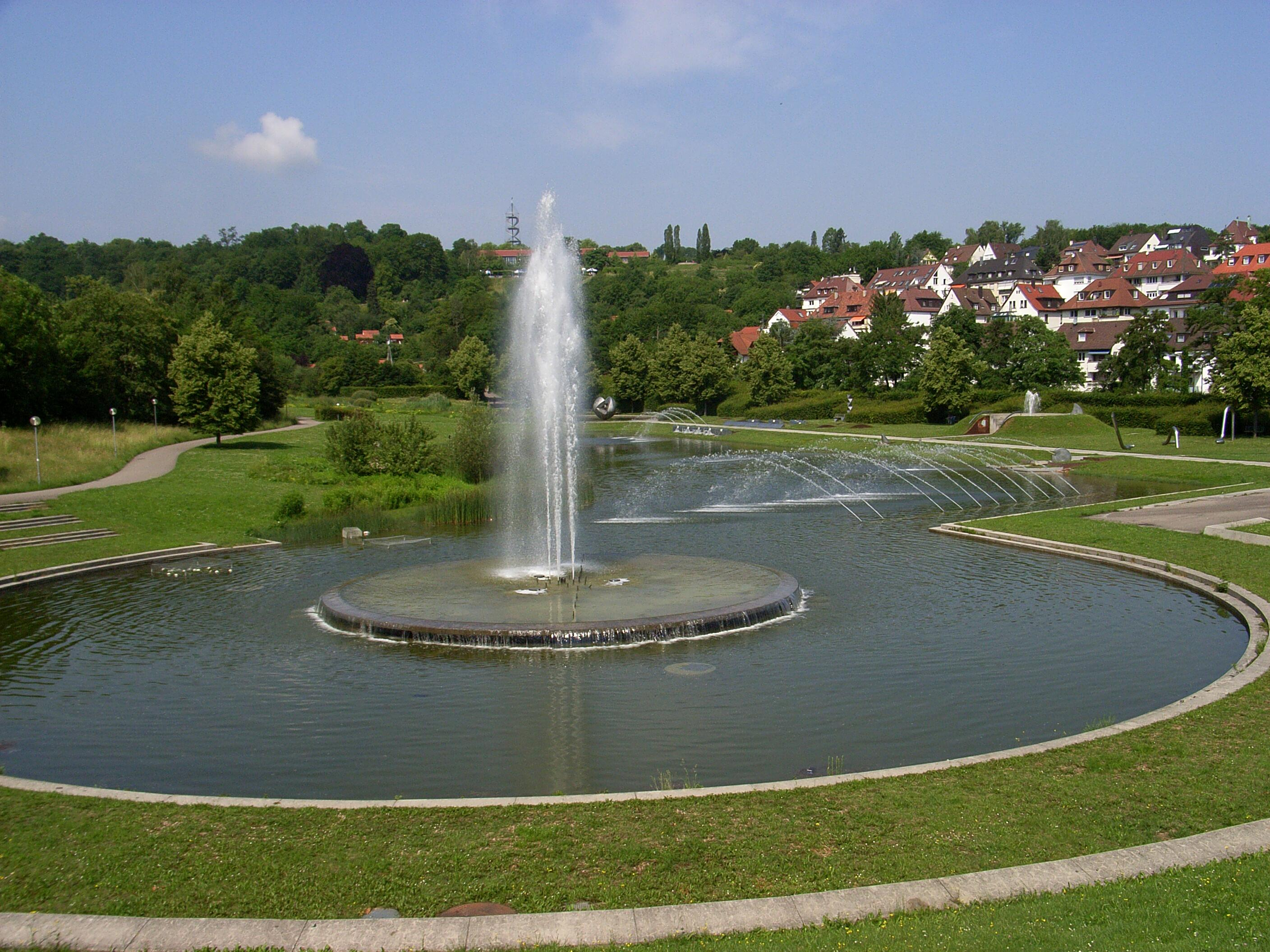
エーゲルゼー

#### 鉱泉
- 鉱泉/含塩温浴場 バート・カンシュタット

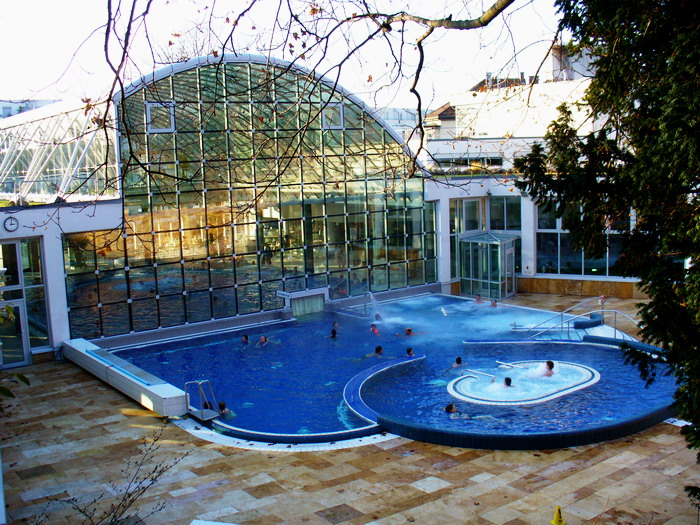
カンシュタット温浴場

- 鉱泉 ロイツェ（シュトゥットガルト＝オスト）
- 鉱泉 ベルク（シュトゥットガルト＝オスト）

#### その他の見所

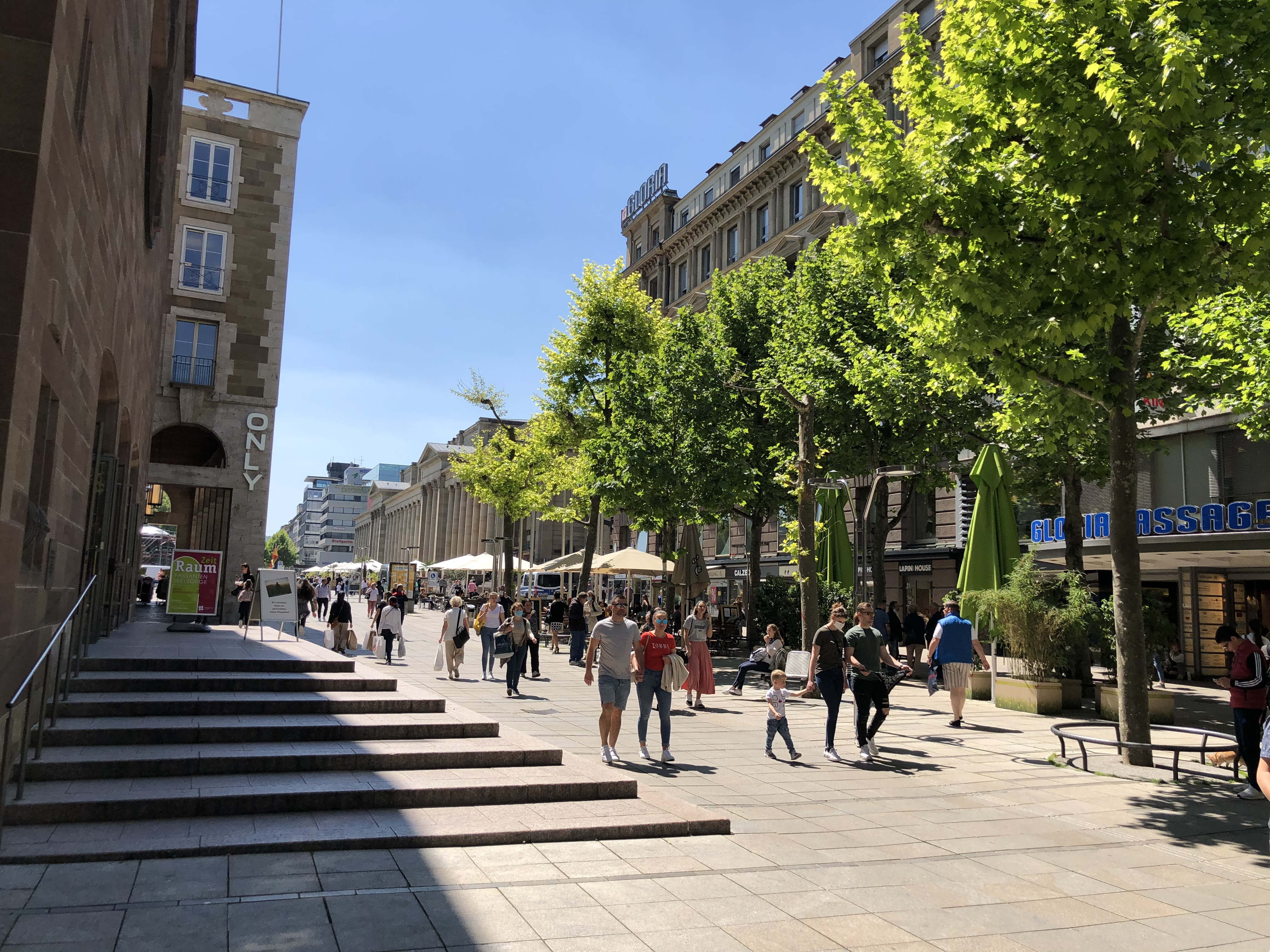
ケーニヒス通り

- ケーニヒス通り、歩行者専用区域のメインストリート
- カルヴァー通り、シュトゥットガルト＝ミッテの歩行者専用道路
- カルヴァー・パサージュ、シュトゥットガルト＝ミッテの歩行者専用アーケード街
- ハウプトシュテッター通り、多くの店舗が並ぶ
- マルクト広場沿いの「ブロイニンガー」ドイツで4番目に大きな百貨店
- シュトゥットガルト・アプト式鉄道
- シュトゥットガルト・ケーブルカー
- 歴史的なシュタットバーン21号線と23号線
- キレスベルク鉄道シュトゥットガルト
- ウーランツヘーエのシュトゥットガルト天文台
- ハニバル高層ビルの展望レストラン
- シュロス広場
- 「シュトゥットガルディア」像

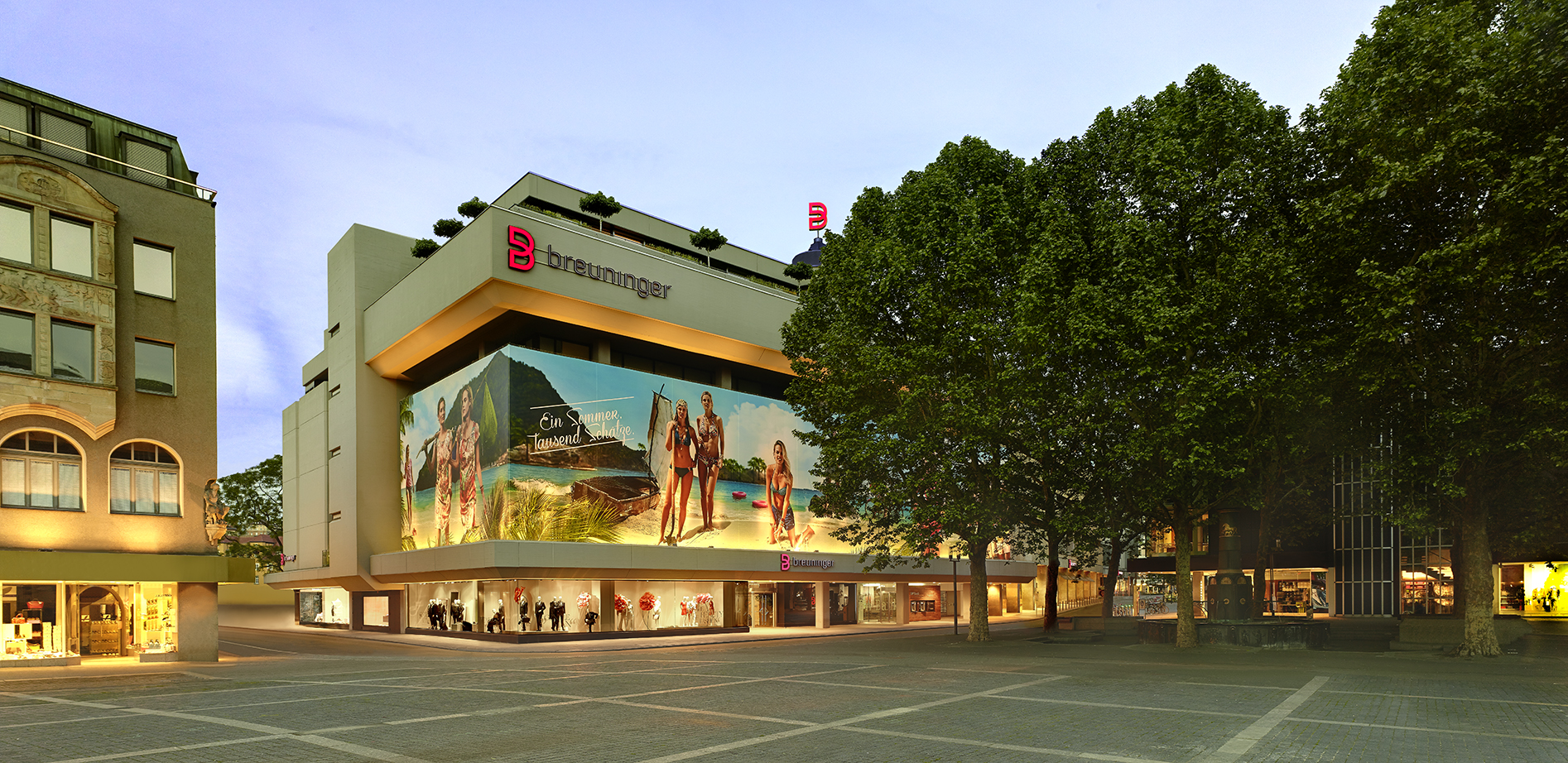
ブロイニンガー百貨店
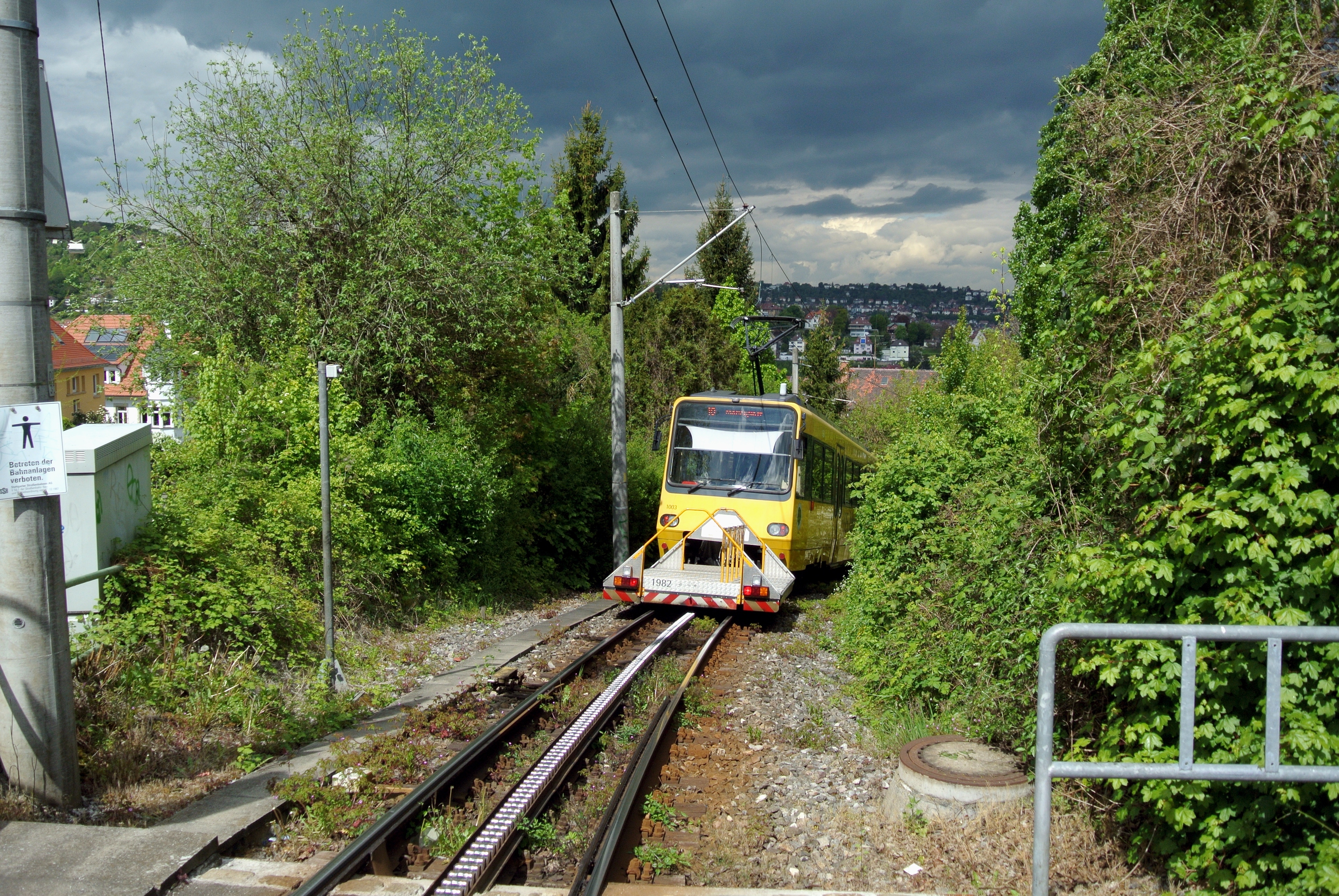
シュトゥットガルトのアプト式鉄道
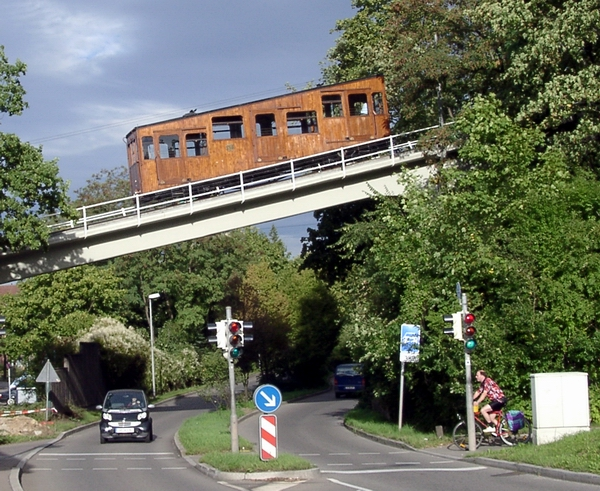
シュトゥットガルトのケーブルカー
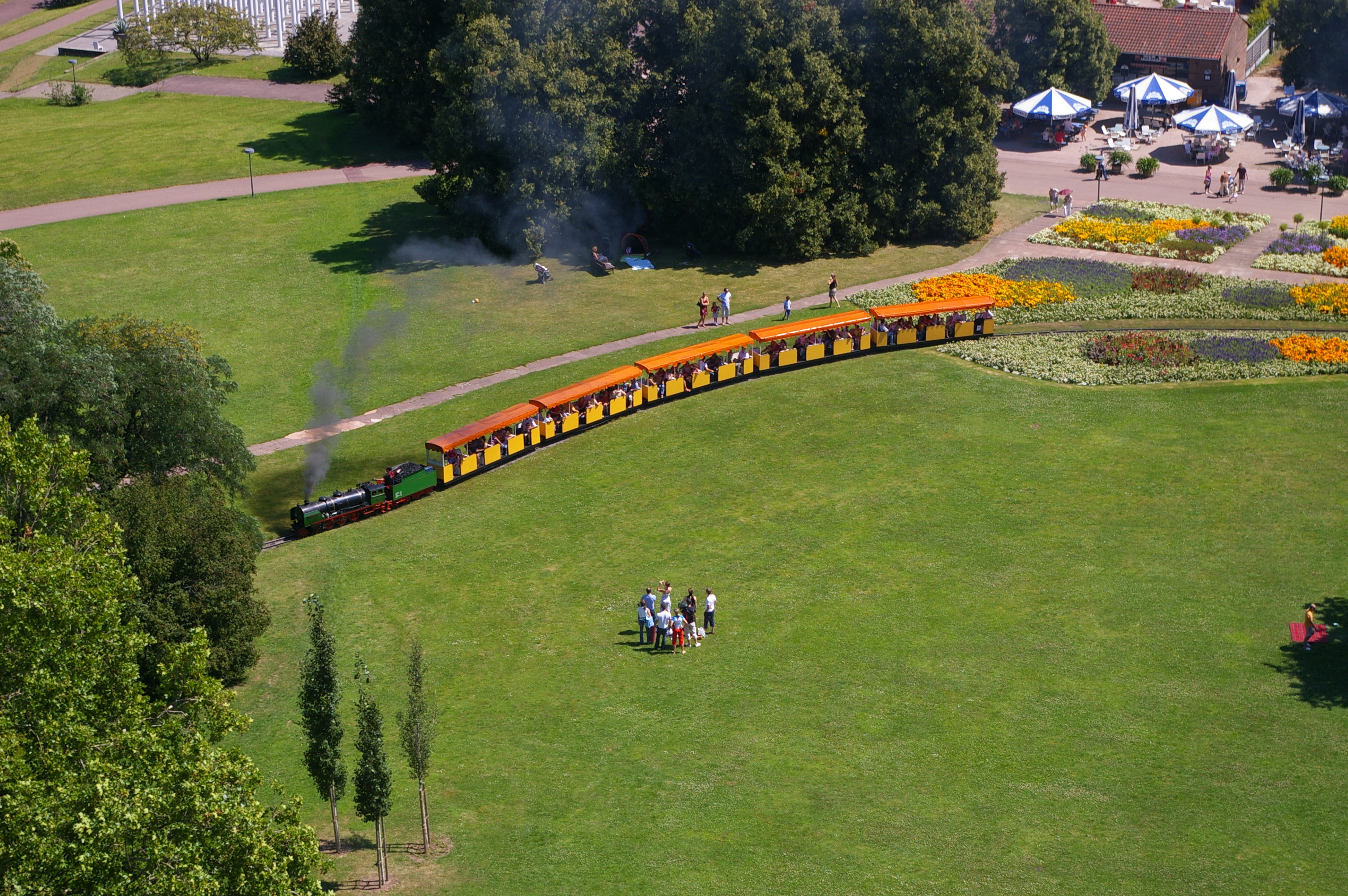
キーレスベルク鉄道
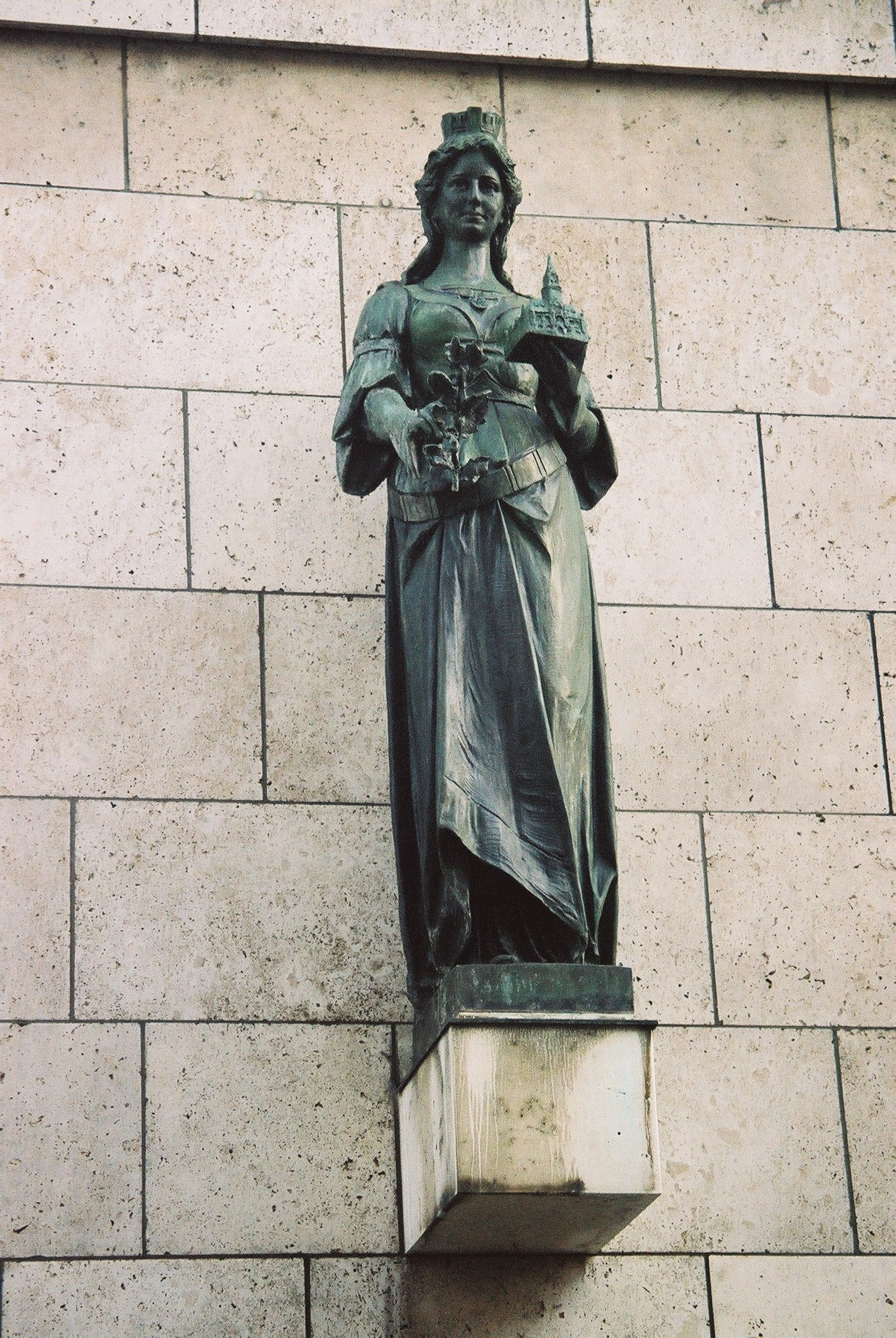
シュトゥットガルディア像

## 文化・名物

### 祭事・催事
- 「CMT」 - キャラバン、自動車、観光の見本市（1月）
- シュトゥットガルトのフィルムヴィンター（直訳: 映画の冬）、ヴァント5が組織している（1月）
- 「DTB-ポカール」、国際的な体操競技大会（3月）
- 「ランゲ・ナハト・デア・ムゼーン（ドイツ語版、英語版）」（直訳: 「博物館の長い夜」、3月）
- 「レトロ・クラシックス」、オールドタイマーの見本市（3月）
- カンシュタッター・ヴァーゼンでの「シュトゥットガルトの春祭り」（4月/5月）
- 「シュトゥットガルト国際アニメーション映画祭」（4月/5月）
- 「シュトゥットガルト＝ラウフ」（「シュトゥットガルター・ツァイトゥング＝ラウフ」）ハーフマラソンの他にいくつかのコースが設定される（6月）
- 「アルマント・オープン・エアー」、ファイインゲンのシュトゥットガルト大学の学生寮で行われる最大の学生野外祭（6月）
- 「ボス・オープン」（旧国際ヴァイセンホーフ・トーナメント、メルセデス・カップ）国際テニストーナメント（6月）
- カール広場での「ハンブルガー・フィッシュマルクト」（直訳: 魚市、7月）
- キレスベルクでの「シュトゥットガルター・リヒターフェスト」（直訳: 光祭り、7月）
- マルクト広場での「文化の夏祭り」（7月）
- 「クリストファー・ストリート・デイ（ドイツ語版、英語版）」（7月）LGBTの祭典
- 「ウムゾンスト・ウント・ドラウセン」（直訳: 「ただで、野外で」）3日間にわたって行われる音楽-政治-文化イベント（8月初め）
- シュロスガルテンとシュロス広場で開催される「シュトゥットガルトの夏祭り」（8月）
- 内市街で行われる「シュトゥットガルトのワイン村」（8月/9月）
- リンダーハレで行われるシュトゥットガルト国際バッハアカデミー（ドイツ語版、英語版）の「シュトゥットガルト欧州音楽祭」（9月）
- カンシュタッター・ヴァーゼンでの「カンシュタッター・フォルクスフェルト」（直訳: 民俗祭）4年ごとに農業大祭 (LWH) と一緒に行われる（9月末/10月）
- ポルシェ＝アレーナ（ドイツ語版、英語版）で開催される「ポルシェ・テニス・グランプリ」（9月/10月）
- 「シュトゥットガルトナハト」（直訳: シュトゥットガルトの夜）かつては「シュトゥットガルトの文化の夜」と称した（10月）
- 「シュトゥットガルト・ジャーマン・マスター」ハンス＝マルティン＝シュライヤー＝ハレで開催される大規模な室内乗馬トーナメント（10月/11月）
- 「シュトゥットガルトのメッセの秋」（11月）
- 「蚤の市」内市街全域で春と秋に蚤の市が開催される。
- 「シュトゥットガルター・ブーフヴォーヒェン」（直訳: 「本の週間」、11月/12月）
- 「フィルムショー・バーデン＝ヴュルテンベルク」（11月/12月）
- 内市街で開催される「シュトゥットガルトのクリスマスマーケット」（アドヴェント期間）
- カンシュタッター・ヴァーゼンでの「世界クリスマスサーカス」（12月/1月）
- 「ドラゴン・デイズ」ファンタジーの祭典

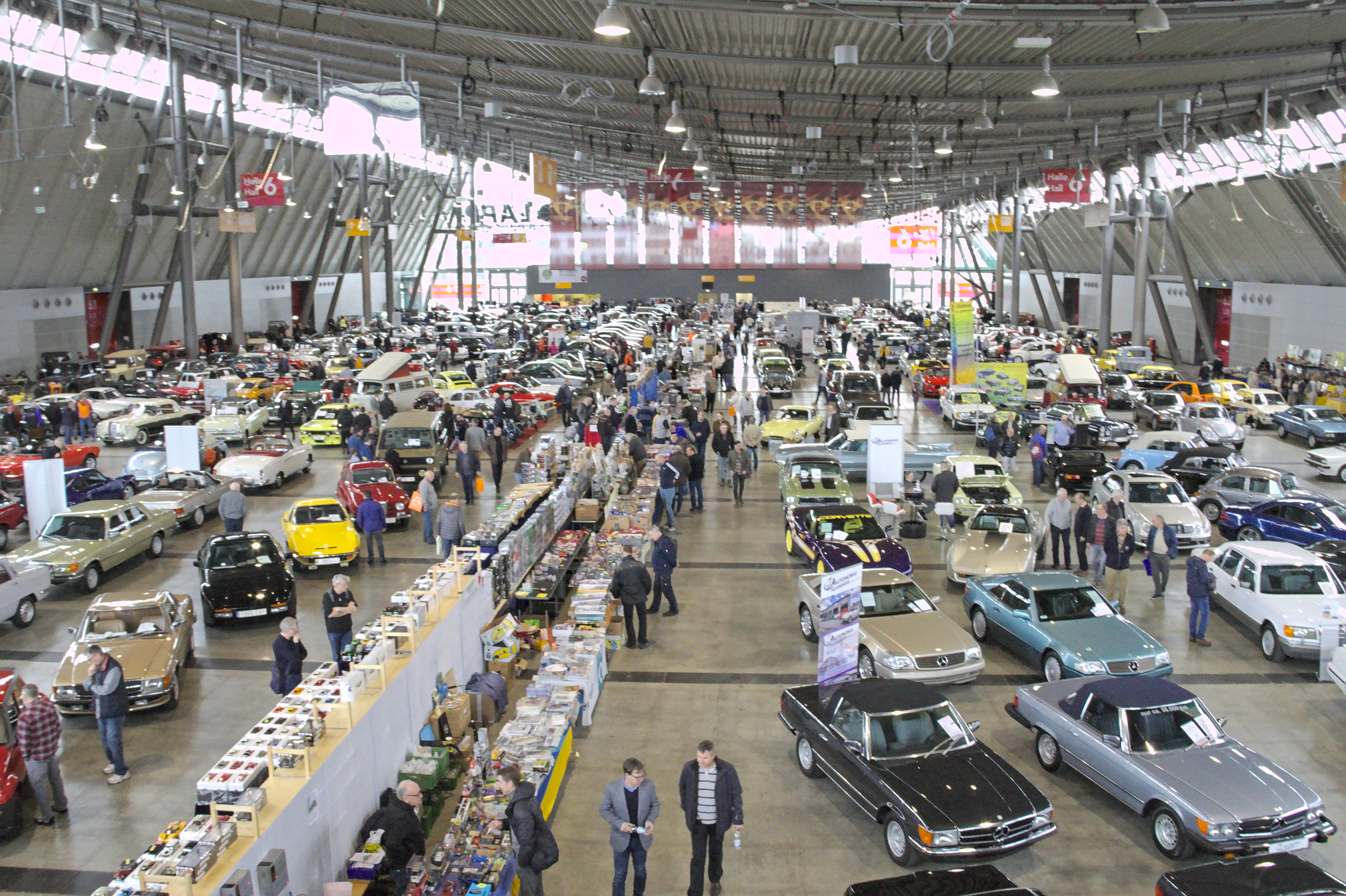
レトロ・クラシックスの様子 (2020年)
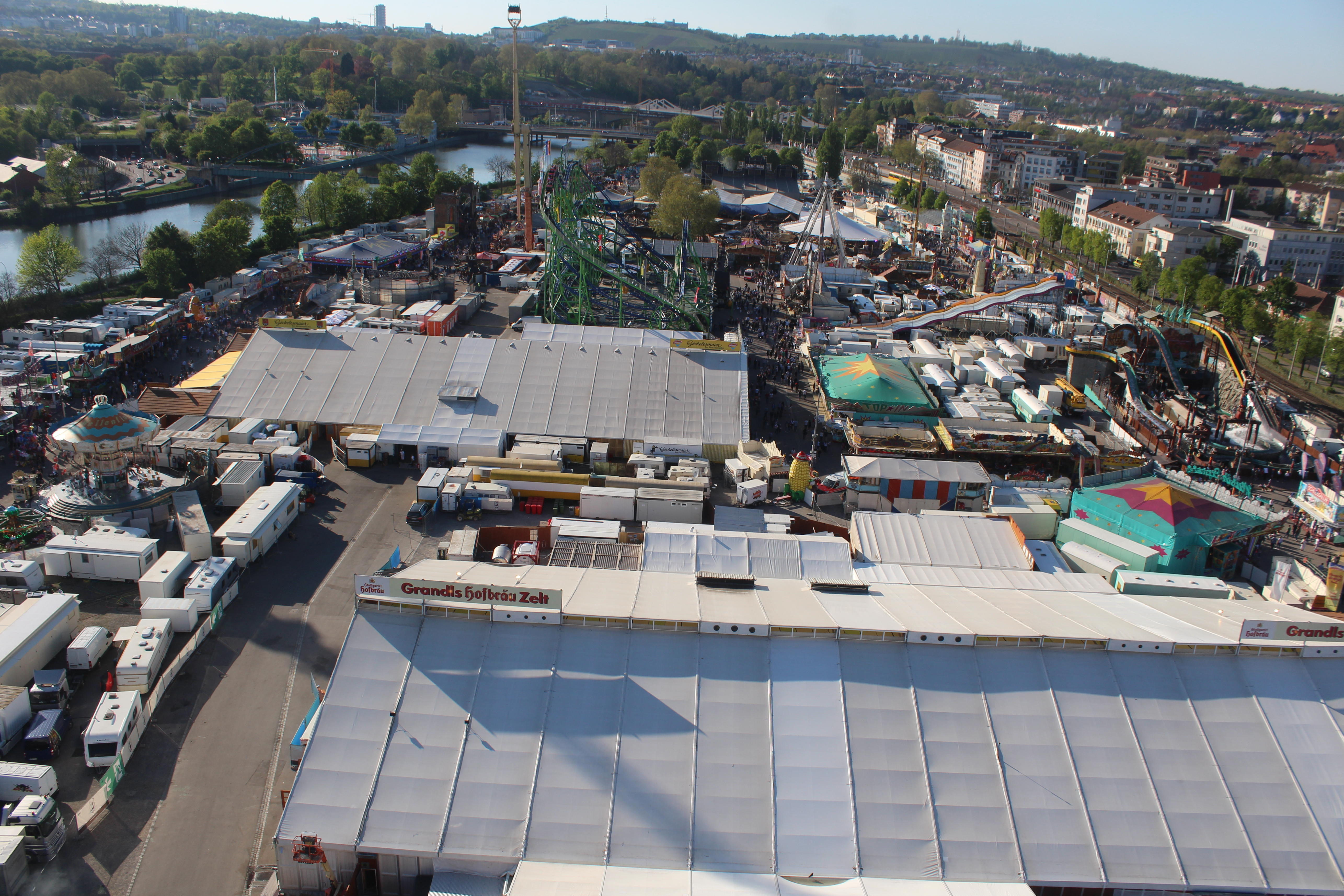
シュトゥットガルトの春祭り (2019年)
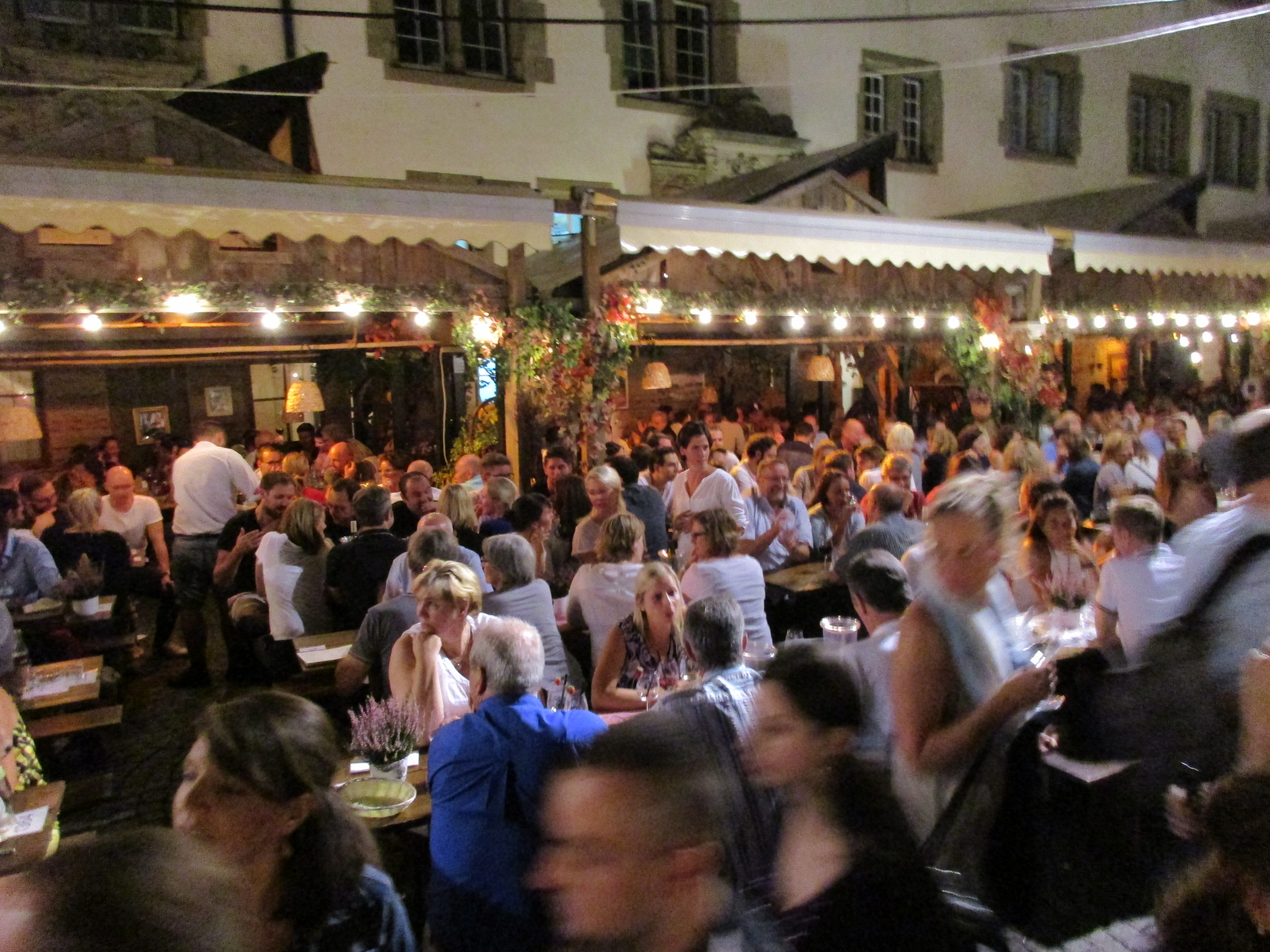
シュトゥットガルトのワイン村 (2016年)
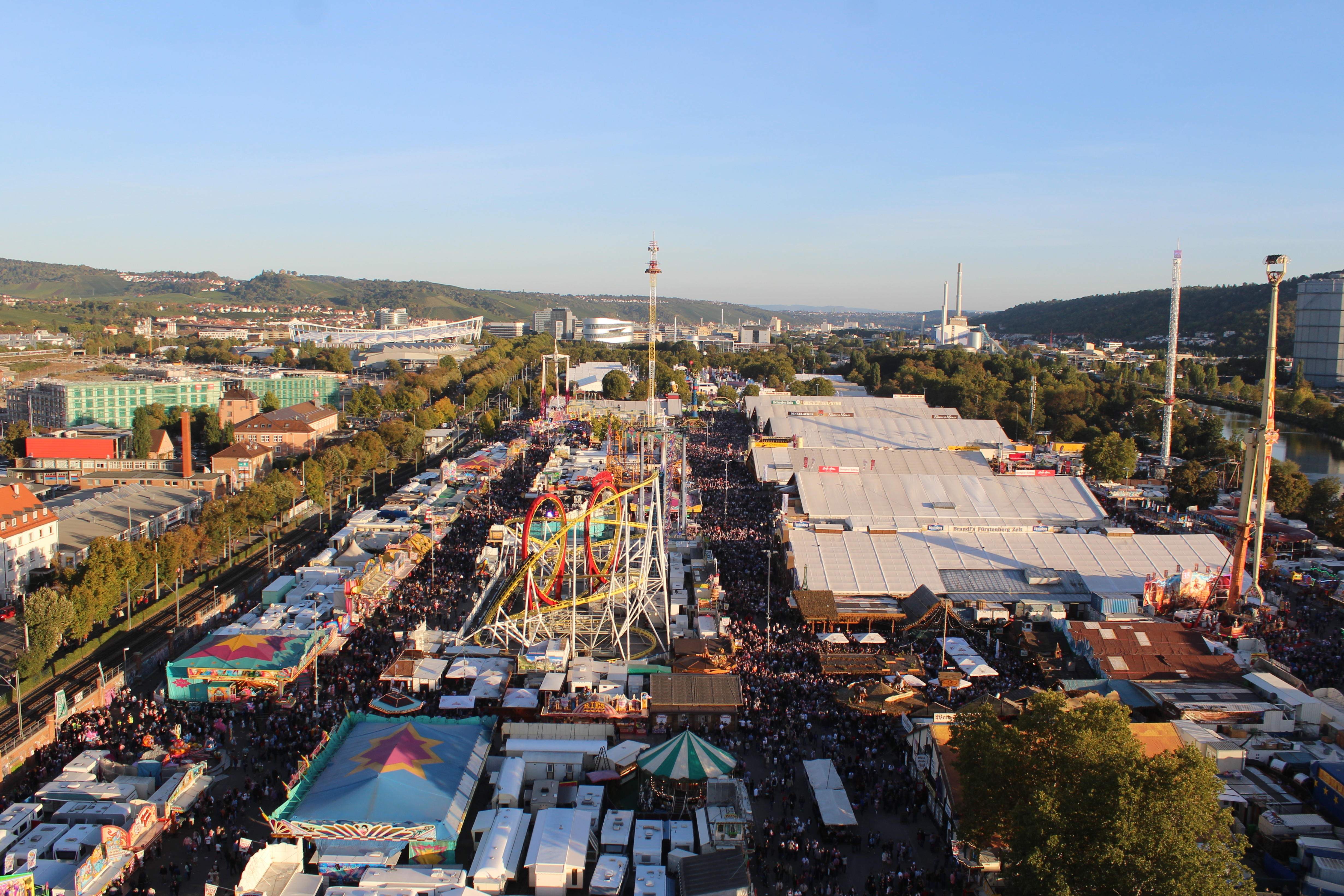
カンシュタッター・フォルクスフェスト (2018年)
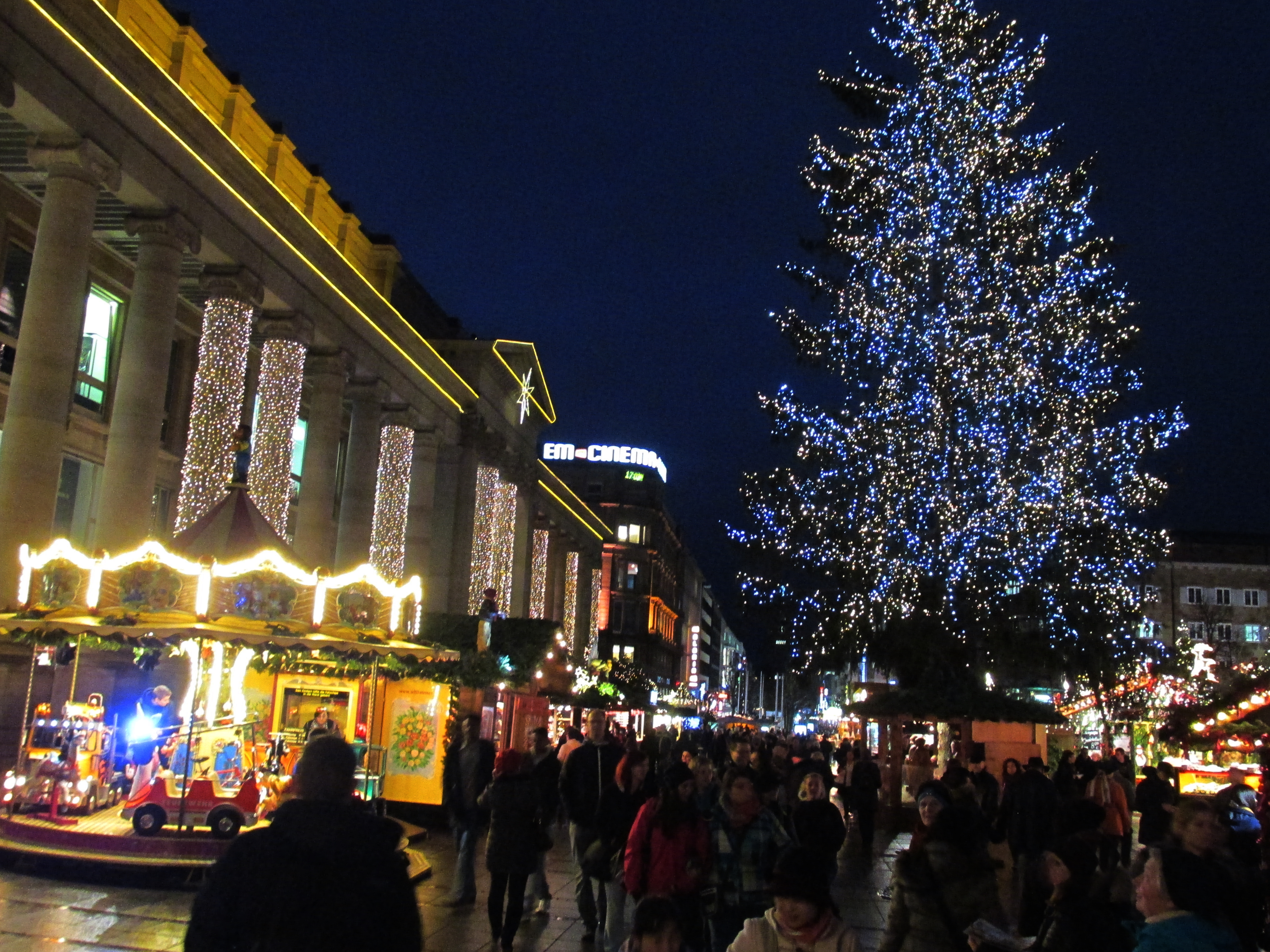
シュトゥットガルトのクリスマスマーケット

### 名産・特産
- ガイスブルガー・マルシュ（ドイツ語版、英語版）。シュトゥットガルトのガイスブルク地区で創作された煮込み料理。

### 方言
シュトゥットガルトは、ニーダーシュヴァーベン語圏に属す。これは、バーデン＝ヴュルテンベルク州の中部から南東部で話される方言グループである。言語学上、シュヴァーベン方言はアレマン語方言に含まれ、従って上部ドイツ語群に属す。ニーダーシュヴァーベン語は、新高ドイツ語の二重母音化を完全に行うことで、他のアレマン語と区別される。

### 宗教

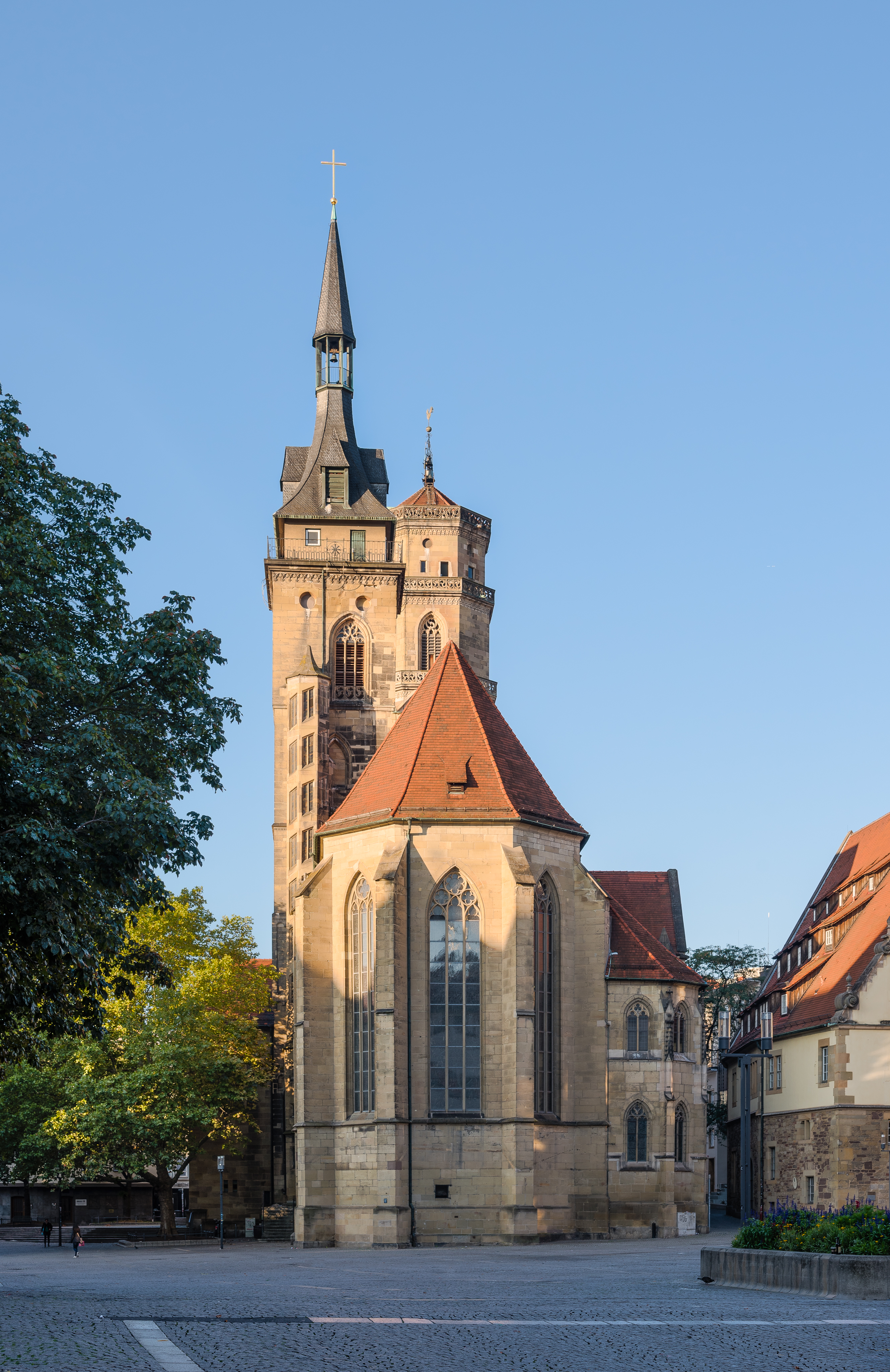
福音主義地方教会の中央教会にあたるシュティフツ教会

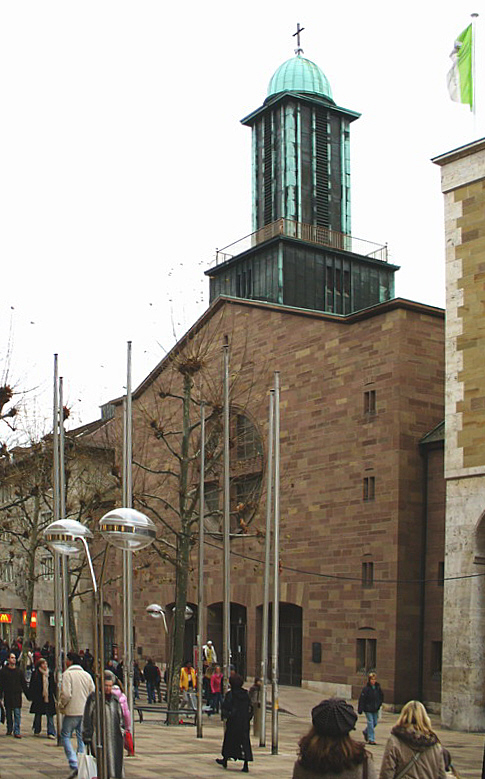
カトリックの司教座教会聖エーバーハルト聖堂

2011年の住民調査によれば、住民の28.6 % が福音主義、24.7 %　がカトリックを信仰しており、46.7 % が他の宗教の信者または無宗教であった。これ以後プロテスタントとカトリックの信者数は減少し、公法上の宗教法人に属さない宗教団体に属す住民が約 55 % に達した。2019年12月31日現在、住民の 23.0 % がプロテスタント、22.2 % がカトリックの信者で、残りの 52.4 % がその他の宗教の信者または無宗教である。公的宗教法人に属さない宗教団体の信者は、1970年の 13.2 % から2020年には 55.8 % にまで増加した。
その他の宗教団体の信者数も Zensus 2011 で調査されている。キリスト正教会が 30,680人 (5.3 %)、福音主義自由教会の信者が 5,100人 (0.9 %)、ユダヤ教徒が 1,330人 (0.2 %)、バーデン＝ヴュルテンベルク州が認めたその他の公法上の宗教法人（復古カトリック教会や、エホバの証人などの様々なキリスト教系の宗教団体）の信者が 30,340人 (5.2 %) であった。
シュトゥットガルト統計局によれば、2017年のシュトゥットガルトのムスリム住民の比率は約5万人であった。

#### キリスト教
福音主義教会
ヴュルテンベルク公領では、1534年に宗教改革が行われた。これによりヴュルテンベルクに福音主義地方教会が成立し、ヴュルテンベルク福音主義州教会として現在も存続している。その本部はシュトゥットガルトに置かれている。現在、福音主義自由教会やシュトゥットガルト福音主義＝改革派教会を除く本市の福音主義教会の信者は、この地方教会に属している。シュトゥットガルト福音主義＝改革派教会は、レーア（東フリースラント）に本部を置く福音主義＝改革派教会に属している。本市のルター派教会組織はシュトゥットガルト教会クライスに属している。この教会クライスは、2008年1月1日にシュトゥットガルト、バート・カンシュタット、デゲルロッホ、ツッフェンハウゼンの教会管区が統合されて、成立した。シュトゥットガルト教会クライスは、同じくシュトゥットガルトに本部を置くシュトゥットガルト監督管区に属す。シュトゥットガルトには数多くの自由教会があり、その中でゴスペル・フォーラム（旧ビーブリシェ・グラウベンスゲマインデ）が最大のものである。
ローマ＝カトリック教会
18世紀以降、再びカトリック信者もこの街に住むようになった。18世紀から19世紀への替わり目に再び独自の教会堂が建設された。現在の聖エーバーハルト聖堂教会である。この教会は、1808年から1811年にニコラウス・フリードリヒ・フォン・トゥレによって建設された。現在の建物は1966年に戦後様式で再建されたもので、ロッテンブルク＝シュトゥットガルト司教区の司教座教会となっている。19世紀の始まりから数十年間の間に、主にノイヴュルテンベルクの田舎のカトリック地域から多くのカトリック信者が首都に移り住み、当初の少数派から急速に発展した。建築家ヨーゼフ・フォン・エーグレによって、シュトゥットガルト＝ジュートにも新しいカトリック教会が建設された。1871年から1879年に造営された聖マリア教会である。この教会はネオゴシック様式で建設された。1901年から1902年にはシュトゥットガルト＝ヴェストにヨーゼフ・カデスの主導で聖エリーザベト教会が建設された。20世紀にはシュトゥットガルトの市区部で数多くの教会が建設された。たとえば、1907年から1909年に同じくカデスの監督下で建設されたカンシュタットの聖母教会などである。2006年にそれまで存在していたシュトゥットガルトの4つの首席司祭区がシュトゥットガルト市首席司祭区に統合された。Zensus 2011 によれば、2011年当時この街には 150,050人のカトリック信者が住んでいた。
正教会
シュトゥットガルトにはいくつかの正教会が存在する。セルビア正教会 Synaxe der serbischen Heiligen は、1971年からマリエン広場にある。ロシア正教会の聖ニコライ教会は1895年に完成した。この教会は1944年に爆撃により酷く損傷したため。再建された。1972年に有名なイコン製作者ニコライ・シェレヒョウが制作したイコノスタシスがこの教会に設置された。ギリシャ正教会はシュトゥットガルトに2つの教会を有している。シュトゥットガルト＝ヴェストのキリスト昇天教会と、フォイアーバッハの聖使徒ペトルス・ウント・パウルス教会がそれである。シュトゥットガルトのルーマニア正教会は1964年に設立され、レオンハルツ教会で礼拝を行っている。ブルガリア正教会はセルビア・ロシア教会で礼拝を行っている。1983年3月からシュトゥットガルトに存在するマケドニア正教会の聖キリルおよびメトディオス教会は、ツッフェンハウゼンのヨハネス教会で礼拝を行っている。この他にも、礼拝に他の教会堂を利用する小さな正教会がいくつかある。2012年9月30日から約5万人の正教信者のための教区会議が存在している。
その他のキリスト教系宗教団体
カタリーネン広場に復古カトリック教会のネオゴシック様式のカタリーネン教会がある。アングリカン・コミュニオンもここで礼拝を行っている。両者は1931年から教会共同体を形成している。
新使徒教会は、19世紀からシュトゥットガルトで活動している。1897年10月にシュトゥットガルトで最初の新使徒教会の神事が行われ、現在のシュトゥットガルト＝ヴェストで教団が設立された。その後、市内の他の地区でも教団が設立され、それに伴い教会堂が建設された。新使徒教会のシュトゥットガルトで最も大きな教会堂はアインコルン通り（シュトゥットガルト＝オスト）およびインメンホーファー通り（シュトゥットガルト＝ジュート）にある。他所からの移住により信者数は増加しているものの、教団の集約プロセスによって市内の教団数は減少している。2008年には27教団が存在したが、その後19教団にまで減少している。これらは5つの法的に連動した地区に分けられる。この他にシュトゥットガルトのハイネ通りにバーデン＝ヴュルテンベルク州とバイエルン州を管轄する南ドイツ地域教会の管理所があり、さらに約20箇所の布教拠点を有している。
上記に加えて、シュトゥットガルトには名の知れた自由教会のほとんど全てが存在する。たとえば、セブンスデー・アドベンチスト教会、末日聖徒イエス・キリスト教会、Apostolische Gemeinschaft、バプテスト教会、救世軍、メソジスト教会などである。

#### ユダヤ教
シュトゥットガルトの中世ユダヤ教会の始まりはよく判っていない。エスリンゲンやハイルブロンといった近隣都市や、隣接するレオンベルクでは13世紀にユダヤ教会の存在が証明されている。これに対してシュトゥットガルトでは1343年に初めて、Loew という名前のユダヤ人がウルリヒ3世伯の下で重要な地位に就いた。当時すでにユダヤ教会は存在しており、主に現在のドロテーエン通りに住んでいた。ここにシュトゥットガルトで最初のシナゴーグ（「ユダヤ学校」おそらくドロテーエン通り6番地の建物）が存在し、1350年に初めてユーデンガッセ（ユダヤ人街）が記録された。この教団は1348年11月に破壊された。これは、この時点ではまだシュトゥットガルト地域に達していなかったペスト禍をユダヤ人の責任としたためであった。その数十年後、1393年には再びシュトゥットガルトのザンクト＝レオンハルツ＝フォアシュアット（エスリンゲンの市壁外都市）に再びユダヤ人が住んでいた記録がある。ここに再びユーデンガッセが形成され、ユーデンガッセ12番地にシュトゥットガルトで2つのめのシナゴーグとミクワーが設けられた。
約100年後の1488年、1498年にシュトゥットガルトのユダヤ人の存在が証明されている。ユーデンガッセは1894年までその名で呼ばれていたが、その後ブレンナー通りと改名された。ヴュルテンベルク全域でそうであったようにシュトゥットガルトでも1498年から1805年までユダヤ人が住んだり、仕事をすることは許されていなかった。これはエーバーハルト1世公がユダヤ人の追放または投獄を遺言したためであった。ただしこの禁令は何度も破られた。ヴュルテンベルクの宮廷では、資金調達のために、いわゆる「宮廷ユダヤ人」がおり、ヨーゼフ・ジュース・オッペンハイマー（1738年に反セム運動の司法殺人の犠牲となった）、マルドカイ・シュロス、カロリーネ・カウラといった名前が見られる。

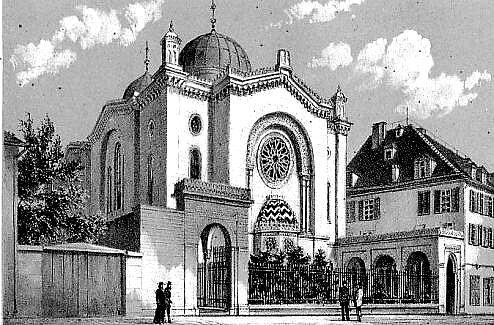
ホスピタール通りの旧シナゴーグ

1828年ユダヤ人の生活環境は、同等化法によって大きく改善された。ユダヤ教組織は1832年に公式に（再）設立された。1837年に完成した三代目のシナゴーグは、1861年にホスピタール通りにオリエント様式（ムーア様式）で造られた新しい建物に移された。国家社会主義の時代、1938年の11月排斥運動（「水晶の夜」）によりこのシナゴーグは破壊された。多くのユダヤ人は迫害前に外国に逃亡した。しかし、1933年に4,500人いた教団信者のうち少なくとも1,200人がホロコーストの犠牲となった。
新しいシナゴーグは1952年に同じ場所に設けられた。これはドイツで戦後最も早い時期に建設されたシナゴーグの1つである。ホスピタール通り36番地のシナゴーグは、かつてのヴュルテンベルクおよびホーエンツォレルンの領邦全域を包含するヴュルテンベルク・イスラエル信仰教会の中心である。この教会組織は1990年以降東ヨーロッパから流入するユダヤ人によって大きく発展した。現在このユダヤ教会には約4,000人の信者が加盟しているが、その信仰のわずかな部分だけが実践されている。

#### イスラム教
ゲスト労働者を受け容れた時代以降、特にトルコ、ボスニア・ヘルツェゴビナ、アラブ諸国からの移住者によって、シュトゥットガルトには現在約65,000人のムスリムが住んでいる。1987年の人口調査では22,599人がムスリムであると報告している。シュトゥットガルトの統計局は、2006年に約5万人、2009年には約6万人のムスリムがシュトゥットガルトに住んでいるとしている。Zensus調査に基づく2011年5月9日の算定では、本市のムスリムは約55,000人（人口の 9.4 %）と報告している。この街には宗教思想の異なる21のモスクが存在する。また、バート・カンシュタットにアレヴィー派の集会所 (Cemevi) がある。

#### その他の世界観
シュトゥットガルト仏教徒センターは1986年に設立された。シュトゥットガルトでの仏教は、ボーネンフィールテルで、チベット仏教カルマカギュー派のダイヤモンド仏教の伝統に則って実践されている。このセンターは世界に600以上あるセンターの1つで、17代カルマパ（対立カルマパ）のティンレー・タイェ・ドルジェとラマのオレ・ナイダールの指導下にある。
バーデン＝ヴュルテンベルク人文主義者連盟は、ドイツ人文主義連盟に加盟している。シュトゥットガルト人文主義センターは州連盟の本部であり、州連盟た運営する保育所を有している。この他に青年グループが組織されており、旅行や文化イベント、教育イベントを実行し、命名式、青年の祝い、結婚式や葬式を行っている。
世俗的人文主義を標榜するジョルダーノ・ブルーノ財団 (gbs) は、2011年に創設された gbs シュトゥットガルト/ミッテレラー・ネッカー e.V. を組織下に持つ。この団体は、宗教の、特に原理主義的グループやその活動のバランサーとなり、啓蒙主義と人文主義の文化を形成することを目指している。
シュトゥットガルト・キリスト教＝ユダヤ教作業共同体は、ユダヤ教とキリスト教との対話に尽力している。シュトゥットガルトは2007年までキリスト教とイスラム教の対話組織であるキリスト教＝イスラム教対話コーディネイト協議団 (KCID) の本部所在地であった。この2つの組織の参加団体が地域レベルで活動している。

### オペラ、演劇、バレエ

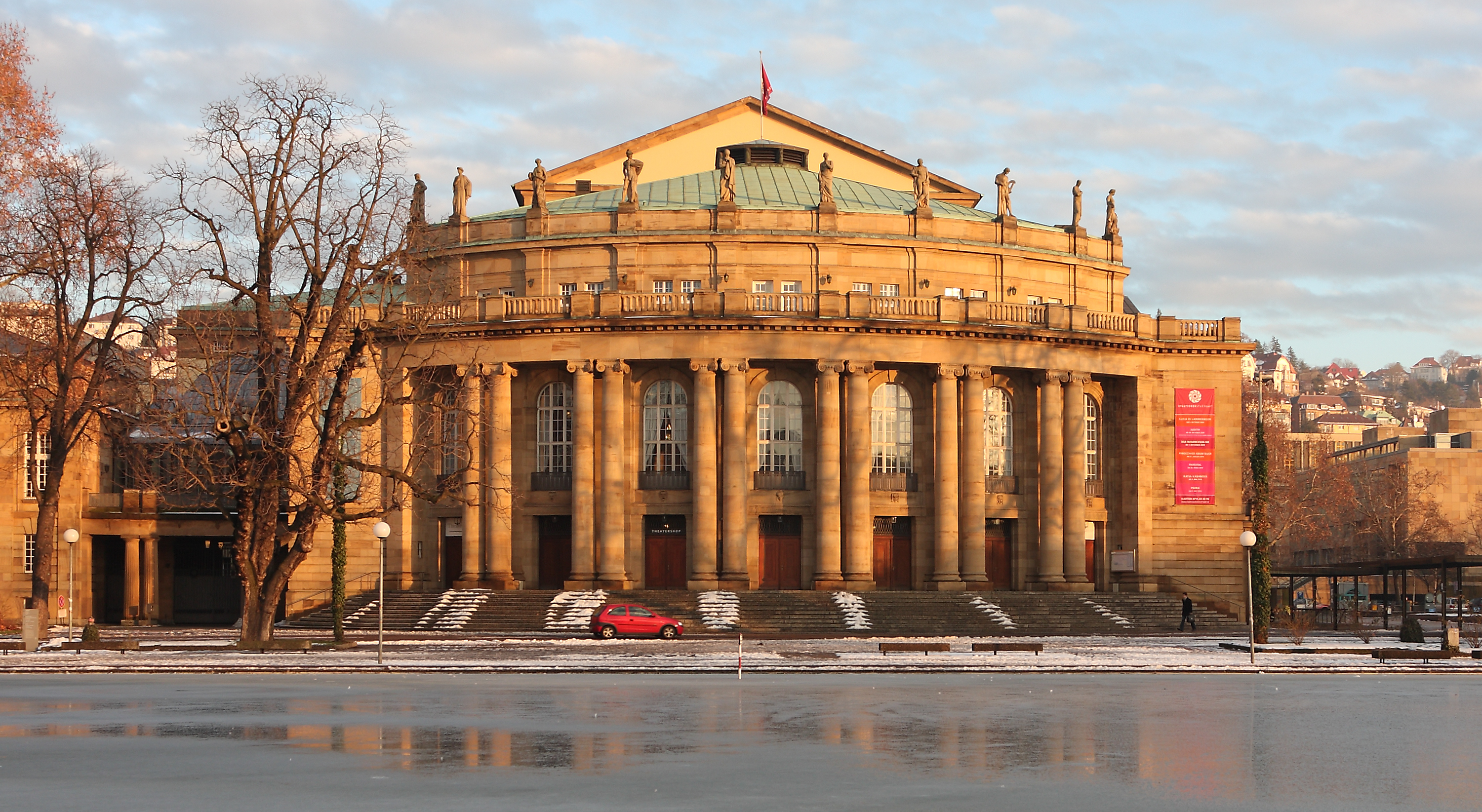
シュトゥットガルト州立劇場オペラハウス

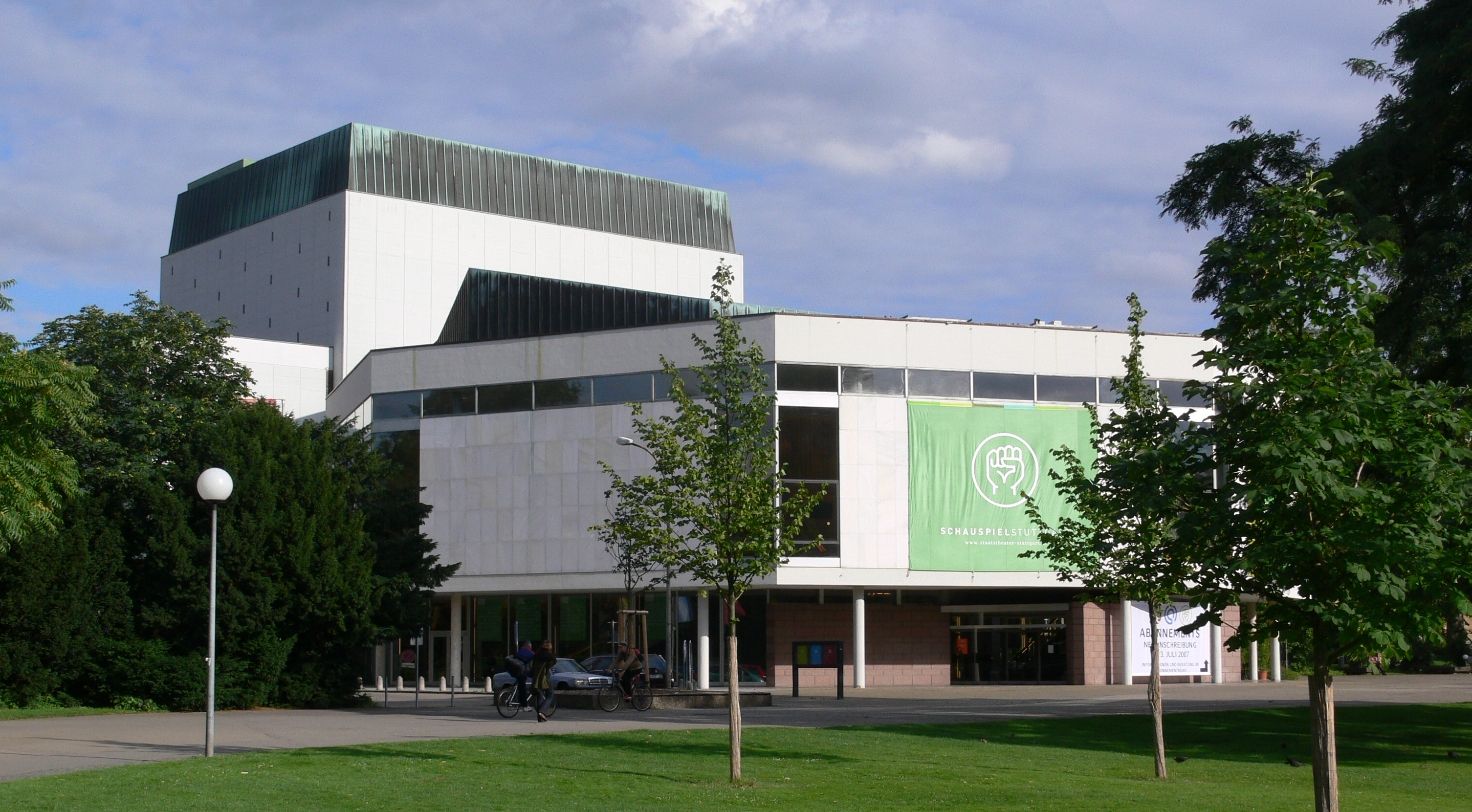
シュトゥットガルト州立劇場シャウシュピールハウス

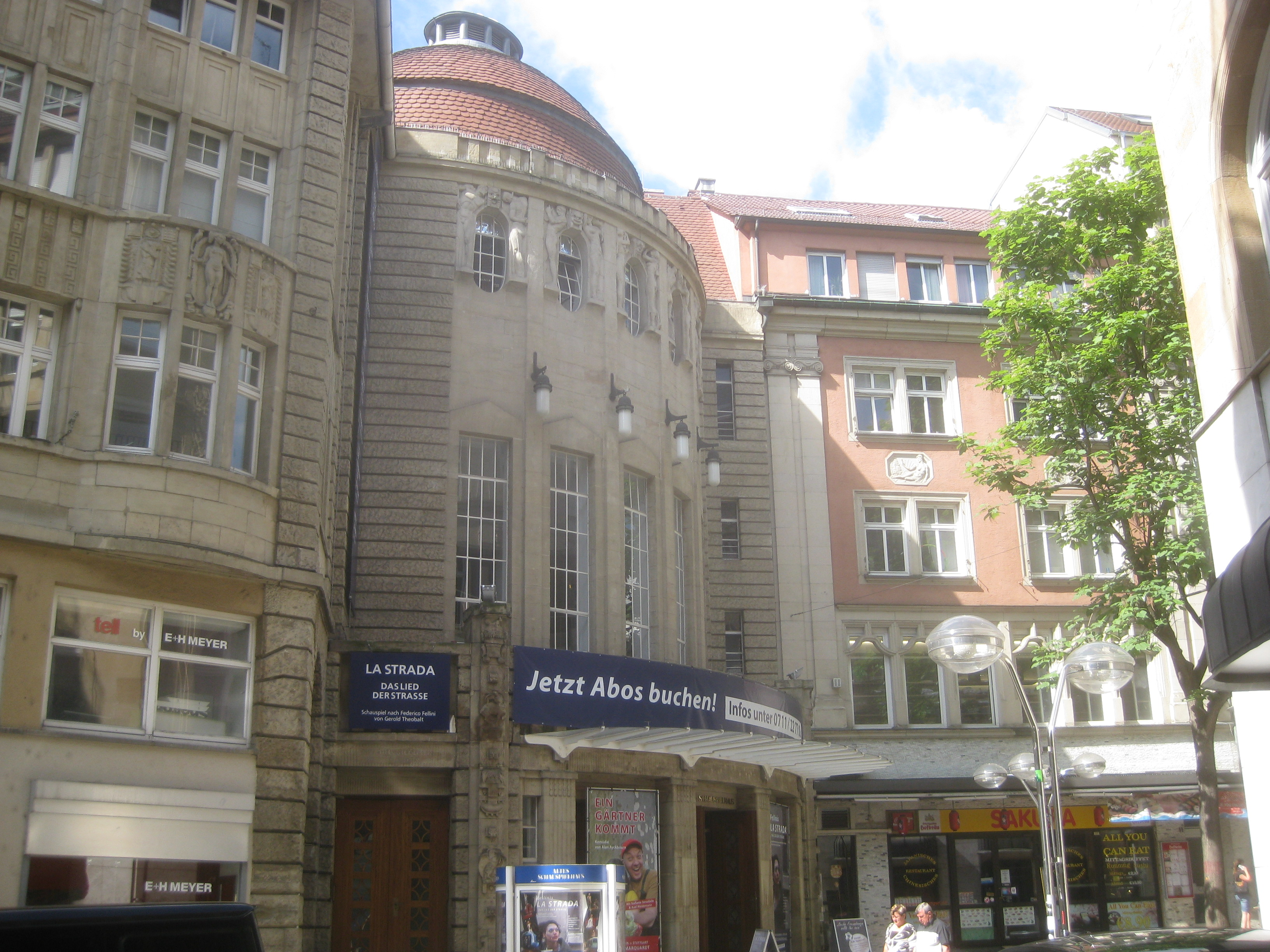
シャウシュピールビューネン・シュトゥットガルトのアルテス・シャウシュピールハウス

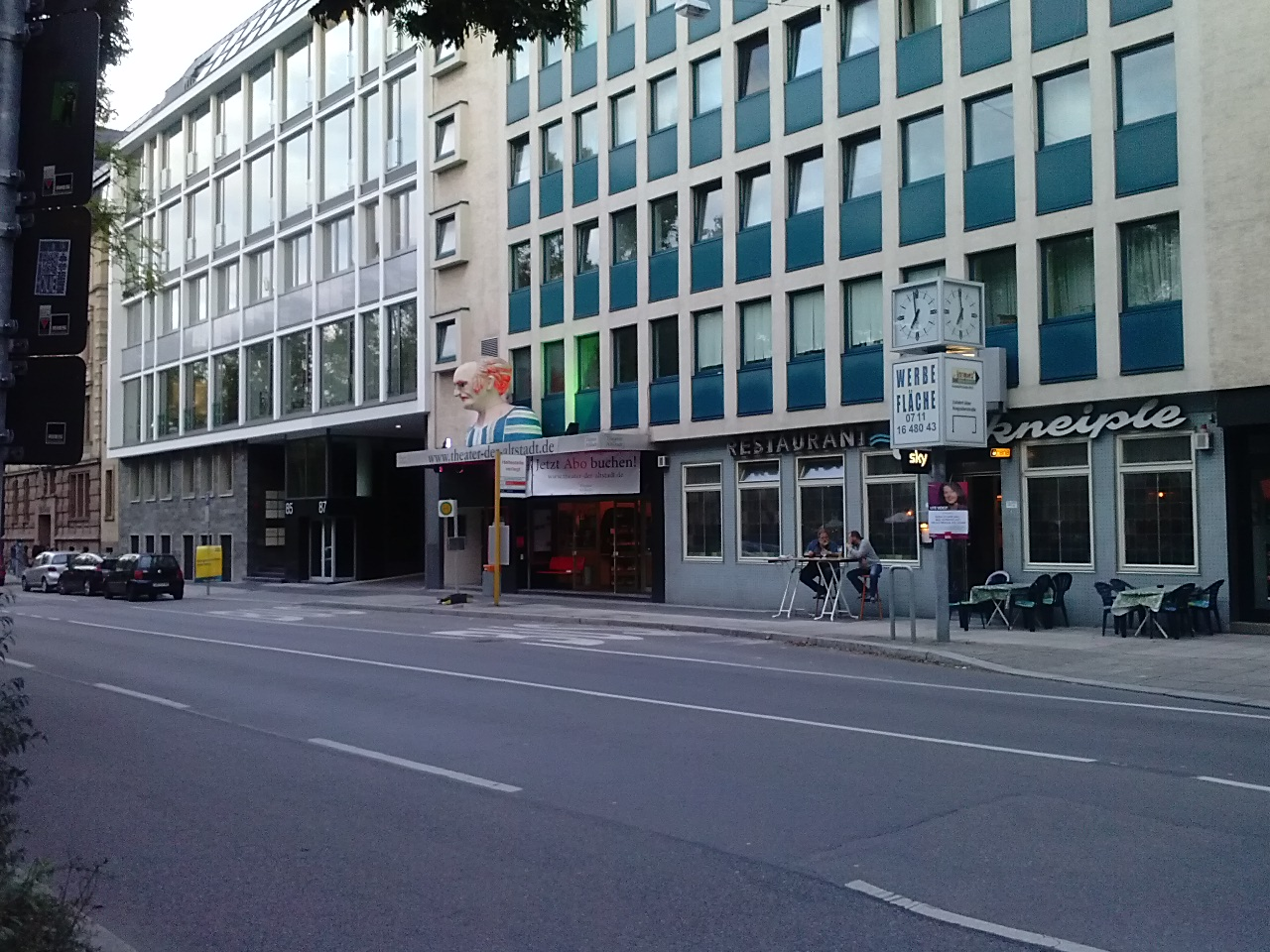
テアター・デア・アルトシュタット

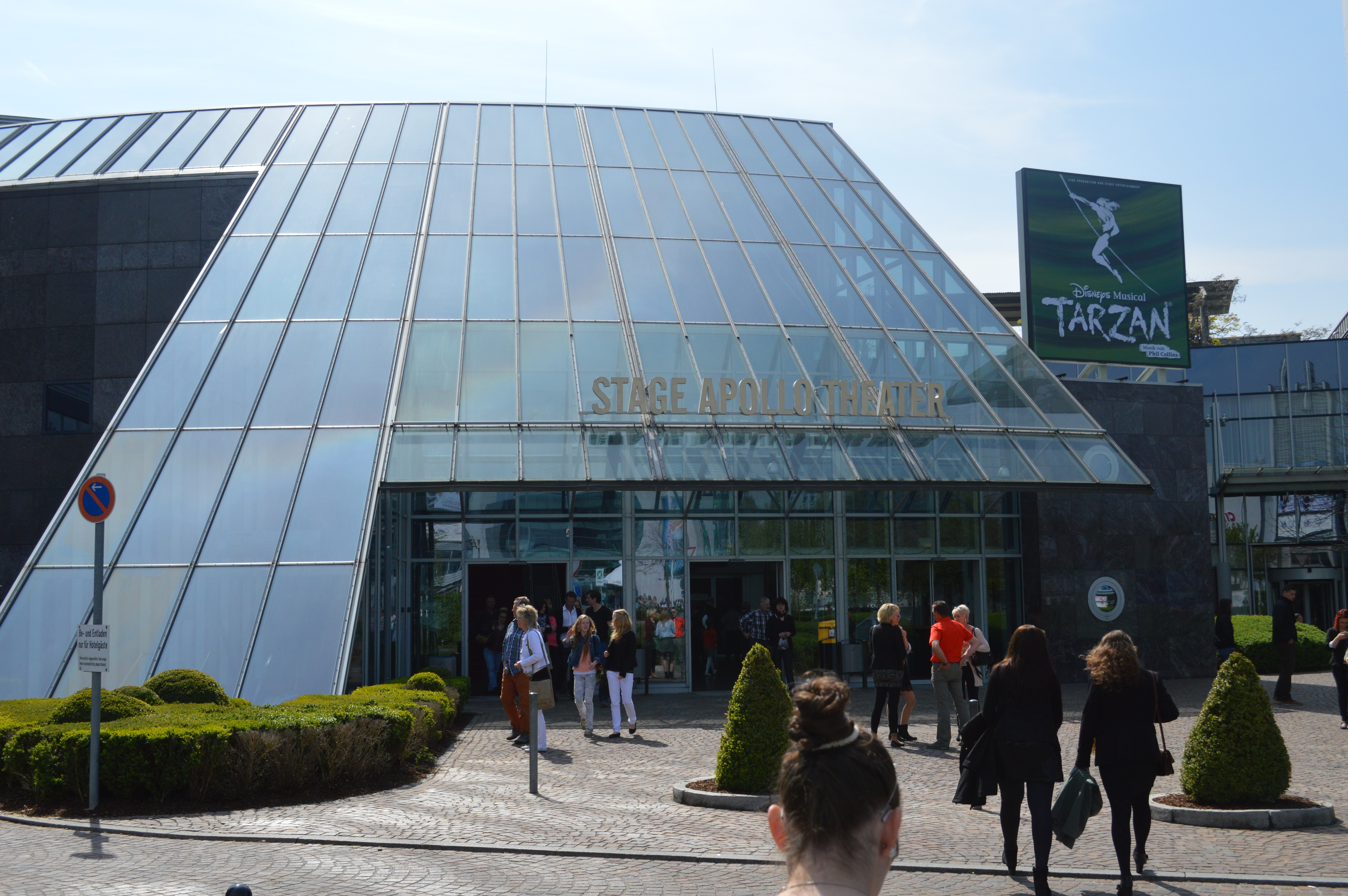
SI-センターのステージ・アポロ・シアター

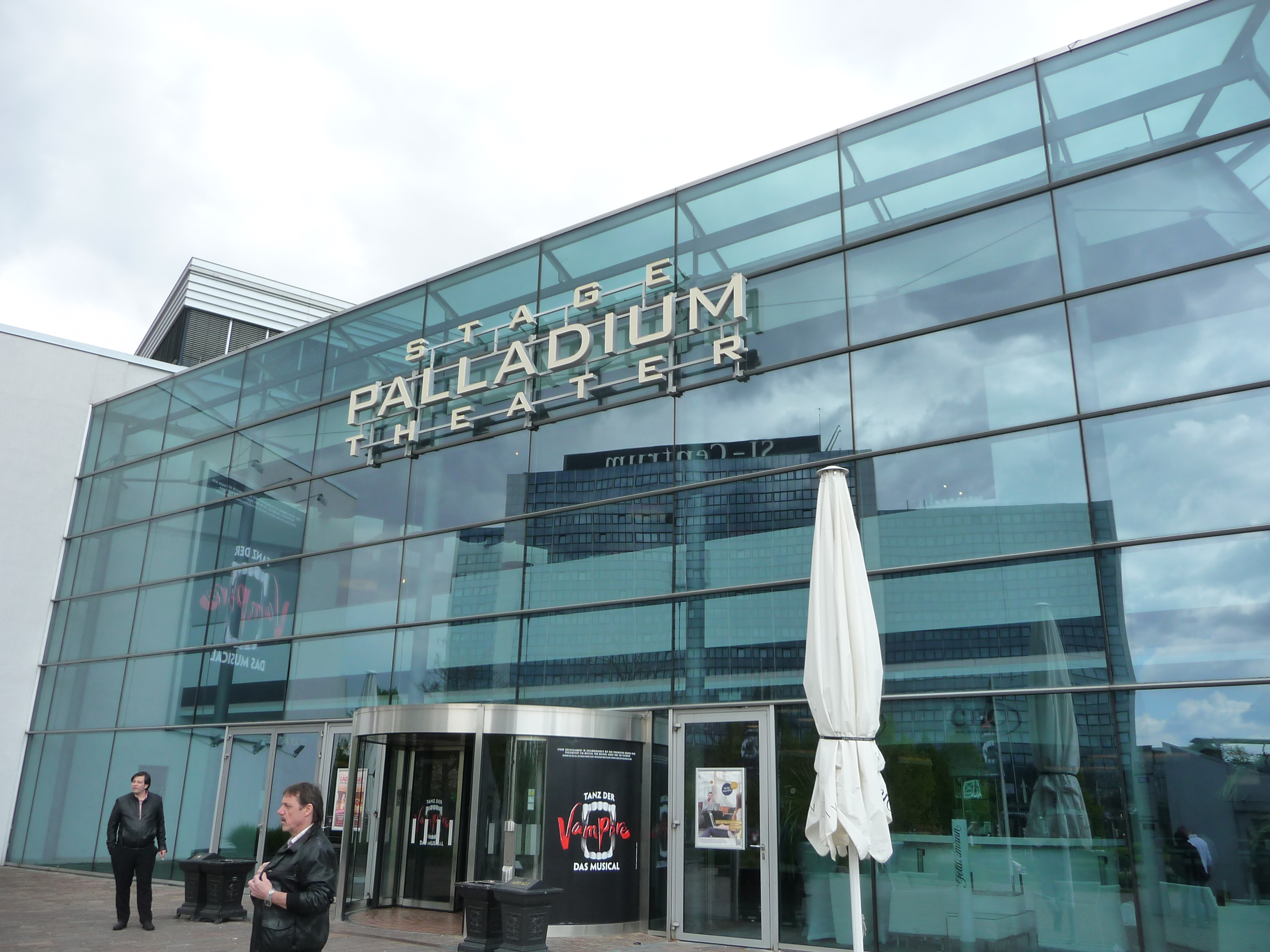
SI-センターのステージ・パラディウム・センター

シュトゥットガルト州立歌劇場は、オペラ・シュトゥットガルト（シュトゥットガルト州立歌劇場）、シュトゥットガルト・バレエ（シュトゥットガルト・バレエ団）、シャウシュピール・シュトゥットガルトの三部門を擁する世界最大の総合劇場である。本館はオーベーラー・シュロスガルテン（直訳: 上の宮殿庭園）にあり、1909年から1912年にミュンヘンの建築家マックス・リットマンによって王立宮廷劇場として建設された。オペラハウス（旧「グローセス・ハウス」）はほぼ元の形で保存されているが、シャウシュピールハウス（旧「クライネス・ハウス」）は第二次世界大戦で破壊され、1959年から1962年にハンス・フォルカートの設計により同じ場所に新築された。さらに、カンマーテアター（1983年開館）とシュトゥーディオビューネ・ノルト（2010年開館）が州立劇場に含まれる。州立劇場では、1シーズンに合わせて約1000公演が行われる。オペラ・シュトゥットガルトは、オペラハウス・オブ・ザ・イヤーに合わせて6回選出されている。シュトゥットガルト・バレエは、世界でもトップクラスのバレエ団である。
シャウシュピールビューネン・シュトゥットガルトは、「アルテス・シャウシュピールハウス」と「コメディー・イム・マルクヴァルト」からなる。アルテス・シャウシュピールハウスは1909年に旧兵舎の敷地に建設され、1962年に州立劇場のクライネス・ハウスが開館するまで、この街で最も評判の高い劇場であった。コメディー・イム・マルクヴァルトは、1951年に旧ホテル・マルクヴァルト内に設立され、なによりも娯楽演劇上演に利用された。シャウシュピールビューネン・シュトゥットガルトは、バーデン＝ヴュルテンベルク州で最も来客者の多い劇場であり、ドイツの劇場のトップ5に数えられる。
文化エリア「ウンテルム・トゥルム」にフィギュアシアター・センター "FITZ" がある。ここには2003年から JES（ユンゲス・アンサンブル・シュトゥットガルト）もある。さらにこのエリアには劇場「tri-ビューネ」もある。
青年・文化センター「フォーラム3」には、フォーラム・シアターがある。この劇団は、ドラマティックな演劇公演を行っている。
「フリードリヒスバウ・ヴァリエテ」は、印象的なユーゲントシュティール様式の建築が第二次世界大戦で全焼した後、その歴史的な場所に建設されたフリードリヒスバウ新館のロタンダで1994年に再開された。所有者であるL-バンクの解約通告によってこの劇場は2014年にプラークザッテルに移転した。
連邦レベルでユニークで、特別な位置づけがなされているのが、シュトゥットガルトのパントマイム芸術である。これは、客演やツアー公演が行われる「マーカル・シティー・シアター GmbH」や、シュトゥットガルト・オストを本拠とするシュヴァルツェス・テアターが年中パントマイム・イベントや公演を行っている「国際パントマイム劇場」によって確立されたものである。ここではさらに、プロレベルのパントマイム演劇芸術を学ぶ機会もある。ドイツにおけるパントマイムを確立したパントマイムのマイスターであるペーター・マーカルは「芸術アンバサダー」となっている。
シュトゥットガルト・ヴェストのキャバレー劇場「ローゼナウ」は、長く伝統的な歴史を有している。ここは特にキャバレー、コメディー、演芸の若手の劇場として利用されている。文化とグルメの特別な結びつきからローゼナウは、「ヴェスト住民の居間」と呼ばれている。
シュトゥットガルトで全国的に最も有名な文学キャバレーが「レニテンツテアター」である。ここは1961年に設立された、この街で最も古いキャバレーステージである。
「テアター・アム・ファーデン」での人形劇は、1972年から、しばしば指人形や操り人形のダンスで、しばしば自ら創作したものである。この他の人形劇場は、ヘーエンパルク・キレスベルクの「テアター・イン・デア・バーデヴァネ」およびハウスマン通りの「テアター・トレデシン」がある。「テアター・ラ＝プラッパー＝パップ」は、1960年からは「シュターププッペンテアター」と呼ばれている。
ヴェスト地区の「テアター・デア・アルトシュタット」は、ローテビュール通りにある。初代の木造建築は1969年に火災に遭い、11年後に再建された。
「ネリス人形劇場」は、3歳以上の子供向けの人形劇場である。同じ建物で、東欧との文化交流に力を入れている「テアター・アム・オルガエック」が公演を行っている。
「テアターハウス・シュトゥットガルト」は1984年からヴァンゲン市区にあったが、2000年からプラークザッテルに移り、毎年ここでシュトゥットガルト演劇賞が授与されている。「ガウティーア・ダンス劇場」は2008年から固定したバレエ団を有している。
シュトゥットガルトのフリーダンスやパフォーマンス文化のプラットフォームとなっているのがシュトゥットガルト＝フォイエルバッハの旧ファルゼンケラーにある「ダンスおよびパフォーマンス・プロダクションセンター」である。
「トレフプンクト・ローテビュールプラッツ」は主にダンス、演劇、国際ソロ・ダンス・シアター・フェルティバル、ニューミュージックで知られている。
「シュトゥットガルト州立音楽演劇大学」は、バート・カンシュタットに「ヴィルヘルマ劇場」を有している。
ヴィルヘルマ劇場の近く、バート・カンシュタットのミュールグリューン桟橋に2008年からテアターシフ（演劇船）が停泊している。この改装された内水路用船舶ではコメディーやキャバレーを鑑賞することができる。
ヴェラ通りには「ヴォルトキーノ」がある。
シュトゥットガルトで最も古いアマチュア劇団「ABV-ツィンマーテアター」（1921年設立。シュトゥットガルト一般教育協会1863 e.V.の演劇部門）は、ホイスタイク通りの旧議会の建物で公演を行っている。
「シュヴァーベン民俗劇場」は、„Boulevärle“、„Stuttgarter Komödle“、„d'Scheureburzler“、„Neugereuter Theäterle“などを上演している。
「SI-センター」には、「ステージ・パラディウム・シアター」と「ステージ・アポロ・シアター」の2つのミュージカル劇場が入っている。ここでは「ミス・サイゴン」（1994年）、「美女と野獣」（1997年）、「ダンス・オブ・ヴァンパイア」（2000年）、「42ndストリート」（2003年）、「ウィキッド」（2007年）、「レベッカ」（2011年）、「メリー・ポピンズ」（2016年）、「アナスタシア」（2018年）のドイツ初演が行われた。
「メルリン文化センター」は、音楽、キャバレー、演劇、パフォーマンス、文学、ショートフィルム、子供劇場などの文化プログラムを開催している。

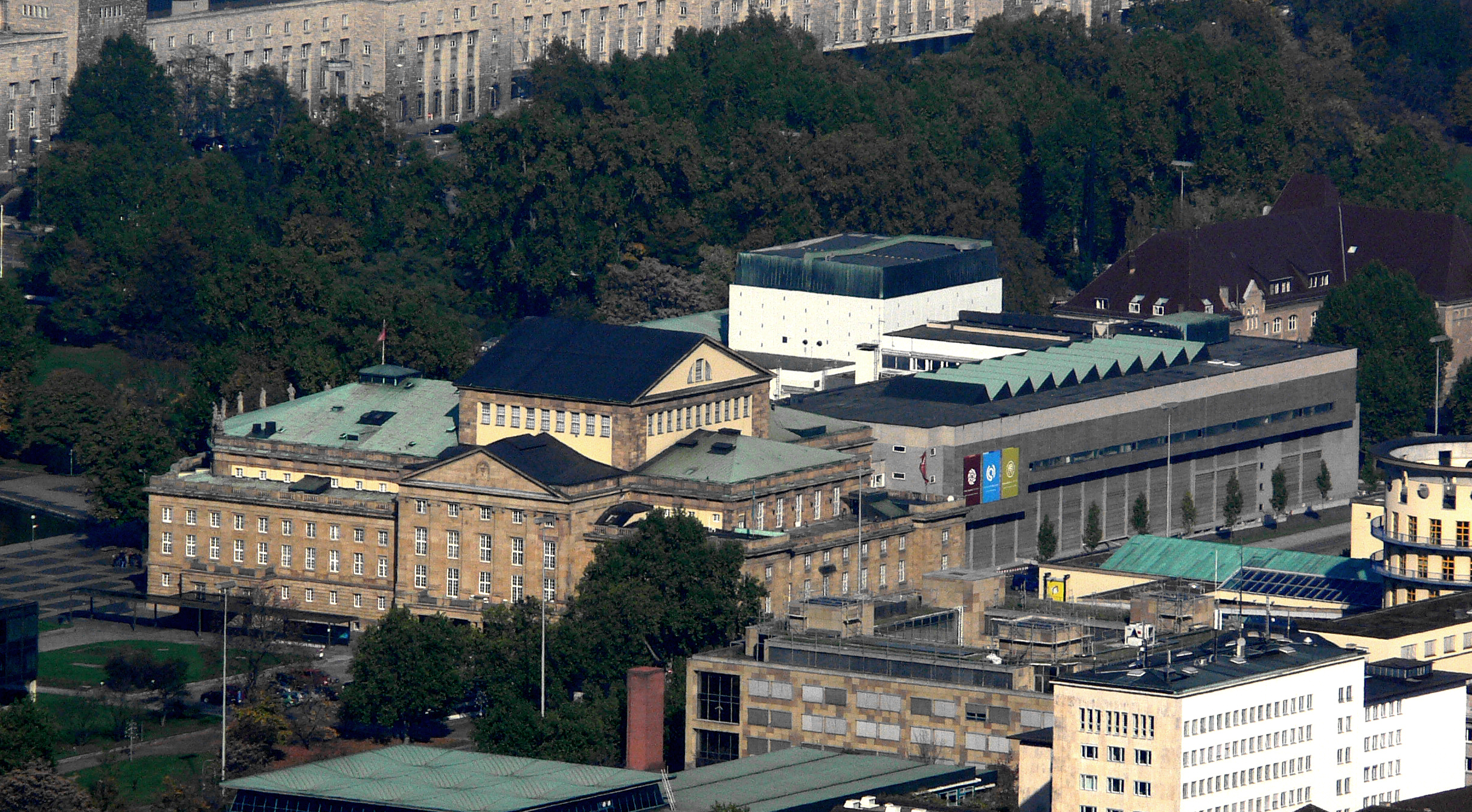
シュトゥットガルト州立劇場の全景
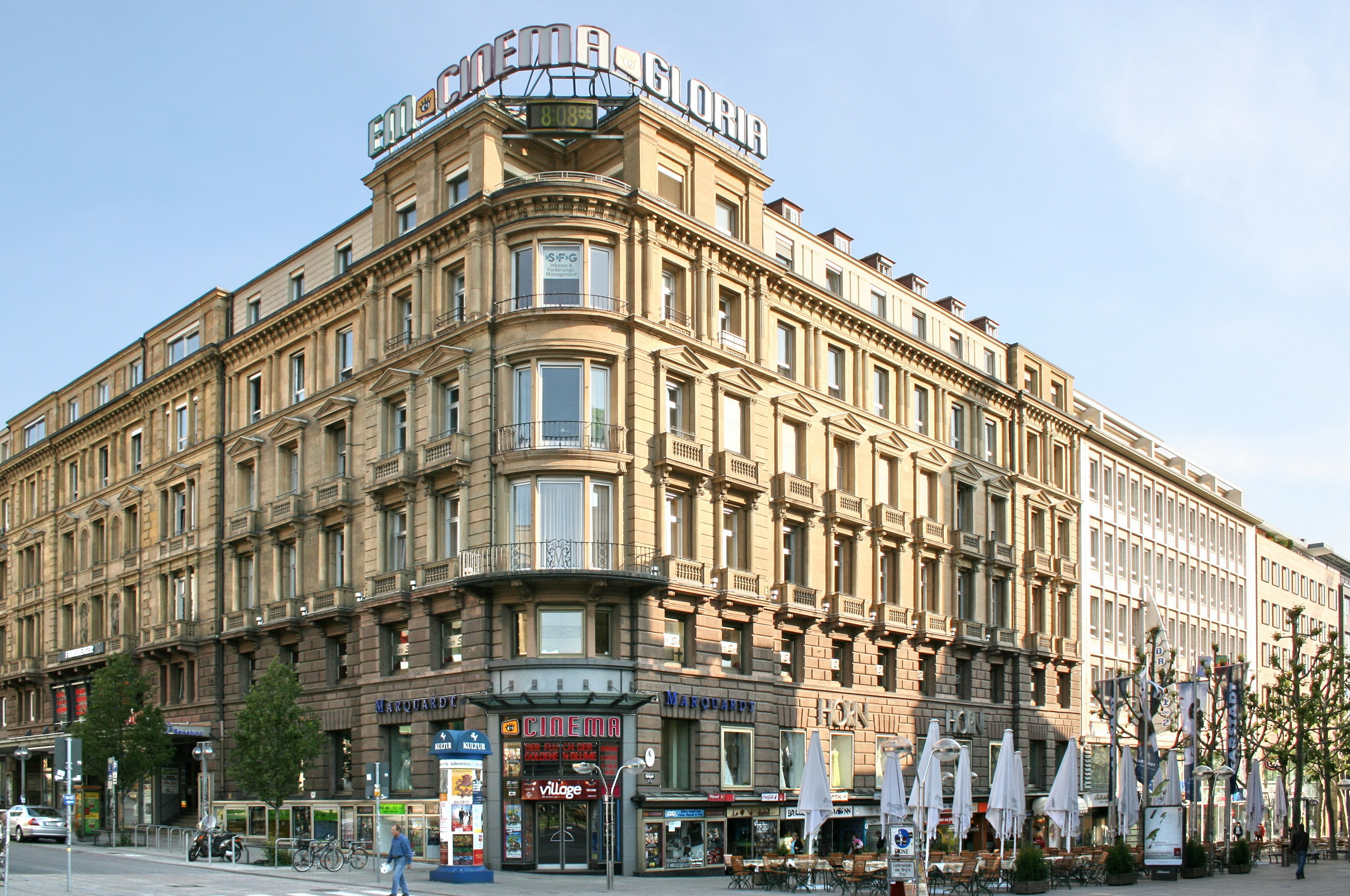
旧ホテル・マルクヴァルト
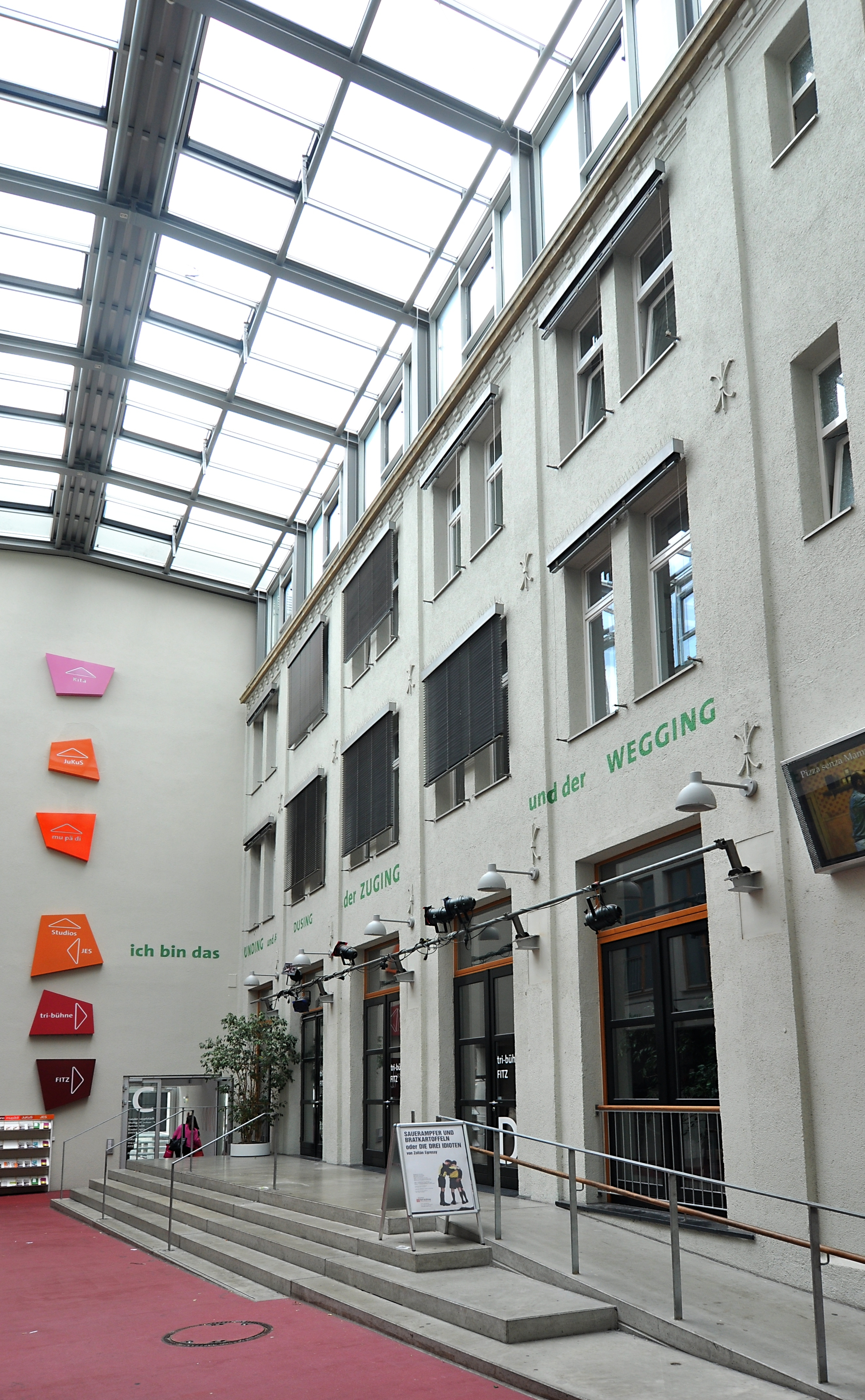
劇場「tri-ビューネ」入口
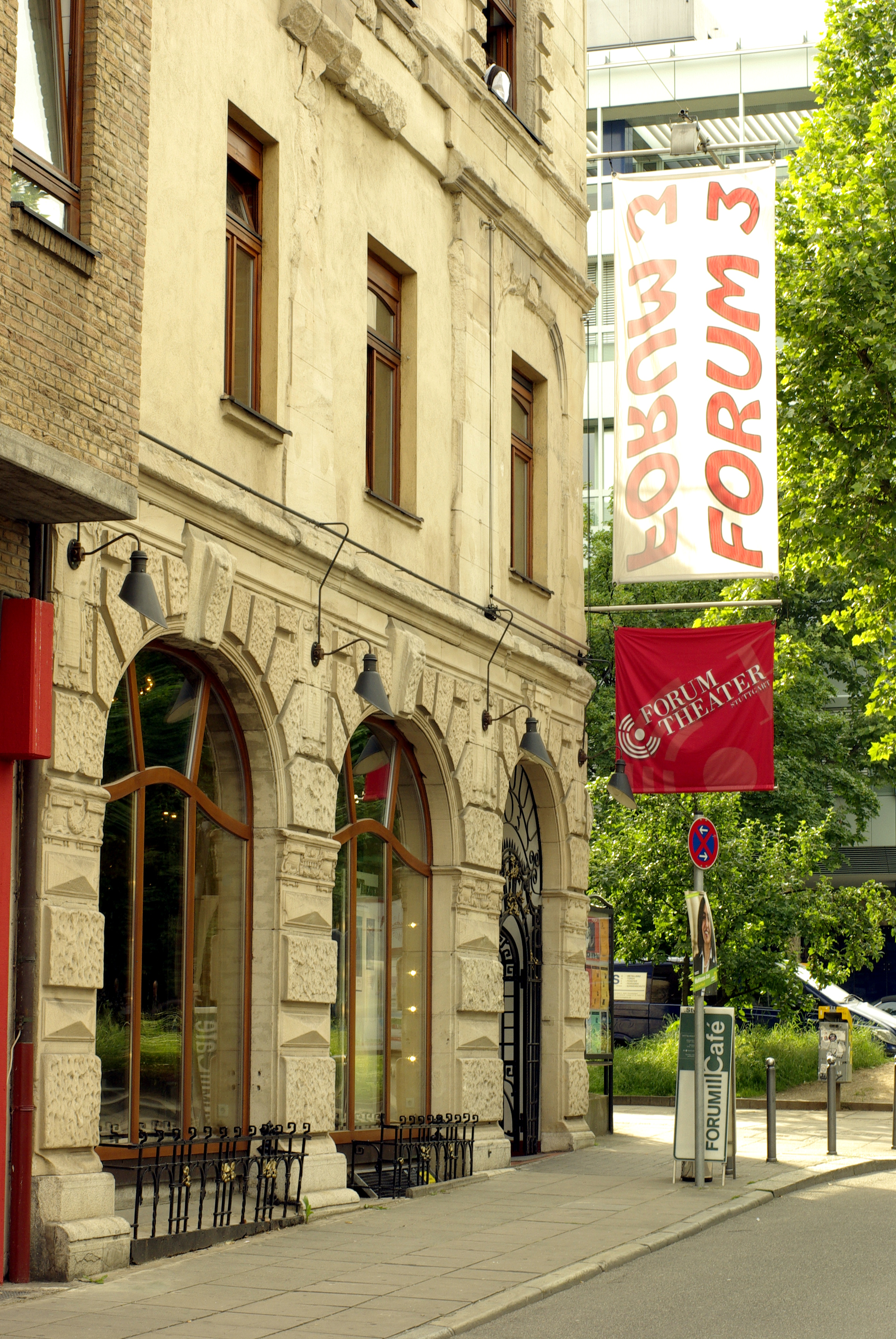
劇場フォーラム3
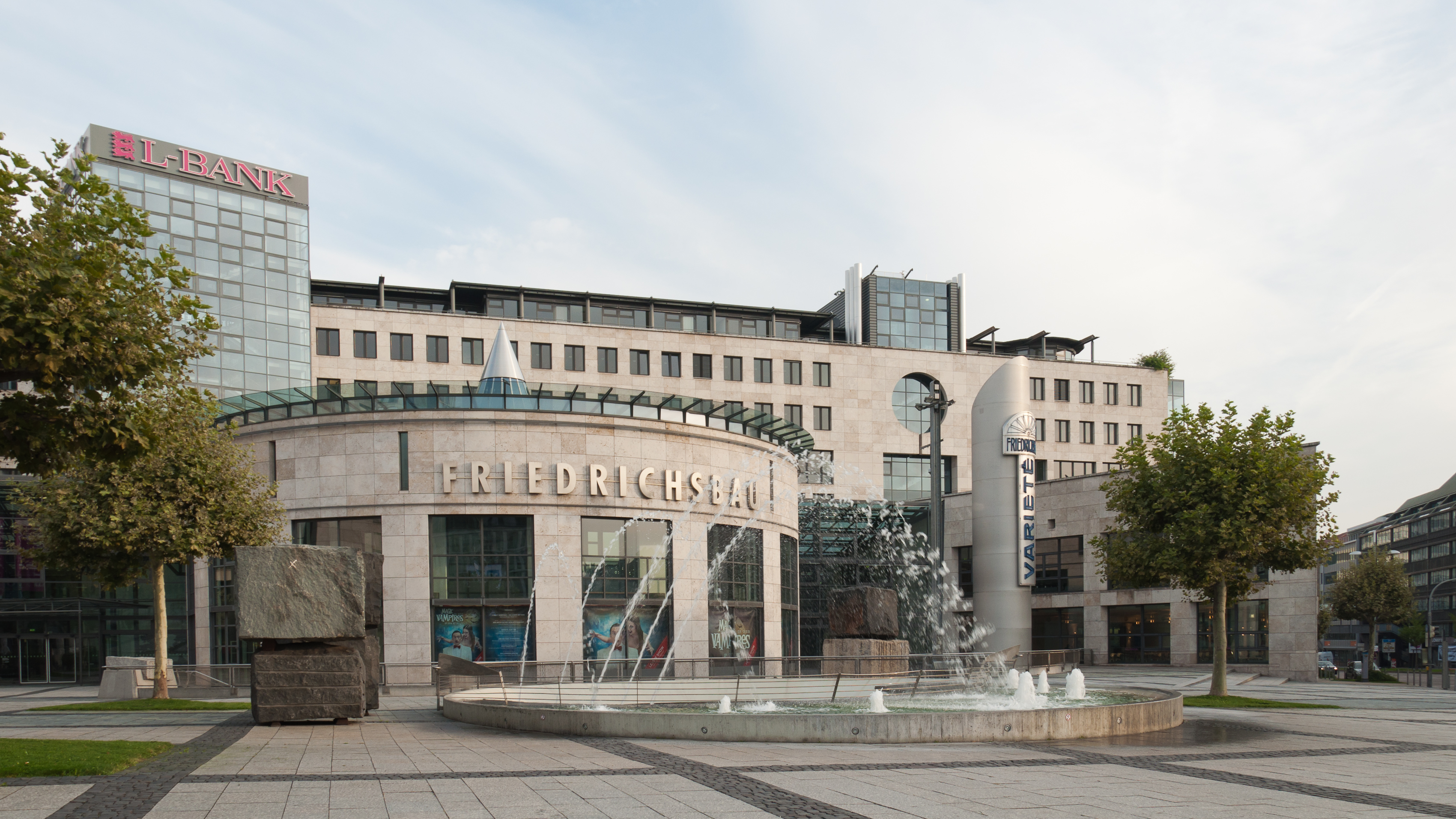
かつてヴェリエテが公演を行っていたフリードリヒスバウ
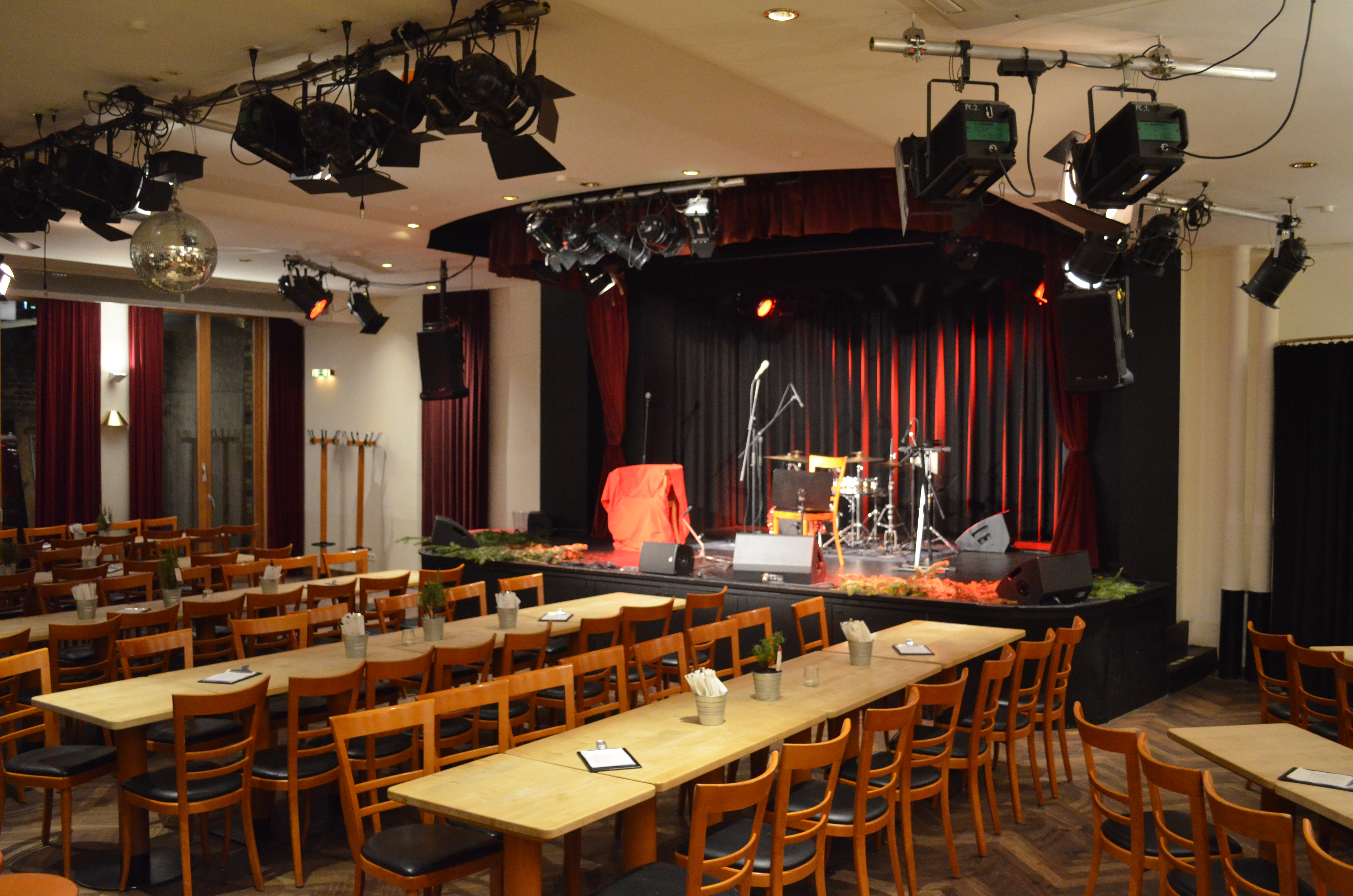
ローゼナウのステージ
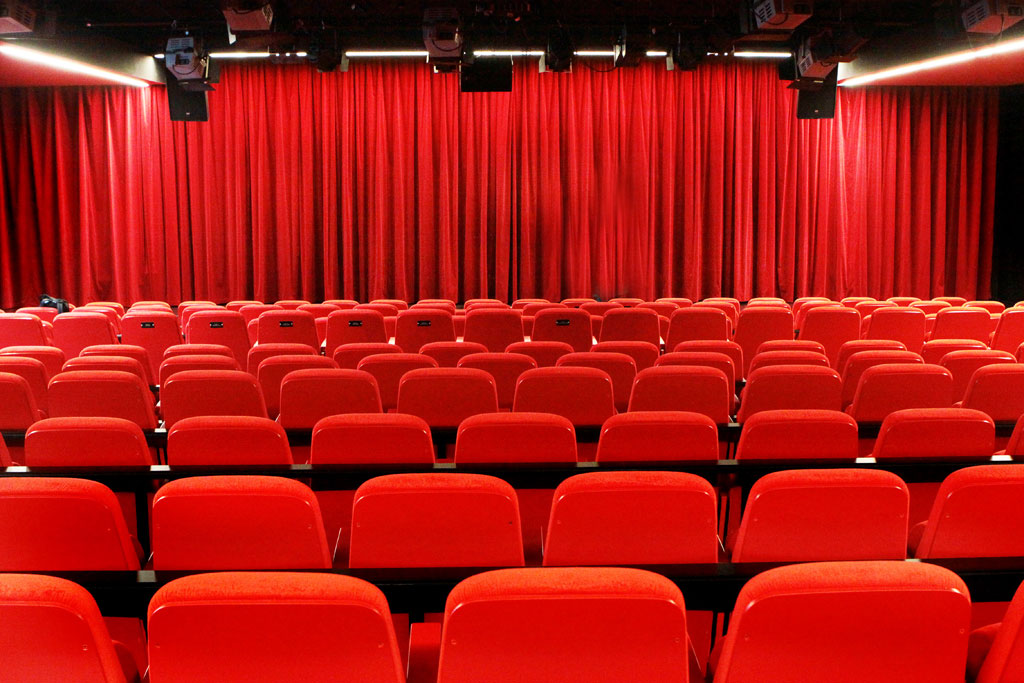
レニテンツテアターのホール
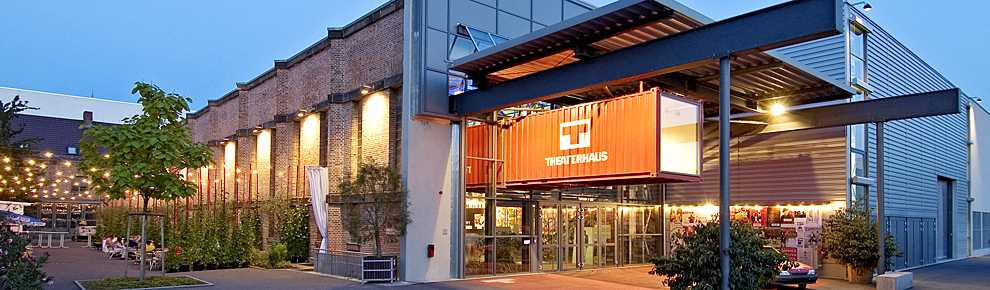
プラークザッテルのテアターハウス
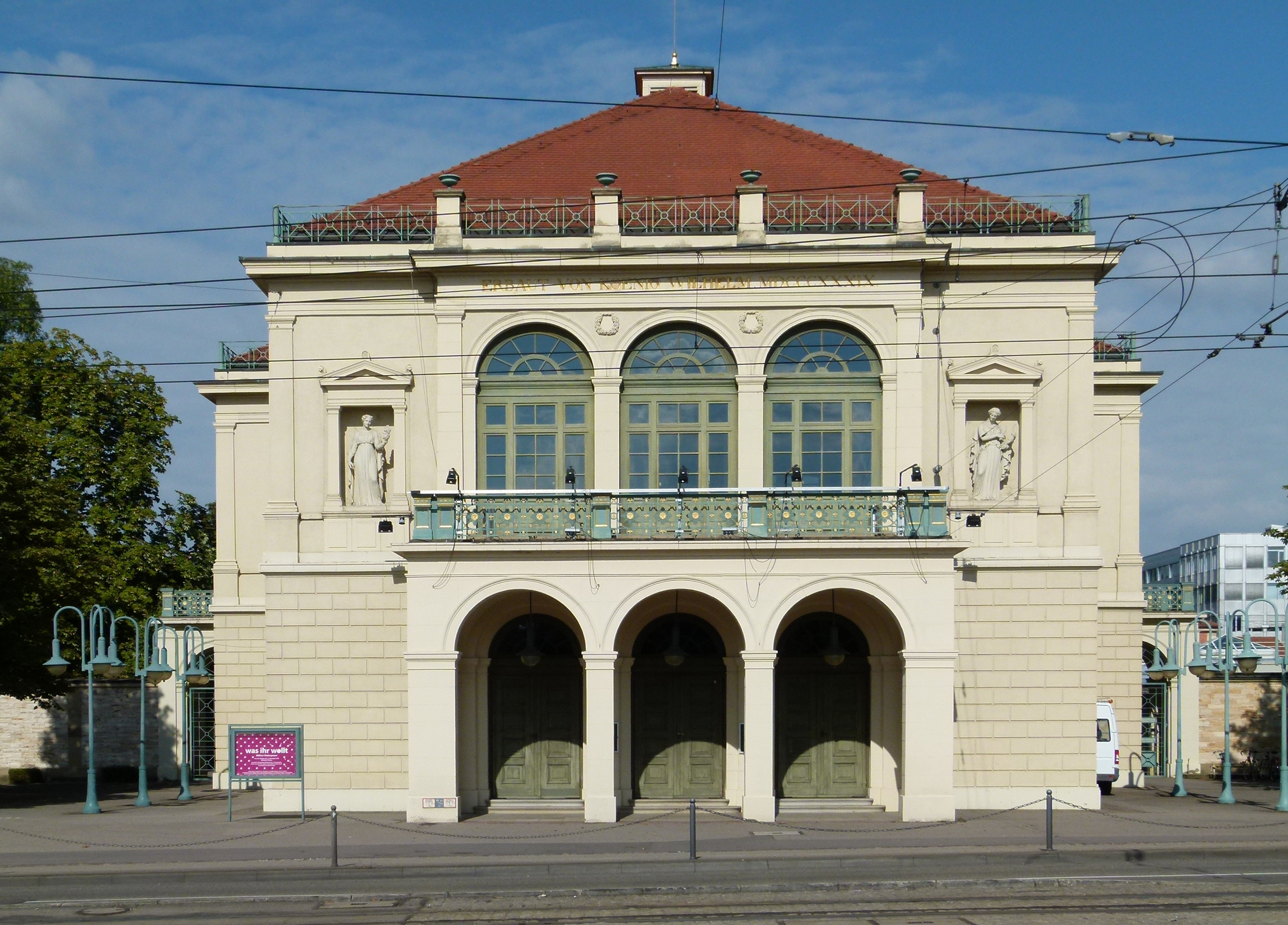
ヴィルヘルマ劇場
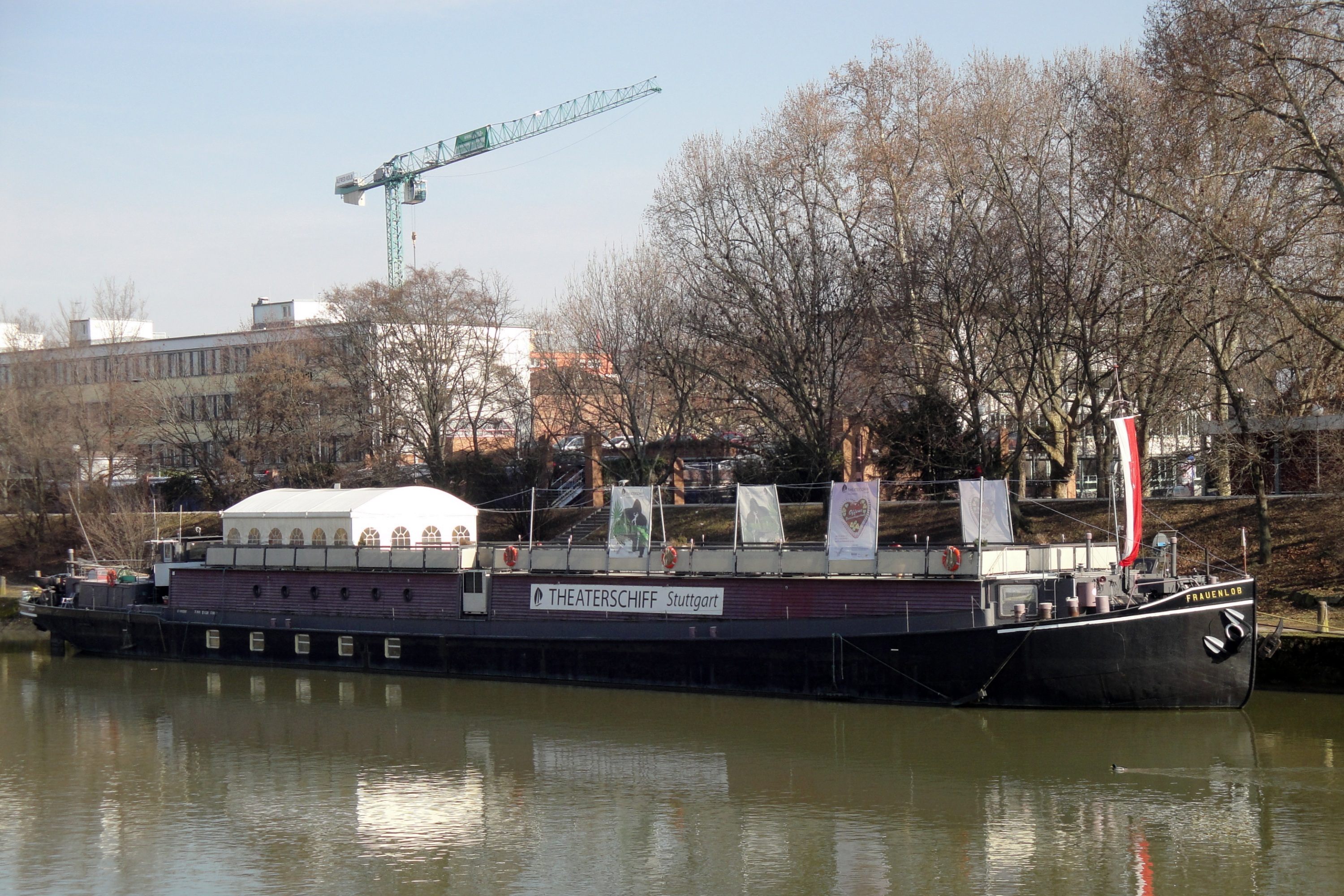
テアターシフ
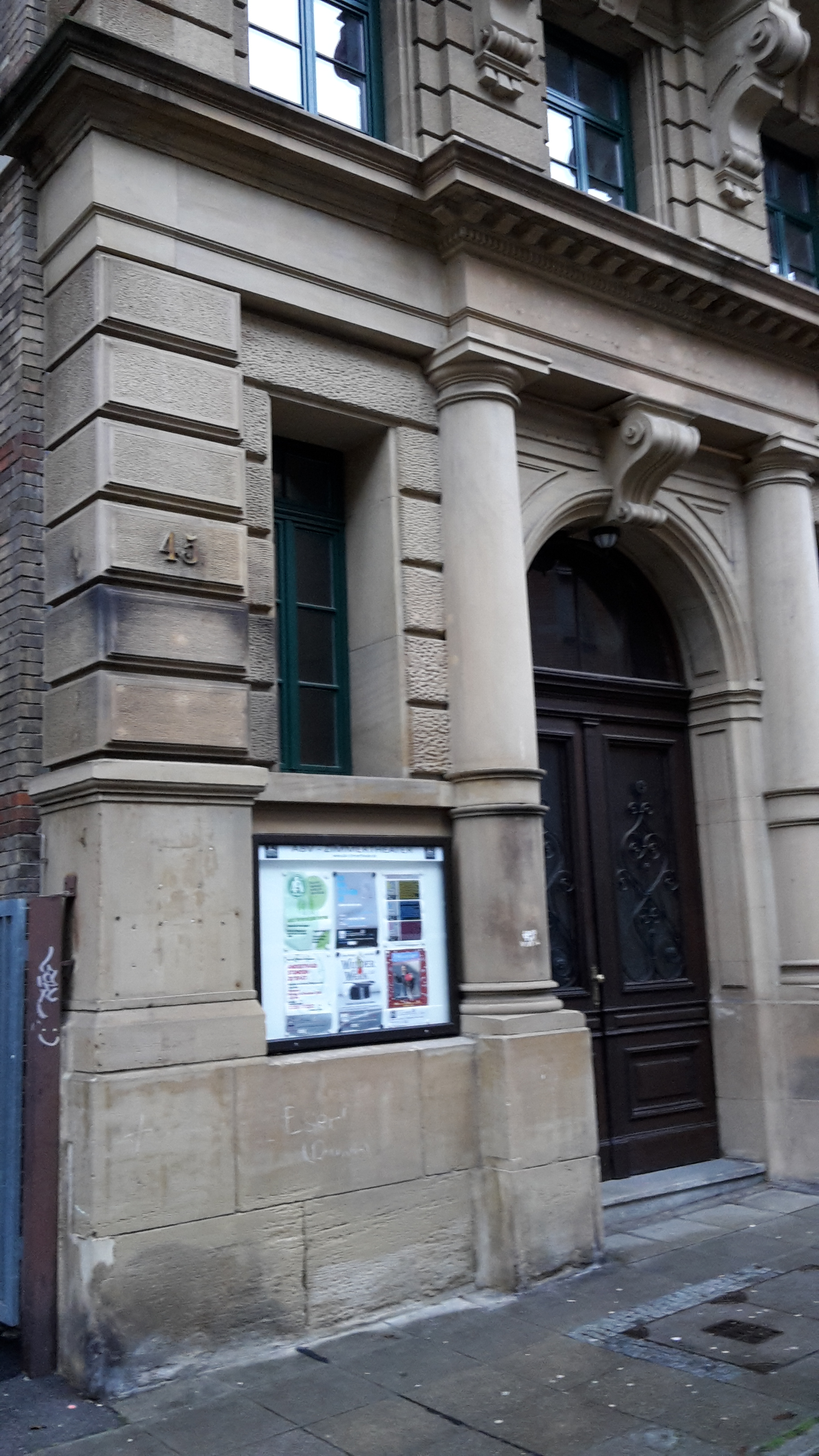
ABV-ツィンマーテアター

### 音楽

#### オーケストラ
- シュトゥットガルト州立管弦楽団（ヴュルテンベルク州立歌劇場管弦楽団）は、400年以上の歴史を持つオーケストラである。その前身は、ヴュルテンベルク宮廷楽団として1589年に文献に記録されている。
- シュトゥットガルト・フィルハーモニー管弦楽団。1924年創設。
- 南西ドイツ放送 (SWR) の南西ドイツ放送交響楽団。1946年に設立されたSWRのシュトゥットガルト放送交響楽団とバーデン＝バーデン・フライブルクSWR交響楽団が2016年に統合されて結成された。
- シュトゥットガルト室内管弦楽団: カール・ミュンヒンガーによって1945年に創設された。
- SWR ビッグ・バンド・シュトゥットガルト: 1951年に「南ドイツ放送ダンスオーケストラ」として発足した。
- ユンゲス室内管弦楽団シュトゥットガルト: 1960年に「ユーゲント室内管弦楽団シュトゥットガルト」として設立された。
- ダイムラー交響楽団シュトゥットガルト: 1979年創設
- クリストフォルス交響楽団: 1969年創設
- シュトゥットガルト学生交響楽団: 1990年創設

#### 合唱団
- シュトゥットガルト・リーダークランツ: 1824年創設
- シュトゥットガルト少年聖歌隊
- シュトゥットガルト少年合唱団 collegium iuvenum
- 聖エーバーハルト聖堂合唱団
- 聖エーバーハルト聖堂少女合唱団: 1994年にマルティ・デュッカーによって設立された。
- シュトゥットガルト・コルピング合唱団: 1872年に「カトリック・ゲゼレンフェライン・シュトゥットガルトの歌唱部門」として設立された。現在、シュトゥットガルトで2番目に大きな男声合唱団である。
- SWRボーカルアンサンブル・シュトゥットガルト: 1946年に「南ドイツ放送合唱団シュトゥットガルト」として設立された。
- シュトゥットガルト・バッハ合唱団
- 「ゲヒンガー・カントライ（ドイツ語版、英語版）」: 1954年にヘルムート・リリングによって設立された。結成された街であるシュヴェービッシェ・アルプのゲヒンゲン（現在はザンクト・ヨハン（ドイツ語版、英語版）の地区）にちなんで命名された。
- シュトゥットガルト室内合唱団: 1968年にフリーダー・ベルニウス（ドイツ語版、英語版）によって設立された。
- ヴュルテンベルク室内合唱団: 1970年にディーター・クルツによって創設された。
- シュトゥットガルター・カントライ: 1994年にカイ・ヨハンセンによって設立された。
- ウンターテュルクハイマー・カントライ: 1892年に「ウンターテュルクハイム福音主義教会合唱団」として設立された。
- 室内合唱団「カントゥス・シュトゥットガルト」: 1996年に「カントゥス・カンシュタット」として設立された。
- シュトゥットガルト新合唱団: 1985年設立。
- ジングアカデミー・シュトゥットガルト: 2002年に「アンサンブル・アド・リブ・シュトゥットガルト」として設立された。
- シュトゥットガルト大学アカデミック合唱団
- シュトゥットガルト・フィルハーモニー合唱団: 1986年に「フィルハーモニア・ボーカルアンサンブル」と「フィルハーモニック合唱団」から設立された。
- シュトゥットガルト・オラトリオ合唱団

### スポーツ

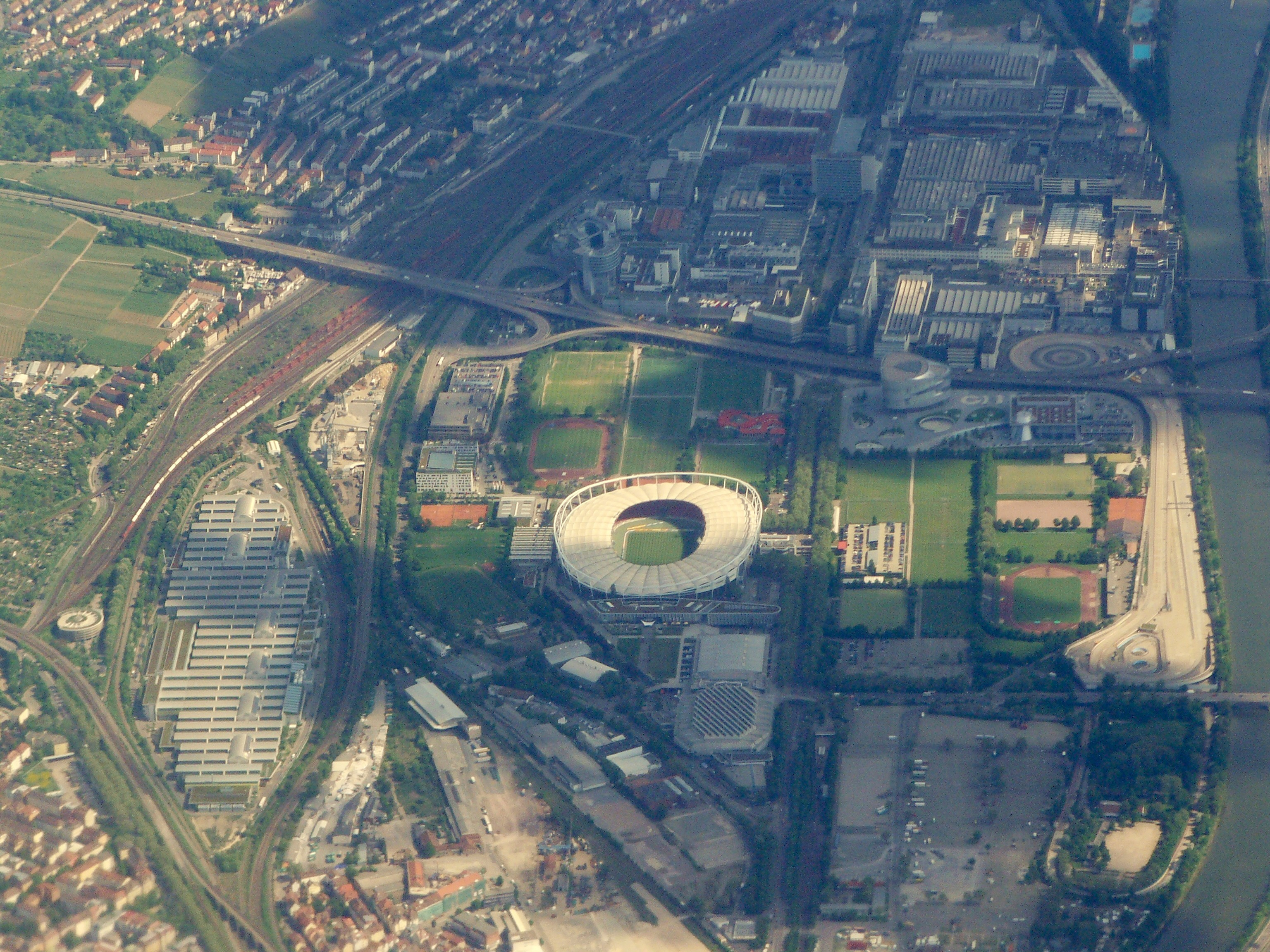
ネッカーパーク。中央の白いエンケの建物がメルセデス＝ベンツ・アレーナ、その下に接する横に細長い建物がカール・ベンツ・センター、その下の四角形の建物がポルシェ＝アレーナで、さらに下の八角形で黒い斜線が見えるのがハンス＝マルティン＝シュライヤー＝ハレである。

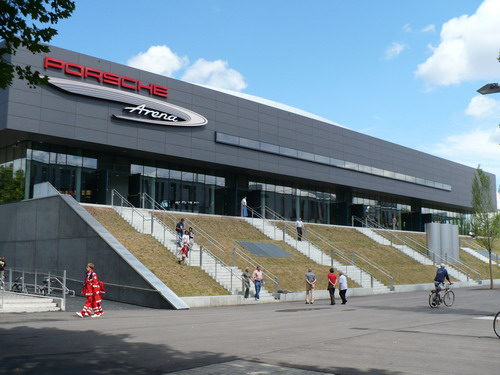
ポルシェ＝アレーナ

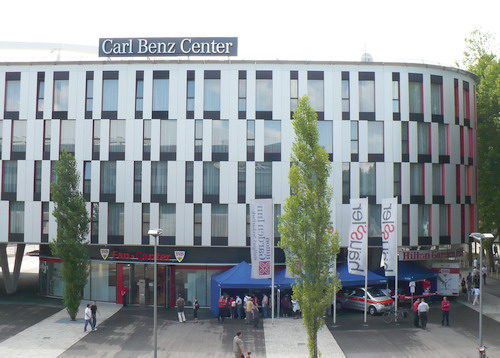
カール・ベンツ・センター

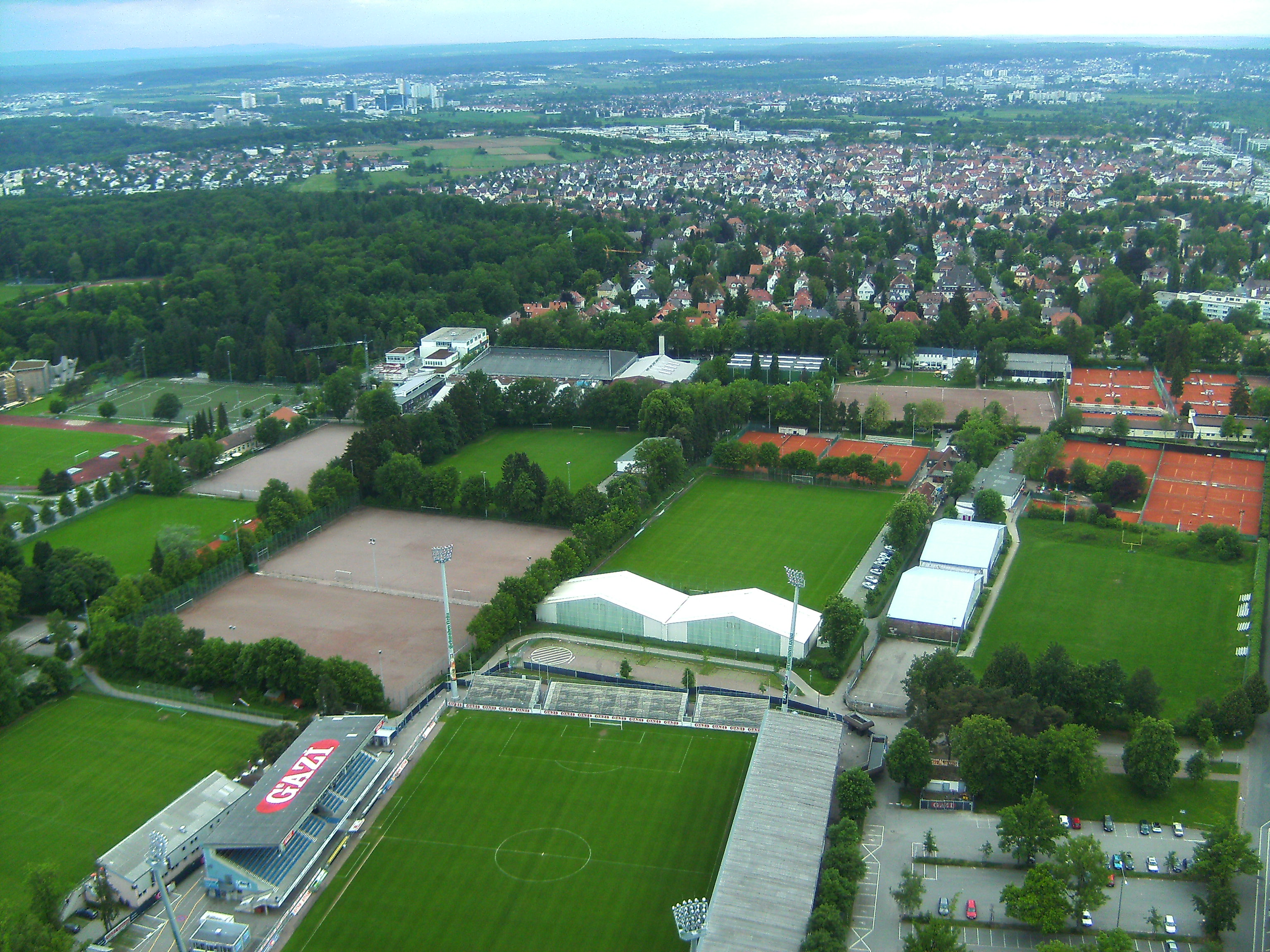
デガーロッホ地区のスポーツ施設群。画面下方のスタジアムがガッツィ＝シュターディオン・アウフ・デア・ヴァルダウ。

#### スポーツ施設
シュトゥットガルトには、トップ選手による大会のためのスタジアムやアリーナが数多く存在する。この街の最も重要なスポーツセンターは、カンシュタッター・ヴァーゼンのネッカーパルクにある。ここには、サッカースタジアムの「メルセデス＝ベンツ・アレーナ」と、4つの多目的ホール「ハンス＝マルティン＝シュライヤー＝ハレ」「ポルシェ＝アレーナ」「シャルレーナ」「カール・ベンツ・センター」がある。もう一つの大きなスポーツ地区はデガーロッホのヴァルダウにある。ここには数多くの多目的競技場の他にガッツィ＝シュターディオン・アウフ・デア・ヴァルダウやヴァルダウ・アイスシュポルトツェントルム（アイススポーツセンター）がある。

#### スポーツイベント
シュトゥットガルトは、1974年と2006年のサッカーワールドカップ、1986年陸上競技ヨーロッパ選手権大会、1993年世界陸上競技選手権大会の競技地となった。
この他にシュトゥットガルトでは数多くの国際スポーツイベントが開催された。たとえば、以下のものがある。
- 1977年 ウエイトリフティング世界選手権
- 1983年 フォーメーションダンス（ドイツ語版、英語版）
- 1985年 バスケットボール欧州選手権男子決勝
- 1986年 陸上競技ヨーロッパ選手権大会
- 1987年 ツール・ド・フランスのステージ・ゴール
- 1989年 世界体操競技選手権
- 1989年 デビスカップ決勝戦
- 1989年 バレーボール欧州選手権女子決勝
- 1991年 世界選手権自転車競技大会ロードレース
- 1991年 レスリングヨーロッパ選手権
- 1992年 新体操ヨーロッパ選手権（ドイツ語版、英語版）
- 1992年 ヨーロッパ卓球選手権
- 1993年 世界陸上競技選手権大会
- 2006-2008年 IAAFワールドアスレチックファイナル
- 2007年 世界体操選手権大会
- 2007年 世界選手権自転車競技大会ロードレース
- 2007年 世界男子ハンドボール選手権（一部の試合）
- 2009年 ヨーロッパ卓球選手権
- 2019年 世界体操選手権大会

毎年開催される大会としては、テニストーナメントの「ボス・オープン」と「ポルシェ・テニス・グランプリ」、乗馬トーナメント「ジャーマン・マスターズ」、体操ワールドカップの「DTB-ポカール」、ダンス競技の「ジャーマン・オープン・チャンピオンシップ」、長距離走の「シュトゥットガルト＝ラウフ」がある。2008年まではシュライヤー＝ハレで自転車競技の6日間レースが開催されていた。
さらに、シュトゥットガルトにはモータースポーツの長い伝統がある。ソリトゥーデ城の近くで開催されるオートバイと自動車のためのソリトゥーデ＝レネンは、1903年に初めて開催され、1952年から1964年までオートバイレースのドイツグランプリ大会として、何度もロードレース世界選手権に組み込まれた。自動車レーサーにとっても、特に1960年代初めには高いステータスを有しており、1961年から1964年までフォーミュラ1レースとして行われたが、世界選手権には含まれなかった。ヴォルフガング・フォン・トリップス、ハンス・ヘルマン、イネス・アイルランド、ジム・クラーク、ダン・ガーニー、ジョン・サーティース、ジャック・ブラバムといった偉大なレーサーがスタートラインについた。ソリトゥーデ＝レネンは1960年代半ばに終了した。ソリトゥーデ＝レネンのコースは急カーブが多く、観客との距離が近く、ランオフエリアがないため危険であるとみなされ、1965年以後は使われていない。現在は、オールドタイマーレースとして「ソリトゥーデ・リバイバル」が定期的に開催されている。

#### サッカー
シュトゥットガルトは、2つの有名サッカークラブのホームタウンである。VfBシュトゥットガルトは、2020年6月現在71,500人以上の会員を擁するドイツ最大級のスポーツクラブの一つである。このクラブはこれまで、5回ドイツチャンピオンとなり、3回ポカール戦で優勝している。ホームゲームはネッカーパルクのMHPアレーナで行われている。シュトゥットガルト・キッカーズは、1980年代と1990年代に2回最盛期を迎え、ブンデスリーガにも参加したが、2018/19年シーズンからオーバーリーガ・バーデン＝ヴュルテンベルクで戦っている。ホームゲームは、デガーロッホ地区のガッツィ＝シュターディオン・アウフ・デア・ヴァルダウで行われる。この他に、かつて全国的に有名だったサッカークラブのシュポルトフロインデ・シュトゥットガルトやFV ツッフェンハウゼンがある。
TVビッテンフェルトは、2015/16年シーズンから TVB シュトゥットガルトの名称で、男子ハンドボール・ブンデスリーガでプレイしている。ホームゲームの開催施設はシャルレーナであるが、一部のホームゲームは収容人数の都合上ポルシェ＝アレーナでも開催される。VfLプフリンゲン/シュトゥットガルトは2001年から2006年までブンデスリーガに参加しており、ハンス＝マルティン＝シュライヤー＝ハレでホームゲームを開催している。1990/91年シーズンにはSG シュトゥットガルト＝シャルンハウゼンもブンデスリーガに参加していた。

#### バスケットボール
MTV は、バスケットボール・ブンデスリーガ2部から降格する以前、2005/06年までプロリーグのバスケットボールチームを有するシュトゥットガルト唯一のクラブであった。

#### バレーボール
女子バーレボールチームのアリアンツMTVシュトゥットガルト（2010年まではアリアンツ・ヴォリー・シュトゥットガルト、2012年まではスマート・アリアンツ・シュトゥットガルト）は2008年からブンデスリーガに参戦している。このチームは2015年から2018年まで4回準優勝した後、2019年にドイツチャンピオンになった。さらにDVV-ポカールを3回獲得している。CJDフォイアーバッハは、3回女子バレーボール・ドイツチャンピオンになった。このクラブは1996年に経済的理由からその第1チームがブンデスリーガから撤退した。

#### ホッケー
アイスホッケー
アイスホッケーでは、シュトゥットガルト・レーベルスがレギオナルリーガと育成部門に参加している。ホームゲームはデガーロッホのアイスシュポルトツェントルム・ヴァルダウで開催される。
フィールドホッケー
ホッケークラブ HTCシュトゥットガルト・キッカーズは、2005年にドイツ・チャンピオンとなり、2006年にユーロカップで優勝した。

#### アメフト
アメリカンフットボールでは、シュトゥットガルト・スコーピオンスがジャーマン・フットボール・リーグで活動している。このクラブはガッツィ＝シュターディオン・アウフ・デア・ヴァルダウでホームゲームを行っている。このチームは2007年に準優勝した。水球では SVカンシュタットが2006年にドイツ・チャンピオンとなった。

#### テニス
TCヴァイセンホーフの女子テニスチームは4回ドイツ・チャンピオンとなり、TECヴァルダウは2006年ドイツ・チャンピオンとなった。

#### 体操
2番目に長い伝統を持つスポーツクラブが、会員数約9,000人の MTVシュトゥットガルトである。その体操部門は、女子チームが2010年および2012年から2018年まで、男子チームも2014年にドイツ・チャンピオンとなった。

#### ビリヤード
ビリヤードクラブ BCシュトゥットガルト1891 は、2013年からスヌーカー＝ブンデスリーガ1部に参加しており、2014年と2017年にドイツ・チャンピオンとなった。さらにこのクラブは長年にわたってドライバント＝ブンデスリーガ2部（スリークッション）およびプールビリヤード＝ブンデスリーガ2部（ポケットビリヤード）にも参戦している。TSVヴァイリムドルフは、2009年にフットサルのドイツ・チャンピオンとなった。

#### ウィンタースポーツ
VfBシュトゥットガルトに次いで会員数の多いシュトゥットガルトのスポーツクラブが、ドイツ・アルペンクラブの2つの支部で、シュヴァーベン支部が約36,600人、シュトゥットガルト支部が28,200人である。3つめのドイツ・アルペンクラブ・ヴロツワフ支部は会員数約650人で、1877年にヴロツワフで結成された。

## 出身関連著名人
シュトゥットガルト出身の主な人物やゆかりの人物についてはシュトゥットガルトの人物を参照のこと。